# 長野市

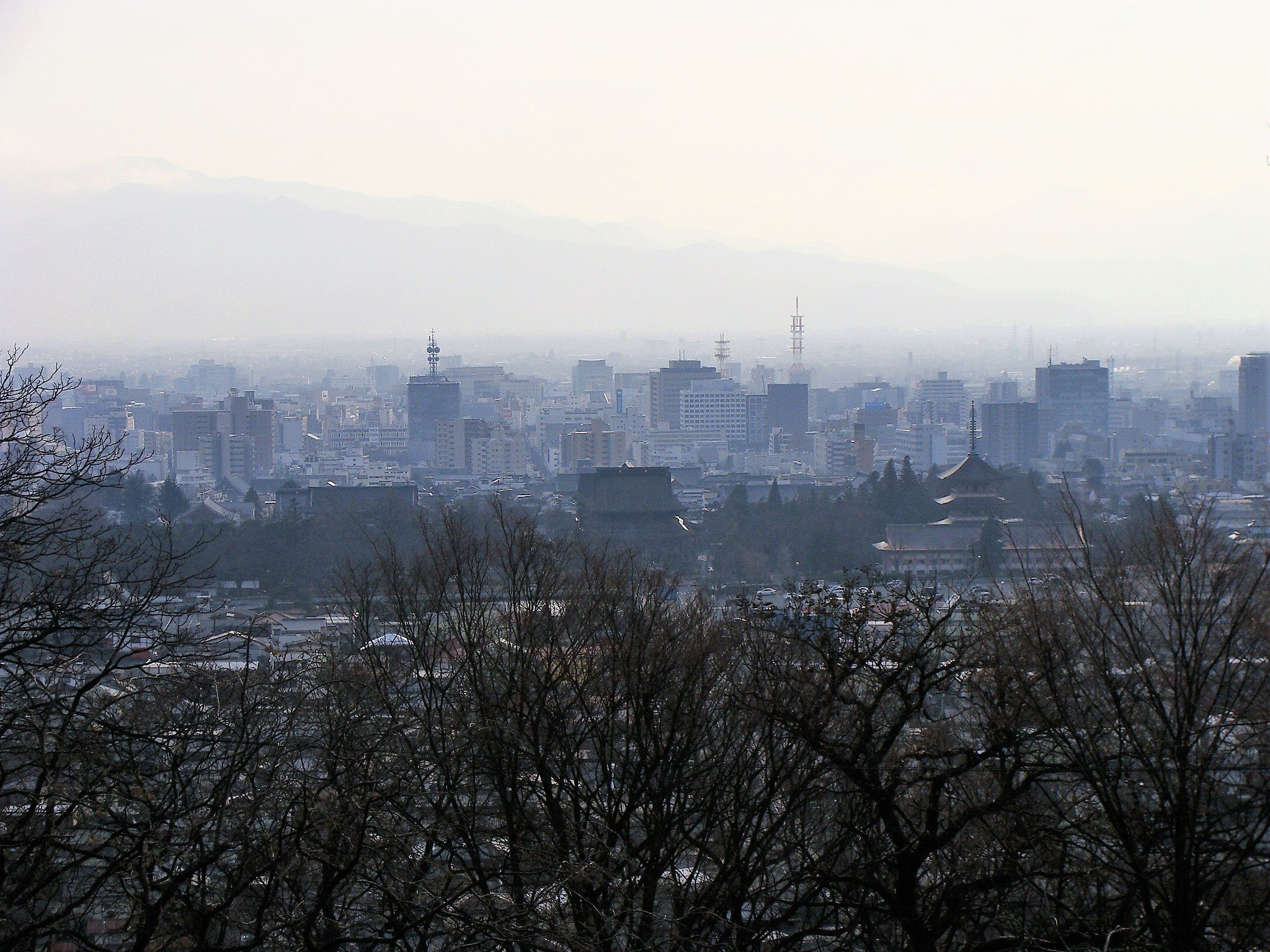
善光寺雲上殿から見た長野市中心部。

長野市（ながのし）は、長野県の北部に位置する市で県庁所在地。県内最大の人口を有する北信地方の中心都市である。県内では中信地方の松本市とともに中核市に指定されている（長野市は1999年4月に中核市に移行）。
1998年には長野オリンピック・パラリンピックが開催された。また、2005年には第8回スペシャルオリンピックス冬季世界大会が行われた。
市内にある長野県庁本庁舎は、標高371.3メートルの地点に建っており、日本の47都道府県庁舎の中で最も高い場所にある。

## 地理

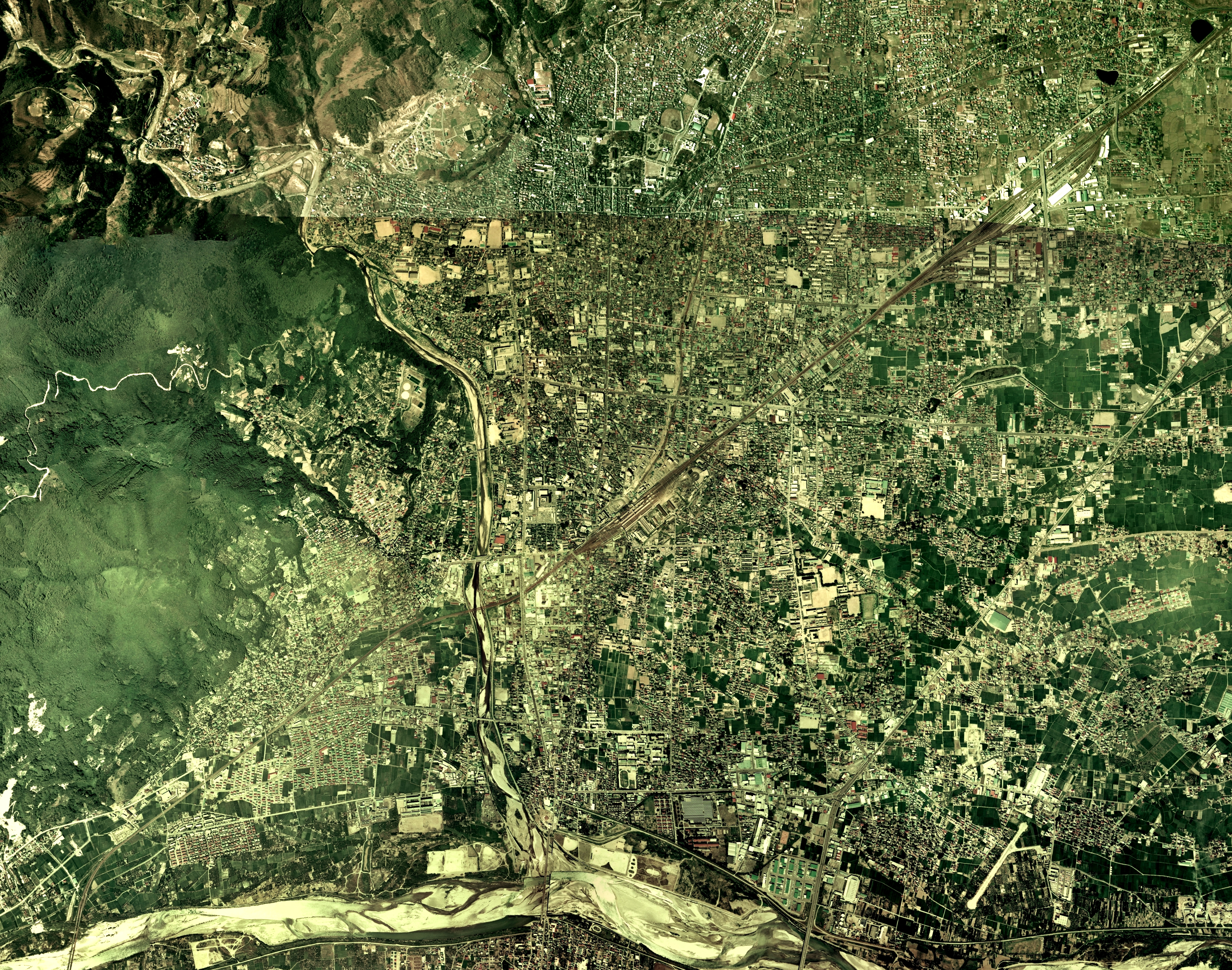
長野市中心部周辺の空中写真。1975年撮影の18枚を合成作成。。

### 地形
長野市は上信越高原国立公園の飯縄山、戸隠山、黒姫山などの北信五岳を背景に、市内の中央には一級河川である千曲川、犀川の2大河川が流れている。

#### 長野盆地
長野盆地は、東部山地と西部山地に挟まれた、面積およそ300平方キロメートル、標高330～380メートルの盆地である。善光寺平とも呼ばれてきた。長野盆地の中には千曲川・犀川・裾花川など大小の河川が多数流れ込み、千曲川に合流している。長野盆地内の千曲川は高低差が小さいため、流れが穏やかである。千曲川沿いには、洪水の際に川が氾濫して土砂が堆積した沖積地が広がっている。洪水の被害を受けやすい沖積地は昔から主に耕作地として利用されてきたが、治水が進んだ現代では市街地化が進んだところも見られる。
西部山地から流れ込む犀川と裾花川は、上流から多量の砂礫を盆地内へ運び込んでいるため、傾斜が緩やかで大規模な扇状地を形成している。長野市の主な市街地は、こうした扇状地の上に形成されている。

#### 西部山地
西部山地は戸隠山や聖山、虫倉山など一部の山を除くと、標高1000メートル以下のなだらかな山々から構成されている。山地をつくっている地層が比較的新しくて軟質なため、地滑りが多く発生している。古い地滑りの跡地は、とてもなだらかな地形をしていて土壌も肥沃なため、耕作地や住宅地として利用されている。
西部山地の斜面は、かつては薪炭林や農耕に必要な採草地として利用されていたが、現在ではあまり利用や手入れが行われておらず、荒廃が進んでいる。

#### 東部山地

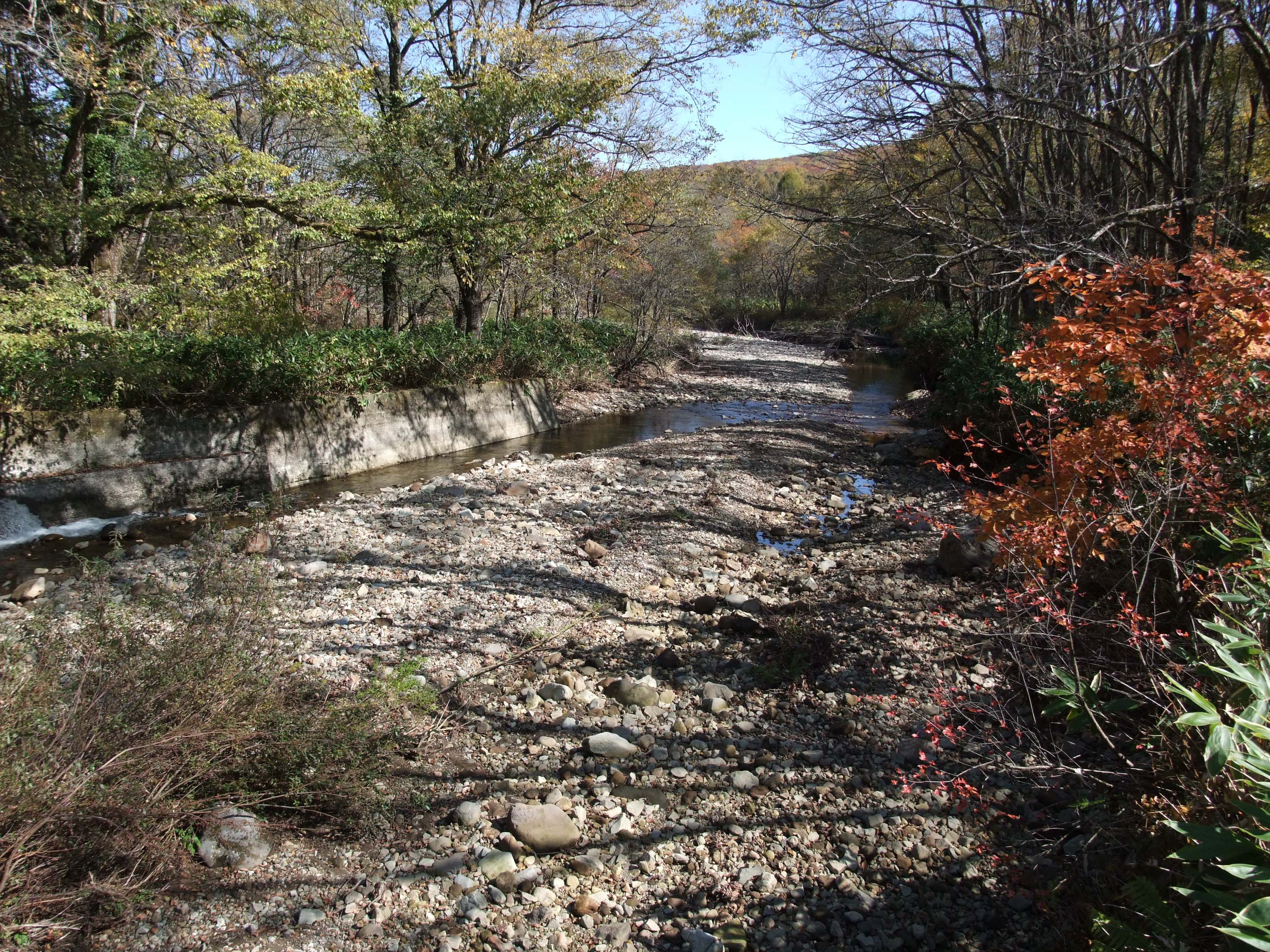
鳥居川

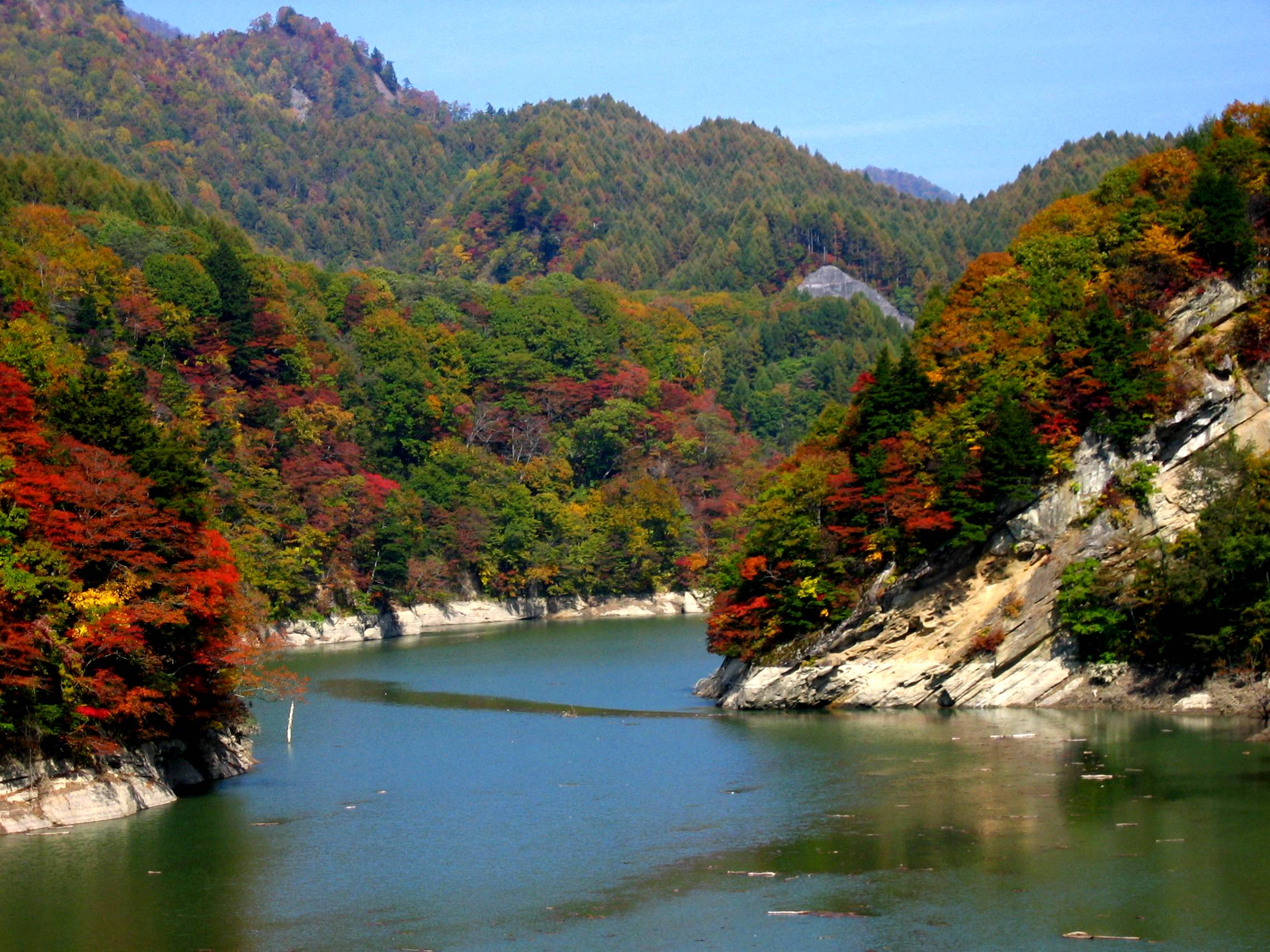
奥裾花湖

東部山地は、高いところで標高1200メートル以上もある高い山地で、しかも硬い岩盤でできているため、とても急峻な地形をしている。山地に平地が乏しいので耕作地は少なく、その大半が森林となっている。若穂や松代の山際には、小規模な扇状地が見られる。土壌が砂礫質で地表に水が乏しいため、一部が住宅地として利用されているほかは主に果樹園として利用されている。

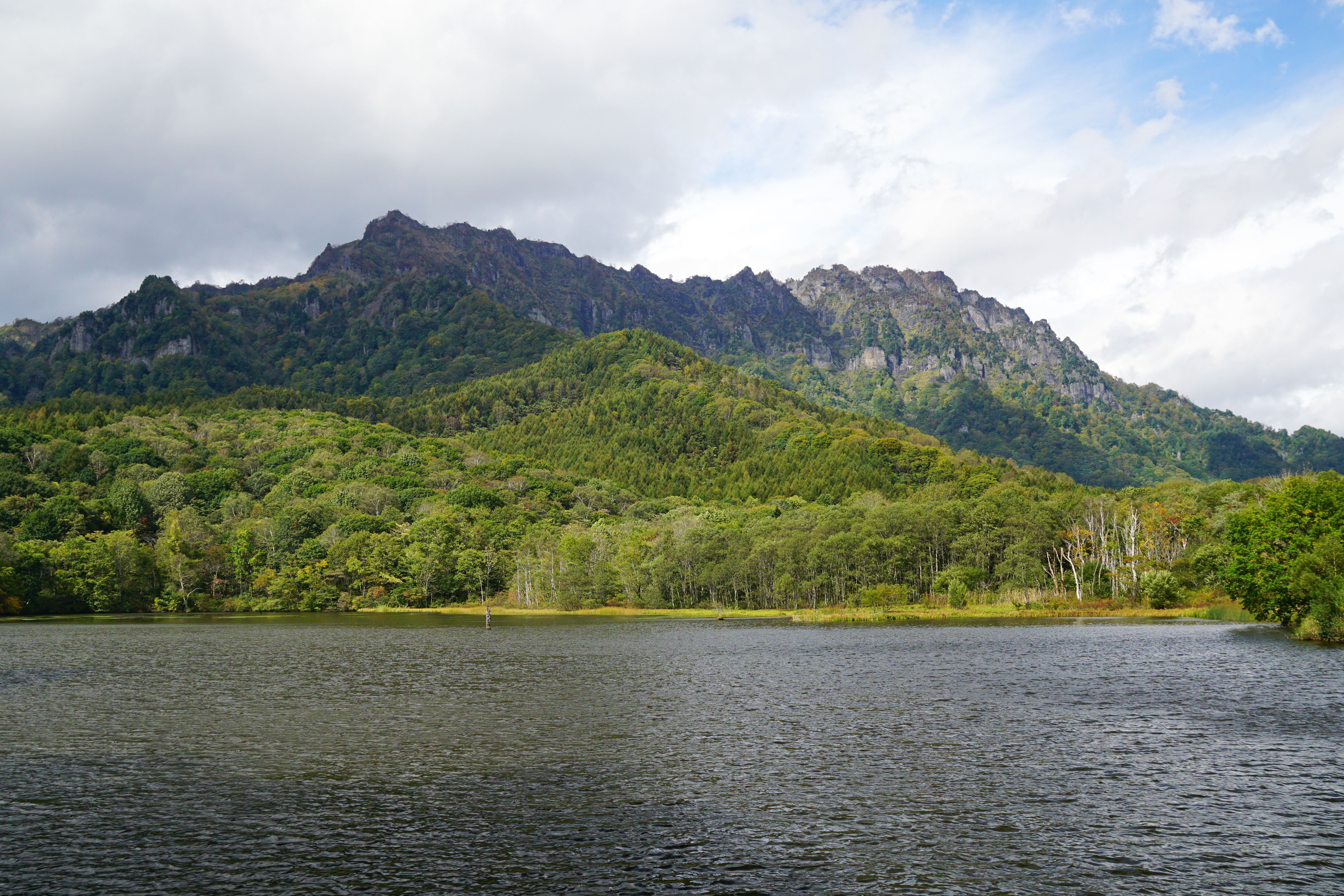
戸隠山

主な山
- 飯縄山
- 妻女山
- 高妻山
- 地附山
- 戸隠山
- 聖山
- 皆神山
- 髻山
- 虫倉山

主な峠
- 大望峠

主な高原
- 飯綱高原

主な川
- 千曲川（信濃川）
- 犀川
- 鳥居川
- 浅川
- 裾花川

中洲
- 川中島
- 大豆島

主な谷
- 奥裾花渓谷
- 裾花渓谷

主な湖
- 奥裾花湖（ダム湖）
- 琅鶴湖（ダム湖）

主な池
- 浅川大池
- 大座法師池
- 猫又池
- 大花見池
- 鏡池
- 金井池
- 田子池
- 柳久保池
- 嫁殺しの池

主な湿地帯
- 逆谷地湿原

### 土地利用
2008年における地目別の土地面積は次の通りであった。
- 水田 - 38.36 km2
- 畑 - 78.71 km2
- 池沼 - 0.33 km2
- 山林 - 323.85 km2
- 宅地 - 61.67 km2
- その他 - 133.24 km2
- 総計 - 730.83 km2

### 隣接する自治体
※ 北の妙高市以外は、長野県。
- 北 - 上水内郡信濃町、飯綱町、新潟県妙高市
- 東 - 中野市、上高井郡小布施町、須坂市
- 南 - 上田市、千曲市
- 南西 - 大町市、東筑摩郡麻績村、筑北村、生坂村
- 西 - 上水内郡小川村
- 北西 - 北安曇郡白馬村、小谷村

## 気候
市の中心部は盆地に位置することから寒暖の差が激しい。夏に高温を記録することも多い一方で、冬の寒さは厳しい。このように、気温の日較差、年較差が大きい大陸性気候と言える。中央高地式気候の典型とされることもあるが、日本海側気候の特色も併せ持ち、市北部の山間部は日本海側気候の豪雪地帯である。一方で、市街地中心部は降雨も降雪も限られている。
気温は年間を通して東北地方南部の会津若松市や山形市と同程度であり、県庁所在地としても冷涼な都市に属する。冬季の寒さは日照時間の短さに由来するが、一方で平均的な雲量は7前後と決して多くないことから放射冷却が発生しやすく、日没後には気温が急速に低下する。1月の平均最低気温は−3.9 ℃と、全国的に見ても低い。ただし、長野県内では高い方である。最低気温記録は−17.0 ℃（1934年1月24日）であるが、これは長野県内では高い。曇天の日が多いこともあり日中の気温が上がらず真冬日を観測することも珍しくなく、長野県内の主要都市では諏訪市と並んで真冬日が多い地域とされる。最低気温については上昇傾向が見られ、これはヒートアイランド・都市化の影響を受ける市街地で顕著である。かつては毎年のように記録していた−10 ℃以下の気温が観測されることは80年代以降少なくなっている。21世紀に入ってからその傾向は顕著となり、2007年から2023年までの間で−10 ℃以下の気温を観測したのは2012年、2016年、2018年、2022年、2023年のみである。1961年以降の最低気温は−15.0 ℃（1967年1月17日）、2000年以降では−12.0℃（2001年1月16日）と、県内の気象観測地点では県南部の南信濃に次いで高い。
長野市でも北部山間部は、日本海側気候の特性が強い豪雪地帯である。その一方で、中心市街地より南は、山脈の下降気流の影響を受けるため、降雪量は少なくなり、そこそこ積もるという程度である。中心市街地に近い長野地方気象台（長野市箱清水1丁目）を例にとると、年間降雪量は163 cmで、従前の平年値に比較して100cmほど減少したものの、それでも豪雪地のイメージを持つ新潟市を上回る量であり、冬型の気圧配置による降雪だけでなく南岸低気圧の影響による降雪も見られるため、降雪が少ないとは言えない。ただし冬期の降水量は月間で50mm前後に過ぎず、年間の最深積雪も40cm以下に収まる年が多い。観測史上の最深積雪も1946年12月11日に観測された80 cmであり、より降雪量が少ない松本市の78cmと同程度となる。
降水は年間を通して少なく、都道府県庁所在地中最小の降水量である。長野市以外の県庁所在地で降水量が少ない都市として岡山市や甲府市、札幌市が挙げられるが、いずれも平年降水量は1100 mmを超えるのに対し長野市の平年降水量は965 mmと、際立って低い印象を受ける。ただし、2000年以降は年間降水量が1000mmを超える年が目立っており、2011年から2020年までの間で1000mmを下回った回数は2012年と2017年のみである。
夏は、日本国内で見れば晴天が多く、日照時間も多い方であり、日射しも強い。観測史上の最高気温は1994年8月16日の38.7 ℃である。8月の平均最高気温は31.1 ℃に達し、猛暑日が観測されることも珍しくないなど昼間の暑さは厳しい。1994年以降は年間の猛暑日日数が0日になったことがない。相対湿度も日本の中では上位だが、一方で日本気象協会が提唱する「ジメ暑日」は少ない。最低気温は比較的低く熱帯夜になることは稀に観測する程度で記録がない年も多く、朝晩は過ごしやすいと言える。
長野地方気象台は1889年から気象観測が行われてきたことと、観測露場の環境が良いために、気象庁による東日本の平均気温の算出地点の1つにされている。
- 気温 - 最高38.7 ℃（1994年〈平成6年〉8月16日）、最低−17.0 ℃（1934年（昭和9年）1月24日）
- 最大日降水量 - 132.0 mm（2019年〈令和元年〉10月12日）
- 最大瞬間風速 - 31.4 m/s（1948年〈昭和23年〉8月23日）
- 最深積雪 - 80 cm（1946年〈昭和21年〉12月11日）
- 夏日最多日数 - 146日（2024年〈令和6年〉）
- 真夏日最多日数 - 80日（2023年〈令和5年〉）
- 猛暑日最多日数 - 24日（2023年〈令和5年〉）
- 熱帯夜最多日数 - 11日（2023年〈令和5年〉）
- 冬日最多日数 - 143日（1943年〈昭和18年〉寒候年）
- 真冬日最多日数 - 33日（1945年〈昭和20年〉寒候年）

| 長野市箱清水（長野地方気象台、標高418m）の気候          | 長野市箱清水（長野地方気象台、標高418m）の気候 | 長野市箱清水（長野地方気象台、標高418m）の気候 | 長野市箱清水（長野地方気象台、標高418m）の気候 | 長野市箱清水（長野地方気象台、標高418m）の気候 | 長野市箱清水（長野地方気象台、標高418m）の気候 | 長野市箱清水（長野地方気象台、標高418m）の気候 | 長野市箱清水（長野地方気象台、標高418m）の気候 | 長野市箱清水（長野地方気象台、標高418m）の気候 | 長野市箱清水（長野地方気象台、標高418m）の気候 | 長野市箱清水（長野地方気象台、標高418m）の気候 | 長野市箱清水（長野地方気象台、標高418m）の気候 | 長野市箱清水（長野地方気象台、標高418m）の気候 | 長野市箱清水（長野地方気象台、標高418m）の気候 |
| 月                                                      | 1月                                            | 2月                                            | 3月                                            | 4月                                            | 5月                                            | 6月                                            | 7月                                            | 8月                                            | 9月                                            | 10月                                           | 11月                                           | 12月                                           | 年                                             |
| ------------------------------------------------------- | ---------------------------------------------- | ---------------------------------------------- | ---------------------------------------------- | ---------------------------------------------- | ---------------------------------------------- | ---------------------------------------------- | ---------------------------------------------- | ---------------------------------------------- | ---------------------------------------------- | ---------------------------------------------- | ---------------------------------------------- | ---------------------------------------------- | ---------------------------------------------- |
| 最高気温記録 °C （°F）                                  | 18.1 (64.6)                                    | 22.5 (72.5)                                    | 24.7 (76.5)                                    | 30.8 (87.4)                                    | 34.2 (93.6)                                    | 35.9 (96.6)                                    | 37.9 (100.2)                                   | 38.7 (101.7)                                   | 36.3 (97.3)                                    | 32.2 (90)                                      | 26.2 (79.2)                                    | 22.0 (71.6)                                    | 38.7 (101.7)                                   |
| 平均最高気温 °C （°F）                                  | 3.8 (38.8)                                     | 5.3 (41.5)                                     | 10.3 (50.5)                                    | 17.4 (63.3)                                    | 23.2 (73.8)                                    | 26.1 (79)                                      | 29.7 (85.5)                                    | 31.1 (88)                                      | 26.2 (79.2)                                    | 19.7 (67.5)                                    | 13.4 (56.1)                                    | 6.9 (44.4)                                     | 17.8 (64)                                      |
| 日平均気温 °C （°F）                                    | −0.4 (31.3)                                    | 0.4 (32.7)                                     | 4.3 (39.7)                                     | 10.6 (51.1)                                    | 16.4 (61.5)                                    | 20.4 (68.7)                                    | 24.3 (75.7)                                    | 25.4 (77.7)                                    | 21.0 (69.8)                                    | 14.4 (57.9)                                    | 7.9 (46.2)                                     | 2.3 (36.1)                                     | 12.3 (54.1)                                    |
| 平均最低気温 °C （°F）                                  | −3.9 (25)                                      | −3.7 (25.3)                                    | −0.5 (31.1)                                    | 4.9 (40.8)                                     | 10.9 (51.6)                                    | 16.1 (61)                                      | 20.5 (68.9)                                    | 21.5 (70.7)                                    | 17.2 (63)                                      | 10.3 (50.5)                                    | 3.4 (38.1)                                     | −1.5 (29.3)                                    | 7.9 (46.2)                                     |
| 最低気温記録 °C （°F）                                  | −17.0 (1.4)                                    | −16.4 (2.5)                                    | −14.6 (5.7)                                    | −6.5 (20.3)                                    | −1.8 (28.8)                                    | 3.9 (39)                                       | 10.2 (50.4)                                    | 10.7 (51.3)                                    | 5.5 (41.9)                                     | −1.9 (28.6)                                    | −11.4 (11.5)                                   | −15.2 (4.6)                                    | −17.0 (1.4)                                    |
| 降水量 mm （inch）                                      | 54.6 (2.15)                                    | 49.1 (1.933)                                   | 60.1 (2.366)                                   | 56.9 (2.24)                                    | 69.3 (2.728)                                   | 106.1 (4.177)                                  | 137.7 (5.421)                                  | 111.8 (4.402)                                  | 125.5 (4.941)                                  | 100.3 (3.949)                                  | 44.4 (1.748)                                   | 49.4 (1.945)                                   | 965.1 (37.996)                                 |
| 降雪量 cm （inch）                                      | 63 (24.8)                                      | 50 (19.7)                                      | 17 (6.7)                                       | 2 (0.8)                                        | 0 (0)                                          | 0 (0)                                          | 0 (0)                                          | 0 (0)                                          | 0 (0)                                          | 0 (0)                                          | 1 (0.4)                                        | 30 (11.8)                                      | 163 (64.2)                                     |
| 平均降水日数 （≥0.5 mm）                                | 12.7                                           | 11.0                                           | 11.3                                           | 9.8                                            | 9.6                                            | 11.6                                           | 13.5                                           | 10.8                                           | 10.6                                           | 9.2                                            | 8.6                                            | 11.2                                           | 130.0                                          |
| 平均降雪日数                                            | 24.0                                           | 20.1                                           | 15.6                                           | 3.2                                            | 0.0                                            | 0.0                                            | 0.0                                            | 0.0                                            | 0.0                                            | 0.0                                            | 3.6                                            | 19.0                                           | 85.6                                           |
| % 湿度                                                  | 79                                             | 74                                             | 68                                             | 61                                             | 63                                             | 71                                             | 75                                             | 73                                             | 74                                             | 75                                             | 76                                             | 79                                             | 72                                             |
| 平均月間日照時間                                        | 128.4                                          | 140.2                                          | 173.3                                          | 199.4                                          | 214.8                                          | 167.4                                          | 168.8                                          | 201.1                                          | 151.2                                          | 152.1                                          | 142.3                                          | 131.1                                          | 1,969.9                                        |
| 出典：気象庁 (平均値：1991年-2020年、極値：1889年-現在) |                                                |                                                |                                                |                                                |                                                |                                                |                                                |                                                |                                                |                                                |                                                |                                                |                                                |

| 長野地方気象台（1961 - 1990年平均）の気候 | 長野地方気象台（1961 - 1990年平均）の気候 | 長野地方気象台（1961 - 1990年平均）の気候 | 長野地方気象台（1961 - 1990年平均）の気候 | 長野地方気象台（1961 - 1990年平均）の気候 | 長野地方気象台（1961 - 1990年平均）の気候 | 長野地方気象台（1961 - 1990年平均）の気候 | 長野地方気象台（1961 - 1990年平均）の気候 | 長野地方気象台（1961 - 1990年平均）の気候 | 長野地方気象台（1961 - 1990年平均）の気候 | 長野地方気象台（1961 - 1990年平均）の気候 | 長野地方気象台（1961 - 1990年平均）の気候 | 長野地方気象台（1961 - 1990年平均）の気候 | 長野地方気象台（1961 - 1990年平均）の気候 |
| 月                                        | 1月                                       | 2月                                       | 3月                                       | 4月                                       | 5月                                       | 6月                                       | 7月                                       | 8月                                       | 9月                                       | 10月                                      | 11月                                      | 12月                                      | 年                                        |
| ----------------------------------------- | ----------------------------------------- | ----------------------------------------- | ----------------------------------------- | ----------------------------------------- | ----------------------------------------- | ----------------------------------------- | ----------------------------------------- | ----------------------------------------- | ----------------------------------------- | ----------------------------------------- | ----------------------------------------- | ----------------------------------------- | ----------------------------------------- |
| 平均最高気温 °C （°F）                    | 3.1 (37.6)                                | 4.2 (39.6)                                | 8.6 (47.5)                                | 17.1 (62.8)                               | 23.3 (73.9)                               | 25.0 (77)                                 | 28.7 (83.7)                               | 30.5 (86.9)                               | 24.9 (76.8)                               | 18.5 (65.3)                               | 12.6 (54.7)                               | 6.4 (43.5)                                | 16.8 (62.2)                               |
| 日平均気温 °C （°F）                      | −1.2 (29.8)                               | −0.5 (31.1)                               | 3.0 (37.4)                                | 10.4 (50.7)                               | 15.7 (60.3)                               | 19.6 (67.3)                               | 23.5 (74.3)                               | 24.8 (76.6)                               | 19.9 (67.8)                               | 13.1 (55.6)                               | 7.2 (45)                                  | 1.7 (35.1)                                | 11.5 (52.7)                               |
| 平均最低気温 °C （°F）                    | −4.9 (23.2)                               | −4.3 (24.3)                               | −1.5 (29.3)                               | 4.8 (40.6)                                | 10.0 (50)                                 | 15.3 (59.5)                               | 19.8 (67.6)                               | 20.9 (69.6)                               | 16.3 (61.3)                               | 8.8 (47.8)                                | 2.7 (36.9)                                | −2.1 (28.2)                               | 7.2 (45)                                  |
| 出典：理科年表                            |                                           |                                           |                                           |                                           |                                           |                                           |                                           |                                           |                                           |                                           |                                           |                                           |                                           |

| 信州新町（1991年 - 2020年）の気候  | 信州新町（1991年 - 2020年）の気候 | 信州新町（1991年 - 2020年）の気候 | 信州新町（1991年 - 2020年）の気候 | 信州新町（1991年 - 2020年）の気候 | 信州新町（1991年 - 2020年）の気候 | 信州新町（1991年 - 2020年）の気候 | 信州新町（1991年 - 2020年）の気候 | 信州新町（1991年 - 2020年）の気候 | 信州新町（1991年 - 2020年）の気候 | 信州新町（1991年 - 2020年）の気候 | 信州新町（1991年 - 2020年）の気候 | 信州新町（1991年 - 2020年）の気候 | 信州新町（1991年 - 2020年）の気候 |
| 月                                 | 1月                               | 2月                               | 3月                               | 4月                               | 5月                               | 6月                               | 7月                               | 8月                               | 9月                               | 10月                              | 11月                              | 12月                              | 年                                |
| ---------------------------------- | --------------------------------- | --------------------------------- | --------------------------------- | --------------------------------- | --------------------------------- | --------------------------------- | --------------------------------- | --------------------------------- | --------------------------------- | --------------------------------- | --------------------------------- | --------------------------------- | --------------------------------- |
| 最高気温記録 °C （°F）             | 15.3 (59.5)                       | 21.0 (69.8)                       | 25.8 (78.4)                       | 30.8 (87.4)                       | 34.6 (94.3)                       | 35.8 (96.4)                       | 37.2 (99)                         | 38.6 (101.5)                      | 35.3 (95.5)                       | 29.8 (85.6)                       | 25.2 (77.4)                       | 21.6 (70.9)                       | 38.6 (101.5)                      |
| 平均最高気温 °C （°F）             | 3.6 (38.5)                        | 4.9 (40.8)                        | 9.9 (49.8)                        | 17.1 (62.8)                       | 22.8 (73)                         | 25.8 (78.4)                       | 29.2 (84.6)                       | 30.4 (86.7)                       | 25.4 (77.7)                       | 19.1 (66.4)                       | 13.2 (55.8)                       | 6.8 (44.2)                        | 17.4 (63.3)                       |
| 日平均気温 °C （°F）               | −1.4 (29.5)                       | −0.8 (30.6)                       | 3.1 (37.6)                        | 9.3 (48.7)                        | 15.1 (59.2)                       | 19.2 (66.6)                       | 22.9 (73.2)                       | 23.9 (75)                         | 19.5 (67.1)                       | 13.0 (55.4)                       | 6.6 (43.9)                        | 1.2 (34.2)                        | 11.0 (51.8)                       |
| 平均最低気温 °C （°F）             | −5.5 (22.1)                       | −5.4 (22.3)                       | −2.1 (28.2)                       | 2.8 (37)                          | 8.5 (47.3)                        | 14.1 (57.4)                       | 18.8 (65.8)                       | 19.5 (67.1)                       | 15.5 (59.9)                       | 8.8 (47.8)                        | 2.0 (35.6)                        | −2.7 (27.1)                       | 6.2 (43.2)                        |
| 最低気温記録 °C （°F）             | −15.3 (4.5)                       | −13.4 (7.9)                       | −10.3 (13.5)                      | −5.8 (21.6)                       | −1.5 (29.3)                       | 4.1 (39.4)                        | 11.6 (52.9)                       | 11.2 (52.2)                       | 4.3 (39.7)                        | −0.6 (30.9)                       | −4.6 (23.7)                       | −12.3 (9.9)                       | −15.3 (4.5)                       |
| 降水量 mm （inch）                 | 56.2 (2.213)                      | 52.4 (2.063)                      | 76.3 (3.004)                      | 76.4 (3.008)                      | 88.7 (3.492)                      | 123.2 (4.85)                      | 146.5 (5.768)                     | 111.2 (4.378)                     | 148.7 (5.854)                     | 122.8 (4.835)                     | 53.8 (2.118)                      | 51.3 (2.02)                       | 1,107.4 (43.598)                  |
| 平均降水日数 （≥1.0 mm）           | 10.4                              | 8.8                               | 10.8                              | 9.4                               | 9.5                               | 11.0                              | 13.4                              | 9.9                               | 10.4                              | 9.1                               | 7.6                               | 10.3                              | 120.7                             |
| 平均月間日照時間                   | 123.2                             | 139.5                             | 171.6                             | 200.4                             | 209.3                             | 158.7                             | 158.1                             | 192.1                             | 137.1                             | 145.0                             | 139.5                             | 124.8                             | 1,899.1                           |
| 出典1：Japan Meteorological Agency |                                   |                                   |                                   |                                   |                                   |                                   |                                   |                                   |                                   |                                   |                                   |                                   |                                   |
| 出典2：気象庁                      |                                   |                                   |                                   |                                   |                                   |                                   |                                   |                                   |                                   |                                   |                                   |                                   |                                   |

## 人口
- DID人口比は67.7%（2015年国勢調査）。

| |                                        |  |
| 長野市と全国の年齢別人口分布（2005年） | 長野市の年齢・男女別人口分布（2005年） |  |
| ■紫色 ― 長野市 ■緑色 ― 日本全国 | ■青色 ― 男性 ■赤色 ― 女性              |  |
| 長野市（に相当する地域）の人口の推移 \| 1970年（昭和45年） \| 322,825人 \| \| \| 1975年（昭和50年） \| 342,120人 \| \| \| 1980年（昭和55年） \| 358,173人 \| \| \| 1985年（昭和60年） \| 369,023人 \| \| \| 1990年（平成2年） \| 377,261人 \| \| \| 1995年（平成7年） \| 387,359人 \| \| \| 2000年（平成12年） \| 387,911人 \| \| \| 2005年（平成17年） \| 386,572人 \| \| \| 2010年（平成22年） \| 381,511人 \| \| \| 2015年（平成27年） \| 377,598人 \| \| \| 2020年（令和2年） \| 372,760人 \| \| |                                        |  |
| 総務省統計局 国勢調査より |                                        |  |
| 1970年（昭和45年） | 322,825人                              |  |
| 1975年（昭和50年） | 342,120人                              |  |
| 1980年（昭和55年） | 358,173人                              |  |
| 1985年（昭和60年） | 369,023人                              |  |
| 1990年（平成2年） | 377,261人                              |  |
| 1995年（平成7年） | 387,359人                              |  |
| 2000年（平成12年） | 387,911人                              |  |
| 2005年（平成17年） | 386,572人                              |  |
| 2010年（平成22年） | 381,511人                              |  |
| 2015年（平成27年） | 377,598人                              |  |
| 2020年（令和2年） | 372,760人                              |  |

## 地域

### 地区
14の管区と52の地区から構成される(以下の人口はいずれも2023年3月1日現在の推計人口。

#### 長野管区　(人口215,642人)
- 第一地区
- 第二地区
- 第三地区
- 第四地区
- 第五地区

- 芹田地区
- 古牧地区
- 三輪地区
- 吉田地区
- 古里地区

- 柳原地区
- 浅川地区
- 大豆島地区
- 朝陽地区
- 若槻地区

- 長沼地区
- 安茂里地区
- 小田切地区
- 芋井地区

| - 篠ノ井地区 - 塩崎地区 - 共和地区 - 川柳地区 - 西寺尾地区 - 東福寺地区 - 信里地区 | - 松代地区 - 清野地区 - 西条地区 - 豊栄地区 - 東条地区 - 寺尾地区 - 西寺尾地区 | - 綿内地区 - 川田地区 - 保科地区 | - 中津地区 - 御厨地区 - 川中島地区 |

| - 青木島地区 - 真島地区 - 小島田地区 - 稲里地区 | - 七二会地区 | - 信田地区 - 更府地区 | - 豊野地区 |

| - 戸隠地区 | - 鬼無里地区 | - 大岡地区 | - 信州新町地区 |

#### 中条管区　(人口1,524人)
- 中条地区

### 大字・町丁
あ行
- アークス
- 青木島 1 - 4丁目（あおきじま）
- 青木島町青木島（あおきじままち・あおきじま）
- 青木島町大塚（あおきじままち・おおつか）
- 青木島町綱島（あおきじままち・つなしま）
- 赤沼（あかぬま）
- 上ケ屋（あげや）
- 浅川 1 - 5丁目（あさかわ）
- 浅川一ノ瀬（あさかわ・いちのせ）
- 浅川押田（あさかわ・おしだ）
- 浅川清水（あさかわ・きよみず）
- 浅川西条（あさかわ・にしじょう）
- 浅川西平（あさかわ・にしひら）

- 浅川畑山（あさかわ・はたやま）
- 浅川東条（あさかわ・ひがしじょう）
- 浅川福岡（あさかわ・ふくおか）
- 安茂里（あもり）
- 安茂里小市1- 4丁目（あもり・こいち）
- 石渡（いしわた）
- 泉平（いずみだいら）
- 伊勢宮 1 - 3丁目（いせみや）
- 市場（いちば）
- 稲里1丁目（いなさと）
- 稲里町下氷鉋（いなさとまち・しもひがの）
- 稲里町田牧（いなさとまち・たまき）
- 稲里町中央1- 4丁目（いなさとまち・ちゅうおう）

- 稲里町中氷鉋（いなさとまち・なかひがの）
- 稲田 1 - 4丁目（いなだ）
- 稲葉（いなば）
- 居町（いまち）
- 入山（いりやま）
- 上松 1 - 5丁目・上松（うえまつ）
- 上野1～3丁目（うわの）
- 大岡乙（おおおか・おつ）
- 大岡甲（おおおか・こう）
- 大岡中牧（おおおか・なかまき）
- 大岡弘崎（おおおか・ひろさき）
- 大岡丙（おおおか・へい）
- 大橋南 1 - 2丁目（おおはしみなみ）
- 大町（おおまち）
- 小島田町（おしまだまち）

か行
- 神楽橋（かぐらばし）
- 風間（かざま）
- 合戦場 1 - 3丁目（かっせんば）
- 門沢（かどさわ）
- 金井田（かないだ）
- 金箱（かねばこ）
- 上駒沢（かみこまざわ）
- 川合新田（かわいしんでん）
- 川中島町今井（かわなかじままち・いまい）
- 川中島町今井原（かわなかじままち・いまいはら）

- 川中島町今里（かわなかじままち・いまさと）
- 川中島町上氷鉋（かわなかじままち・かみひがの）
- 川中島町原（かわなかじままち・はら）
- 川中島町御厨（かわなかじままち・みくりや）
- 川中島町四ツ屋（かわなかじままち・よつや）
- 北尾張部（きたおわりべ）
- 北郷（きたごう）
- 北条町（きたじょうまち）

- 北長池（きたながいけ）
- 北堀（きたぼり）
- 鬼無里（きなさ）
- 鬼無里日下野（きなさ・くさがの）
- 鬼無里日影（きなさ・ひかげ）
- 桐原 1 - 2丁目（きりはら）
- 栗田（くりた）
- 小柴見（こしばみ）
- 小島（こじま）
- 小鍋（こなべ）

さ行
- 坂中（さかなか）
- 桜（さくら）
- 桜新町（さくらしんまち）
- 差出南 1 - 3丁目（さしでみなみ）
- 里島（さとじま）
- 早苗町（さなえちょう）
- 三才（さんさい）
- 三本柳西 1 - 3丁目（さんぼんやなぎ・にし）
- 三本柳東 1 - 3丁目（さんぼんやなぎ・ひがし）
- 篠ノ井会（しののい・あい）
- 篠ノ井石川（しののい・いしかわ）
- 篠ノ井有旅（しののい・うたび）
- 篠ノ井岡田（しののい・おかだ）
- 篠ノ井御幣川（しののい・おんべがわ）
- 篠ノ井杵淵（しののい・きねぶち）
- 篠ノ井小松原（しののい・こまつばら）
- 篠ノ井小森（しののい・こもり）
- 篠ノ井塩崎（しののい・しおざき）
- 篠ノ井東福寺（しののい・とうふくじ）
- 篠ノ井西寺尾（しののい・にしてらお）
- 篠ノ井布施五明（しののい・ふせごみょう）
- 篠ノ井布施高田（しののい・ふせたかだ）
- 篠ノ井二ツ柳（しののい・ふたつやなぎ）
- 篠ノ井山布施（しののい・やまぶせ）
- 篠ノ井横田（しののい・よこた）

- 下駒沢（しもこまざわ）
- 下氷鉋1丁目（しもひがの）
- 伺去（しゃり）
- 塩生乙（しおぶ・おつ）
- 塩生甲（しおぶ・こう）
- 真光寺（しんこうじ）
- 信更町赤田（しんこうまち・あかだ）
- 信更町上尾（しんこうまち・あげお）
- 信更町今泉（しんこうまち・いまいずみ）
- 信更町桜井（しんこうまち・さくらい）
- 信更町三水（しんこうまち・さみず）
- 信更町下平（しんこうまち・しもだいら）
- 信更町高野（しんこうまち・たかの）
- 信更町田沢（しんこうまち・たざわ）
- 信更町田野口（しんこうまち・たのぐち）
- 信更町灰原（しんこうまち・はいばら）
- 信更町氷ノ田（しんこうまち・ひのた）
- 信更町古藤（しんこうまち・ふるふじ）
- 信更町宮平（しんこうまち・みやだいら）
- 信更町安庭（しんこうまち・やすにわ)
- 信更町吉原（しんこうまち・よしわら）
- 信更町涌池（しんこうまち・わくいけ）
- 信州新町上条（しんしゅうしんまち・かみじょう）
- 信州新町越道（しんしゅうしんまち・こえどう）
- 信州新町里穂刈（しんしゅうしんまち・さとほかり）

- 信州新町下市場（しんしゅうしんまち・しもいちば）
- 信州新町新町（しんしゅうしんまち・しんまち）
- 信州新町左右（しんしゅうしんまち・そう）
- 信州新町竹房（しんしゅうしんまち・たけぶさ）
- 信州新町中牧（しんしゅうしんまち・なかまき）
- 信州新町信級（しんしゅうしんまち・のぶしな）
- 信州新町日原西（しんしゅうしんまち・ひはらにし）
- 信州新町日原東（しんしゅうしんまち・ひはらひがし）
- 信州新町弘崎（しんしゅうしんまち・ひろさき）
- 信州新町牧田中（しんしゅうしんまち・まきだなか）
- 信州新町牧野島（しんしゅうしんまち・まきのしま）
- 信州新町水内（しんしゅうしんまち・みのち）
- 信州新町山上条（しんしゅうしんまち・やまかみじょう）
- 信州新町山穂刈（しんしゅうしんまち・やまほかり）
- 新諏訪 1 - 2丁目（しんすわ）
- 神明（しんめい）

た行
- 高田（たかだ）
- 田子（たこ）
- 鑪（たたら）
- 田中（たなか）
- 丹波島 1 - 3丁目（たんばじま）
- 台ケ窪（だいがくぼ）
- 津野（つの）
- 鶴賀（つるが）

- 戸隠（とがくし）
- 戸隠祖山（とがくし・そやま）
- 戸隠栃原（とがくし・とちはら）
- 戸隠豊岡（とがくし・とよおか）
- 徳間1丁目・徳間（とくま）
- 富田（とみた）
- 富竹（とみたけ）
- 豊野町浅野（とよのまち・あさの）

- 豊野町石（とよのまち・いし）
- 豊野町大倉（とよのまち・おおくら）
- 豊野町蟹沢（とよのまち・かにさわ）
- 豊野町川谷（とよのまち・かわたに）
- 豊野町豊野（とよのまち・とよの）
- 豊野町南郷（とよのまち・みなみごう）

な行
- 中越 1 - 2丁目（なかごえ）
- 中御所 1 - 5丁目・中御所（なかごしょ）
- 中御所町4丁目（なかごしょまち（4ちょうめ））
- 中条（なかじょう）
- 中条日下野（なかじょう・くさがの）
- 中条住良木（なかじょう・すめらぎ）

- 中条日高（なかじょう・ひだか）
- 中条御山里（なかじょう・みやまさ）
- 中曽根（なかそね）
- 長野（ながの）
- 七瀬（ななせ）
- 七二会（なにあい）

- 西尾張部（にしおわりべ）
- 西三才（にしさんさい）
- 西長野（にしながの）
- 西和田 1 - 2丁目・西和田（にしわだ）

は行
- 箱清水 1 - 3丁目（はこしみず）
- 東犀南（ひがしさいなみ）
- 東鶴賀町（ひがしつるがまち）
- 東和田（ひがしわだ）

- 平柴（ひらしば）
- 平柴台（ひらしばだい）
- 平林 1 - 2丁目・平林（ひらばやし）
- 広瀬（ひろせ）

- 広田（ひろた）
- 穂保（ほやす）

ま行
- 真島町川合（ましままち・かわい）
- 真島町真島（ましままち・ましま）
- 松岡 1 - 2丁目（まつおか）
- 松代温泉（まつしろおんせん）
- 松代町岩野（まつしろまち・いわの）
- 松代町大室（まつしろまち・おおむろ）
- 松代町小島田（まつしろまち・おしまだ）
- 松代町清野（まつしろまち・きよの）
- 松代町柴（まつしろまち・しば）
- 松代町城東（まつしろまち・じょうとう）
- 松代町城北（まつしろまち・じょうほく）
- 松代町豊栄（まつしろまち・とよさか）

- 松代町西条（まつしろまち・にしじょう）
- 松代町西寺尾（まつしろまち・にしてらお）
- 松代町東条（まつしろまち・ひがしじょう）
- 松代町東寺尾（まつしろまち・ひがしてらお）
- 松代町牧島（まつしろまち・まきしま）
- 松代町松代（まつしろまち・まつしろ）
- 大豆島（まめじま）
- 大豆島西沖（まめじまにしおき）
- 檀田1- 2丁目・檀田（まゆみだ）

- みこと川（みことがわ）
- 三ツ出（みついで）
- 皆神台（みなかみだい）
- 南高田 1 - 2丁目（みなみたかだ）
- 南千歳 1 - 2丁目（みなみちとせ）
- 南長池（みなみながいけ）
- 南長野（みなみながの）
- 南堀（みなみぼり）
- 宮沖（みやおき）
- 三輪 1 - 10丁目・三輪（みわ）
- 村山（むらやま）
- 茂菅（もすげ）

や・わ行
- 屋敷田（やしきだ）
- 屋島（やしま）
- 柳原（やなぎはら）
- 柳町（やなぎまち）
- 山田中（やまだなか）
- 吉（よし）

- 吉田 1 - 5丁目（よしだ）
- 若里1- 7丁目・若里（わかさと）
- 若槻団地（わかつきだんち）
- 若槻西条（わかつき・にしじよう）
- 若槻東条（わかつき・ひがしじょう）
- 若穂牛島（わかほ・うしじま）

- 若穂川田（わかほ・かわだ）
- 若穂保科（わかほ・ほしな）
- 若穂綿内（わかほ・わたうち）
- 若宮 1 - 2丁目（わかみや）

## 歴史

### 原始から古代 - シナノから信濃国へ
長野市域における人類のあゆみは飯綱高原などの高原や山地から始まった。代表的な飯綱高原の上ケ屋遺跡は約2万年前の旧石器時代のものである。縄文時代の遺跡も、豊野地区の上浅野遺跡（市有形文化財）、中条地区の宮遺跡をはじめとして多彩に見つかっており、当時のムラの様子をうかがうことができる。
弥生時代には長野盆地でも稲作が行われるようになる。また、この時代にはコメなどをめぐり争いが発生。柳原地区の水内坐一元神社遺跡は、防御用の大きな溝を巡らせた環濠集落であり、そのことがうかがえる。弥生時代後半には「赤い土器（箱清水式土器）」が特徴的に使われだし、長野盆地を中心とした千曲川・犀川流域は「赤い土器のクニ」と呼ばれる独自の文化圏を形成した。

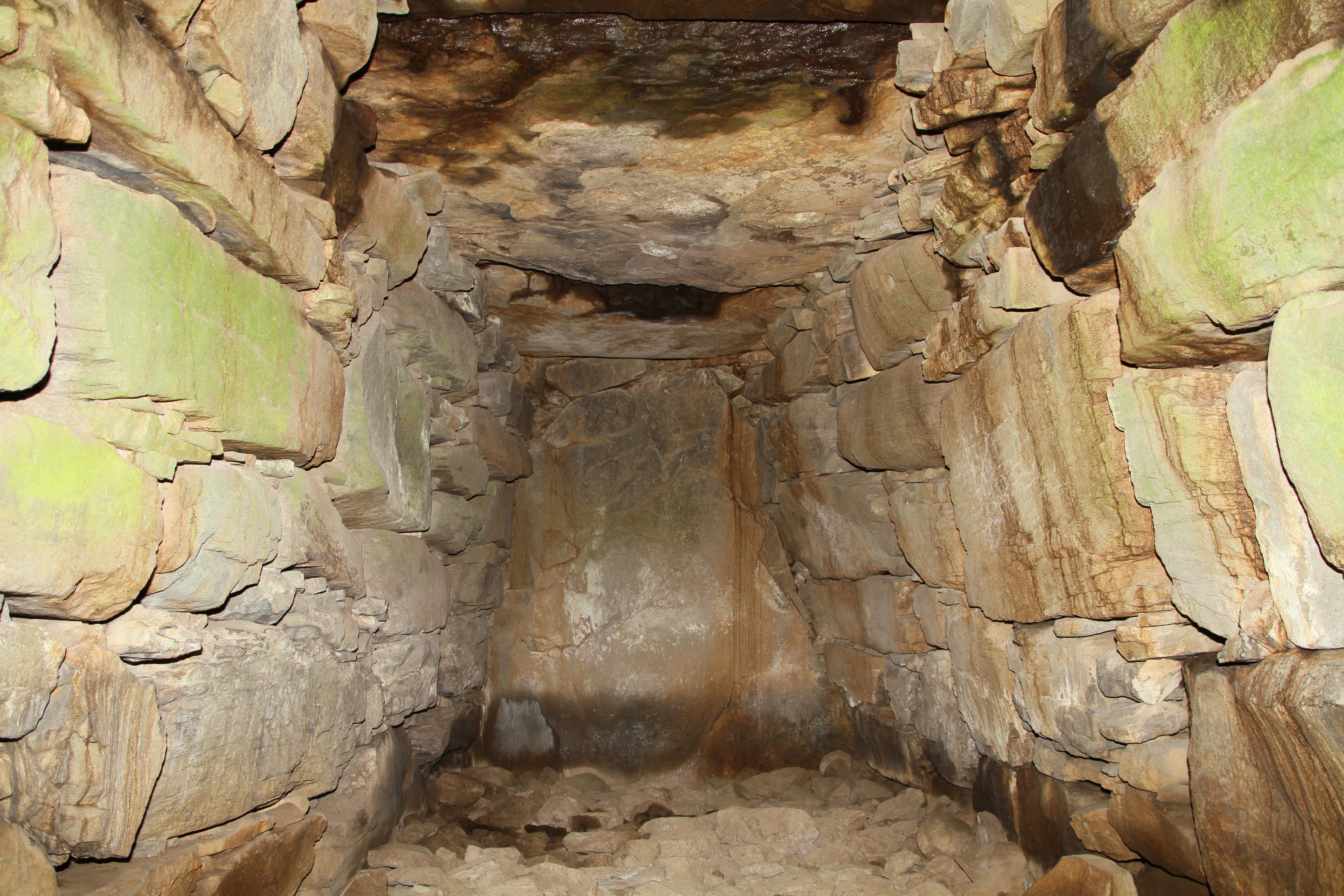
大室古墳群244号墳石室内部

4世紀中ば以降、千曲川を見下ろす山の上には、川柳将軍塚古墳（篠ノ井石川）や和田東山3号墳（若穂保科）といった大型の前方後円墳が築かれるようになる。これらは地域の「王」であるのと同時に、ヤマト政権のメンバーでもあった。5世紀中ば頃になると、大型古墳の築造と入れ替わるように、大室地区に集中的に古墳が築かれるようになる。総数500基を超える大室古墳群は朝鮮半島とかかわりのあった人々の墓と考えられる。
善光寺平の中心とした「シナノ」のクニは少なくとも4世紀前半にはヤマト政権のもとに入っていたと考えられる。「シナノ」は和銅5年（712年）編纂の『古事記』では「科野」、養老4年（720年）の『日本書紀』では「信濃」が統一的に使われている。このことから、7世紀後半には「科野」が用いられ、大宝令の制定を経た大宝4年（704年）に諸国の刻印が初めて鋳造された際、「信濃」の表記に改称されたと推定される。

### 中世 - 門前町の発展と相次ぐ戦乱
長野市の代表的な寺社に善光寺と戸隠神社がある。善光寺の名が文献上初めて登場するのは平安時代、10世紀に成立した『僧妙達蘇生注記』で、このころには地方の有力寺院となっていたことがわかる。一方、戸隠神社は、11世紀初頭の『能因歌枕』で歌枕のひとつに「とがくし」が挙げられているなど、存在が中央に認められつつあったことがわかっている。
治承4年（1180年）、木曾義仲は平氏を追討するため兵を挙げ、中信から東北信に進出した。これに対し、越後の平氏方の城資職は数万騎を率いて信濃に入る。平氏約4万、源氏約3千の両軍が養和元年（1181年）に篠ノ井の横田で戦った。これが横田河原の戦いである。義仲は、高井郡の井上光盛ら北信濃の豪族たちの助力によって勝利した。
長野市は善光寺の門前町として発展してきた。善光寺は治承3年（1179年）焼失したが、源平合戦に勝利した源頼朝の命によって10年後の建久2年（1189年）に再興された。その後も執権・北条家が善光寺を篤く信仰し、鎌倉時代には善光寺信仰が全国に広まり、門前町として地域が形成されていくことになる。『一遍聖絵』からは、この当時の善光寺と門前の賑わいを見て取ることができる。
鎌倉幕府が滅びると、北条時行が諏訪氏を頼って挙兵。八幡河原、篠井河原、四宮河原で信濃守護・小笠原貞宗と戦った。中先代の乱（青沼合戦）である。観応の擾乱に続く南北朝の争いでは国人領主達が2派閥に別れ、これらが守護や関東管領の命令に従わず、市内や近隣の各所は戦場と化した。
南北朝の動乱がようやく治まった応永6年（1399年）、室町幕府の足利義満は小笠原長秀を信濃守護に任命。それに対し、地元の北信濃きっての有力国人「村上氏」たちは大文字一揆を形成。二者は対立し、大塔合戦が起きた。結果、小笠原氏は降伏し、京都に逃れることとなる。

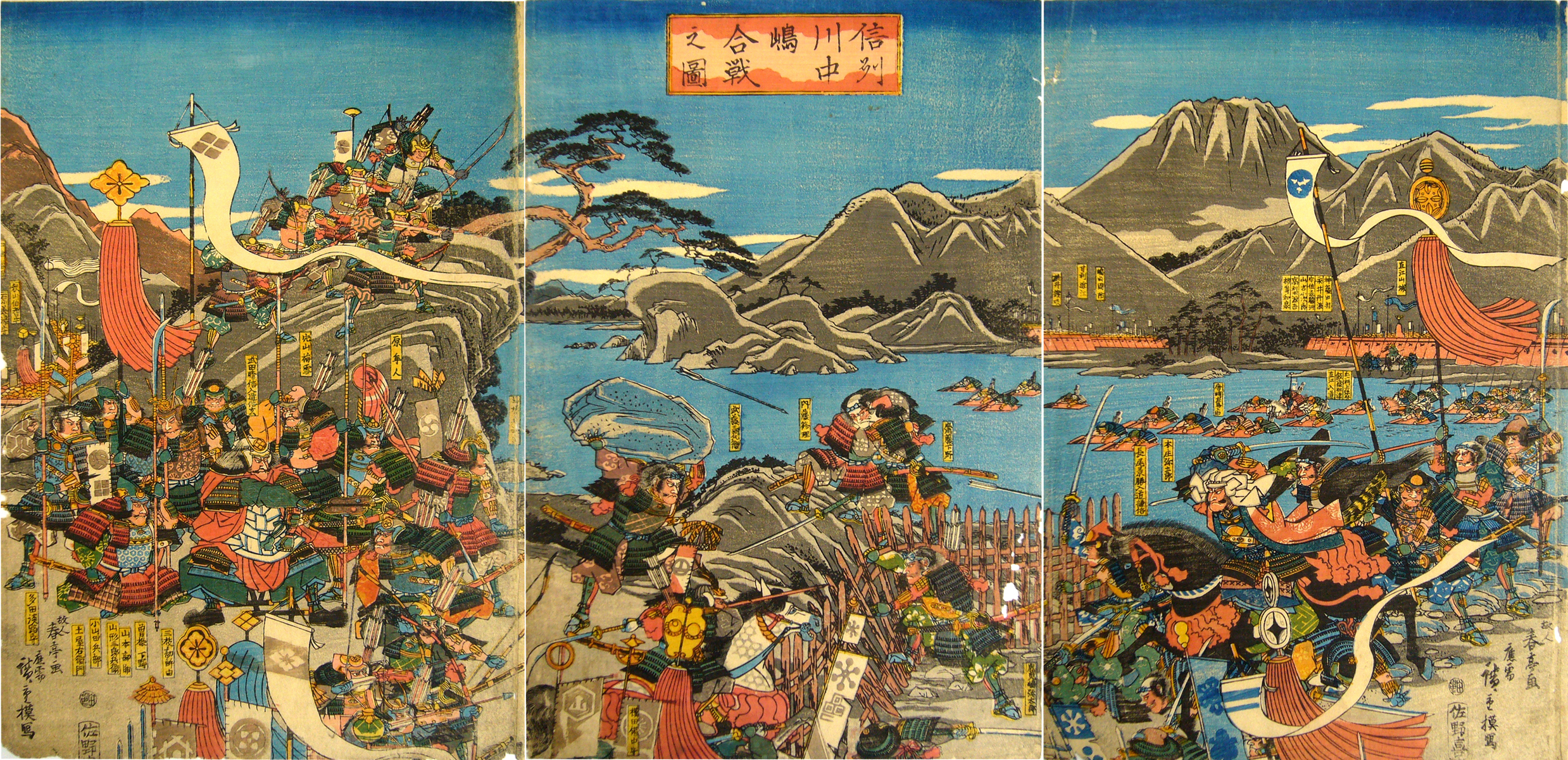
川中島の合戦

戦国時代になると武田信玄と上杉謙信が対立し、天文22年（1553年）に両軍は川中島で決戦することとなった。戦いは小競り合いも含めて5回起き、中でも永禄4年（1561年）秋の戦いは激戦となった。この川中島の戦いは地域の武将だけでなく、寺社にも影響を与える。善光寺の本尊・善光寺如来は権威の象徴として、武将の手を転々とすることになる。まず武田信玄とその子・勝頼、次に織田信長、徳川家康、そして豊臣秀吉の手に渡る。最終的に善光寺に帰るまでの44年間、本尊は各地を流転し、そのため門前町も衰退することになった。また戸隠神社は騒乱に巻き込まれたため、信徒たちは文禄3年（1594年）まで、30年間も小川筏ヶ峰（現在の小川村）に避難を余儀なくされた。
戦国時代後期、現在の長野市域を含む北信は武田領であったが、天正10年（1582年）の武田氏の滅亡によって一時的に織田領となった後、本能寺の変以降は上杉氏が北信濃の川中島四郡（高井郡、水内郡、更級郡、埴科郡）を慶長年間初頭まで支配した。なお、川中島の合戦の際に武田方の拠点として松代に造られた海津城は、江戸時代に入ると川中島四郡を治める信濃国最大の領国の中核として発展した。

### 近世 - 繁栄と災害
江戸時代になると主要5街道に次ぐ脇街道として北国街道が整備された。北国街道は追分宿（軽井沢町）で中山道から分岐し、矢代宿（千曲市）を過ぎて2つに分かれる。ひとつは千曲川と犀川を越えて善光寺宿から牟礼宿（飯綱町）に至るルート、もうひとつは松代城下を通り、福島宿（須坂市）北で千曲川を渡り長沼宿から牟礼宿に至るルートであった。江戸時代初期以降、繁栄する善光寺町を通る前者が北国街道の主となり、後者は犀川の洪水による舟留めの際の迂回ルートとして利用された。
北国街道は諸大名が参勤交代するルートとしても使われた。また、江戸まで距離も短く難所も少ないため、佐渡金銀の「御金荷」を運ぶ輸送路にもなっていた。
またこの時代、長野市域の大半は松代藩領で占められ、そこに善光寺や戸隠山といった寺社領、飯山藩領、須坂藩領、上田藩領、塩崎知行所などが所在した。その松代藩の政庁である松代城は、先に述べた海津城がその始まりとされる。その後、城下町も整備され、松代城は北信濃支配の拠点として重要な役割を担うようになっていった。

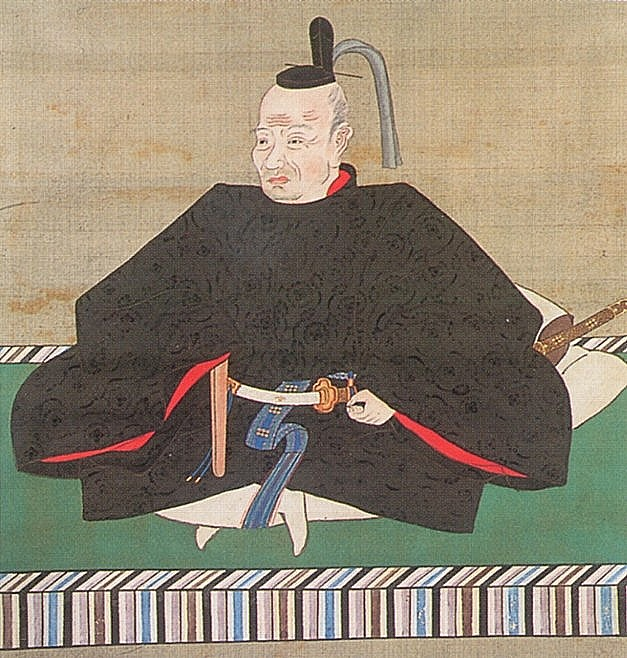
真田信之

元和8年（1622年）、真田信之が移管されて初代松代藩主となる。ここに真田氏による松代藩の治世が始まり、それは明治維新まで10代250年も続いた。信之は町づくりや産業振興に力を尽くす一方、質素倹約を励行すると共に文武を奨励。それは幕末や明治に活躍する佐久間象山や長谷川昭道を輩出する下地となった。
一方、衰退していた善光寺と門前町だが、本尊が戻ったことによって次第に復興していく。本堂が火災で焼失すると、その資金調達のために自ら出向いて出開帳を行い、全国へさらに善光寺信仰を広めるきっかけとなった。全国各地から善光寺参りの参詣者が集まり、門前町はより繁栄。信濃へ入る道はすべて善光寺道と呼ばれた。
発展した長野市域だが、江戸時代には巨大な災害が2つ起きている。寛保2年（1742年）、7月下旬から起きた大暴風雨によって千曲川本流支流ともにすさまじい氾濫が起きた。被害は甚大で、松代藩領では住宅の被害が2835軒、死者1220名、死んだ馬が32匹に及んだ。松代城にまで浸水し、「戌の満水」と呼ばれる。

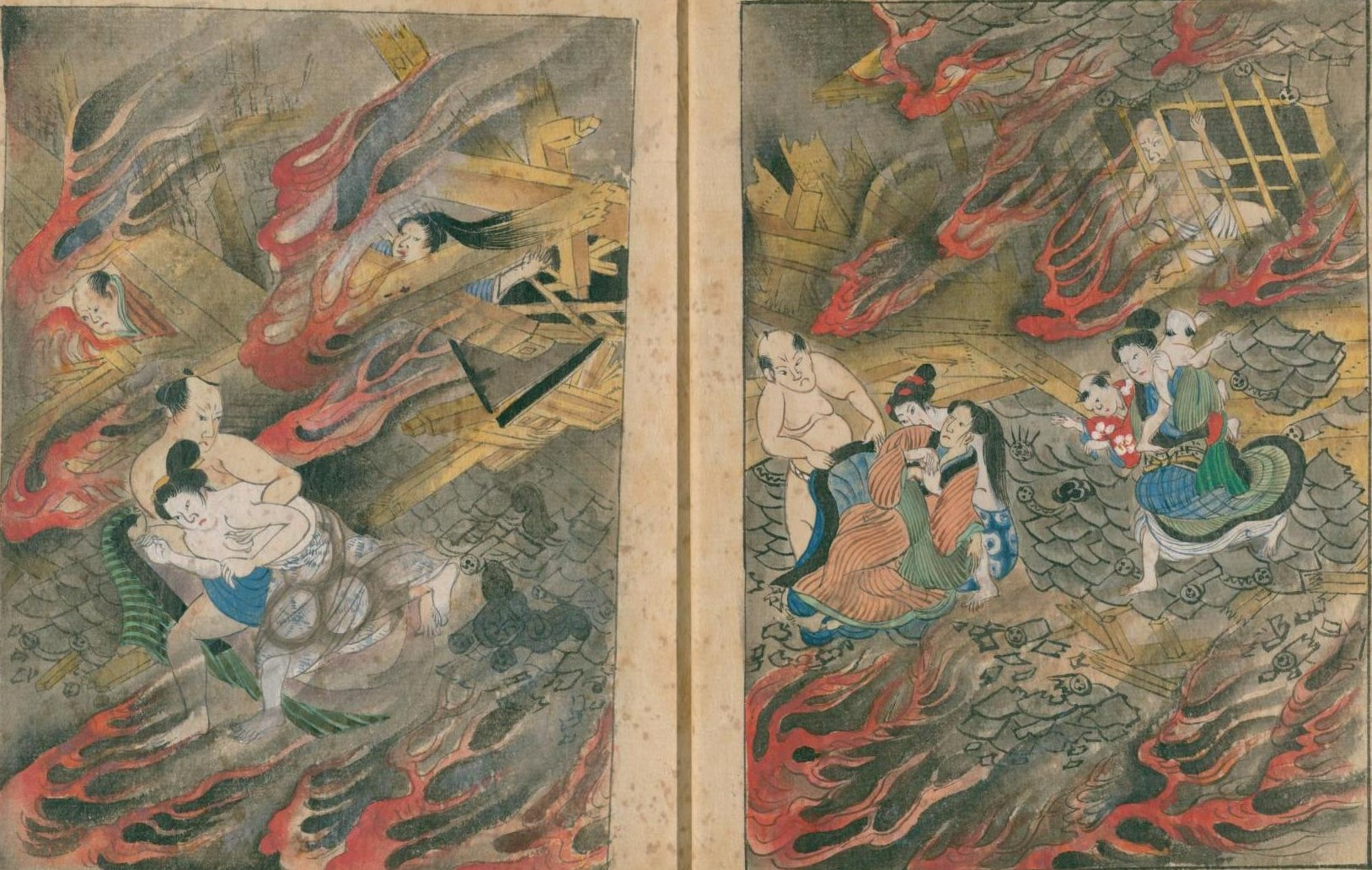
『地震後世俗語之種』より、善光寺地震

また弘化4年3月24日（1847年5月8日）夜10時ごろ、マグニチュード7.4と推定される大地震が北信濃を襲った。今日では善光寺地震と呼ばれ、長野県下で発生した地震の中でも最大規模とされている。折しも善光寺では御開帳が行われ、大勢の参詣者が集まっていた。多数の家屋が倒壊すると共に、門前町は猛火に包まれ、数千人の犠牲者が出たとされる。また二次災害として山崩れ、洪水なども起き、死者は8586人に及んでいる。

### 近代 - 長野市の誕生
長野県の前身は中野県だったが、松代騒動に続く明治3年（1870年）の中野騒動により、現在の中野市にあった中野県庁が焼き討ちに遭って焼失。結局、明治4年（1871年）に長野村の善光寺町へ県庁を移転、長野県に名前を変更することが決まった。最初の長野県は旧幕府領を管轄する県だったが、明治4年の廃藩置県に伴い東北信6郡を管轄する長野県となった。さらに明治9年（1876年）、筑摩県の中南信4郡をあわせて、旧信濃国10郡が長野県となった。
明治7年（1874年）に長野村は長野町となり、明治9年（1876年）長野町は箱清水村と合併。さらに同22年（1889年）の町村制で長野町、南長野町、西長野町、茂菅村と鶴賀町の一部が合併して新たな長野町が誕生した。さらに、明治30年（1897年）には県下最初の市制を施行し長野市となった。
明治21年（1888年）、長野から直江津まで鉄道が開通したことをきっかけに、商工業が発展し近代的市街地が形成された。大規模敷地を要する官庁や文化施設は市街地縁辺部に設置され、市街地との連絡道路が建設されることで、新しい町が生まれて市街地が拡大していった。
明治には富国策として繊維産業に力が入れられ、その影響で市域でも蚕を飼う養蚕農家が急増した。そんな中、明治7年（1874年）には旧松代藩士・大里忠一郎ら数名が、松代町西条に国内初の民間資本による器械製糸場を設立した（西条村製糸場、後に六公社と改称）。六公社には官営の富岡製糸場で工女として働き、蒸気器械製糸技術を学んだ和田英らの十数名も技術指導者として参画した。

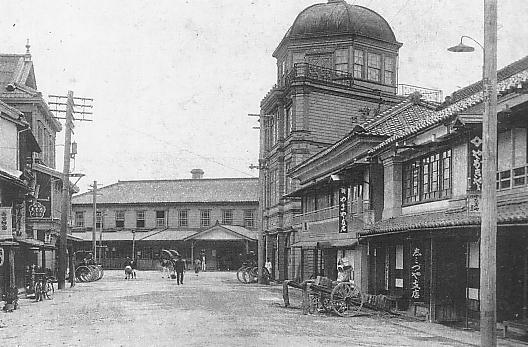
大正期の長野市街

しかし、世界恐慌が起きると昭和5年（1930年）には生糸関連の価格が大暴落する昭和恐慌が始まった。ほとんどの農家が養蚕を行い、製糸工場の女工も多かった長野市の影響は甚大だった。昭和7年（1932年）には景気が急激に回復するが、製糸工場はその波に乗り遅れ、少しずつ衰退していった。
太平洋戦争の敗色が濃厚になった昭和19年（1944年）、天皇と直属の最高作戦指導機関の大本営を東京から長野に移す計画が始まる。同年10月に松代の象山、舞鶴山、皆神山に巨大な地下壕を設ける工事が開始。翌年の終戦で工事は中止されたが、本体の8割方は完成していた。工事の主要な労働は勤労動員、学徒動員、朝鮮労働者らが担ったとされる。
またアメリカ軍による本土爆撃も激しさを増した昭和20年（1945年）、8月13日の早朝午前6時50分ごろから午後3時50分ごろまで、6回に渡って長野市は機銃の掃射や爆撃を受けた。終戦2日前のことであり長野空襲と称される。この時の死者は47人であったとされる。

### 現代
昭和22年（1947年）7月9日、長野刑務所から受刑者7人が脱走。原因は食糧事情の悪化であった。逮捕者は4人にとどまる。また、同年10月、昭和天皇の戦後巡幸が行われた。市内の学校、療養所などに行幸。
戦後から現在に至るまで、4回の市町村合併が行われた。まず昭和29年（1954年）の昭和の大合併で上水内郡10か村が編入された。次に昭和41年（1966年）には篠ノ井市など7市町村と大合併を行う。そして平成の大合併では平成17年（2005年）に4町村を、平成22年（2010年）にはさらに2町村が長野市に編入された。

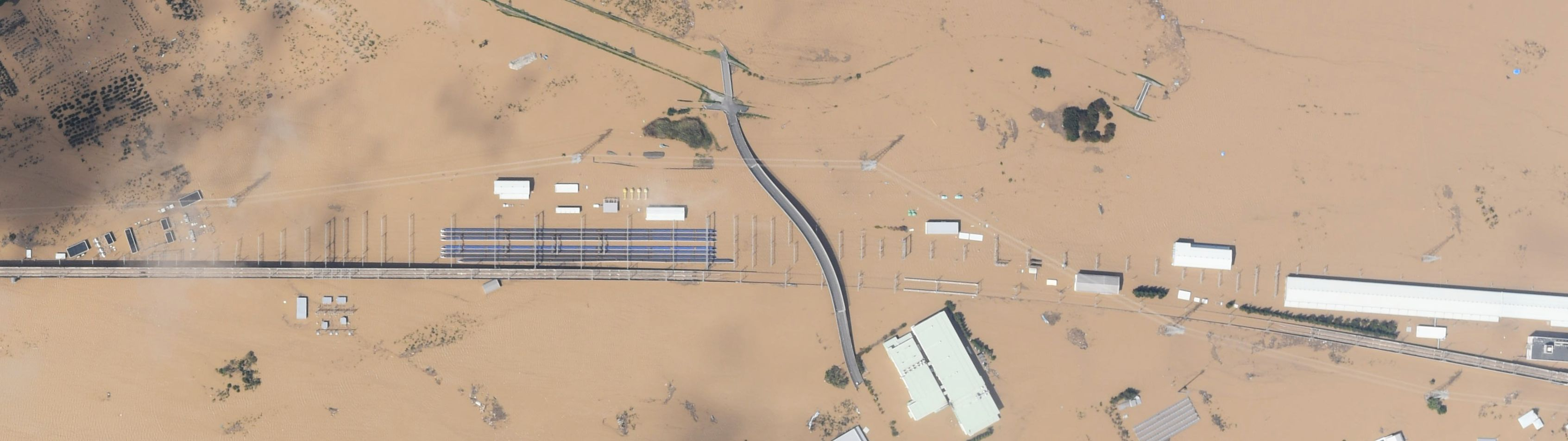
2019年10月13日、台風19号の影響で冠水した車両センター

一方、昭和40年（1965年）から松代で微小の地震が日に何度も起こる松代群発地震が発生。4年後終息するまで、64万8000回を数えた。昭和60年（1985年）には地附山で大規模な地滑りが発生し、26人の死者と多くの住宅被害を出した。台風による犀川や千曲川の氾濫、堤防の決壊は戦後何度も起こり、そのたびに農地や家屋が被害に遭った。特に令和元年（2019年）の台風19号災害では、長沼地区や豊野地区を中心に例を見ないほどの多くの被害が出た。
また交通分野では、平成5年（1993年）に長野自動車道・上信越自動車道が開通。平成9年（1997年）には北陸新幹線が長野まで長野新幹線として先行開業した。さらに平成27年（2015年）には金沢まで開業した。

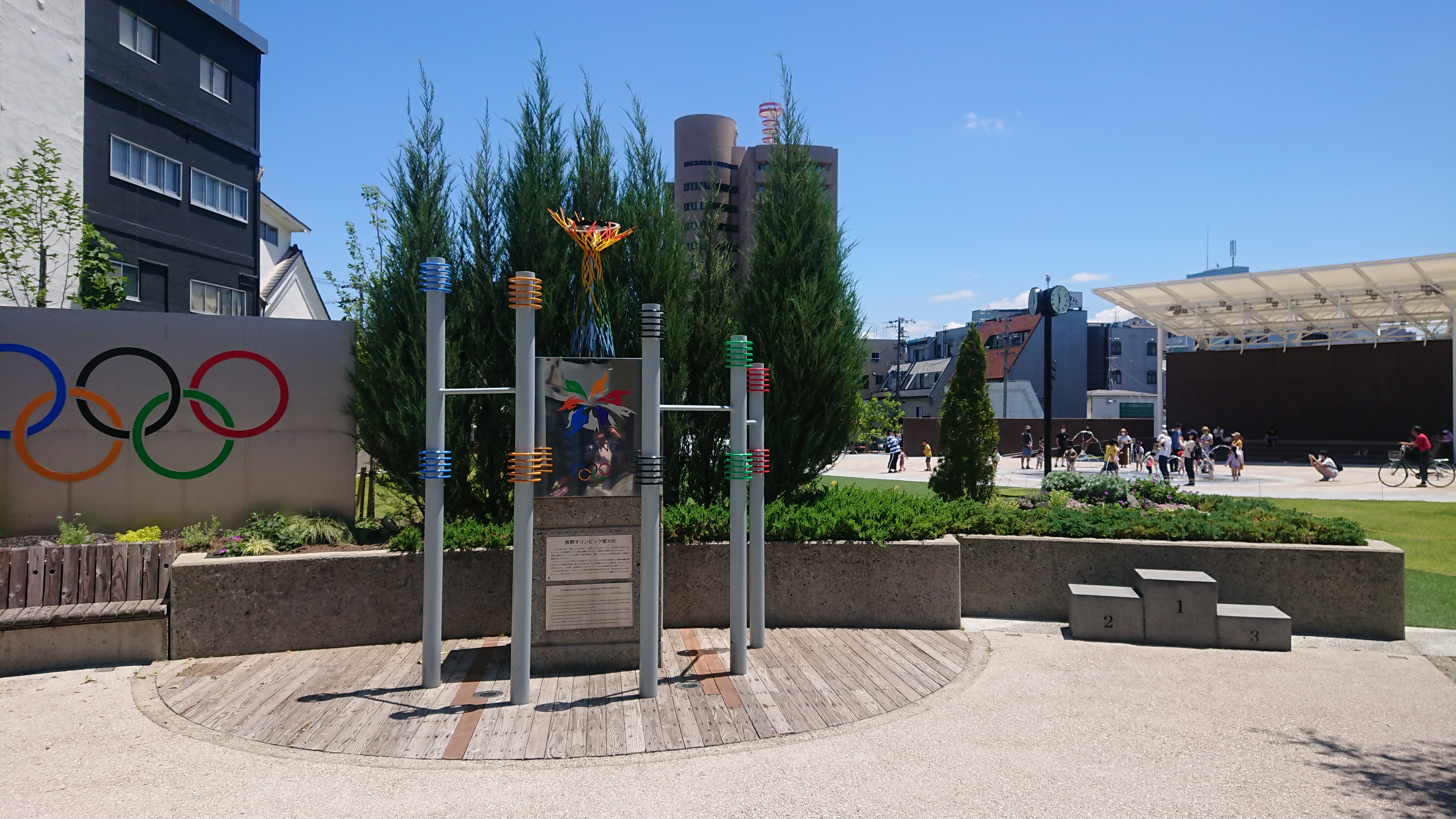
オリンピックメモリアルパーク

平成10年（1998年）に開催された長野オリンピック・パラリンピックでは競技会場が充実すると共に、外国からの訪問者との交流も盛んになった。その中でも一校一国運動はその後、世界的に広まった。現在、長野市は国際会議観光都市として認定されている。

### 沿革
- 現在の長野市域は水内郡の西部、更級郡の南部を除く大部分、高井郡の一部、埴科郡の北部、安曇郡のごく一部にあたる。

- 1601年（慶長6年） - 水内郡長野村・箱清水村・七瀬村・平柴村が善光寺領とされた。
- 1871年8月8日（明治4年6月22日） - 善光寺領長野村・箱清水村・七瀬村・平柴村が中野県の管轄に変更。中野県が県庁を長野村の善光寺町に移転して長野県に改称。
- 1874年（明治7年）11月8日 - 長野村が長野町に改称。
- 1876年（明治9年）5月30日 - 水内郡問御所村・権堂村・七瀬村が合併し、鶴賀村となる。長野町が箱清水村を合併。
- 1879年（明治12年）1月4日 - 長野県で郡区町村編制法が施行。
  - 現在の長野市域に存在した町村の所属郡は上水内郡・更級郡・埴科郡・上高井郡・北安曇郡となった。
  - 水内郡の所属であった長野町・鶴賀村・腰村・妻科村・茂菅村は上水内郡に所属変更。
- 1881年（明治14年）6月24日 - 上水内郡妻科村が南長野町と改称。
- 1881年（明治14年）11月10日 - 上水内郡腰村が西長野町と改称。
- 1885年（明治18年）2月19日 - 上水内郡鶴賀村が鶴賀町と改称。
- 1889年（明治22年）4月1日 - 町村制の施行により上水内郡長野町・西長野町・南長野町・茂菅村および鶴賀町の一部[注釈 1]の区域を以って長野町が発足。
- 1897年（明治30年）4月1日 - 上水内郡長野町が市制施行して長野市が発足（長野県第1号、全国第43号）。
- 1923年（大正12年）7月1日 - 上水内郡吉田町・芹田村・三輪村・古牧村を編入。
- 1954年（昭和29年）4月1日 - 上水内郡朝陽村・古里村・柳原村・若槻村・浅川村・長沼村・安茂里村・小田切村・芋井村・大豆島村を編入。
- 1966年（昭和41年）10月16日 - 長野市・篠ノ井市・更級郡川中島町・更北村・信更村・上水内郡七二会村・埴科郡松代町・上高井郡若穂町が合併し、改めて長野市が発足。
- 1967年（昭和42年）3月29日 - 市旗・市章を制定[23][24]。
- 1999年（平成11年）4月1日 - 中核市へ移行。
- 2005年（平成17年）1月1日 - 上水内郡豊野町・戸隠村・鬼無里村、更級郡大岡村を編入。これにより更級郡が消滅。
- 2010年（平成22年）1月1日 - 上水内郡信州新町・中条村を編入。

| 所属郡                                                                                             | 明治以前       | 明治以前       | 明治初年 - 明治4年 | 明治5年 - 明治6年     | 明治7年 - 明治8年           | 明治9年 - 明治11年        | 所属郡   | 明治12年 - 明治14年            | 明治15年 - 明治22年                  | 明治22年 4月1日 町村制施行 | 明治22年 - 明治45年          | 大正元年 - 昭和19年              | 大正元年 - 昭和19年              | 昭和20年 - 昭和25年     | 昭和26年 - 昭和28年          | 昭和29年                    | 昭和29年                      | 昭和30年                         | 昭和31年 - 昭和33年            | 昭和34年 - 昭和39年           | 昭和40年 - 昭和64年     | 平成元年 - 現在             | 現在   |
| -------------------------------------------------------------------------------------------------- | -------------- | -------------- | ------------------ | --------------------- | --------------------------- | ------------------------- | -------- | ------------------------------ | ------------------------------------ | -------------------------- | ---------------------------- | -------------------------------- | -------------------------------- | ----------------------- | ---------------------------- | --------------------------- | ----------------------------- | -------------------------------- | ------------------------------ | ----------------------------- | ----------------------- | --------------------------- | ------ |
| 安曇郡                                                                                             | 左右村         | 左右村         | 左右村             | 左右村                | 明治8年2月18日 八坂村の一部 | 八坂村の一部              | 北安曇郡 | 八坂村の一部                   | 八坂村の一部                         | 八坂村 の一部              | 八坂村の一部                 | 八坂村の一部                     | 八坂村の一部                     | 八坂村の一部            | 八坂村の一部                 | 八坂村の一部                | 八坂村の一部                  | 八坂村の一部                     | 八坂村の一部                   | 昭和34年4月1日 信州新町に編入 | 信州新町                | 平成22年1月1日 長野市に編入 | 長野市 |
| 水内郡                                                                                             | 新町村         | 新町村         | 新町村             | 明治6年4月 新町村     | 新町村                      | 明治9年5月30日 信岡村     | 上水内郡 | 明治14年5月12日 新町村         | 新町村                               | 水内村                     | 水内村                       | 水内村                           | 水内村                           | 水内村                  | 水内村                       | 昭和29年4月1日 久米路村     | 昭和29年10月1日 町制改称 新町 | 昭和30年3月31日 上水内郡信州新町 | 信州新町                       | 信州新町                      | 信州新町                | 平成22年1月1日 長野市に編入 | 長野市 |
| 水内郡                                                                                             | 里穂刈村       | 里穂刈村       | 里穂刈村           | 明治6年4月 新町村     | 新町村                      | 明治9年5月30日 信岡村     | 上水内郡 | 明治14年5月12日 新町村         | 明治15年6月20日 分立 里穂刈村        | 水内村                     | 水内村                       | 水内村                           | 水内村                           | 水内村                  | 水内村                       | 昭和29年4月1日 久米路村     | 昭和29年10月1日 町制改称 新町 | 昭和30年3月31日 上水内郡信州新町 | 信州新町                       | 信州新町                      | 信州新町                | 平成22年1月1日 長野市に編入 | 長野市 |
| 水内郡                                                                                             | 上条村         | 上条村         | 上条村             | 上条村                | 上条村                      | 明治9年5月30日 信岡村     | 上水内郡 | 明治14年5月12日 上条村         | 上条村                               | 水内村                     | 水内村                       | 水内村                           | 水内村                           | 水内村                  | 水内村                       | 昭和29年4月1日 久米路村     | 昭和29年10月1日 町制改称 新町 | 昭和30年3月31日 上水内郡信州新町 | 信州新町                       | 信州新町                      | 信州新町                | 平成22年1月1日 長野市に編入 | 長野市 |
| 水内郡                                                                                             | 水内村         | 水内村         | 水内村             | 水内村                | 水内村                      | 水内村                    | 上水内郡 | 水内村                         | 水内村                               | 水内村                     | 水内村                       | 水内村                           | 水内村                           | 水内村                  | 水内村                       | 昭和29年4月1日 久米路村     | 昭和29年10月1日 町制改称 新町 | 昭和30年3月31日 上水内郡信州新町 | 信州新町                       | 信州新町                      | 信州新町                | 平成22年1月1日 長野市に編入 | 長野市 |
| 水内郡                                                                                             | 山上条村       | 山上条村       | 山上条村           | 山上条村              | 山上条村                    | 山上条村                  | 上水内郡 | 山上条村                       | 山上条村                             | 津和村                     | 津和村                       | 津和村                           | 津和村                           | 津和村                  | 津和村                       | 昭和29年4月1日 久米路村     | 昭和29年10月1日 町制改称 新町 | 昭和30年3月31日 上水内郡信州新町 | 信州新町                       | 信州新町                      | 信州新町                | 平成22年1月1日 長野市に編入 | 長野市 |
| 水内郡                                                                                             | 越道村         | 越道村         | 越道村             | 越道村                | 越道村                      | 越道村                    | 上水内郡 | 越道村                         | 越道村                               | 津和村                     | 津和村                       | 津和村                           | 津和村                           | 津和村                  | 津和村                       | 昭和29年4月1日 久米路村     | 昭和29年10月1日 町制改称 新町 | 昭和30年3月31日 上水内郡信州新町 | 信州新町                       | 信州新町                      | 信州新町                | 平成22年1月1日 長野市に編入 | 長野市 |
| 水内郡                                                                                             | 山穂刈村       | 山穂刈村       | 山穂刈村           | 山穂刈村              | 山穂刈村                    | 山穂刈村                  | 上水内郡 | 山穂刈村                       | 山穂刈村                             | 津和村                     | 津和村                       | 津和村                           | 津和村                           | 津和村                  | 津和村                       | 昭和29年4月1日 久米路村     | 昭和29年10月1日 町制改称 新町 | 昭和30年3月31日 上水内郡信州新町 | 信州新町                       | 信州新町                      | 信州新町                | 平成22年1月1日 長野市に編入 | 長野市 |
| 更級郡                                                                                             | 鹿谷村         | 鹿谷村         | 鹿谷村             | 明治6年 本鹿谷村      | 本鹿谷村                    | 明治9年6月 信級村         | 更級郡   | 信級村                         | 信級村                               | 信級村                     | 信級村                       | 信級村                           | 信級村                           | 信級村                  | 信級村                       | 信級村                      | 信級村                        | 昭和30年3月31日 上水内郡信州新町 | 信州新町                       | 信州新町                      | 信州新町                | 平成22年1月1日 長野市に編入 | 長野市 |
| 更級郡                                                                                             | 鹿谷村         | 鹿谷村         | 鹿谷村             | 明治6年 外鹿谷村      | 外鹿谷村                    | 明治9年6月 信級村         | 更級郡   | 信級村                         | 信級村                               | 信級村                     | 信級村                       | 信級村                           | 信級村                           | 信級村                  | 信級村                       | 信級村                      | 信級村                        | 昭和30年3月31日 上水内郡信州新町 | 信州新町                       | 信州新町                      | 信州新町                | 平成22年1月1日 長野市に編入 | 長野市 |
| 更級郡                                                                                             | 日名村         | 日名村         | 日名村             | 日名村                | 明治7年4月 孟津村           | 孟津村                    | 更級郡   | 明治13年 日名村                | 日名村                               | 信級村                     | 明治25年10月14日 分立 日原村 | 日原村                           | 日原村                           | 日原村                  | 日原村                       | 日原村                      | 日原村                        | 昭和30年3月31日 上水内郡信州新町 | 信州新町                       | 信州新町                      | 信州新町                | 平成22年1月1日 長野市に編入 | 長野市 |
| 更級郡                                                                                             | 大原村         | 大原村         | 大原村             | 大原村                | 明治7年4月 孟津村           | 孟津村                    | 更級郡   | 明治13年 大原村                | 大原村                               | 信級村                     | 明治25年10月14日 分立 日原村 | 日原村                           | 日原村                           | 日原村                  | 日原村                       | 日原村                      | 日原村                        | 昭和30年3月31日 上水内郡信州新町 | 信州新町                       | 信州新町                      | 信州新町                | 平成22年1月1日 長野市に編入 | 長野市 |
| 更級郡                                                                                             | 牧田中村       | 牧田中村       | 牧田中村           | 牧田中村              | 牧田中村                    | 牧田中村                  | 更級郡   | 牧田中村                       | 牧田中村                             | 牧郷村                     | 牧郷村                       | 牧郷村                           | 牧郷村                           | 牧郷村                  | 牧郷村                       | 牧郷村                      | 牧郷村                        | 牧郷村                           | 昭和31年9月30日 信州新町に編入 | 信州新町                      | 信州新町                | 平成22年1月1日 長野市に編入 | 長野市 |
| 更級郡                                                                                             | 牧野島村       | 牧野島村       | 牧野島村           | 牧野島村              | 牧野島村                    | 牧野島村                  | 更級郡   | 牧野島村                       | 牧野島村                             | 牧郷村                     | 牧郷村                       | 牧郷村                           | 牧郷村                           | 牧郷村                  | 牧郷村                       | 牧郷村                      | 牧郷村                        | 牧郷村                           | 昭和31年9月30日 信州新町に編入 | 信州新町                      | 信州新町                | 平成22年1月1日 長野市に編入 | 長野市 |
| 更級郡                                                                                             | 下市場村       | 下市場村       | 下市場村           | 下市場村              | 下市場村                    | 下市場村                  | 更級郡   | 下市場村                       | 下市場村                             | 牧郷村                     | 牧郷村                       | 牧郷村                           | 牧郷村                           | 牧郷村                  | 牧郷村                       | 牧郷村                      | 牧郷村                        | 牧郷村                           | 昭和31年9月30日 信州新町に編入 | 信州新町                      | 信州新町                | 平成22年1月1日 長野市に編入 | 長野市 |
| 更級郡                                                                                             | 竹房村         | 竹房村         | 竹房村             | 竹房村                | 竹房村                      | 竹房村                    | 更級郡   | 竹房村                         | 竹房村                               | 牧郷村                     | 牧郷村                       | 牧郷村                           | 牧郷村                           | 牧郷村                  | 牧郷村                       | 牧郷村                      | 牧郷村                        | 牧郷村                           | 昭和31年9月30日 信州新町に編入 | 信州新町                      | 信州新町                | 平成22年1月1日 長野市に編入 | 長野市 |
| 更級郡                                                                                             | 和田村         | 和田村         | 和田村             | 和田村                | 明治8年 弘崎村              | 弘崎村                    | 更級郡   | 弘崎村                         | 弘崎村                               | 牧郷村                     | 牧郷村                       | 牧郷村                           | 牧郷村                           | 牧郷村                  | 牧郷村                       | 牧郷村                      | 牧郷村                        | 牧郷村                           | 昭和31年9月30日 信州新町に編入 | 信州新町                      | 信州新町                | 平成22年1月1日 長野市に編入 | 長野市 |
| 更級郡                                                                                             | 吐唄村         | 吐唄村         | 吐唄村             | 吐唄村                | 明治8年 弘崎村              | 弘崎村                    | 更級郡   | 弘崎村                         | 弘崎村                               | 牧郷村                     | 牧郷村                       | 牧郷村                           | 牧郷村                           | 牧郷村                  | 牧郷村                       | 牧郷村                      | 牧郷村                        | 牧郷村                           | 昭和31年9月30日 信州新町に編入 | 信州新町                      | 信州新町                | 平成22年1月1日 長野市に編入 | 長野市 |
| 更級郡                                                                                             | 南牧村         | 一部           | 南牧村             | 南牧村                | 明治8年 弘崎村              | 弘崎村                    | 更級郡   | 弘崎村                         | 弘崎村                               | 牧郷村                     | 牧郷村                       | 牧郷村                           | 牧郷村                           | 牧郷村                  | 牧郷村                       | 牧郷村                      | 牧郷村                        | 牧郷村                           | 昭和31年9月30日 信州新町に編入 | 信州新町                      | 信州新町                | 平成22年1月1日 長野市に編入 | 長野市 |
| 更級郡                                                                                             | 南牧村         | 一部           | 南牧村             | 南牧村                | 明治8年 弘崎村              | 弘崎村                    | 更級郡   | 弘崎村                         | 弘崎村                               | 牧郷村                     | 牧郷村                       | 牧郷村                           | 牧郷村                           | 牧郷村                  | 牧郷村                       | 牧郷村                      | 牧郷村                        | 牧郷村                           | 昭和31年9月30日 大岡村に編入   | 大岡村                        | 大岡村                  | 平成17年1月1日 長野市に編入 | 長野市 |
| 更級郡                                                                                             | 中牧村         | 一部           | 中牧村             | 中牧村                | 明治8年 中牧村              | 中牧村                    | 更級郡   | 中牧村                         | 中牧村                               | 牧郷村                     | 牧郷村                       | 牧郷村                           | 牧郷村                           | 牧郷村                  | 牧郷村                       | 牧郷村                      | 牧郷村                        | 牧郷村                           | 昭和31年9月30日 大岡村に編入   | 大岡村                        | 大岡村                  | 平成17年1月1日 長野市に編入 | 長野市 |
| 更級郡                                                                                             | 中牧村         | 一部           | 中牧村             | 中牧村                | 明治8年 中牧村              | 中牧村                    | 更級郡   | 中牧村                         | 中牧村                               | 牧郷村                     | 牧郷村                       | 牧郷村                           | 牧郷村                           | 牧郷村                  | 牧郷村                       | 牧郷村                      | 牧郷村                        | 牧郷村                           | 昭和31年9月30日 信州新町に編入 | 信州新町                      | 信州新町                | 平成22年1月1日 長野市に編入 | 長野市 |
| 更級郡                                                                                             | 小聖新田       |                | 小聖新田           | 小聖新田              | 明治8年 中牧村              | 中牧村                    | 更級郡   | 中牧村                         | 中牧村                               | 牧郷村                     | 牧郷村                       | 牧郷村                           | 牧郷村                           | 牧郷村                  | 牧郷村                       | 牧郷村                      | 牧郷村                        | 牧郷村                           | 昭和31年9月30日 信州新町に編入 | 信州新町                      | 信州新町                | 平成22年1月1日 長野市に編入 | 長野市 |
| 更級郡                                                                                             | 小聖新田       |                | 小聖新田           | 小聖新田              | 明治8年 中牧村              | 中牧村                    | 更級郡   | 中牧村                         | 中牧村                               | 牧郷村                     | 牧郷村                       | 牧郷村                           | 牧郷村                           | 牧郷村                  | 牧郷村                       | 牧郷村                      | 牧郷村                        | 牧郷村                           | 昭和31年9月30日 大岡村に編入   | 大岡村                        | 大岡村                  | 平成17年1月1日 長野市に編入 | 長野市 |
| 更級郡                                                                                             | 小聖新田       | 一部           | 小聖新田           | 小聖新田              | 明治8年 大岡村              | 大岡村                    | 更級郡   | 大岡村                         | 大岡村                               | 大岡村                     | 大岡村                       | 大岡村                           | 大岡村                           | 大岡村                  | 大岡村                       | 大岡村                      | 大岡村                        | 大岡村                           | 大岡村                         | 大岡村                        | 大岡村                  | 平成17年1月1日 長野市に編入 | 長野市 |
| 更級郡                                                                                             | 大岡村         |                | 大岡村             | 明治5年 川口村        | 明治8年 大岡村              | 大岡村                    | 更級郡   | 大岡村                         | 大岡村                               | 大岡村                     | 大岡村                       | 大岡村                           | 大岡村                           | 大岡村                  | 大岡村                       | 大岡村                      | 大岡村                        | 大岡村                           | 大岡村                         | 大岡村                        | 大岡村                  | 平成17年1月1日 長野市に編入 | 長野市 |
| 更級郡                                                                                             | 大岡村         | 一部           | 大岡村             | 明治5年 宮平村        | 明治8年 大岡村              | 大岡村                    | 更級郡   | 大岡村                         | 大岡村                               | 大岡村                     | 大岡村                       | 大岡村                           | 大岡村                           | 大岡村                  | 大岡村                       | 大岡村                      | 大岡村                        | 大岡村                           | 大岡村                         | 大岡村                        | 大岡村                  | 平成17年1月1日 長野市に編入 | 長野市 |
| 更級郡                                                                                             | 大岡村         | 一部           | 大岡村             | 明治5年 根越村        | 明治8年 大岡村              | 大岡村                    | 更級郡   | 大岡村                         | 大岡村                               | 大岡村                     | 大岡村                       | 大岡村                           | 大岡村                           | 大岡村                  | 大岡村                       | 大岡村                      | 大岡村                        | 大岡村                           | 大岡村                         | 大岡村                        | 大岡村                  | 平成17年1月1日 長野市に編入 | 長野市 |
| 更級郡                                                                                             | 大岡村         | 一部           | 大岡村             | 明治5年 和平村        | 明治8年 大岡村              | 大岡村                    | 更級郡   | 大岡村                         | 大岡村                               | 大岡村                     | 大岡村                       | 大岡村                           | 大岡村                           | 大岡村                  | 大岡村                       | 大岡村                      | 大岡村                        | 大岡村                           | 大岡村                         | 大岡村                        | 大岡村                  | 平成17年1月1日 長野市に編入 | 長野市 |
| 水内郡                                                                                             | 浅野村         | 浅野村         | 浅野村             | 浅野村                | 浅野村                      | 浅野村                    | 上水内郡 | 浅野村                         | 浅野村                               | 鳥居村                     | 鳥居村                       | 鳥居村                           | 鳥居村                           | 鳥居村                  | 鳥居村                       | 昭和29年7月1日 豊野村       | 昭和29年7月1日 豊野村         | 昭和30年1月1日 町制 豊野町       | 豊野町                         | 豊野町                        | 豊野町                  | 平成17年1月1日 長野市に編入 | 長野市 |
| 水内郡                                                                                             | 大倉村         | 大倉村         | 大倉村             | 大倉村                | 大倉村                      | 大倉村                    | 上水内郡 | 大倉村                         | 大倉村                               | 鳥居村                     | 鳥居村                       | 鳥居村                           | 鳥居村                           | 鳥居村                  | 鳥居村                       | 昭和29年7月1日 豊野村       | 昭和29年7月1日 豊野村         | 昭和30年1月1日 町制 豊野町       | 豊野町                         | 豊野町                        | 豊野町                  | 平成17年1月1日 長野市に編入 | 長野市 |
| 水内郡                                                                                             | 蟹沢村         | 蟹沢村         | 蟹沢村             | 蟹沢村                | 蟹沢村                      | 蟹沢村                    | 上水内郡 | 蟹沢村                         | 蟹沢村                               | 鳥居村                     | 鳥居村                       | 鳥居村                           | 鳥居村                           | 鳥居村                  | 鳥居村                       | 昭和29年7月1日 豊野村       | 昭和29年7月1日 豊野村         | 昭和30年1月1日 町制 豊野町       | 豊野町                         | 豊野町                        | 豊野町                  | 平成17年1月1日 長野市に編入 | 長野市 |
| 水内郡                                                                                             | 川谷村         | 一部           | 川谷村             | 川谷村                | 川谷村                      | 川谷村                    | 上水内郡 | 川谷村                         | 川谷村                               | 鳥居村                     | 鳥居村                       | 鳥居村                           | 鳥居村                           | 鳥居村                  | 鳥居村                       | 昭和29年7月1日 豊野村       | 昭和29年7月1日 豊野村         | 昭和30年1月1日 町制 豊野町       | 豊野町                         | 豊野町                        | 豊野町                  | 平成17年1月1日 長野市に編入 | 長野市 |
| 水内郡                                                                                             | 中尾村         | 一部           | 中尾村             | 中尾村                | 中尾村                      | 明治9年5月30日 豊野村     | 上水内郡 | 豊野村                         | 豊野村                               | 神郷村                     | 神郷村                       | 神郷村                           | 神郷村                           | 神郷村                  | 神郷村                       | 昭和29年7月1日 豊野村       | 昭和29年7月1日 豊野村         | 昭和30年1月1日 町制 豊野町       | 豊野町                         | 豊野町                        | 豊野町                  | 平成17年1月1日 長野市に編入 | 長野市 |
| 水内郡                                                                                             | 神代村         | 神代村         | 神代村             | 神代村                | 神代村                      | 明治9年5月30日 豊野村     | 上水内郡 | 豊野村                         | 豊野村                               | 神郷村                     | 神郷村                       | 神郷村                           | 神郷村                           | 神郷村                  | 神郷村                       | 昭和29年7月1日 豊野村       | 昭和29年7月1日 豊野村         | 昭和30年1月1日 町制 豊野町       | 豊野町                         | 豊野町                        | 豊野町                  | 平成17年1月1日 長野市に編入 | 長野市 |
| 水内郡                                                                                             | 石村           | 石村           | 石村               | 石村                  | 石村                        | 石村                      | 上水内郡 | 石村                           | 石村                                 | 神郷村                     | 神郷村                       | 神郷村                           | 神郷村                           | 神郷村                  | 神郷村                       | 昭和29年7月1日 豊野村       | 昭和29年7月1日 豊野村         | 昭和30年1月1日 町制 豊野町       | 豊野町                         | 豊野町                        | 豊野町                  | 平成17年1月1日 長野市に編入 | 長野市 |
| 水内郡                                                                                             | 南郷村         | 南郷村         | 南郷村             | 南郷村                | 南郷村                      | 南郷村                    | 上水内郡 | 南郷村                         | 南郷村                               | 神郷村                     | 神郷村                       | 神郷村                           | 神郷村                           | 神郷村                  | 神郷村                       | 昭和29年7月1日 豊野村       | 昭和29年7月1日 豊野村         | 昭和30年1月1日 町制 豊野町       | 豊野町                         | 豊野町                        | 豊野町                  | 平成17年1月1日 長野市に編入 | 長野市 |
| 水内郡                                                                                             | 戸隠山門前     | 戸隠山門前     | 戸隠山門前         | 明治5年2月17日 戸隠村 | 戸隠村                      | 明治9年5月30日 戸隠村     | 上水内郡 | 戸隠村                         | 戸隠村                               | 戸隠村                     | 戸隠村                       | 戸隠村                           | 戸隠村                           | 戸隠村                  | 戸隠村                       | 戸隠村                      | 戸隠村                        | 戸隠村                           | 昭和32年8月1日 戸隠村          | 戸隠村                        | 戸隠村                  | 平成17年1月1日 長野市に編入 | 長野市 |
| 水内郡                                                                                             | 戸隠神社社地   | 戸隠神社社地   | 戸隠神社社地       | 明治5年2月17日 戸隠村 | 戸隠村                      | 明治9年5月30日 戸隠村     | 上水内郡 | 戸隠村                         | 戸隠村                               | 戸隠村                     | 戸隠村                       | 戸隠村                           | 戸隠村                           | 戸隠村                  | 戸隠村                       | 戸隠村                      | 戸隠村                        | 戸隠村                           | 昭和32年8月1日 戸隠村          | 戸隠村                        | 戸隠村                  | 平成17年1月1日 長野市に編入 | 長野市 |
| 水内郡                                                                                             | 上楠川村       | 上楠川村       | 上楠川村           | 上楠川村              | 上楠川村                    | 明治9年5月30日 戸隠村     | 上水内郡 | 戸隠村                         | 戸隠村                               | 戸隠村                     | 戸隠村                       | 戸隠村                           | 戸隠村                           | 戸隠村                  | 戸隠村                       | 戸隠村                      | 戸隠村                        | 戸隠村                           | 昭和32年8月1日 戸隠村          | 戸隠村                        | 戸隠村                  | 平成17年1月1日 長野市に編入 | 長野市 |
| 水内郡                                                                                             | 上野村         | 上野村         | 上野村             | 上野村                | 上野村                      | 明治9年5月30日 豊岡村     | 上水内郡 | 豊岡村                         | 豊岡村                               | 戸隠村                     | 戸隠村                       | 戸隠村                           | 戸隠村                           | 戸隠村                  | 戸隠村                       | 戸隠村                      | 戸隠村                        | 戸隠村                           | 昭和32年8月1日 戸隠村          | 戸隠村                        | 戸隠村                  | 平成17年1月1日 長野市に編入 | 長野市 |
| 水内郡                                                                                             | 下楠川村       | 下楠川村       | 下楠川村           | 下楠川村              | 下楠川村                    | 明治9年5月30日 豊岡村     | 上水内郡 | 豊岡村                         | 豊岡村                               | 戸隠村                     | 戸隠村                       | 戸隠村                           | 戸隠村                           | 戸隠村                  | 戸隠村                       | 戸隠村                      | 戸隠村                        | 戸隠村                           | 昭和32年8月1日 戸隠村          | 戸隠村                        | 戸隠村                  | 平成17年1月1日 長野市に編入 | 長野市 |
| 水内郡                                                                                             | 日照田村       | 日照田村       | 日照田村           | 日照田村              | 日照田村                    | 明治9年5月30日 豊岡村     | 上水内郡 | 豊岡村                         | 豊岡村                               | 戸隠村                     | 戸隠村                       | 戸隠村                           | 戸隠村                           | 戸隠村                  | 戸隠村                       | 戸隠村                      | 戸隠村                        | 戸隠村                           | 昭和32年8月1日 戸隠村          | 戸隠村                        | 戸隠村                  | 平成17年1月1日 長野市に編入 | 長野市 |
| 水内郡                                                                                             | 栃原村         | 栃原村         | 栃原村             | 明治5年 栃原村        | 栃原村                      | 栃原村                    | 上水内郡 | 栃原村                         | 栃原村                               | 柵村                       | 柵村                         | 柵村                             | 柵村                             | 柵村                    | 柵村                         | 柵村                        | 柵村                          | 柵村                             | 昭和32年8月1日 戸隠村          | 戸隠村                        | 戸隠村                  | 平成17年1月1日 長野市に編入 | 長野市 |
| 水内郡                                                                                             | 追通村         | 追通村         | 追通村             | 明治5年 栃原村        | 栃原村                      | 栃原村                    | 上水内郡 | 栃原村                         | 栃原村                               | 柵村                       | 柵村                         | 柵村                             | 柵村                             | 柵村                    | 柵村                         | 柵村                        | 柵村                          | 柵村                             | 昭和32年8月1日 戸隠村          | 戸隠村                        | 戸隠村                  | 平成17年1月1日 長野市に編入 | 長野市 |
| 水内郡                                                                                             | 志垣村         | 志垣村         | 志垣村             | 明治5年 栃原村        | 栃原村                      | 栃原村                    | 上水内郡 | 栃原村                         | 栃原村                               | 柵村                       | 柵村                         | 柵村                             | 柵村                             | 柵村                    | 柵村                         | 柵村                        | 柵村                          | 柵村                             | 昭和32年8月1日 戸隠村          | 戸隠村                        | 戸隠村                  | 平成17年1月1日 長野市に編入 | 長野市 |
| 水内郡                                                                                             | 上祖山村       | 上祖山村       | 上祖山村           | 上祖山村              | 上祖山村                    | 明治9年5月30日 祖山村     | 上水内郡 | 祖山村                         | 祖山村                               | 柵村                       | 柵村                         | 柵村                             | 柵村                             | 柵村                    | 柵村                         | 柵村                        | 柵村                          | 柵村                             | 昭和32年8月1日 戸隠村          | 戸隠村                        | 戸隠村                  | 平成17年1月1日 長野市に編入 | 長野市 |
| 水内郡                                                                                             | 下祖山村       | 下祖山村       | 下祖山村           | 下祖山村              | 下祖山村                    | 明治9年5月30日 祖山村     | 上水内郡 | 祖山村                         | 祖山村                               | 柵村                       | 柵村                         | 柵村                             | 柵村                             | 柵村                    | 柵村                         | 柵村                        | 柵村                          | 柵村                             | 昭和32年8月1日 戸隠村          | 戸隠村                        | 戸隠村                  | 平成17年1月1日 長野市に編入 | 長野市 |
| 水内郡                                                                                             | 鬼無里村       | 鬼無里村       | 鬼無里村           | 鬼無里村              | 鬼無里村                    | 鬼無里村                  | 上水内郡 | 鬼無里村                       | 鬼無里村                             | 鬼無里村                   | 鬼無里村                     | 鬼無里村                         | 鬼無里村                         | 鬼無里村                | 鬼無里村                     | 鬼無里村                    | 鬼無里村                      | 鬼無里村                         | 鬼無里村                       | 鬼無里村                      | 鬼無里村                | 平成17年1月1日 長野市に編入 | 長野市 |
| 水内郡                                                                                             | 日影村         | 日影村         | 日影村             | 日影村                | 明治8年2月 日影村           | 日影村                    | 上水内郡 | 日影村                         | 日影村                               | 鬼無里村                   | 鬼無里村                     | 鬼無里村                         | 鬼無里村                         | 鬼無里村                | 鬼無里村                     | 鬼無里村                    | 鬼無里村                      | 鬼無里村                         | 鬼無里村                       | 鬼無里村                      | 鬼無里村                | 平成17年1月1日 長野市に編入 | 長野市 |
| 水内郡                                                                                             | 瀬戸川村       | 一部           | 瀬戸川村           | 瀬戸川村              | 明治8年2月 日影村           | 日影村                    | 上水内郡 | 日影村                         | 日影村                               | 鬼無里村                   | 鬼無里村                     | 鬼無里村                         | 鬼無里村                         | 鬼無里村                | 鬼無里村                     | 鬼無里村                    | 鬼無里村                      | 鬼無里村                         | 鬼無里村                       | 鬼無里村                      | 鬼無里村                | 平成17年1月1日 長野市に編入 | 長野市 |
| 水内郡                                                                                             | 梅木村         | 一部           | 梅木村             | 梅木村                | 梅木村                      | 明治9年5月30日 日下野村   | 上水内郡 | 日下野村                       | 日下野村                             | 日里村                     | 日里村                       | 日里村                           | 日里村                           | 日里村                  | 日里村                       | 日里村                      | 日里村                        | 昭和30年2月1日 鬼無里村に編入    | 鬼無里村                       | 鬼無里村                      | 鬼無里村                | 平成17年1月1日 長野市に編入 | 長野市 |
| 水内郡                                                                                             | 梅木村         | 一部を除く     | 梅木村             | 梅木村                | 梅木村                      | 明治9年5月30日 日下野村   | 上水内郡 | 日下野村                       | 日下野村                             | 日里村                     | 日里村                       | 日里村                           | 日里村                           | 日里村                  | 日里村                       | 日里村                      | 日里村                        | 昭和30年2月1日 中条村            | 中条村                         | 中条村                        | 中条村                  | 平成22年1月1日 長野市に編入 | 長野市 |
| 水内郡                                                                                             | 念仏寺村       | 念仏寺村       | 念仏寺村           | 念仏寺村              | 念仏寺村                    | 明治9年5月30日 日下野村   | 上水内郡 | 日下野村                       | 日下野村                             | 日里村                     | 日里村                       | 日里村                           | 日里村                           | 日里村                  | 日里村                       | 日里村                      | 日里村                        | 昭和30年2月1日 中条村            | 中条村                         | 中条村                        | 中条村                  | 平成22年1月1日 長野市に編入 | 長野市 |
| 水内郡                                                                                             | 地京原村       | 地京原村       | 地京原村           | 地京原村              | 地京原村                    | 明治9年5月30日 御山里村   | 上水内郡 | 御山里村                       | 御山里村                             | 日里村                     | 日里村                       | 日里村                           | 日里村                           | 日里村                  | 日里村                       | 日里村                      | 日里村                        | 昭和30年2月1日 中条村            | 中条村                         | 中条村                        | 中条村                  | 平成22年1月1日 長野市に編入 | 長野市 |
| 水内郡                                                                                             | 伊折村         | 伊折村         | 伊折村             | 伊折村                | 伊折村                      | 明治9年5月30日 御山里村   | 上水内郡 | 御山里村                       | 御山里村                             | 日里村                     | 日里村                       | 日里村                           | 日里村                           | 日里村                  | 日里村                       | 日里村                      | 日里村                        | 昭和30年2月1日 中条村            | 中条村                         | 中条村                        | 中条村                  | 平成22年1月1日 長野市に編入 | 長野市 |
| 水内郡                                                                                             | 中条村         | 中条村         | 中条村             | 明治6年3月15日 中条村 | 中条村                      | 中条村                    | 上水内郡 | 中条村                         | 中条村                               | 栄村                       | 栄村                         | 栄村                             | 栄村                             | 栄村                    | 栄村                         | 栄村                        | 栄村                          | 昭和30年2月1日 中条村            | 中条村                         | 中条村                        | 中条村                  | 平成22年1月1日 長野市に編入 | 長野市 |
| 水内郡                                                                                             | 専納村         | 専納村         | 専納村             | 明治6年3月15日 中条村 | 中条村                      | 中条村                    | 上水内郡 | 中条村                         | 中条村                               | 栄村                       | 栄村                         | 栄村                             | 栄村                             | 栄村                    | 栄村                         | 栄村                        | 栄村                          | 昭和30年2月1日 中条村            | 中条村                         | 中条村                        | 中条村                  | 平成22年1月1日 長野市に編入 | 長野市 |
| 水内郡                                                                                             | 長井村         | 長井村         | 長井村             | 長井村                | 長井村                      | 明治9年5月30日 日高村     | 上水内郡 | 日高村                         | 日高村                               | 栄村                       | 栄村                         | 栄村                             | 栄村                             | 栄村                    | 栄村                         | 栄村                        | 栄村                          | 昭和30年2月1日 中条村            | 中条村                         | 中条村                        | 中条村                  | 平成22年1月1日 長野市に編入 | 長野市 |
| 水内郡                                                                                             | 五十里村       | 五十里村       | 五十里村           | 五十里村              | 五十里村                    | 明治9年5月30日 日高村     | 上水内郡 | 日高村                         | 日高村                               | 栄村                       | 栄村                         | 栄村                             | 栄村                             | 栄村                    | 栄村                         | 栄村                        | 栄村                          | 昭和30年2月1日 中条村            | 中条村                         | 中条村                        | 中条村                  | 平成22年1月1日 長野市に編入 | 長野市 |
| 水内郡                                                                                             | 奈良井村       | 奈良井村       | 奈良井村           | 奈良井村              | 奈良井村                    | 明治9年5月30日 住良木村   | 上水内郡 | 住良木村                       | 住良木村                             | 栄村                       | 栄村                         | 栄村                             | 栄村                             | 栄村                    | 栄村                         | 栄村                        | 栄村                          | 昭和30年2月1日 中条村            | 中条村                         | 中条村                        | 中条村                  | 平成22年1月1日 長野市に編入 | 長野市 |
| 水内郡                                                                                             | 青木村         | 青木村         | 青木村             | 青木村                | 青木村                      | 明治9年5月30日 住良木村   | 上水内郡 | 住良木村                       | 住良木村                             | 栄村                       | 栄村                         | 栄村                             | 栄村                             | 栄村                    | 栄村                         | 栄村                        | 栄村                          | 昭和30年2月1日 中条村            | 中条村                         | 中条村                        | 中条村                  | 平成22年1月1日 長野市に編入 | 長野市 |
| 水内郡                                                                                             | 大安寺村       | 大安寺村       | 大安寺村           | 大安寺村              | 大安寺村                    | 明治9年5月30日 七二会村   | 上水内郡 | 七二会村                       | 七二会村                             | 七二会村                   | 七二会村                     | 七二会村                         | 七二会村                         | 七二会村                | 七二会村                     | 七二会村                    | 七二会村                      | 七二会村                         | 七二会村                       | 七二会村                      | 昭和41年10月16日 長野市 | 長野市                      | 長野市 |
| 水内郡                                                                                             | 岩草村         | 岩草村         | 岩草村             | 岩草村                | 岩草村                      | 明治9年5月30日 七二会村   | 上水内郡 | 七二会村                       | 七二会村                             | 七二会村                   | 七二会村                     | 七二会村                         | 七二会村                         | 七二会村                | 七二会村                     | 七二会村                    | 七二会村                      | 七二会村                         | 七二会村                       | 七二会村                      | 昭和41年10月16日 長野市 | 長野市                      | 長野市 |
| 水内郡                                                                                             | 倉並村         | 倉並村         | 倉並村             | 倉並村                | 倉並村                      | 明治9年5月30日 七二会村   | 上水内郡 | 七二会村                       | 七二会村                             | 七二会村                   | 七二会村                     | 七二会村                         | 七二会村                         | 七二会村                | 七二会村                     | 七二会村                    | 七二会村                      | 七二会村                         | 七二会村                       | 七二会村                      | 昭和41年10月16日 長野市 | 長野市                      | 長野市 |
| 水内郡                                                                                             | 橋詰村         | 橋詰村         | 橋詰村             | 橋詰村                | 橋詰村                      | 明治9年5月30日 七二会村   | 上水内郡 | 七二会村                       | 七二会村                             | 七二会村                   | 七二会村                     | 七二会村                         | 七二会村                         | 七二会村                | 七二会村                     | 七二会村                    | 七二会村                      | 七二会村                         | 七二会村                       | 七二会村                      | 昭和41年10月16日 長野市 | 長野市                      | 長野市 |
| 水内郡                                                                                             | 笹平村         | 笹平村         | 笹平村             | 笹平村                | 笹平村                      | 明治9年5月30日 七二会村   | 上水内郡 | 七二会村                       | 七二会村                             | 七二会村                   | 七二会村                     | 七二会村                         | 七二会村                         | 七二会村                | 七二会村                     | 七二会村                    | 七二会村                      | 七二会村                         | 七二会村                       | 七二会村                      | 昭和41年10月16日 長野市 | 長野市                      | 長野市 |
| 水内郡                                                                                             | 古間村         | 古間村         | 古間村             | 古間村                | 古間村                      | 明治9年5月30日 七二会村   | 上水内郡 | 七二会村                       | 七二会村                             | 七二会村                   | 七二会村                     | 七二会村                         | 七二会村                         | 七二会村                | 七二会村                     | 七二会村                    | 七二会村                      | 七二会村                         | 七二会村                       | 七二会村                      | 昭和41年10月16日 長野市 | 長野市                      | 長野市 |
| 水内郡                                                                                             | 坪根村         | 坪根村         | 坪根村             | 坪根村                | 坪根村                      | 明治9年5月30日 七二会村   | 上水内郡 | 七二会村                       | 七二会村                             | 七二会村                   | 七二会村                     | 七二会村                         | 七二会村                         | 七二会村                | 七二会村                     | 七二会村                    | 七二会村                      | 七二会村                         | 七二会村                       | 七二会村                      | 昭和41年10月16日 長野市 | 長野市                      | 長野市 |
| 水内郡                                                                                             | 五十平村       | 五十平村       | 五十平村           | 五十平村              | 五十平村                    | 明治9年5月30日 七二会村   | 上水内郡 | 七二会村                       | 七二会村                             | 七二会村                   | 七二会村                     | 七二会村                         | 七二会村                         | 七二会村                | 七二会村                     | 七二会村                    | 七二会村                      | 七二会村                         | 七二会村                       | 七二会村                      | 昭和41年10月16日 長野市 | 長野市                      | 長野市 |
| 水内郡                                                                                             | 瀬脇村         | 瀬脇村         | 瀬脇村             | 瀬脇村                | 瀬脇村                      | 明治9年5月30日 七二会村   | 上水内郡 | 七二会村                       | 七二会村                             | 七二会村                   | 七二会村                     | 七二会村                         | 七二会村                         | 七二会村                | 七二会村                     | 七二会村                    | 七二会村                      | 七二会村                         | 七二会村                       | 七二会村                      | 昭和41年10月16日 長野市 | 長野市                      | 長野市 |
| 水内郡                                                                                             | 吉田村         | 吉田村         | 吉田村             | 吉田村                | 吉田村                      | 明治9年5月30日 吉田村     | 上水内郡 | 吉田村                         | 吉田村                               | 吉田村                     | 吉田村                       | 大正3年4月1日 町制 吉田町        | 大正12年7月1日 長野市に編入      | 長野市                  | 長野市                       | 長野市                      | 長野市                        | 長野市                           | 長野市                         | 長野市                        | 昭和41年10月16日 長野市 | 長野市                      | 長野市 |
| 水内郡                                                                                             | 押鐘村         | 押鐘村         | 押鐘村             | 押鐘村                | 押鐘村                      | 明治9年5月30日 吉田村     | 上水内郡 | 吉田村                         | 吉田村                               | 吉田村                     | 吉田村                       | 大正3年4月1日 町制 吉田町        | 大正12年7月1日 長野市に編入      | 長野市                  | 長野市                       | 長野市                      | 長野市                        | 長野市                           | 長野市                         | 長野市                        | 昭和41年10月16日 長野市 | 長野市                      | 長野市 |
| 水内郡                                                                                             | 太田村         | 太田村         | 太田村             | 太田村                | 太田村                      | 明治9年5月30日 吉田村     | 上水内郡 | 明治14年10月20日 分立 太田村   | 太田村                               | 吉田村                     | 吉田村                       | 大正3年4月1日 町制 吉田町        | 大正12年7月1日 長野市に編入      | 長野市                  | 長野市                       | 長野市                      | 長野市                        | 長野市                           | 長野市                         | 長野市                        | 昭和41年10月16日 長野市 | 長野市                      | 長野市 |
| 水内郡                                                                                             | 中越村         | 中越村         | 中越村             | 中越村                | 中越村                      | 明治9年5月30日 吉田村     | 上水内郡 | 明治14年10月20日 分立 中越村   | 中越村                               | 三輪村                     | 三輪村                       | 三輪村                           | 大正12年7月1日 長野市に編入      | 長野市                  | 長野市                       | 長野市                      | 長野市                        | 長野市                           | 長野市                         | 長野市                        | 昭和41年10月16日 長野市 | 長野市                      | 長野市 |
| 水内郡                                                                                             | 上宇木村       | 上宇木村       | 上宇木村           | 上宇木村              | 上宇木村                    | 明治9年5月30日 宇木村     | 上水内郡 | 宇木村                         | 宇木村                               | 三輪村                     | 三輪村                       | 三輪村                           | 大正12年7月1日 長野市に編入      | 長野市                  | 長野市                       | 長野市                      | 長野市                        | 長野市                           | 長野市                         | 長野市                        | 昭和41年10月16日 長野市 | 長野市                      | 長野市 |
| 水内郡                                                                                             | 下宇木村       | 下宇木村       | 下宇木村           | 下宇木村              | 下宇木村                    | 明治9年5月30日 宇木村     | 上水内郡 | 宇木村                         | 宇木村                               | 三輪村                     | 三輪村                       | 三輪村                           | 大正12年7月1日 長野市に編入      | 長野市                  | 長野市                       | 長野市                      | 長野市                        | 長野市                           | 長野市                         | 長野市                        | 昭和41年10月16日 長野市 | 長野市                      | 長野市 |
| 水内郡                                                                                             | 上松村         | 上松村         | 上松村             | 上松村                | 上松村                      | 上松村                    | 上水内郡 | 上松村                         | 上松村                               | 三輪村                     | 三輪村                       | 三輪村                           | 大正12年7月1日 長野市に編入      | 長野市                  | 長野市                       | 長野市                      | 長野市                        | 長野市                           | 長野市                         | 長野市                        | 昭和41年10月16日 長野市 | 長野市                      | 長野市 |
| 水内郡                                                                                             | 返目村         | 返目村         | 返目村             | 返目村                | 返目村                      | 明治9年5月30日 古野村     | 上水内郡 | 古野村                         | 古野村                               | 三輪村                     | 三輪村                       | 三輪村                           | 大正12年7月1日 長野市に編入      | 長野市                  | 長野市                       | 長野市                      | 長野市                        | 長野市                           | 長野市                         | 長野市                        | 昭和41年10月16日 長野市 | 長野市                      | 長野市 |
| 水内郡                                                                                             | 桐原村         | 桐原村         | 桐原村             | 桐原村                | 桐原村                      | 明治9年5月30日 古野村     | 上水内郡 | 古野村                         | 古野村                               | 三輪村                     | 三輪村                       | 三輪村                           | 大正12年7月1日 長野市に編入      | 長野市                  | 長野市                       | 長野市                      | 長野市                        | 長野市                           | 長野市                         | 長野市                        | 昭和41年10月16日 長野市 | 長野市                      | 長野市 |
| 水内郡                                                                                             | 三輪村         | 一部を除く     | 三輪村             | 三輪村                | 三輪村                      | 三輪村                    | 上水内郡 | 三輪村                         | 三輪村                               | 三輪村                     | 三輪村                       | 三輪村                           | 大正12年7月1日 長野市に編入      | 長野市                  | 長野市                       | 長野市                      | 長野市                        | 長野市                           | 長野市                         | 長野市                        | 昭和41年10月16日 長野市 | 長野市                      | 長野市 |
| 水内郡                                                                                             | 三輪村         | 一部           | 三輪村             | 三輪村                | 三輪村                      | 三輪村                    | 上水内郡 | 三輪村                         | 三輪村                               | 古牧村                     | 古牧村                       | 古牧村                           | 大正12年7月1日 長野市に編入      | 長野市                  | 長野市                       | 長野市                      | 長野市                        | 長野市                           | 長野市                         | 長野市                        | 昭和41年10月16日 長野市 | 長野市                      | 長野市 |
| 水内郡                                                                                             | 西尾張部村     | 西尾張部村     | 西尾張部村         | 西尾張部村            | 西尾張部村                  | 西尾張部村                | 上水内郡 | 西尾張部村                     | 西尾張部村                           | 古牧村                     | 古牧村                       | 古牧村                           | 大正12年7月1日 長野市に編入      | 長野市                  | 長野市                       | 長野市                      | 長野市                        | 長野市                           | 長野市                         | 長野市                        | 昭和41年10月16日 長野市 | 長野市                      | 長野市 |
| 水内郡                                                                                             | 上高田村       | 上高田村       | 上高田村           | 上高田村              | 上高田村                    | 明治9年5月30日 高田村     | 上水内郡 | 高田村                         | 高田村                               | 古牧村                     | 古牧村                       | 古牧村                           | 大正12年7月1日 長野市に編入      | 長野市                  | 長野市                       | 長野市                      | 長野市                        | 長野市                           | 長野市                         | 長野市                        | 昭和41年10月16日 長野市 | 長野市                      | 長野市 |
| 水内郡                                                                                             | 下高田村       | 下高田村       | 下高田村           | 下高田村              | 下高田村                    | 明治9年5月30日 高田村     | 上水内郡 | 高田村                         | 高田村                               | 古牧村                     | 古牧村                       | 古牧村                           | 大正12年7月1日 長野市に編入      | 長野市                  | 長野市                       | 長野市                      | 長野市                        | 長野市                           | 長野市                         | 長野市                        | 昭和41年10月16日 長野市 | 長野市                      | 長野市 |
| 水内郡                                                                                             | 北高田村       | 北高田村       | 北高田村           | 北高田村              | 北高田村                    | 明治9年5月30日 高田村     | 上水内郡 | 高田村                         | 高田村                               | 古牧村                     | 古牧村                       | 古牧村                           | 大正12年7月1日 長野市に編入      | 長野市                  | 長野市                       | 長野市                      | 長野市                        | 長野市                           | 長野市                         | 長野市                        | 昭和41年10月16日 長野市 | 長野市                      | 長野市 |
| 水内郡                                                                                             | 南長池村       | 南長池村       | 南長池村           | 南長池村              | 南長池村                    | 南長池村                  | 上水内郡 | 南長池村                       | 南長池村                             | 古牧村                     | 古牧村                       | 古牧村                           | 大正12年7月1日 長野市に編入      | 長野市                  | 長野市                       | 長野市                      | 長野市                        | 長野市                           | 長野市                         | 長野市                        | 昭和41年10月16日 長野市 | 長野市                      | 長野市 |
| 水内郡                                                                                             | 東和田村       | 東和田村       | 東和田村           | 東和田村              | 東和田村                    | 東和田村                  | 上水内郡 | 東和田村                       | 東和田村                             | 古牧村                     | 古牧村                       | 古牧村                           | 大正12年7月1日 長野市に編入      | 長野市                  | 長野市                       | 長野市                      | 長野市                        | 長野市                           | 長野市                         | 長野市                        | 昭和41年10月16日 長野市 | 長野市                      | 長野市 |
| 水内郡                                                                                             | 西和田村       | 西和田村       | 西和田村           | 西和田村              | 西和田村                    | 西和田村                  | 上水内郡 | 西和田村                       | 西和田村                             | 古牧村                     | 古牧村                       | 古牧村                           | 大正12年7月1日 長野市に編入      | 長野市                  | 長野市                       | 長野市                      | 長野市                        | 長野市                           | 長野市                         | 長野市                        | 昭和41年10月16日 長野市 | 長野市                      | 長野市 |
| 水内郡                                                                                             | 平林村         | 平林村         | 平林村             | 平林村                | 平林村                      | 平林村                    | 上水内郡 | 平林村                         | 平林村                               | 古牧村                     | 古牧村                       | 古牧村                           | 大正12年7月1日 長野市に編入      | 長野市                  | 長野市                       | 長野市                      | 長野市                        | 長野市                           | 長野市                         | 長野市                        | 昭和41年10月16日 長野市 | 長野市                      | 長野市 |
| 水内郡                                                                                             | 長野村         | 長野村         | 長野村             | 長野村                | 明治7年11月15日 改称 長野町 | 明治9年5月30日 長野町     | 上水内郡 | 長野町                         | 長野町                               | 長野町                     | 明治30年4月1日 市制 長野市   | 長野市                           | 長野市                           | 長野市                  | 長野市                       | 長野市                      | 長野市                        | 長野市                           | 長野市                         | 長野市                        | 昭和41年10月16日 長野市 | 長野市                      | 長野市 |
| 水内郡                                                                                             | 箱清水村       | 箱清水村       | 箱清水村           | 箱清水村              | 箱清水村                    | 明治9年5月30日 長野町     | 上水内郡 | 長野町                         | 長野町                               | 長野町                     | 明治30年4月1日 市制 長野市   | 長野市                           | 長野市                           | 長野市                  | 長野市                       | 長野市                      | 長野市                        | 長野市                           | 長野市                         | 長野市                        | 昭和41年10月16日 長野市 | 長野市                      | 長野市 |
| 水内郡                                                                                             | 妻科村         | 妻科村         | 妻科村             | 妻科村                | 妻科村                      | 妻科村                    | 上水内郡 | 明治14年6月24日 改称 南長野町  | 南長野町                             | 長野町                     | 明治30年4月1日 市制 長野市   | 長野市                           | 長野市                           | 長野市                  | 長野市                       | 長野市                      | 長野市                        | 長野市                           | 長野市                         | 長野市                        | 昭和41年10月16日 長野市 | 長野市                      | 長野市 |
| 水内郡                                                                                             | 腰村           | 腰村           | 腰村               | 腰村                  | 腰村                        | 腰村                      | 上水内郡 | 明治14年11月10日 改称 西長野町 | 西長野町                             | 長野町                     | 明治30年4月1日 市制 長野市   | 長野市                           | 長野市                           | 長野市                  | 長野市                       | 長野市                      | 長野市                        | 長野市                           | 長野市                         | 長野市                        | 昭和41年10月16日 長野市 | 長野市                      | 長野市 |
| 水内郡                                                                                             | 茂菅村         | 茂菅村         | 茂菅村             | 茂菅村                | 茂菅村                      | 茂菅村                    | 上水内郡 | 茂菅村                         | 茂菅村                               | 長野町                     | 明治30年4月1日 市制 長野市   | 長野市                           | 長野市                           | 長野市                  | 長野市                       | 長野市                      | 長野市                        | 長野市                           | 長野市                         | 長野市                        | 昭和41年10月16日 長野市 | 長野市                      | 長野市 |
| 水内郡                                                                                             | 問御所村       | 問御所村       | 問御所村           | 問御所村              | 問御所村                    | 明治9年5月30日 鶴賀村     | 上水内郡 | 鶴賀村                         | 明治18年2月19日 改称 鶴賀町          | 長野町                     | 明治30年4月1日 市制 長野市   | 長野市                           | 長野市                           | 長野市                  | 長野市                       | 長野市                      | 長野市                        | 長野市                           | 長野市                         | 長野市                        | 昭和41年10月16日 長野市 | 長野市                      | 長野市 |
| 水内郡                                                                                             | 権堂村         | 一部を除く     | 権堂村             | 権堂村                | 権堂村                      | 明治9年5月30日 鶴賀村     | 上水内郡 | 鶴賀村                         | 明治18年2月19日 改称 鶴賀町          | 長野町                     | 明治30年4月1日 市制 長野市   | 長野市                           | 長野市                           | 長野市                  | 長野市                       | 長野市                      | 長野市                        | 長野市                           | 長野市                         | 長野市                        | 昭和41年10月16日 長野市 | 長野市                      | 長野市 |
| 水内郡                                                                                             | 権堂村         | 一部           | 権堂村             | 権堂村                | 権堂村                      | 明治9年5月30日 鶴賀村     | 上水内郡 | 鶴賀村                         | 明治18年2月19日 改称 鶴賀町          | 芹田村                     | 芹田村                       | 芹田村                           | 大正12年7月1日 長野市に編入      | 長野市                  | 長野市                       | 長野市                      | 長野市                        | 長野市                           | 長野市                         | 長野市                        | 昭和41年10月16日 長野市 | 長野市                      | 長野市 |
| 水内郡                                                                                             | 七瀬村         | 七瀬村         | 七瀬村             | 七瀬村                | 七瀬村                      | 明治9年5月30日 鶴賀村     | 上水内郡 | 鶴賀村                         | 明治18年2月19日 改称 鶴賀町          | 芹田村                     | 芹田村                       | 芹田村                           | 大正12年7月1日 長野市に編入      | 長野市                  | 長野市                       | 長野市                      | 長野市                        | 長野市                           | 長野市                         | 長野市                        | 昭和41年10月16日 長野市 | 長野市                      | 長野市 |
| 水内郡                                                                                             | 南俣村         | 南俣村         | 南俣村             | 南俣村                | 明治8年11月 稲葉村          | 稲葉村                    | 上水内郡 | 稲葉村                         | 稲葉村                               | 芹田村                     | 芹田村                       | 芹田村                           | 大正12年7月1日 長野市に編入      | 長野市                  | 長野市                       | 長野市                      | 長野市                        | 長野市                           | 長野市                         | 長野市                        | 昭和41年10月16日 長野市 | 長野市                      | 長野市 |
| 水内郡                                                                                             | 千田村         | 千田村         | 千田村             | 千田村                | 明治8年11月 稲葉村          | 稲葉村                    | 上水内郡 | 稲葉村                         | 稲葉村                               | 芹田村                     | 芹田村                       | 芹田村                           | 大正12年7月1日 長野市に編入      | 長野市                  | 長野市                       | 長野市                      | 長野市                        | 長野市                           | 長野市                         | 長野市                        | 昭和41年10月16日 長野市 | 長野市                      | 長野市 |
| 水内郡                                                                                             | 市村           | 市村           | 市村               | 市村                  | 市村                        | 明治9年5月30日 若里村     | 上水内郡 | 若里村                         | 若里村                               | 芹田村                     | 芹田村                       | 芹田村                           | 大正12年7月1日 長野市に編入      | 長野市                  | 長野市                       | 長野市                      | 長野市                        | 長野市                           | 長野市                         | 長野市                        | 昭和41年10月16日 長野市 | 長野市                      | 長野市 |
| 水内郡                                                                                             | 荒木村         | 荒木村         | 荒木村             | 荒木村                | 荒木村                      | 明治9年5月30日 若里村     | 上水内郡 | 若里村                         | 若里村                               | 芹田村                     | 芹田村                       | 芹田村                           | 大正12年7月1日 長野市に編入      | 長野市                  | 長野市                       | 長野市                      | 長野市                        | 長野市                           | 長野市                         | 長野市                        | 昭和41年10月16日 長野市 | 長野市                      | 長野市 |
| 水内郡                                                                                             | 中御所村       | 中御所村       | 中御所村           | 中御所村              | 中御所村                    | 中御所村                  | 上水内郡 | 中御所村                       | 中御所村                             | 芹田村                     | 芹田村                       | 芹田村                           | 大正12年7月1日 長野市に編入      | 長野市                  | 長野市                       | 長野市                      | 長野市                        | 長野市                           | 長野市                         | 長野市                        | 昭和41年10月16日 長野市 | 長野市                      | 長野市 |
| 水内郡                                                                                             | 栗田村         | 栗田村         | 栗田村             | 栗田村                | 栗田村                      | 栗田村                    | 上水内郡 | 栗田村                         | 栗田村                               | 芹田村                     | 芹田村                       | 芹田村                           | 大正12年7月1日 長野市に編入      | 長野市                  | 長野市                       | 長野市                      | 長野市                        | 長野市                           | 長野市                         | 長野市                        | 昭和41年10月16日 長野市 | 長野市                      | 長野市 |
| 更級郡                                                                                             | 川合新田村     | 川合新田村     | 川合新田村         | 川合新田村            | 川合新田村                  | 川合新田村                | 上水内郡 | 川合新田村                     | 川合新田村                           | 芹田村                     | 芹田村                       | 芹田村                           | 大正12年7月1日 長野市に編入      | 長野市                  | 長野市                       | 長野市                      | 長野市                        | 長野市                           | 長野市                         | 長野市                        | 昭和41年10月16日 長野市 | 長野市                      | 長野市 |
| 更級郡                                                                                             | 大豆島村       | 大豆島村       | 大豆島村           | 明治6年9月 大豆島村   | 大豆島村                    | 大豆島村                  | 上水内郡 | 大豆島村                       | 大豆島村                             | 大豆島村                   | 大豆島村                     | 大豆島村                         | 大豆島村                         | 大豆島村                | 大豆島村                     | 昭和29年4月1日 長野市に編入 | 長野市                        | 長野市                           | 長野市                         | 長野市                        | 昭和41年10月16日 長野市 | 長野市                      | 長野市 |
| 更級郡                                                                                             | 松岡新田村     | 松岡新田村     | 松岡新田村         | 明治6年9月 大豆島村   | 大豆島村                    | 大豆島村                  | 上水内郡 | 大豆島村                       | 大豆島村                             | 大豆島村                   | 大豆島村                     | 大豆島村                         | 大豆島村                         | 大豆島村                | 大豆島村                     | 昭和29年4月1日 長野市に編入 | 長野市                        | 長野市                           | 長野市                         | 長野市                        | 昭和41年10月16日 長野市 | 長野市                      | 長野市 |
| 水内郡                                                                                             | 風間村         | 風間村         | 明治初年 東風間村  | 東風間村              | 東風間村                    | 明治9年5月30日 風間村     | 上水内郡 | 風間村                         | 風間村                               | 大豆島村                   | 大豆島村                     | 大豆島村                         | 大豆島村                         | 大豆島村                | 大豆島村                     | 昭和29年4月1日 長野市に編入 | 長野市                        | 長野市                           | 長野市                         | 長野市                        | 昭和41年10月16日 長野市 | 長野市                      | 長野市 |
| 水内郡                                                                                             | 風間村         | 風間村         | 明治初年 西風間村  | 西風間村              | 西風間村                    | 明治9年5月30日 風間村     | 上水内郡 | 風間村                         | 風間村                               | 大豆島村                   | 大豆島村                     | 大豆島村                         | 大豆島村                         | 大豆島村                | 大豆島村                     | 昭和29年4月1日 長野市に編入 | 長野市                        | 長野市                           | 長野市                         | 長野市                        | 昭和41年10月16日 長野市 | 長野市                      | 長野市 |
| 水内郡                                                                                             | 栗田町         | 栗田町         | 栗田町             | 栗田町                | 栗田町                      | 明治9年5月30日 長沼大町   | 上水内郡 | 長沼大町                       | 長沼大町                             | 長沼村                     | 長沼村                       | 長沼村                           | 長沼村                           | 長沼村                  | 長沼村                       | 昭和29年4月1日 長野市に編入 | 長野市                        | 長野市                           | 長野市                         | 長野市                        | 昭和41年10月16日 長野市 | 長野市                      | 長野市 |
| 水内郡                                                                                             | 上町           | 上町           | 上町               | 上町                  | 上町                        | 明治9年5月30日 長沼大町   | 上水内郡 | 長沼大町                       | 長沼大町                             | 長沼村                     | 長沼村                       | 長沼村                           | 長沼村                           | 長沼村                  | 長沼村                       | 昭和29年4月1日 長野市に編入 | 長野市                        | 長野市                           | 長野市                         | 長野市                        | 昭和41年10月16日 長野市 | 長野市                      | 長野市 |
| 水内郡                                                                                             | 六地蔵町       | 六地蔵町       | 六地蔵町           | 六地蔵町              | 六地蔵町                    | 明治9年5月30日 長沼穂保町 | 上水内郡 | 長沼穂保町                     | 長沼穂保町                           | 長沼村                     | 長沼村                       | 長沼村                           | 長沼村                           | 長沼村                  | 長沼村                       | 昭和29年4月1日 長野市に編入 | 長野市                        | 長野市                           | 長野市                         | 長野市                        | 昭和41年10月16日 長野市 | 長野市                      | 長野市 |
| 水内郡                                                                                             | 内町           | 内町           | 内町               | 内町                  | 内町                        | 明治9年5月30日 長沼穂保町 | 上水内郡 | 長沼穂保町                     | 長沼穂保町                           | 長沼村                     | 長沼村                       | 長沼村                           | 長沼村                           | 長沼村                  | 長沼村                       | 昭和29年4月1日 長野市に編入 | 長野市                        | 長野市                           | 長野市                         | 長野市                        | 昭和41年10月16日 長野市 | 長野市                      | 長野市 |
| 水内郡                                                                                             | 津野村         | 津野村         | 津野村             | 津野村                | 津野村                      | 津野村                    | 上水内郡 | 津野村                         | 津野村                               | 長沼村                     | 長沼村                       | 長沼村                           | 長沼村                           | 長沼村                  | 長沼村                       | 昭和29年4月1日 長野市に編入 | 長野市                        | 長野市                           | 長野市                         | 長野市                        | 昭和41年10月16日 長野市 | 長野市                      | 長野市 |
| 水内郡                                                                                             | 赤沼村         | 赤沼村         | 赤沼村             | 明治6年 赤沼村        | 赤沼村                      | 赤沼村                    | 上水内郡 | 赤沼村                         | 赤沼村                               | 長沼村                     | 長沼村                       | 長沼村                           | 長沼村                           | 長沼村                  | 長沼村                       | 昭和29年4月1日 長野市に編入 | 長野市                        | 長野市                           | 長野市                         | 長野市                        | 昭和41年10月16日 長野市 | 長野市                      | 長野市 |
| 水内郡                                                                                             | 赤沼河原新田村 | 赤沼河原新田村 | 赤沼河原新田村     | 明治6年 赤沼村        | 赤沼村                      | 赤沼村                    | 上水内郡 | 赤沼村                         | 赤沼村                               | 長沼村                     | 長沼村                       | 長沼村                           | 長沼村                           | 長沼村                  | 長沼村                       | 昭和29年4月1日 長野市に編入 | 長野市                        | 長野市                           | 長野市                         | 長野市                        | 昭和41年10月16日 長野市 | 長野市                      | 長野市 |
| 水内郡                                                                                             | 小市村         | 小市村         | 小市村             | 小市村                | 小市村                      | 明治9年5月30日 安茂里村   | 上水内郡 | 安茂里村                       | 安茂里村                             | 安茂里村                   | 安茂里村                     | 安茂里村                         | 安茂里村                         | 安茂里村                | 安茂里村                     | 昭和29年4月1日 長野市に編入 | 長野市                        | 長野市                           | 長野市                         | 長野市                        | 昭和41年10月16日 長野市 | 長野市                      | 長野市 |
| 水内郡                                                                                             | 久保寺村       | 久保寺村       | 久保寺村           | 久保寺村              | 久保寺村                    | 明治9年5月30日 安茂里村   | 上水内郡 | 安茂里村                       | 安茂里村                             | 安茂里村                   | 安茂里村                     | 安茂里村                         | 安茂里村                         | 安茂里村                | 安茂里村                     | 昭和29年4月1日 長野市に編入 | 長野市                        | 長野市                           | 長野市                         | 長野市                        | 昭和41年10月16日 長野市 | 長野市                      | 長野市 |
| 水内郡                                                                                             | 小柴見村       | 小柴見村       | 小柴見村           | 小柴見村              | 小柴見村                    | 明治9年5月30日 安茂里村   | 上水内郡 | 安茂里村                       | 明治15年10月20日 分立 小柴見村       | 安茂里村                   | 安茂里村                     | 安茂里村                         | 安茂里村                         | 安茂里村                | 安茂里村                     | 昭和29年4月1日 長野市に編入 | 長野市                        | 長野市                           | 長野市                         | 長野市                        | 昭和41年10月16日 長野市 | 長野市                      | 長野市 |
| 水内郡                                                                                             | 平柴村         | 平柴村         | 平柴村             | 平柴村                | 平柴村                      | 明治9年5月30日 安茂里村   | 上水内郡 | 明治12年12月 分立 平柴村       | 平柴村                               | 安茂里村                   | 安茂里村                     | 安茂里村                         | 安茂里村                         | 安茂里村                | 安茂里村                     | 昭和29年4月1日 長野市に編入 | 長野市                        | 長野市                           | 長野市                         | 長野市                        | 昭和41年10月16日 長野市 | 長野市                      | 長野市 |
| 水内郡                                                                                             | 山田中村       | 山田中村       | 山田中村           | 山田中村              | 山田中村                    | 明治9年5月30日 繁木村     | 上水内郡 | 繁木村                         | 明治16年9月17日 山田中村             | 小田切村                   | 小田切村                     | 小田切村                         | 小田切村                         | 小田切村                | 小田切村                     | 昭和29年4月1日 長野市に編入 | 長野市                        | 長野市                           | 長野市                         | 長野市                        | 昭和41年10月16日 長野市 | 長野市                      | 長野市 |
| 水内郡                                                                                             | 小鍋村         | 小鍋村         | 小鍋村             | 小鍋村                | 小鍋村                      | 明治9年5月30日 繁木村     | 上水内郡 | 繁木村                         | 明治16年9月17日 小鍋村               | 小田切村                   | 小田切村                     | 小田切村                         | 小田切村                         | 小田切村                | 小田切村                     | 昭和29年4月1日 長野市に編入 | 長野市                        | 長野市                           | 長野市                         | 長野市                        | 昭和41年10月16日 長野市 | 長野市                      | 長野市 |
| 水内郡                                                                                             | 宮野尾村       | 宮野尾村       | 宮野尾村           | 宮野尾村              | 宮野尾村                    | 明治9年5月30日 塩生村     | 上水内郡 | 塩生村                         | 塩生村                               | 小田切村                   | 小田切村                     | 小田切村                         | 小田切村                         | 小田切村                | 小田切村                     | 昭和29年4月1日 長野市に編入 | 長野市                        | 長野市                           | 長野市                         | 長野市                        | 昭和41年10月16日 長野市 | 長野市                      | 長野市 |
| 水内郡                                                                                             | 吉窪村         | 吉窪村         | 吉窪村             | 明治5年 吉窪村        | 吉窪村                      | 明治9年5月30日 塩生村     | 上水内郡 | 塩生村                         | 塩生村                               | 小田切村                   | 小田切村                     | 小田切村                         | 小田切村                         | 小田切村                | 小田切村                     | 昭和29年4月1日 長野市に編入 | 長野市                        | 長野市                           | 長野市                         | 長野市                        | 昭和41年10月16日 長野市 | 長野市                      | 長野市 |
| 水内郡                                                                                             | 深沢村         | 深沢村         | 深沢村             | 明治5年 吉窪村        | 吉窪村                      | 明治9年5月30日 塩生村     | 上水内郡 | 塩生村                         | 塩生村                               | 小田切村                   | 小田切村                     | 小田切村                         | 小田切村                         | 小田切村                | 小田切村                     | 昭和29年4月1日 長野市に編入 | 長野市                        | 長野市                           | 長野市                         | 長野市                        | 昭和41年10月16日 長野市 | 長野市                      | 長野市 |
| 水内郡                                                                                             | 上ヶ屋村       | 上ヶ屋村       | 上ヶ屋村           | 上ヶ屋村              | 上ヶ屋村                    | 上ヶ屋村                  | 上水内郡 | 上ヶ屋村                       | 上ヶ屋村                             | 芋井村                     | 芋井村                       | 芋井村                           | 芋井村                           | 芋井村                  | 芋井村                       | 昭和29年4月1日 長野市に編入 | 長野市                        | 長野市                           | 長野市                         | 長野市                        | 昭和41年10月16日 長野市 | 長野市                      | 長野市 |
| 水内郡                                                                                             | 広瀬村         | 広瀬村         | 広瀬村             | 広瀬村                | 広瀬村                      | 広瀬村                    | 上水内郡 | 広瀬村                         | 広瀬村                               | 芋井村                     | 芋井村                       | 芋井村                           | 芋井村                           | 芋井村                  | 芋井村                       | 昭和29年4月1日 長野市に編入 | 長野市                        | 長野市                           | 長野市                         | 長野市                        | 昭和41年10月16日 長野市 | 長野市                      | 長野市 |
| 水内郡                                                                                             | 入山村         | 入山村         | 入山村             | 入山村                | 入山村                      | 入山村                    | 上水内郡 | 入山村                         | 入山村                               | 芋井村                     | 芋井村                       | 芋井村                           | 芋井村                           | 芋井村                  | 芋井村                       | 昭和29年4月1日 長野市に編入 | 長野市                        | 長野市                           | 長野市                         | 長野市                        | 昭和41年10月16日 長野市 | 長野市                      | 長野市 |
| 水内郡                                                                                             | 新安村         | 新安村         | 新安村             | 新安村                | 新安村                      | 明治9年5月30日 富田村     | 上水内郡 | 富田村                         | 富田村                               | 芋井村                     | 芋井村                       | 芋井村                           | 芋井村                           | 芋井村                  | 芋井村                       | 昭和29年4月1日 長野市に編入 | 長野市                        | 長野市                           | 長野市                         | 長野市                        | 昭和41年10月16日 長野市 | 長野市                      | 長野市 |
| 水内郡                                                                                             | 荒安村         | 荒安村         | 荒安村             | 荒安村                | 荒安村                      | 明治9年5月30日 富田村     | 上水内郡 | 富田村                         | 富田村                               | 芋井村                     | 芋井村                       | 芋井村                           | 芋井村                           | 芋井村                  | 芋井村                       | 昭和29年4月1日 長野市に編入 | 長野市                        | 長野市                           | 長野市                         | 長野市                        | 昭和41年10月16日 長野市 | 長野市                      | 長野市 |
| 水内郡                                                                                             | 鑪村           | 鑪村           | 鑪村               | 鑪村                  | 鑪村                        | 明治9年5月30日 富田村     | 上水内郡 | 富田村                         | 明治15年2月24日 分立 鑪村            | 芋井村                     | 芋井村                       | 芋井村                           | 芋井村                           | 芋井村                  | 芋井村                       | 昭和29年4月1日 長野市に編入 | 長野市                        | 長野市                           | 長野市                         | 長野市                        | 昭和41年10月16日 長野市 | 長野市                      | 長野市 |
| 水内郡                                                                                             | 桜村           | 桜村           | 桜村               | 桜村                  | 桜村                        | 明治9年5月30日 富田村     | 上水内郡 | 富田村                         | 明治15年2月24日 分立 桜村            | 芋井村                     | 芋井村                       | 芋井村                           | 芋井村                           | 芋井村                  | 芋井村                       | 昭和29年4月1日 長野市に編入 | 長野市                        | 長野市                           | 長野市                         | 長野市                        | 昭和41年10月16日 長野市 | 長野市                      | 長野市 |
| 水内郡                                                                                             | 泉平村         | 泉平村         | 泉平村             | 泉平村                | 泉平村                      | 明治9年5月30日 富田村     | 上水内郡 | 富田村                         | 明治15年2月24日 分立 泉平村          | 芋井村                     | 芋井村                       | 芋井村                           | 芋井村                           | 芋井村                  | 芋井村                       | 昭和29年4月1日 長野市に編入 | 長野市                        | 長野市                           | 長野市                         | 長野市                        | 昭和41年10月16日 長野市 | 長野市                      | 長野市 |
| 水内郡                                                                                             | 富竹村         | 富竹村         | 富竹村             | 富竹村                | 富竹村                      | 富竹村                    | 上水内郡 | 富竹村                         | 富竹村                               | 古里村                     | 古里村                       | 古里村                           | 古里村                           | 古里村                  | 古里村                       | 昭和29年4月1日 長野市に編入 | 長野市                        | 長野市                           | 長野市                         | 長野市                        | 昭和41年10月16日 長野市 | 長野市                      | 長野市 |
| 水内郡                                                                                             | 金箱村         | 金箱村         | 金箱村             | 金箱村                | 金箱村                      | 金箱村                    | 上水内郡 | 金箱村                         | 金箱村                               | 古里村                     | 古里村                       | 古里村                           | 古里村                           | 古里村                  | 古里村                       | 昭和29年4月1日 長野市に編入 | 長野市                        | 長野市                           | 長野市                         | 長野市                        | 昭和41年10月16日 長野市 | 長野市                      | 長野市 |
| 水内郡                                                                                             | 上駒沢村       | 上駒沢村       | 上駒沢村           | 上駒沢村              | 上駒沢村                    | 上駒沢村                  | 上水内郡 | 上駒沢村                       | 上駒沢村                             | 古里村                     | 古里村                       | 古里村                           | 古里村                           | 古里村                  | 古里村                       | 昭和29年4月1日 長野市に編入 | 長野市                        | 長野市                           | 長野市                         | 長野市                        | 昭和41年10月16日 長野市 | 長野市                      | 長野市 |
| 水内郡                                                                                             | 下駒沢村       | 下駒沢村       | 下駒沢村           | 下駒沢村              | 下駒沢村                    | 下駒沢村                  | 上水内郡 | 下駒沢村                       | 下駒沢村                             | 古里村                     | 古里村                       | 古里村                           | 古里村                           | 古里村                  | 古里村                       | 昭和29年4月1日 長野市に編入 | 長野市                        | 長野市                           | 長野市                         | 長野市                        | 昭和41年10月16日 長野市 | 長野市                      | 長野市 |
| 水内郡                                                                                             | 三才村         | 三才村         | 三才村             | 三才村                | 三才村                      | 三才村                    | 上水内郡 | 三才村                         | 三才村                               | 古里村                     | 古里村                       | 古里村                           | 古里村                           | 古里村                  | 古里村                       | 昭和29年4月1日 長野市に編入 | 長野市                        | 長野市                           | 長野市                         | 長野市                        | 昭和41年10月16日 長野市 | 長野市                      | 長野市 |
| 水内郡                                                                                             | 里村山村       | 里村山村       | 里村山村           | 里村山村              | 里村山村                    | 里村山村                  | 上水内郡 | 明治14年 改称 村山村           | 村山村                               | 柳原村                     | 柳原村                       | 柳原村                           | 柳原村                           | 柳原村                  | 柳原村                       | 昭和29年4月1日 長野市に編入 | 長野市                        | 長野市                           | 長野市                         | 長野市                        | 昭和41年10月16日 長野市 | 長野市                      | 長野市 |
| 水内郡                                                                                             | 布野村         | 布野村         | 布野村             | 布野村                | 布野村                      | 明治9年5月30日 柳原村     | 上水内郡 | 柳原村                         | 柳原村                               | 柳原村                     | 柳原村                       | 柳原村                           | 柳原村                           | 柳原村                  | 柳原村                       | 昭和29年4月1日 長野市に編入 | 長野市                        | 長野市                           | 長野市                         | 長野市                        | 昭和41年10月16日 長野市 | 長野市                      | 長野市 |
| 水内郡                                                                                             | 中俣村         | 中俣村         | 中俣村             | 中俣村                | 中俣村                      | 明治9年5月30日 柳原村     | 上水内郡 | 柳原村                         | 柳原村                               | 柳原村                     | 柳原村                       | 柳原村                           | 柳原村                           | 柳原村                  | 柳原村                       | 昭和29年4月1日 長野市に編入 | 長野市                        | 長野市                           | 長野市                         | 長野市                        | 昭和41年10月16日 長野市 | 長野市                      | 長野市 |
| 水内郡                                                                                             | 小島村         | 小島村         | 小島村             | 小島村                | 小島村                      | 小島村                    | 上水内郡 | 小島村                         | 小島村                               | 柳原村                     | 柳原村                       | 柳原村                           | 柳原村                           | 柳原村                  | 柳原村                       | 昭和29年4月1日 長野市に編入 | 長野市                        | 長野市                           | 長野市                         | 長野市                        | 昭和41年10月16日 長野市 | 長野市                      | 長野市 |
| 水内郡                                                                                             | 伺去真光寺村   | 伺去真光寺村   | 伺去真光寺村       | 伺去真光寺村          | 伺去真光寺村                | 伺去真光寺村              | 上水内郡 | 伺去真光寺村                   | 伺去真光寺村                         | 浅川村                     | 浅川村                       | 浅川村                           | 浅川村                           | 浅川村                  | 浅川村                       | 昭和29年4月1日 長野市に編入 | 長野市                        | 長野市                           | 長野市                         | 長野市                        | 昭和41年10月16日 長野市 | 長野市                      | 長野市 |
| 水内郡                                                                                             | 北郷村         | 北郷村         | 北郷村             | 北郷村                | 北郷村                      | 北郷村                    | 上水内郡 | 北郷村                         | 北郷村                               | 浅川村                     | 浅川村                       | 浅川村                           | 浅川村                           | 浅川村                  | 浅川村                       | 昭和29年4月1日 長野市に編入 | 長野市                        | 長野市                           | 長野市                         | 長野市                        | 昭和41年10月16日 長野市 | 長野市                      | 長野市 |
| 水内郡                                                                                             | 東条村         | 一部           | 東条村             | 東条村                | 東条村                      | 東条村                    | 上水内郡 | 東条村                         | 東条村                               | 浅川村                     | 浅川村                       | 浅川村                           | 浅川村                           | 浅川村                  | 浅川村                       | 昭和29年4月1日 長野市に編入 | 長野市                        | 長野市                           | 長野市                         | 長野市                        | 昭和41年10月16日 長野市 | 長野市                      | 長野市 |
| 水内郡                                                                                             | 東条村         | 一部           | 東条村             | 東条村                | 東条村                      | 東条村                    | 上水内郡 | 東条村                         | 東条村                               | 若槻村                     | 若槻村                       | 若槻村                           | 若槻村                           | 若槻村                  | 若槻村                       | 昭和29年4月1日 長野市に編入 | 長野市                        | 長野市                           | 長野市                         | 長野市                        | 昭和41年10月16日 長野市 | 長野市                      | 長野市 |
| 水内郡                                                                                             | 檀田村         | 檀田村         | 檀田村             | 檀田村                | 檀田村                      | 檀田村                    | 上水内郡 | 檀田村                         | 檀田村                               | 若槻村                     | 若槻村                       | 若槻村                           | 若槻村                           | 若槻村                  | 若槻村                       | 昭和29年4月1日 長野市に編入 | 長野市                        | 長野市                           | 長野市                         | 長野市                        | 昭和41年10月16日 長野市 | 長野市                      | 長野市 |
| 水内郡                                                                                             | 上野村         | 上野村         | 上野村             | 上野村                | 上野村                      | 上野村                    | 上水内郡 | 上野村                         | 上野村                               | 若槻村                     | 若槻村                       | 若槻村                           | 若槻村                           | 若槻村                  | 若槻村                       | 昭和29年4月1日 長野市に編入 | 長野市                        | 長野市                           | 長野市                         | 長野市                        | 昭和41年10月16日 長野市 | 長野市                      | 長野市 |
| 水内郡                                                                                             | 田子村         | 田子村         | 田子村             | 田子村                | 田子村                      | 田子村                    | 上水内郡 | 田子村                         | 田子村                               | 若槻村                     | 若槻村                       | 若槻村                           | 若槻村                           | 若槻村                  | 若槻村                       | 昭和29年4月1日 長野市に編入 | 長野市                        | 長野市                           | 長野市                         | 長野市                        | 昭和41年10月16日 長野市 | 長野市                      | 長野市 |
| 水内郡                                                                                             | 吉村           | 吉村           | 吉村               | 吉村                  | 吉村                        | 吉村                      | 上水内郡 | 吉村                           | 吉村                                 | 若槻村                     | 若槻村                       | 若槻村                           | 若槻村                           | 若槻村                  | 若槻村                       | 昭和29年4月1日 長野市に編入 | 長野市                        | 長野市                           | 長野市                         | 長野市                        | 昭和41年10月16日 長野市 | 長野市                      | 長野市 |
| 水内郡                                                                                             | 山田村         | 山田村         | 山田村             | 山田村                | 明治8年 稲田村              | 明治9年5月30日 稲田村     | 上水内郡 | 稲田村                         | 稲田村                               | 若槻村                     | 若槻村                       | 若槻村                           | 若槻村                           | 若槻村                  | 若槻村                       | 昭和29年4月1日 長野市に編入 | 長野市                        | 長野市                           | 長野市                         | 長野市                        | 昭和41年10月16日 長野市 | 長野市                      | 長野市 |
| 水内郡                                                                                             | 下稲積村       | 下稲積村       | 下稲積村           | 明治6年 稲積村        | 明治8年 稲田村              | 明治9年5月30日 稲田村     | 上水内郡 | 稲田村                         | 稲田村                               | 若槻村                     | 若槻村                       | 若槻村                           | 若槻村                           | 若槻村                  | 若槻村                       | 昭和29年4月1日 長野市に編入 | 長野市                        | 長野市                           | 長野市                         | 長野市                        | 昭和41年10月16日 長野市 | 長野市                      | 長野市 |
| 水内郡                                                                                             | 上稲積村       | 上稲積村       | 上稲積村           | 明治6年 稲積村        | 明治8年 稲田村              | 明治9年5月30日 稲田村     | 上水内郡 | 稲田村                         | 稲田村                               | 若槻村                     | 若槻村                       | 若槻村                           | 若槻村                           | 若槻村                  | 若槻村                       | 昭和29年4月1日 長野市に編入 | 長野市                        | 長野市                           | 長野市                         | 長野市                        | 昭和41年10月16日 長野市 | 長野市                      | 長野市 |
| 水内郡                                                                                             | 西条村         | 一部           | 西条村             | 西条村                | 西条村                      | 明治9年5月30日 稲田村     | 上水内郡 | 稲田村                         | 稲田村                               | 若槻村                     | 若槻村                       | 若槻村                           | 若槻村                           | 若槻村                  | 若槻村                       | 昭和29年4月1日 長野市に編入 | 長野市                        | 長野市                           | 長野市                         | 長野市                        | 昭和41年10月16日 長野市 | 長野市                      | 長野市 |
| 水内郡                                                                                             | 西条村         | 一部           | 西条村             | 西条村                | 西条村                      | 西条村                    | 上水内郡 | 西条村                         | 西条村                               | 若槻村                     | 若槻村                       | 若槻村                           | 若槻村                           | 若槻村                  | 若槻村                       | 昭和29年4月1日 長野市に編入 | 長野市                        | 長野市                           | 長野市                         | 長野市                        | 昭和41年10月16日 長野市 | 長野市                      | 長野市 |
| 水内郡                                                                                             | 西条村         | 一部           | 西条村             | 西条村                | 西条村                      | 西条村                    | 上水内郡 | 西条村                         | 西条村                               | 浅川村                     | 浅川村                       | 浅川村                           | 浅川村                           | 浅川村                  | 浅川村                       | 昭和29年4月1日 長野市に編入 | 長野市                        | 長野市                           | 長野市                         | 長野市                        | 昭和41年10月16日 長野市 | 長野市                      | 長野市 |
| 水内郡                                                                                             | 西条村         | 一部           | 西条村             | 西条村                | 西条村                      | 明治9年5月30日 徳間村     | 上水内郡 | 徳間村                         | 徳間村                               | 若槻村                     | 若槻村                       | 若槻村                           | 若槻村                           | 若槻村                  | 若槻村                       | 昭和29年4月1日 長野市に編入 | 長野市                        | 長野市                           | 長野市                         | 長野市                        | 昭和41年10月16日 長野市 | 長野市                      | 長野市 |
| 水内郡                                                                                             | 徳間村         | 徳間村         | 徳間村             | 徳間村                | 徳間村                      | 明治9年5月30日 徳間村     | 上水内郡 | 徳間村                         | 徳間村                               | 若槻村                     | 若槻村                       | 若槻村                           | 若槻村                           | 若槻村                  | 若槻村                       | 昭和29年4月1日 長野市に編入 | 長野市                        | 長野市                           | 長野市                         | 長野市                        | 昭和41年10月16日 長野市 | 長野市                      | 長野市 |
| 水内郡                                                                                             | 北尾張部村     | 北尾張部村     | 北尾張部村         | 北尾張部村            | 北尾張部村                  | 北尾張部村                | 上水内郡 | 北尾張部村                     | 北尾張部村                           | 朝陽村                     | 朝陽村                       | 朝陽村                           | 朝陽村                           | 朝陽村                  | 朝陽村                       | 昭和29年4月1日 長野市に編入 | 長野市                        | 長野市                           | 長野市                         | 長野市                        | 昭和41年10月16日 長野市 | 長野市                      | 長野市 |
| 水内郡                                                                                             | 南堀村         | 南堀村         | 南堀村             | 南堀村                | 南堀村                      | 明治9年5月30日 福田村     | 上水内郡 | 明治14年3月31日 南堀村         | 南堀村                               | 朝陽村                     | 朝陽村                       | 朝陽村                           | 朝陽村                           | 朝陽村                  | 朝陽村                       | 昭和29年4月1日 長野市に編入 | 長野市                        | 長野市                           | 長野市                         | 長野市                        | 昭和41年10月16日 長野市 | 長野市                      | 長野市 |
| 水内郡                                                                                             | 北堀村         | 北堀村         | 北堀村             | 北堀村                | 北堀村                      | 明治9年5月30日 福田村     | 上水内郡 | 明治14年3月31日 北堀村         | 北堀村                               | 朝陽村                     | 朝陽村                       | 朝陽村                           | 朝陽村                           | 朝陽村                  | 朝陽村                       | 昭和29年4月1日 長野市に編入 | 長野市                        | 長野市                           | 長野市                         | 長野市                        | 昭和41年10月16日 長野市 | 長野市                      | 長野市 |
| 水内郡                                                                                             | 石渡村         | 石渡村         | 石渡村             | 石渡村                | 石渡村                      | 明治9年5月30日 福田村     | 上水内郡 | 明治14年3月31日 石渡村         | 石渡村                               | 朝陽村                     | 朝陽村                       | 朝陽村                           | 朝陽村                           | 朝陽村                  | 朝陽村                       | 昭和29年4月1日 長野市に編入 | 長野市                        | 長野市                           | 長野市                         | 長野市                        | 昭和41年10月16日 長野市 | 長野市                      | 長野市 |
| 水内郡                                                                                             | 北長池村       | 一部           | 北長池村           | 北長池村              | 北長池村                    | 北長池村                  | 上水内郡 | 北長池村                       | 北長池村                             | 朝陽村                     | 朝陽村                       | 朝陽村                           | 朝陽村                           | 朝陽村                  | 朝陽村                       | 昭和29年4月1日 長野市に編入 | 長野市                        | 長野市                           | 長野市                         | 長野市                        | 昭和41年10月16日 長野市 | 長野市                      | 長野市 |
| 水内郡                                                                                             | 北長池村       | 一部           | 北長池村           | 北長池村              | 北長池村                    | 北長池村                  | 上水内郡 | 北長池村                       | 明治19年12月14日 分立 上水内郡屋島村 | 朝陽村                     | 朝陽村                       | 朝陽村                           | 朝陽村                           | 朝陽村                  | 朝陽村                       | 昭和29年4月1日 長野市に編入 | 長野市                        | 長野市                           | 長野市                         | 長野市                        | 昭和41年10月16日 長野市 | 長野市                      | 長野市 |
| 高井郡                                                                                             | 福島村         | 一部           | 福島村             | 福島村                | 福島村                      | 福島村                    | 上高井郡 | 福島村                         | 明治19年12月14日 分立 上水内郡屋島村 | 朝陽村                     | 朝陽村                       | 朝陽村                           | 朝陽村                           | 朝陽村                  | 朝陽村                       | 昭和29年4月1日 長野市に編入 | 長野市                        | 長野市                           | 長野市                         | 長野市                        | 昭和41年10月16日 長野市 | 長野市                      | 長野市 |
| 高井郡                                                                                             | 綿内村         | 一部           | 綿内村             | 綿内村                | 綿内村                      | 綿内村                    | 上高井郡 | 綿内村                         | 明治19年12月14日 分立 上水内郡屋島村 | 朝陽村                     | 朝陽村                       | 朝陽村                           | 朝陽村                           | 朝陽村                  | 朝陽村                       | 昭和29年4月1日 長野市に編入 | 長野市                        | 長野市                           | 長野市                         | 長野市                        | 昭和41年10月16日 長野市 | 長野市                      | 長野市 |
| 高井郡                                                                                             | 綿内村         | 一部を除く     | 綿内村             | 綿内村                | 綿内村                      | 綿内村                    | 上高井郡 | 綿内村                         | 綿内村                               | 綿内村                     | 綿内村                       | 綿内村                           | 綿内村                           | 綿内村                  | 綿内村                       | 綿内村                      | 綿内村                        | 綿内村                           | 綿内村                         | 昭和34年4月1日 若穂町         | 昭和41年10月16日 長野市 | 長野市                      | 長野市 |
| 高井郡                                                                                             | 保科村         | 保科村         | 明治初年 保科村    | 保科村                | 保科村                      | 保科村                    | 上高井郡 | 保科村                         | 保科村                               | 保科村                     | 保科村                       | 保科村                           | 保科村                           | 保科村                  | 保科村                       | 保科村                      | 保科村                        | 保科村                           | 保科村                         | 昭和34年4月1日 若穂町         | 昭和41年10月16日 長野市 | 長野市                      | 長野市 |
| 高井郡                                                                                             | 赤野田新田村   |                | 明治初年 保科村    | 保科村                | 保科村                      | 保科村                    | 上高井郡 | 保科村                         | 保科村                               | 保科村                     | 保科村                       | 保科村                           | 保科村                           | 保科村                  | 保科村                       | 保科村                      | 保科村                        | 保科村                           | 保科村                         | 昭和34年4月1日 若穂町         | 昭和41年10月16日 長野市 | 長野市                      | 長野市 |
| 高井郡                                                                                             | 高岡村         |                | 明治初年 保科村    | 保科村                | 保科村                      | 保科村                    | 上高井郡 | 保科村                         | 保科村                               | 保科村                     | 保科村                       | 保科村                           | 保科村                           | 保科村                  | 保科村                       | 保科村                      | 保科村                        | 保科村                           | 保科村                         | 昭和34年4月1日 若穂町         | 昭和41年10月16日 長野市 | 長野市                      | 長野市 |
| 高井郡                                                                                             | 東川田         | 東川田         | 東川田             | 東川田                | 東川田                      | 明治9年5月 川田村         | 上高井郡 | 川田村                         | 川田村                               | 川田村                     | 川田村                       | 川田村                           | 川田村                           | 川田村                  | 川田村                       | 川田村                      | 川田村                        | 川田村                           | 川田村                         | 昭和34年4月1日 若穂町         | 昭和41年10月16日 長野市 | 長野市                      | 長野市 |
| 高井郡                                                                                             | 町川田         | 町川田         | 町川田             | 町川田                | 町川田                      | 明治9年5月 川田村         | 上高井郡 | 川田村                         | 川田村                               | 川田村                     | 川田村                       | 川田村                           | 川田村                           | 川田村                  | 川田村                       | 川田村                      | 川田村                        | 川田村                           | 川田村                         | 昭和34年4月1日 若穂町         | 昭和41年10月16日 長野市 | 長野市                      | 長野市 |
| 高井郡                                                                                             | 小出村         | 小出村         | 小出村             | 小出村                | 小出村                      | 明治9年5月 川田村         | 上高井郡 | 川田村                         | 川田村                               | 川田村                     | 川田村                       | 川田村                           | 川田村                           | 川田村                  | 川田村                       | 川田村                      | 川田村                        | 川田村                           | 川田村                         | 昭和34年4月1日 若穂町         | 昭和41年10月16日 長野市 | 長野市                      | 長野市 |
| 更級郡                                                                                             | 牛島村         | 牛島村         | 牛島村             | 牛島村                | 牛島村                      | 牛島村                    | 上高井郡 | 牛島村                         | 牛島村                               | 川田村                     | 川田村                       | 川田村                           | 川田村                           | 川田村                  | 川田村                       | 川田村                      | 川田村                        | 川田村                           | 川田村                         | 昭和34年4月1日 若穂町         | 昭和41年10月16日 長野市 | 長野市                      | 長野市 |
| 更級郡                                                                                             | 有旅村         | 有旅村         | 有旅村             | 明治5年 有旅村        | 有旅村                      | 有旅村                    | 更級郡   | 有旅村                         | 有旅村                               | 信里村                     | 信里村                       | 信里村                           | 信里村                           | 信里村                  | 信里村                       | 信里村                      | 信里村                        | 昭和30年4月1日 篠ノ井町に編入    | 篠ノ井町                       | 昭和34年5月1日 篠ノ井市       | 昭和41年10月16日 長野市 | 長野市                      | 長野市 |
| 更級郡                                                                                             | 中山新田村     | 中山新田村     | 中山新田村         | 明治5年 有旅村        | 有旅村                      | 有旅村                    | 更級郡   | 有旅村                         | 有旅村                               | 信里村                     | 信里村                       | 信里村                           | 信里村                           | 信里村                  | 信里村                       | 信里村                      | 信里村                        | 昭和30年4月1日 篠ノ井町に編入    | 篠ノ井町                       | 昭和34年5月1日 篠ノ井市       | 昭和41年10月16日 長野市 | 長野市                      | 長野市 |
| 更級郡                                                                                             | 山布施村       | 山布施村       | 山布施村           | 明治6年6月 山布施村   | 山布施村                    | 山布施村                  | 更級郡   | 山布施村                       | 山布施村                             | 信里村                     | 信里村                       | 信里村                           | 信里村                           | 信里村                  | 信里村                       | 信里村                      | 信里村                        | 昭和30年4月1日 篠ノ井町に編入    | 篠ノ井町                       | 昭和34年5月1日 篠ノ井市       | 昭和41年10月16日 長野市 | 長野市                      | 長野市 |
| 更級郡                                                                                             | 村山村         | 村山村         | 村山村             | 明治6年6月 山布施村   | 山布施村                    | 山布施村                  | 更級郡   | 山布施村                       | 山布施村                             | 信里村                     | 信里村                       | 信里村                           | 信里村                           | 信里村                  | 信里村                       | 信里村                      | 信里村                        | 昭和30年4月1日 篠ノ井町に編入    | 篠ノ井町                       | 昭和34年5月1日 篠ノ井市       | 昭和41年10月16日 長野市 | 長野市                      | 長野市 |
| 更級郡                                                                                             | 青池村         | 青池村         | 青池村             | 明治6年6月 山布施村   | 山布施村                    | 山布施村                  | 更級郡   | 山布施村                       | 山布施村                             | 信里村                     | 信里村                       | 信里村                           | 信里村                           | 信里村                  | 信里村                       | 信里村                      | 信里村                        | 昭和30年4月1日 篠ノ井町に編入    | 篠ノ井町                       | 昭和34年5月1日 篠ノ井市       | 昭和41年10月16日 長野市 | 長野市                      | 長野市 |
| 更級郡                                                                                             | 岡田村         | 岡田村         | 岡田村             | 岡田村                | 岡田村                      | 岡田村                    | 更級郡   | 岡田村                         | 岡田村                               | 岡田村                     | 明治23年5月17日 改称 共和村  | 共和村                           | 共和村                           | 共和村                  | 共和村                       | 篠ノ井町                    | 篠ノ井町                      | 昭和29年7月1日 篠ノ井町          | 篠ノ井町                       | 昭和34年5月1日 篠ノ井市       | 昭和41年10月16日 長野市 | 長野市                      | 長野市 |
| 更級郡                                                                                             | 小松原村       | 小松原村       | 小松原村           | 小松原村              | 小松原村                    | 小松原村                  | 更級郡   | 小松原村                       | 小松原村                             | 岡田村                     | 明治23年5月17日 改称 共和村  | 共和村                           | 共和村                           | 共和村                  | 共和村                       | 篠ノ井町                    | 篠ノ井町                      | 昭和29年7月1日 篠ノ井町          | 篠ノ井町                       | 昭和34年5月1日 篠ノ井市       | 昭和41年10月16日 長野市 | 長野市                      | 長野市 |
| 更級郡                                                                                             | 布施高田村     | 布施高田村     | 布施高田村         | 布施高田村            | 布施高田村                  | 布施高田村                | 更級郡   | 布施高田村                     | 布施高田村                           | 布施村                     | 布施村                       | 大正3年4月21日 町制改称 篠ノ井町 | 大正3年4月21日 町制改称 篠ノ井町 | 昭和25年7月1日 篠ノ井町 | 篠ノ井町                     | 篠ノ井町                    | 篠ノ井町                      | 昭和29年7月1日 篠ノ井町          | 篠ノ井町                       | 昭和34年5月1日 篠ノ井市       | 昭和41年10月16日 長野市 | 長野市                      | 長野市 |
| 更級郡                                                                                             | 布施五明村     | 布施五明村     | 布施五明村         | 明治5年 布施五明村    | 布施五明村                  | 布施五明村                | 更級郡   | 布施五明村                     | 布施五明村                           | 布施村                     | 布施村                       | 大正3年4月21日 町制改称 篠ノ井町 | 大正3年4月21日 町制改称 篠ノ井町 | 昭和25年7月1日 篠ノ井町 | 篠ノ井町                     | 篠ノ井町                    | 篠ノ井町                      | 昭和29年7月1日 篠ノ井町          | 篠ノ井町                       | 昭和34年5月1日 篠ノ井市       | 昭和41年10月16日 長野市 | 長野市                      | 長野市 |
| 更級郡                                                                                             | 原瀬田村       | 原瀬田村       | 原瀬田村           | 明治5年 布施五明村    | 布施五明村                  | 布施五明村                | 更級郡   | 布施五明村                     | 布施五明村                           | 布施村                     | 布施村                       | 大正3年4月21日 町制改称 篠ノ井町 | 大正3年4月21日 町制改称 篠ノ井町 | 昭和25年7月1日 篠ノ井町 | 篠ノ井町                     | 篠ノ井町                    | 篠ノ井町                      | 昭和29年7月1日 篠ノ井町          | 篠ノ井町                       | 昭和34年5月1日 篠ノ井市       | 昭和41年10月16日 長野市 | 長野市                      | 長野市 |
| 更級郡                                                                                             | 柳沢新田村     | 柳沢新田村     | 柳沢新田村         | 明治5年 布施五明村    | 布施五明村                  | 布施五明村                | 更級郡   | 布施五明村                     | 布施五明村                           | 布施村                     | 布施村                       | 大正3年4月21日 町制改称 篠ノ井町 | 大正3年4月21日 町制改称 篠ノ井町 | 昭和25年7月1日 篠ノ井町 | 篠ノ井町                     | 篠ノ井町                    | 篠ノ井町                      | 昭和29年7月1日 篠ノ井町          | 篠ノ井町                       | 昭和34年5月1日 篠ノ井市       | 昭和41年10月16日 長野市 | 長野市                      | 長野市 |
| 更級郡                                                                                             | 御幣川村       | 御幣川村       | 御幣川村           | 御幣川村              | 御幣川村                    | 明治9年 正和村            | 更級郡   | 明治14年 御幣川村              | 御幣川村                             | 御幣川村                   | 明治23年5月24日 改称 栄村    | 栄村                             | 栄村                             | 昭和25年7月1日 篠ノ井町 | 篠ノ井町                     | 篠ノ井町                    | 篠ノ井町                      | 昭和29年7月1日 篠ノ井町          | 篠ノ井町                       | 昭和34年5月1日 篠ノ井市       | 昭和41年10月16日 長野市 | 長野市                      | 長野市 |
| 更級郡                                                                                             | 会村           | 会村           | 会村               | 会村                  | 会村                        | 明治9年 正和村            | 更級郡   | 明治14年 会村                  | 会村                                 | 御幣川村                   | 明治23年5月24日 改称 栄村    | 栄村                             | 栄村                             | 昭和25年7月1日 篠ノ井町 | 篠ノ井町                     | 篠ノ井町                    | 篠ノ井町                      | 昭和29年7月1日 篠ノ井町          | 篠ノ井町                       | 昭和34年5月1日 篠ノ井市       | 昭和41年10月16日 長野市 | 長野市                      | 長野市 |
| 更級郡                                                                                             | 横田村         | 横田村         | 横田村             | 横田村                | 横田村                      | 明治9年 正和村            | 更級郡   | 明治14年 横田村                | 横田村                               | 御幣川村                   | 明治23年5月24日 改称 栄村    | 栄村                             | 栄村                             | 昭和25年7月1日 篠ノ井町 | 篠ノ井町                     | 篠ノ井町                    | 篠ノ井町                      | 昭和29年7月1日 篠ノ井町          | 篠ノ井町                       | 昭和34年5月1日 篠ノ井市       | 昭和41年10月16日 長野市 | 長野市                      | 長野市 |
| 更級郡                                                                                             | 二ツ柳村       | 二ツ柳村       | 二ツ柳村           | 二ツ柳村              | 二ツ柳村                    | 明治9年 正和村            | 更級郡   | 明治14年 二ツ柳村              | 二ツ柳村                             | 川柳村                     | 川柳村                       | 川柳村                           | 川柳村                           | 昭和25年7月1日 篠ノ井町 | 篠ノ井町                     | 篠ノ井町                    | 篠ノ井町                      | 昭和29年7月1日 篠ノ井町          | 篠ノ井町                       | 昭和34年5月1日 篠ノ井市       | 昭和41年10月16日 長野市 | 長野市                      | 長野市 |
| 更級郡                                                                                             | 石川村         | 石川村         | 石川村             | 石川村                | 石川村                      | 石川村                    | 更級郡   | 石川村                         | 石川村                               | 川柳村                     | 川柳村                       | 川柳村                           | 川柳村                           | 昭和25年7月1日 篠ノ井町 | 篠ノ井町                     | 篠ノ井町                    | 篠ノ井町                      | 昭和29年7月1日 篠ノ井町          | 篠ノ井町                       | 昭和34年5月1日 篠ノ井市       | 昭和41年10月16日 長野市 | 長野市                      | 長野市 |
| 更級郡                                                                                             | 小森村         | 小森村         | 小森村             | 小森村                | 小森村                      | 小森村                    | 更級郡   | 小森村                         | 小森村                               | 東福寺村                   | 東福寺村                     | 東福寺村                         | 東福寺村                         | 昭和25年7月1日 篠ノ井町 | 篠ノ井町                     | 篠ノ井町                    | 篠ノ井町                      | 昭和29年7月1日 篠ノ井町          | 篠ノ井町                       | 昭和34年5月1日 篠ノ井市       | 昭和41年10月16日 長野市 | 長野市                      | 長野市 |
| 更級郡                                                                                             | 中沢村         | 中沢村         | 中沢村             | 中沢村                | 明治8年12月 東福寺村        | 東福寺村                  | 更級郡   | 東福寺村                       | 東福寺村                             | 東福寺村                   | 東福寺村                     | 東福寺村                         | 東福寺村                         | 昭和25年7月1日 篠ノ井町 | 篠ノ井町                     | 篠ノ井町                    | 篠ノ井町                      | 昭和29年7月1日 篠ノ井町          | 篠ノ井町                       | 昭和34年5月1日 篠ノ井市       | 昭和41年10月16日 長野市 | 長野市                      | 長野市 |
| 更級郡                                                                                             | 東福寺村       | 一部を除く     | 東福寺村           | 東福寺村              | 明治8年12月 東福寺村        | 東福寺村                  | 更級郡   | 東福寺村                       | 東福寺村                             | 東福寺村                   | 東福寺村                     | 東福寺村                         | 東福寺村                         | 昭和25年7月1日 篠ノ井町 | 篠ノ井町                     | 篠ノ井町                    | 篠ノ井町                      | 昭和29年7月1日 篠ノ井町          | 篠ノ井町                       | 昭和34年5月1日 篠ノ井市       | 昭和41年10月16日 長野市 | 長野市                      | 長野市 |
| 更級郡                                                                                             | 東福寺村       | 一部           | 東福寺村           | 東福寺村              | 明治8年12月 東福寺村        | 東福寺村                  | 更級郡   | 東福寺村                       | 東福寺村                             | 東福寺村                   | 東福寺村                     | 東福寺村                         | 東福寺村                         | 昭和25年7月1日 篠ノ井町 | 昭和26年10月1日 松代町に編入 | 松代町                      | 松代町                        | 昭和30年4月1日 松代町            | 松代町                         | 松代町                        | 昭和41年10月16日 長野市 | 長野市                      | 長野市 |
| 更級郡                                                                                             | 西寺尾村       | 一部を除く     | 西寺尾村           | 西寺尾村              | 西寺尾村                    | 西寺尾村                  | 更級郡   | 西寺尾村                       | 西寺尾村                             | 西寺尾村                   | 西寺尾村                     | 西寺尾村                         | 西寺尾村                         | 西寺尾村                | 西寺尾村                     | 西寺尾村                    | 西寺尾村                      | 昭和30年4月1日 松代町            | 松代町                         | 松代町                        | 昭和41年10月16日 長野市 | 長野市                      | 長野市 |
| 更級郡                                                                                             | 西寺尾村       | 一部           | 西寺尾村           | 西寺尾村              | 西寺尾村                    | 西寺尾村                  | 更級郡   | 西寺尾村                       | 西寺尾村                             | 西寺尾村                   | 西寺尾村                     | 西寺尾村                         | 西寺尾村                         | 西寺尾村                | 西寺尾村                     | 西寺尾村                    | 西寺尾村                      | 昭和30年4月1日 松代町            | 昭和32年8月1日 篠ノ井町に編入  | 昭和34年5月1日 篠ノ井市       | 昭和41年10月16日 長野市 | 長野市                      | 長野市 |
| 更級郡                                                                                             | 杵淵村         | 杵淵村         | 杵淵村             | 杵淵村                | 杵淵村                      | 杵淵村                    | 更級郡   | 杵淵村                         | 杵淵村                               | 西寺尾村                   | 西寺尾村                     | 西寺尾村                         | 西寺尾村                         | 西寺尾村                | 西寺尾村                     | 西寺尾村                    | 西寺尾村                      | 昭和30年4月1日 松代町            | 昭和32年8月1日 篠ノ井町に編入  | 昭和34年5月1日 篠ノ井市       | 昭和41年10月16日 長野市 | 長野市                      | 長野市 |
| 更級郡                                                                                             | 塩崎村         | 塩崎村         | 塩崎村             | 塩崎村                | 塩崎村                      | 塩崎村                    | 更級郡   | 塩崎村                         | 塩崎村                               | 塩崎村                     | 塩崎村                       | 塩崎村                           | 塩崎村                           | 塩崎村                  | 塩崎村                       | 塩崎村                      | 塩崎村                        | 塩崎村                           | 塩崎村                         | 昭和34年5月1日 篠ノ井市       | 昭和41年10月16日 長野市 | 長野市                      | 長野市 |
| 更級郡                                                                                             | 吉原村         | 吉原村         | 吉原村             | 吉原村                | 吉原村                      | 吉原村                    | 更級郡   | 吉原村                         | 吉原村                               | 更府村                     | 更府村                       | 更府村                           | 更府村                           | 更府村                  | 更府村                       | 更府村                      | 更府村                        | 更府村                           | 昭和31年6月1日 信更村          | 信更村                        | 昭和41年10月16日 長野市 | 長野市                      | 長野市 |
| 更級郡                                                                                             | 三水今泉村     | 三水今泉村     | 三水今泉村         | 明治5年 改称 三水村   | 三水村                      | 三水村                    | 更級郡   | 三水村                         | 三水村                               | 更府村                     | 更府村                       | 更府村                           | 更府村                           | 更府村                  | 更府村                       | 更府村                      | 更府村                        | 更府村                           | 昭和31年6月1日 信更村          | 信更村                        | 昭和41年10月16日 長野市 | 長野市                      | 長野市 |
| 更級郡                                                                                             | 安庭村         | 安庭村         | 安庭村             | 安庭村                | 安庭村                      | 安庭村                    | 更級郡   | 安庭村                         | 安庭村                               | 更府村                     | 更府村                       | 更府村                           | 更府村                           | 更府村                  | 更府村                       | 更府村                      | 更府村                        | 更府村                           | 昭和31年6月1日 信更村          | 信更村                        | 昭和41年10月16日 長野市 | 長野市                      | 長野市 |
| 更級郡                                                                                             | 山平林村       | 山平林村       | 山平林村           | 山平林村              | 山平林村                    | 明治9年 山平林村          | 更級郡   | 山平林村                       | 山平林村                             | 更府村                     | 更府村                       | 更府村                           | 更府村                           | 更府村                  | 更府村                       | 更府村                      | 更府村                        | 更府村                           | 昭和31年6月1日 信更村          | 信更村                        | 昭和41年10月16日 長野市 | 長野市                      | 長野市 |
| 更級郡                                                                                             | 入有旅村       | 一部           | 入有旅村           | 明治5年 有旅村        | 有旅村                      | 明治9年 山平林村          | 更級郡   | 山平林村                       | 山平林村                             | 更府村                     | 更府村                       | 更府村                           | 更府村                           | 更府村                  | 更府村                       | 更府村                      | 更府村                        | 更府村                           | 昭和31年6月1日 信更村          | 信更村                        | 昭和41年10月16日 長野市 | 長野市                      | 長野市 |
| 更級郡                                                                                             | 入有旅村       | 一部           | 入有旅村           | 明治5年 有旅村        | 有旅村                      | 明治9年 氷ノ田村          | 更級郡   | 氷ノ田村                       | 氷ノ田村                             | 信田村                     | 信田村                       | 信田村                           | 信田村                           | 信田村                  | 信田村                       | 信田村                      | 信田村                        | 信田村                           | 昭和31年6月1日 信更村          | 信更村                        | 昭和41年10月16日 長野市 | 長野市                      | 長野市 |
| 更級郡                                                                                             | 氷熊村         | 氷熊村         | 氷熊村             | 氷熊村                | 氷熊村                      | 明治9年 氷ノ田村          | 更級郡   | 氷ノ田村                       | 氷ノ田村                             | 信田村                     | 信田村                       | 信田村                           | 信田村                           | 信田村                  | 信田村                       | 信田村                      | 信田村                        | 信田村                           | 昭和31年6月1日 信更村          | 信更村                        | 昭和41年10月16日 長野市 | 長野市                      | 長野市 |
| 更級郡                                                                                             | 境新田村       | 境新田村       | 境新田村           | 境新田村              | 境新田村                    | 明治9年 氷ノ田村          | 更級郡   | 氷ノ田村                       | 氷ノ田村                             | 信田村                     | 信田村                       | 信田村                           | 信田村                           | 信田村                  | 信田村                       | 信田村                      | 信田村                        | 信田村                           | 昭和31年6月1日 信更村          | 信更村                        | 昭和41年10月16日 長野市 | 長野市                      | 長野市 |
| 更級郡                                                                                             | 田ノ口村       | 田ノ口村       | 田ノ口村           | 田ノ口村              | 田ノ口村                    | 田ノ口村                  | 更級郡   | 田ノ口村                       | 田ノ口村                             | 信田村                     | 信田村                       | 信田村                           | 信田村                           | 信田村                  | 信田村                       | 信田村                      | 信田村                        | 信田村                           | 昭和31年6月1日 信更村          | 信更村                        | 昭和41年10月16日 長野市 | 長野市                      | 長野市 |
| 更級郡                                                                                             | 赤田村         | 赤田村         | 赤田村             | 赤田村                | 赤田村                      | 赤田村                    | 更級郡   | 赤田村                         | 赤田村                               | 信田村                     | 信田村                       | 信田村                           | 信田村                           | 信田村                  | 信田村                       | 信田村                      | 信田村                        | 信田村                           | 昭和31年6月1日 信更村          | 信更村                        | 昭和41年10月16日 長野市 | 長野市                      | 長野市 |
| 更級郡                                                                                             | 灰原村         | 灰原村         | 灰原村             | 灰原村                | 灰原村                      | 灰原村                    | 更級郡   | 灰原村                         | 灰原村                               | 信田村                     | 信田村                       | 信田村                           | 信田村                           | 信田村                  | 信田村                       | 信田村                      | 信田村                        | 信田村                           | 昭和31年6月1日 信更村          | 信更村                        | 昭和41年10月16日 長野市 | 長野市                      | 長野市 |
| 更級郡                                                                                             | 高野村         | 高野村         | 高野村             | 高野村                | 高野村                      | 高野村                    | 更級郡   | 高野村                         | 高野村                               | 信田村                     | 信田村                       | 信田村                           | 信田村                           | 信田村                  | 信田村                       | 信田村                      | 信田村                        | 信田村                           | 昭和31年6月1日 信更村          | 信更村                        | 昭和41年10月16日 長野市 | 長野市                      | 長野市 |
| 更級郡                                                                                             | 軽井沢村       | 軽井沢村       | 軽井沢村           | 軽井沢村              | 明治8年 改称 田沢村         | 明治9年 田沢村            | 更級郡   | 田沢村                         | 田沢村                               | 信田村                     | 信田村                       | 信田村                           | 信田村                           | 信田村                  | 信田村                       | 信田村                      | 信田村                        | 信田村                           | 昭和31年6月1日 信更村          | 信更村                        | 昭和41年10月16日 長野市 | 長野市                      | 長野市 |
| 更級郡                                                                                             | 小田原村       | 小田原村       | 小田原村           | 小田原村              | 小田原村                    | 明治9年 田沢村            | 更級郡   | 田沢村                         | 田沢村                               | 信田村                     | 信田村                       | 信田村                           | 信田村                           | 信田村                  | 信田村                       | 信田村                      | 信田村                        | 信田村                           | 昭和31年6月1日 信更村          | 信更村                        | 昭和41年10月16日 長野市 | 長野市                      | 長野市 |
| 更級郡                                                                                             | 今井村         | 今井村         | 今井村             | 今井村                | 明治8年 今井村              | 今井村                    | 更級郡   | 今井村                         | 今井村                               | 中津村                     | 中津村                       | 中津村                           | 中津村                           | 中津村                  | 中津村                       | 中津村                      | 中津村                        | 昭和30年4月1日 昭和村            | 昭和31年9月30日 川中島町       | 川中島町                      | 昭和41年10月16日 長野市 | 長野市                      | 長野市 |
| 更級郡                                                                                             | 原村           | 一部を除く     | 原村               | 原村                  | 明治8年 今井村              | 今井村                    | 更級郡   | 今井村                         | 今井村                               | 中津村                     | 中津村                       | 中津村                           | 中津村                           | 中津村                  | 中津村                       | 中津村                      | 中津村                        | 昭和30年4月1日 昭和村            | 昭和31年9月30日 川中島町       | 川中島町                      | 昭和41年10月16日 長野市 | 長野市                      | 長野市 |
| 更級郡                                                                                             | 原村           | 一部           | 原村               | 原村                  | 原村                        | 原村                      | 更級郡   | 原村                           | 原村                                 | 中津村                     | 中津村                       | 中津村                           | 中津村                           | 中津村                  | 中津村                       | 中津村                      | 中津村                        | 昭和30年4月1日 昭和村            | 昭和31年9月30日 川中島町       | 川中島町                      | 昭和41年10月16日 長野市 | 長野市                      | 長野市 |
| 更級郡                                                                                             | 今里村         | 今里村         | 今里村             | 今里村                | 今里村                      | 今里村                    | 更級郡   | 今里村                         | 今里村                               | 今里村                     | 今里村                       | 今里村                           | 大正13年7月1日 川中島村          | 川中島村                | 川中島村                     | 川中島村                    | 川中島村                      | 川中島村                         | 昭和31年9月30日 川中島町       | 川中島町                      | 昭和41年10月16日 長野市 | 長野市                      | 長野市 |
| 更級郡                                                                                             | 四ツ屋村       | 四ツ屋村       | 四ツ屋村           | 四ツ屋村              | 四ツ屋村                    | 四ツ屋村                  | 更級郡   | 四ツ屋村                       | 四ツ屋村                             | 上氷鉋村                   | 明治23年5月17日 改称 笹井村  | 笹井村                           | 大正13年7月1日 川中島村          | 川中島村                | 川中島村                     | 川中島村                    | 川中島村                      | 川中島村                         | 昭和31年9月30日 川中島町       | 川中島町                      | 昭和41年10月16日 長野市 | 長野市                      | 長野市 |
| 更級郡                                                                                             | 上氷鉋村       | 上氷鉋村       | 上氷鉋村           | 上氷鉋村              | 上氷鉋村                    | 上氷鉋村                  | 更級郡   | 上氷鉋村                       | 上氷鉋村                             | 上氷鉋村                   | 明治23年5月17日 改称 笹井村  | 笹井村                           | 大正13年7月1日 川中島村          | 川中島村                | 川中島村                     | 川中島村                    | 川中島村                      | 川中島村                         | 昭和31年9月30日 川中島町       | 川中島町                      | 昭和41年10月16日 長野市 | 長野市                      | 長野市 |
| 更級郡                                                                                             | 中氷鉋村       | 中氷鉋村       | 中氷鉋村           | 中氷鉋村              | 中氷鉋村                    | 明治9年 氷鉋村            | 更級郡   | 明治13年 中氷鉋村              | 中氷鉋村                             | 稲里村                     | 稲里村                       | 稲里村                           | 稲里村                           | 稲里村                  | 稲里村                       | 稲里村                      | 稲里村                        | 昭和30年1月1日 更北村            | 更北村                         | 更北村                        | 昭和41年10月16日 長野市 | 長野市                      | 長野市 |
| 更級郡                                                                                             | 下氷鉋村       | 下氷鉋村       | 下氷鉋村           | 下氷鉋村              | 下氷鉋村                    | 明治9年 氷鉋村            | 更級郡   | 明治13年 下氷鉋村              | 下氷鉋村                             | 稲里村                     | 稲里村                       | 稲里村                           | 稲里村                           | 稲里村                  | 稲里村                       | 稲里村                      | 稲里村                        | 昭和30年1月1日 更北村            | 更北村                         | 更北村                        | 昭和41年10月16日 長野市 | 長野市                      | 長野市 |
| 更級郡                                                                                             | 藤牧村         | 一部を除く     | 藤牧村             | 藤牧村                | 明治8年 田牧村              | 田牧村                    | 更級郡   | 田牧村                         | 田牧村                               | 稲里村                     | 稲里村                       | 稲里村                           | 稲里村                           | 稲里村                  | 稲里村                       | 稲里村                      | 稲里村                        | 昭和30年1月1日 更北村            | 更北村                         | 更北村                        | 昭和41年10月16日 長野市 | 長野市                      | 長野市 |
| 更級郡                                                                                             | 藤牧村         | 一部           | 藤牧村             | 藤牧村                | 明治8年 御厨村              | 御厨村                    | 更級郡   | 御厨村                         | 御厨村                               | 御厨村                     | 御厨村                       | 御厨村                           | 御厨村                           | 御厨村                  | 御厨村                       | 御厨村                      | 御厨村                        | 昭和30年4月1日 昭和村            | 昭和31年9月30日 川中島町       | 川中島町                      | 昭和41年10月16日 長野市 | 長野市                      | 長野市 |
| 更級郡                                                                                             | 上布施村       | 上布施村       | 明治3年 布施村     | 布施村                | 明治8年 御厨村              | 御厨村                    | 更級郡   | 御厨村                         | 御厨村                               | 御厨村                     | 御厨村                       | 御厨村                           | 御厨村                           | 御厨村                  | 御厨村                       | 御厨村                      | 御厨村                        | 昭和30年4月1日 昭和村            | 昭和31年9月30日 川中島町       | 川中島町                      | 昭和41年10月16日 長野市 | 長野市                      | 長野市 |
| 更級郡                                                                                             | 下布施村       |                | 明治3年 布施村     | 布施村                | 明治8年 御厨村              | 御厨村                    | 更級郡   | 御厨村                         | 御厨村                               | 御厨村                     | 御厨村                       | 御厨村                           | 御厨村                           | 御厨村                  | 御厨村                       | 御厨村                      | 御厨村                        | 昭和30年4月1日 昭和村            | 昭和31年9月30日 川中島町       | 川中島町                      | 昭和41年10月16日 長野市 | 長野市                      | 長野市 |
| 更級郡                                                                                             | 戸部村         | 一部を除く     | 戸部村             | 戸部村                | 明治8年 御厨村              | 御厨村                    | 更級郡   | 御厨村                         | 御厨村                               | 御厨村                     | 御厨村                       | 御厨村                           | 御厨村                           | 御厨村                  | 御厨村                       | 御厨村                      | 御厨村                        | 昭和30年4月1日 昭和村            | 昭和31年9月30日 川中島町       | 川中島町                      | 昭和41年10月16日 長野市 | 長野市                      | 長野市 |
| 更級郡                                                                                             | 戸部村         | 一部           | 戸部村             | 戸部村                | 明治8年 田牧村              | 田牧村                    | 更級郡   | 田牧村                         | 田牧村                               | 稲里村                     | 稲里村                       | 稲里村                           | 稲里村                           | 稲里村                  | 稲里村                       | 稲里村                      | 稲里村                        | 昭和30年1月1日 更北村            | 更北村                         | 更北村                        | 昭和41年10月16日 長野市 | 長野市                      | 長野市 |
| 更級郡                                                                                             | 広田村         | 広田村         | 広田村             | 広田村                | 明治8年 田牧村              | 田牧村                    | 更級郡   | 田牧村                         | 田牧村                               | 稲里村                     | 稲里村                       | 稲里村                           | 稲里村                           | 稲里村                  | 稲里村                       | 稲里村                      | 稲里村                        | 昭和30年1月1日 更北村            | 更北村                         | 更北村                        | 昭和41年10月16日 長野市 | 長野市                      | 長野市 |
| 更級郡                                                                                             | 上真島村       | 上真島村       | 上真島村           | 上真島村              | 上真島村                    | 明治9年 真島村            | 更級郡   | 真島村                         | 真島村                               | 真島村                     | 真島村                       | 真島村                           | 真島村                           | 真島村                  | 真島村                       | 真島村                      | 真島村                        | 昭和30年1月1日 更北村            | 更北村                         | 更北村                        | 昭和41年10月16日 長野市 | 長野市                      | 長野市 |
| 更級郡                                                                                             | 下真島村       | 下真島村       | 下真島村           | 下真島村              | 下真島村                    | 明治9年 真島村            | 更級郡   | 真島村                         | 真島村                               | 真島村                     | 真島村                       | 真島村                           | 真島村                           | 真島村                  | 真島村                       | 真島村                      | 真島村                        | 昭和30年1月1日 更北村            | 更北村                         | 更北村                        | 昭和41年10月16日 長野市 | 長野市                      | 長野市 |
| 更級郡                                                                                             | 川合村         | 川合村         | 川合村             | 川合村                | 川合村                      | 川合村                    | 更級郡   | 川合村                         | 川合村                               | 真島村                     | 真島村                       | 真島村                           | 真島村                           | 真島村                  | 真島村                       | 真島村                      | 真島村                        | 昭和30年1月1日 更北村            | 更北村                         | 更北村                        | 昭和41年10月16日 長野市 | 長野市                      | 長野市 |
| 更級郡                                                                                             | 青木島村       | 青木島村       | 青木島村           | 青木島村              | 明治8年 青木島村            | 青木島村                  | 更級郡   | 青木島村                       | 青木島村                             | 青木島村                   | 青木島村                     | 青木島村                         | 青木島村                         | 青木島村                | 青木島村                     | 青木島村                    | 青木島村                      | 昭和30年1月1日 更北村            | 更北村                         | 更北村                        | 昭和41年10月16日 長野市 | 長野市                      | 長野市 |
| 更級郡                                                                                             | 丹波島村       | 丹波島村       | 丹波島村           | 丹波島村              | 明治8年 青木島村            | 青木島村                  | 更級郡   | 青木島村                       | 青木島村                             | 青木島村                   | 青木島村                     | 青木島村                         | 青木島村                         | 青木島村                | 青木島村                     | 青木島村                    | 青木島村                      | 昭和30年1月1日 更北村            | 更北村                         | 更北村                        | 昭和41年10月16日 長野市 | 長野市                      | 長野市 |
| 更級郡                                                                                             | 大塚村         | 大塚村         | 大塚村             | 大塚村                | 大塚村                      | 大塚村                    | 更級郡   | 大塚村                         | 大塚村                               | 青木島村                   | 青木島村                     | 青木島村                         | 青木島村                         | 青木島村                | 青木島村                     | 青木島村                    | 青木島村                      | 昭和30年1月1日 更北村            | 更北村                         | 更北村                        | 昭和41年10月16日 長野市 | 長野市                      | 長野市 |
| 更級郡                                                                                             | 綱島村         | 綱島村         | 綱島村             | 綱島村                | 綱島村                      | 綱島村                    | 更級郡   | 綱島村                         | 綱島村                               | 青木島村                   | 青木島村                     | 青木島村                         | 青木島村                         | 青木島村                | 青木島村                     | 青木島村                    | 青木島村                      | 昭和30年1月1日 更北村            | 更北村                         | 更北村                        | 昭和41年10月16日 長野市 | 長野市                      | 長野市 |
| 更級郡                                                                                             | 上小島田村     | 上小島田村     | 上小島田村         | 上小島田村            | 上小島田村                  | 明治9年 小島田村          | 更級郡   | 小島田村                       | 小島田村                             | 小島田村                   | 小島田村                     | 小島田村                         | 小島田村                         | 小島田村                | 小島田村                     | 小島田村                    | 小島田村                      | 昭和30年1月1日 更北村            | 更北村                         | 更北村                        | 昭和41年10月16日 長野市 | 長野市                      | 長野市 |
| 更級郡                                                                                             | 下小島田村     | 一部を除く     | 下小島田村         | 下小島田村            | 下小島田村                  | 明治9年 小島田村          | 更級郡   | 小島田村                       | 小島田村                             | 小島田村                   | 小島田村                     | 小島田村                         | 小島田村                         | 小島田村                | 小島田村                     | 小島田村                    | 小島田村                      | 昭和30年1月1日 更北村            | 更北村                         | 更北村                        | 昭和41年10月16日 長野市 | 長野市                      | 長野市 |
| 更級郡                                                                                             | 下小島田村     | 一部           | 下小島田村         | 下小島田村            | 下小島田村                  | 明治9年 小島田村          | 更級郡   | 小島田村                       | 小島田村                             | 埴科郡 寺尾村              | 寺尾村                       | 寺尾村                           | 寺尾村                           | 寺尾村                  | 寺尾村                       | 寺尾村                      | 寺尾村                        | 昭和30年4月1日 松代町            | 松代町                         | 松代町                        | 昭和41年10月16日 長野市 | 長野市                      | 長野市 |
| 更級郡                                                                                             | 牧島村         | 牧島村         | 牧島村             | 牧島村                | 牧島村                      | 牧島村                    | 更級郡   | 牧島村                         | 牧島村                               | 埴科郡 寺尾村              | 寺尾村                       | 寺尾村                           | 寺尾村                           | 寺尾村                  | 寺尾村                       | 寺尾村                      | 寺尾村                        | 昭和30年4月1日 松代町            | 松代町                         | 松代町                        | 昭和41年10月16日 長野市 | 長野市                      | 長野市 |
| 高井郡                                                                                             | 大室村         | 大室村         | 大室村             | 大室村                | 大室村                      | 大室村                    | 上高井郡 | 大室村                         | 大室村                               | 埴科郡 寺尾村              | 寺尾村                       | 寺尾村                           | 寺尾村                           | 寺尾村                  | 寺尾村                       | 寺尾村                      | 寺尾村                        | 昭和30年4月1日 松代町            | 松代町                         | 松代町                        | 昭和41年10月16日 長野市 | 長野市                      | 長野市 |
| 埴科郡                                                                                             | 柴村           | 柴村           | 柴村               | 柴村                  | 柴村                        | 柴村                      | 埴科郡   | 柴村                           | 柴村                                 | 埴科郡 寺尾村              | 寺尾村                       | 寺尾村                           | 寺尾村                           | 寺尾村                  | 寺尾村                       | 寺尾村                      | 寺尾村                        | 昭和30年4月1日 松代町            | 松代町                         | 松代町                        | 昭和41年10月16日 長野市 | 長野市                      | 長野市 |
| 埴科郡                                                                                             | 東寺尾村       | 東寺尾村       | 東寺尾村           | 東寺尾村              | 東寺尾村                    | 東寺尾村                  | 埴科郡   | 東寺尾村                       | 東寺尾村                             | 埴科郡 寺尾村              | 寺尾村                       | 寺尾村                           | 寺尾村                           | 寺尾村                  | 寺尾村                       | 寺尾村                      | 寺尾村                        | 昭和30年4月1日 松代町            | 松代町                         | 松代町                        | 昭和41年10月16日 長野市 | 長野市                      | 長野市 |
| 埴科郡                                                                                             | 関屋村         | 関屋村         | 関屋村             | 関屋村                | 関屋村                      | 明治9年5月30日 豊栄村     | 埴科郡   | 豊栄村                         | 豊栄村                               | 豊栄村                     | 豊栄村                       | 豊栄村                           | 豊栄村                           | 豊栄村                  | 豊栄村                       | 豊栄村                      | 豊栄村                        | 昭和30年4月1日 松代町            | 松代町                         | 松代町                        | 昭和41年10月16日 長野市 | 長野市                      | 長野市 |
| 埴科郡                                                                                             | 桑根井村       | 桑根井村       | 桑根井村           | 桑根井村              | 桑根井村                    | 明治9年5月30日 豊栄村     | 埴科郡   | 豊栄村                         | 豊栄村                               | 豊栄村                     | 豊栄村                       | 豊栄村                           | 豊栄村                           | 豊栄村                  | 豊栄村                       | 豊栄村                      | 豊栄村                        | 昭和30年4月1日 松代町            | 松代町                         | 松代町                        | 昭和41年10月16日 長野市 | 長野市                      | 長野市 |
| 埴科郡                                                                                             | 平林村         | 平林村         | 平林村             | 平林村                | 平林村                      | 明治9年5月30日 豊栄村     | 埴科郡   | 豊栄村                         | 豊栄村                               | 豊栄村                     | 豊栄村                       | 豊栄村                           | 豊栄村                           | 豊栄村                  | 豊栄村                       | 豊栄村                      | 豊栄村                        | 昭和30年4月1日 松代町            | 松代町                         | 松代町                        | 昭和41年10月16日 長野市 | 長野市                      | 長野市 |
| 埴科郡                                                                                             | 牧内村         | 牧内村         | 牧内村             | 牧内村                | 牧内村                      | 明治9年5月30日 豊栄村     | 埴科郡   | 豊栄村                         | 豊栄村                               | 豊栄村                     | 豊栄村                       | 豊栄村                           | 豊栄村                           | 豊栄村                  | 豊栄村                       | 豊栄村                      | 豊栄村                        | 昭和30年4月1日 松代町            | 松代町                         | 松代町                        | 昭和41年10月16日 長野市 | 長野市                      | 長野市 |
| 埴科郡                                                                                             | 皆神村         | 皆神村         | 皆神村             | 皆神村                | 皆神村                      | 明治9年5月30日 豊栄村     | 埴科郡   | 豊栄村                         | 豊栄村                               | 豊栄村                     | 豊栄村                       | 豊栄村                           | 豊栄村                           | 豊栄村                  | 豊栄村                       | 豊栄村                      | 豊栄村                        | 昭和30年4月1日 松代町            | 松代町                         | 松代町                        | 昭和41年10月16日 長野市 | 長野市                      | 長野市 |
| 埴科郡                                                                                             | 清野村         | 清野村         | 清野村             | 清野村                | 清野村                      | 清野村                    | 埴科郡   | 清野村                         | 清野村                               | 清野村                     | 清野村                       | 清野村                           | 清野村                           | 清野村                  | 昭和26年4月3日 松代町        | 松代町                      | 松代町                        | 昭和30年4月1日 松代町            | 松代町                         | 松代町                        | 昭和41年10月16日 長野市 | 長野市                      | 長野市 |
| 埴科郡                                                                                             | 岩野村         | 岩野村         | 岩野村             | 岩野村                | 岩野村                      | 岩野村                    | 埴科郡   | 岩野村                         | 岩野村                               | 清野村                     | 清野村                       | 清野村                           | 清野村                           | 清野村                  | 昭和26年4月3日 松代町        | 松代町                      | 松代町                        | 昭和30年4月1日 松代町            | 松代町                         | 松代町                        | 昭和41年10月16日 長野市 | 長野市                      | 長野市 |
| 埴科郡                                                                                             | 田中村         | 田中村         | 田中村             | 田中村                | 田中村                      | 明治9年5月30日 東条村     | 埴科郡   | 東条村                         | 東条村                               | 東条村                     | 東条村                       | 東条村                           | 東条村                           | 東条村                  | 昭和26年4月3日 松代町        | 松代町                      | 松代町                        | 昭和30年4月1日 松代町            | 松代町                         | 松代町                        | 昭和41年10月16日 長野市 | 長野市                      | 長野市 |
| 埴科郡                                                                                             | 加賀井村       | 加賀井村       | 加賀井村           | 加賀井村              | 加賀井村                    | 明治9年5月30日 東条村     | 埴科郡   | 東条村                         | 東条村                               | 東条村                     | 東条村                       | 東条村                           | 東条村                           | 東条村                  | 昭和26年4月3日 松代町        | 松代町                      | 松代町                        | 昭和30年4月1日 松代町            | 松代町                         | 松代町                        | 昭和41年10月16日 長野市 | 長野市                      | 長野市 |
| 埴科郡                                                                                             | 松代町         | 松代町         | 明治4年 東条村     | 東条村                | 東条村                      | 明治9年5月30日 東条村     | 埴科郡   | 東条村                         | 東条村                               | 東条村                     | 東条村                       | 東条村                           | 東条村                           | 東条村                  | 昭和26年4月3日 松代町        | 松代町                      | 松代町                        | 昭和30年4月1日 松代町            | 松代町                         | 松代町                        | 昭和41年10月16日 長野市 | 長野市                      | 長野市 |
| 埴科郡                                                                                             | 松代町         | 松代町         | 松代町             | 松代町                | 松代町                      | 松代町                    | 埴科郡   | 松代町                         | 松代町                               | 松代町                     | 松代町                       | 松代町                           | 松代町                           | 松代町                  | 昭和26年4月3日 松代町        | 松代町                      | 松代町                        | 昭和30年4月1日 松代町            | 松代町                         | 松代町                        | 昭和41年10月16日 長野市 | 長野市                      | 長野市 |
| 埴科郡                                                                                             | 松代町         | 松代町         | 明治4年 西条村     | 明治6年 西条村        | 西条村                      | 西条村                    | 埴科郡   | 西条村                         | 西条村                               | 西条村                     | 西条村                       | 西条村                           | 西条村                           | 西条村                  | 西条村                       | 西条村                      | 西条村                        | 西条村                           | 昭和31年9月30日 松代町に編入   | 松代町                        | 昭和41年10月16日 長野市 | 長野市                      | 長野市 |
| 埴科郡                                                                                             | 欠村           | 欠村           | 欠村               | 明治6年 西条村        | 西条村                      | 西条村                    | 埴科郡   | 西条村                         | 西条村                               | 西条村                     | 西条村                       | 西条村                           | 西条村                           | 西条村                  | 西条村                       | 西条村                      | 西条村                        | 西条村                           | 昭和31年9月30日 松代町に編入   | 松代町                        | 昭和41年10月16日 長野市 | 長野市                      | 長野市 |
| 1. 2. 3. 4. 5. 6. 7. 8. 9. 10. 11. 12. 13. 14. 15. 16. 17. 18. 19. 20. 21. 22. 23. 24. 25. 26. 27. |                |                |                    |                       |                             |                           |          |                                |                                      |                            |                              |                                  |                                  |                         |                              |                             |                               |                                  |                                |                               |                         |                             |        |

### 「長野」という地名の由来
「長野」という地名が歴史上初めて登場するのは、戦国時代・元亀元年（1570年）の武田信玄の書状である。長野市立図書館のある長門町一帯が、近世には「長野町」とも呼ばれていたようで、上長野・下長野という小字名がある。また、現在の信大教育学部のあたりには袖長野・中長野・西長野の小字名があり、信大教育学部あたりから長門町付近にかけての緩傾斜地についた小土地名が「長野」と考えられる。
この「長野」という地名は、善光寺平に裾花川が砂礫を運んでつくった扇状地に由来すると思われる。「野」はゆるく傾斜する場所を意味することから、長い緩やかな傾斜地を「長野」と呼んだのだろう。

### 「長野村」と「善光寺町」
「長野村」という地名は、中世末期から見られたらしい。中世末から近世にかけての「水内郡長野村」は、おおよそ現在の長野市大字長野に相当する。1601年（慶長6年）に、同郡箱清水村、七瀬村、及び三輪村の一部（間もなく平柴村に変更）と共に善光寺領とされた。
箱清水村は、1875年（明治8年）に長野町と合併、七瀬村は1876年（明治9年）に鶴賀村の一部となり鶴賀町を経て長野町へ、三輪村は1889年（明治22年）に三輪村、平柴村は1889年（明治22年）に安茂里村を経て、いずれも現在は長野市に属する。長野村のうち、善光寺南の参道は門前町として、また北国街道のルートとされたことから宿場町としても発展して市街地化（町場化）した。こうして市街地化した区域、および松代藩領でこれに隣接して同様に市街地化した妻科村（現長野市大字南長野）および権堂村（現長野市大字鶴賀の一部）のそれぞれ一部も含めて、町場全体の総称として善光寺町（または「善光寺宿」）という呼称が行われるようになった。その結果「長野村」とは、同村のうち町場の「善光寺町」および善光寺境内を除いた北西部の農村区域を指すものと理解されていた。
しかし、検地帳上の公的な村名は善光寺町の区域も含めて「長野村」であり、そのまま明治維新後に至った。すなわち、「善光寺町」とは本来「長野村」の一部であり、明治になってから「善光寺町」が「長野村」と改称されたわけではなく、「善光寺町」が「長野村」の旧称であったわけでもない。

## 行政

### 市長
歴代市長
- 現職　荻原健司 （2021年11月11日就任 1期目）

| 代                 | 氏名           | 就任日                     | 退任日                     | 備考       |
| 官選               | 官選           | 官選                       | 官選                       | 官選       |
| ------------------ | -------------- | -------------------------- | -------------------------- | ---------- |
| 1                  | 佐藤八郎右衛門 | 1897年（明治30年）7月14日  | 1899年（明治32年）1月13日  |            |
| 2                  | 鈴木小右衛門   | 1899年（明治32年）4月22日  | 1905年（明治38年）4月21日  |            |
| 2                  | 鈴木小右衛門   | 1905年（明治38年）4月22日  | 1911年（明治44年）4月21日  |            |
| 3                  | 牧野元         | 1911年（明治44年）6月7日   | 1917年（大正6年）6月6日    |            |
| 3                  | 牧野元         | 1917年（大正6年）6月7日    | 1921年（大正10年）1月25日  |            |
| 4                  | 三田幸司       | 1921年（大正10年）4月30日  | 1921年（大正10年）12月27日 |            |
| 5                  | 丸山弁三郎     | 1922年（大正11年）4月26日  | 1926年（大正15年）4月25日  |            |
| 5                  | 丸山弁三郎     | 1926年（大正15年）4月26日  | 1930年（昭和5年）4月25日   |            |
| 5                  | 丸山弁三郎     | 1930年（昭和5年）4月26日   | 1934年（昭和9年）4月25日   |            |
| 6                  | 七沢清助       | 1934年（昭和9年）5月1日    | 1934年（昭和9年）7月12日   |            |
| 7                  | 藤井伊右衛門   | 1934年（昭和9年）12月7日   | 1937年（昭和12年）5月23日  |            |
| 8                  | 高野忠衛       | 1937年（昭和12年）10月4日  | 1941年（昭和16年）10月3日  |            |
| 9                  | 石垣倉治       | 1941年（昭和16年）10月20日 | 1942年（昭和17年）4月7日   | 死去       |
| 10                 | 高野忠衛       | 1942年（昭和17年）4月17日  | 1946年（昭和21年）4月16日  |            |
| 10                 | 高野忠衛       | 1946年（昭和21年）6月21日  | 1946年（昭和21年）11月12日 |            |
| 公選（旧・長野市） |                |                            |                            |            |
| 11                 | 松橋久左衛門   | 1947年（昭和22年）4月5日   | 1951年（昭和26年）4月4日   |            |
| 11                 | 松橋久左衛門   | 1951年（昭和26年）4月25日  | 1954年（昭和29年）11月19日 |            |
| 12                 | 倉島至         | 1954年（昭和29年）12月12日 | 1958年（昭和33年）12月11日 |            |
| 12                 | 倉島至         | 1958年（昭和33年）12月12日 | 1962年（昭和37年）12月5日  |            |
| 13                 | 夏目忠雄       | 1962年（昭和37年）12月6日  | 1966年（昭和41年）10月15日 | [ 注釈 2 ] |
| 公選（現・長野市） |                |                            |                            |            |
| 1                  | 夏目忠雄       | 1966年（昭和41年）11月14日 | 1970年（昭和45年）11月13日 | [ 注釈 3 ] |
| 1                  | 夏目忠雄       | 1970年（昭和45年）11月14日 | 1973年（昭和48年）10月18日 | [ 注釈 3 ] |
| 2                  | 柳原正之       | 1973年（昭和48年）11月11日 | 1977年（昭和52年）11月10日 |            |
| 2                  | 柳原正之       | 1977年（昭和52年）11月11日 | 1981年（昭和56年）11月10日 |            |
| 2                  | 柳原正之       | 1981年（昭和56年）11月11日 | 1985年（昭和60年）11月10日 |            |
| 3                  | 塚田佐         | 1985年（昭和60年）11月11日 | 1989年（平成元年）11月10日 |            |
| 3                  | 塚田佐         | 1989年（平成元年）11月11日 | 1993年（平成5年）11月10日  |            |
| 3                  | 塚田佐         | 1993年（平成5年）11月11日  | 1997年（平成9年）11月10日  |            |
| 3                  | 塚田佐         | 1997年（平成9年）11月11日  | 2001年（平成13年）11月10日 |            |
| 4                  | 鷲澤正一       | 2001年（平成13年）11月11日 | 2005年（平成17年）11月10日 |            |
| 4                  | 鷲澤正一       | 2005年（平成17年）11月11日 | 2009年（平成21年）11月10日 |            |
| 4                  | 鷲澤正一       | 2009年（平成21年）11月11日 | 2013年（平成25年）11月10日 |            |
| 5                  | 加藤久雄       | 2013年（平成25年）11月11日 | 2017年（平成29年）11月10日 |            |
| 5                  | 加藤久雄       | 2017年（平成29年）11月11日 | 2021年（令和3年）11月10日  |            |
| 6                  | 荻原健司       | 2021年（令和3年）11月11日  | 現職                       |            |

### 環境事業
長野県は1995年の段階で、ゴミのリサイクル率17.0パーセントと、当時の日本の都道府県の中で2位の水準にあった。そんな背景がある中で、長野市では環境問題への取組みとして、第6回持続可能な地域社会をつくる日本の環境首都コンテストに参加した。

## 議会

### 長野県議会
- 選挙区：長野市・上水内郡選挙区
- 定数：11人
- 任期：2019年4月30日 - 2023年4月29日
- 投票日：2019年4月7日
- 当日有権者数：330,530人
- 投票率：41.39％

| 候補者名 | 当落 | 年齢 | 所属党派   | 新旧別 | 得票数   |
| -------- | ---- | ---- | ---------- | ------ | -------- |
| 加藤康治 | 当   | 47   | 公明党     | 新     | 14,812票 |
| 西沢正隆 | 当   | 47   | 自由民主党 | 現     | 14,556票 |
| 風間辰一 | 当   | 57   | 自由民主党 | 現     | 11,740票 |
| 鈴木清   | 当   | 71   | 自由民主党 | 現     | 11,418票 |
| 服部宏昭 | 当   | 74   | 自由民主党 | 現     | 11,347票 |
| 高島陽子 | 当   | 50   | 無所属     | 現     | 11,310票 |
| 和田明子 | 当   | 59   | 日本共産党 | 現     | 10,081票 |
| 望月義寿 | 当   | 50   | 無所属     | 新     | 9,462票  |
| 埋橋茂人 | 当   | 66   | 立憲民主党 | 現     | 9,292票  |
| 池田清   | 当   | 64   | 無所属     | 新     | 8,580票  |
| 山口典久 | 当   | 58   | 日本共産党 | 現     | 8,447票  |
| 金沢敦志 | 落   | 56   | 無所属     | 現     | 6,934票  |
| 野本靖   | 落   | 46   | 無所属     | 新     | 6,866票  |

### 衆議院
長野1区
- 選挙区：長野1区 （長野市（旧大岡村・豊野町・戸隠村・鬼無里村・信州新町・中条村域を除く）、須坂市、中野市、飯山市、上高井郡、下高井郡、下水内郡）
- 任期：2024年10月27日 - 2028年10月26日
- 当日有権者数：416,726人
- 投票率：55.74％

| 当落 | 候補者名 | 年齢 | 所属党派     | 新旧別 | 得票数    | 重複 |
| ---- | -------- | ---- | ------------ | ------ | --------- | ---- |
| 当   | 篠原孝   | 76   | 立憲民主党   | 前     | 105,231票 | ○    |
|      | 若林健太 | 60   | 自由民主党   | 新     | 88,792票  |      |
|      | 若狭清史 | 44   | 日本維新の会 | 新     | 33,470票  | ○    |

長野2区
- 選挙区：長野2区 （長野市（旧大岡村・豊野町・戸隠村・鬼無里村・信州新町・中条村域）、松本市、大町市、安曇野市、東筑摩郡、北安曇郡、上水内郡）
- 任期：2024年10月27日 - 2028年10月26日
- 当日有権者数：376,072人
- 投票率：57.04％

| 当落 | 候補者名 | 年齢 | 所属党派     | 新旧別 | 得票数   | 重複 |
| ---- | -------- | ---- | ------------ | ------ | -------- | ---- |
| 当   | 下条みつ | 68   | 立憲民主党   | 前     | 98,664票 | ○    |
|      | 務台俊介 | 68   | 自由民主党   | 前     | 54,265票 | ○    |
|      | 手塚大輔 | 41   | 日本維新の会 | 新     | 50,961票 | ○    |

## 公的機関

### 行政機関
警察庁
- 関東管区警察局長野県情報通信部

総務省
- 信越総合通信局
- 関東管区行政評価局長野行政監視行政相談センター

法務省
- 長野地方法務局
- 長野刑務所
- 長野少年鑑別所
- 長野保護観察所
- 出入国在留管理庁東京出入国在留管理局 長野出張所
- 公安調査庁関東公安調査局長野公安調査事務所
- 長野地方検察庁
- 長野区検察庁

財務省
- 関東財務局長野財務事務所
- 名古屋税関長野地区政令派出所
- 国税庁関東信越国税局長野税務署
- 国税庁関東信越国税不服審判所長野支部

厚生労働省
- 長野労働局
  - 長野労働基準監督署
  - 長野公共職業安定所
  - 篠ノ井公共職業安定所

日本年金機構
- 長野北年金事務所
- 長野南年金事務所

農林水産省
- 関東農政局長野県拠点
- 林野庁中部森林管理局

国土交通省
- 関東地方整備局長野国道事務所
- 関東地方整備局長野営繕事務所
- 北陸地方整備局千曲川河川事務所
- 北陸信越運輸局長野運輸支局
- 気象庁長野地方気象台

環境省
- 中部地方環境事務所信越自然環境事務所
  - 戸隠自然保護官事務所

防衛省
- 自衛隊長野地方協力本部

### 司法機関
裁判所
- 長野地方裁判所
- 長野家庭裁判所
- 長野簡易裁判所

### 独立行政法人
- 高齢・障害・求職者雇用支援機構長野支部
- 長野職業能力開発促進センター（ポリテクセンター長野）
- 長野産業保健総合支援センター
- 東長野病院

- 中部整備局長野水源林整備事務所
- ジェトロ長野
- 自動車技術総合機構 長野事務所
- 自動車事故対策機構 長野支所

## 施設

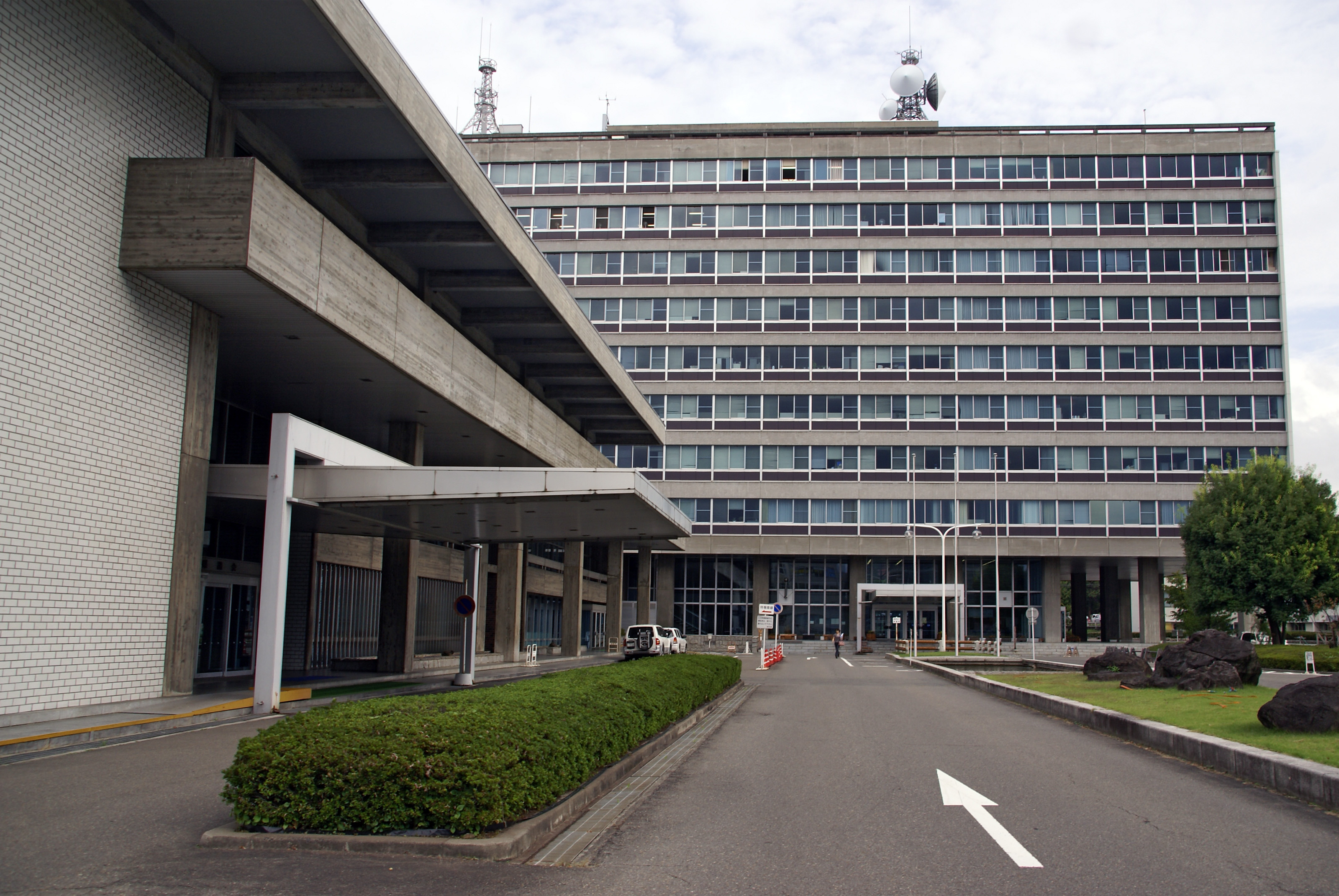
長野県警察本部の入る長野県庁

### 警察
本部
- 長野県警察本部

警察署
- 長野中央警察署 - 旧上水内郡・上高井郡の区域
- 長野南警察署 - 旧埴科郡・更級郡の区域

交番
- 長野中央
  - 長野市権堂町交番（長野市権堂町）
  - 長野市長野駅前交番（長野市南石堂町）
  - 長野市若里交番（長野市若里五丁目）
  - 長野市安茂里交番（長野市安茂里）
  - 長野市若松町交番（長野市若松町）
  - 長野市三輪交番（長野市三輪九丁目）
  - 長野市吉田交番（長野市吉田三丁目）
  - 長野市柳町交番（長野市柳町）
  - 長野市和田交番（長野市東和田）
  - 長野市東北交番（長野市富竹）
  - 長野市若槻大通り交番（長野市若槻東条）
  - 長野市大豆島交番（長野市大豆島）
  - 長野市豊野町交番（長野市豊野町豊野）
  - 長野市信州新町交番 （長野市信州新町新町）

- 長野南
  - 長野市篠ノ井駅前交番
  - 長野市川中島交番
  - 長野市更北交番
  - 長野市松代交番

警察官駐在所
- 長野中央
  - 長野市七二会警察官駐在所（長野市七二会甲）
  - 長野市芋井警察官駐在所（長野市桜）
  - 長野市綿内警察官駐在所（長野市若穂綿内）
  - 長野市保科警察官駐在所（長野市若穂保科）
  - 長野市川田警察官駐在所（長野市若穂川田）
  - 長野市戸隠警察官駐在所（長野市戸隠豊岡）
  - 長野市鬼無里警察官駐在所（長野市鬼無里）

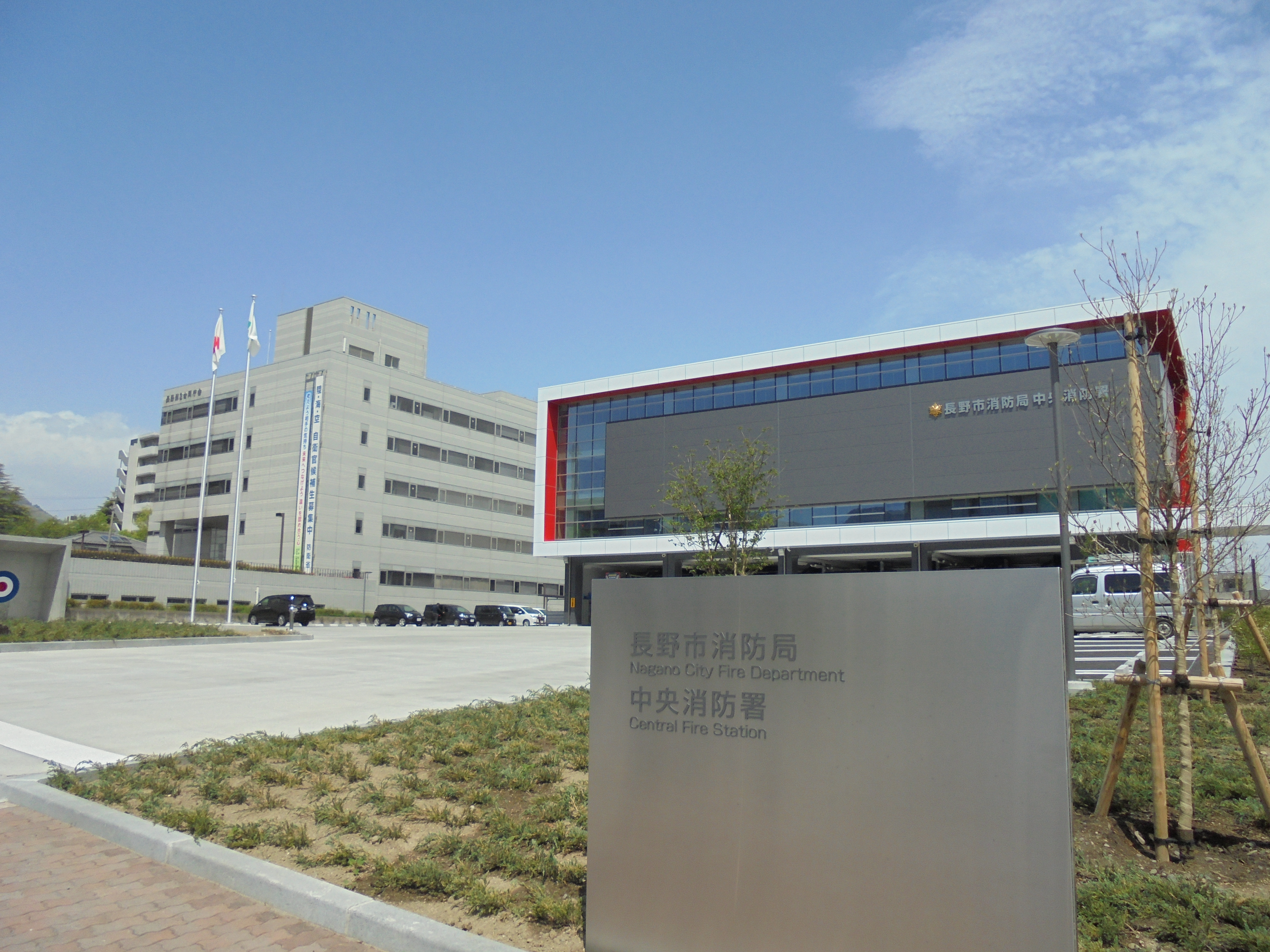
長野市消防局

  - 長野市中条警察官駐在所（長野市中条）

- 長野南
  - 長野市共和警察官駐在所
  - 長野市信里警察官駐在所
  - 長野市塩崎警察官駐在所
  - 長野市信更警察官駐在所
  - 長野市大岡警察官駐在所

### 消防

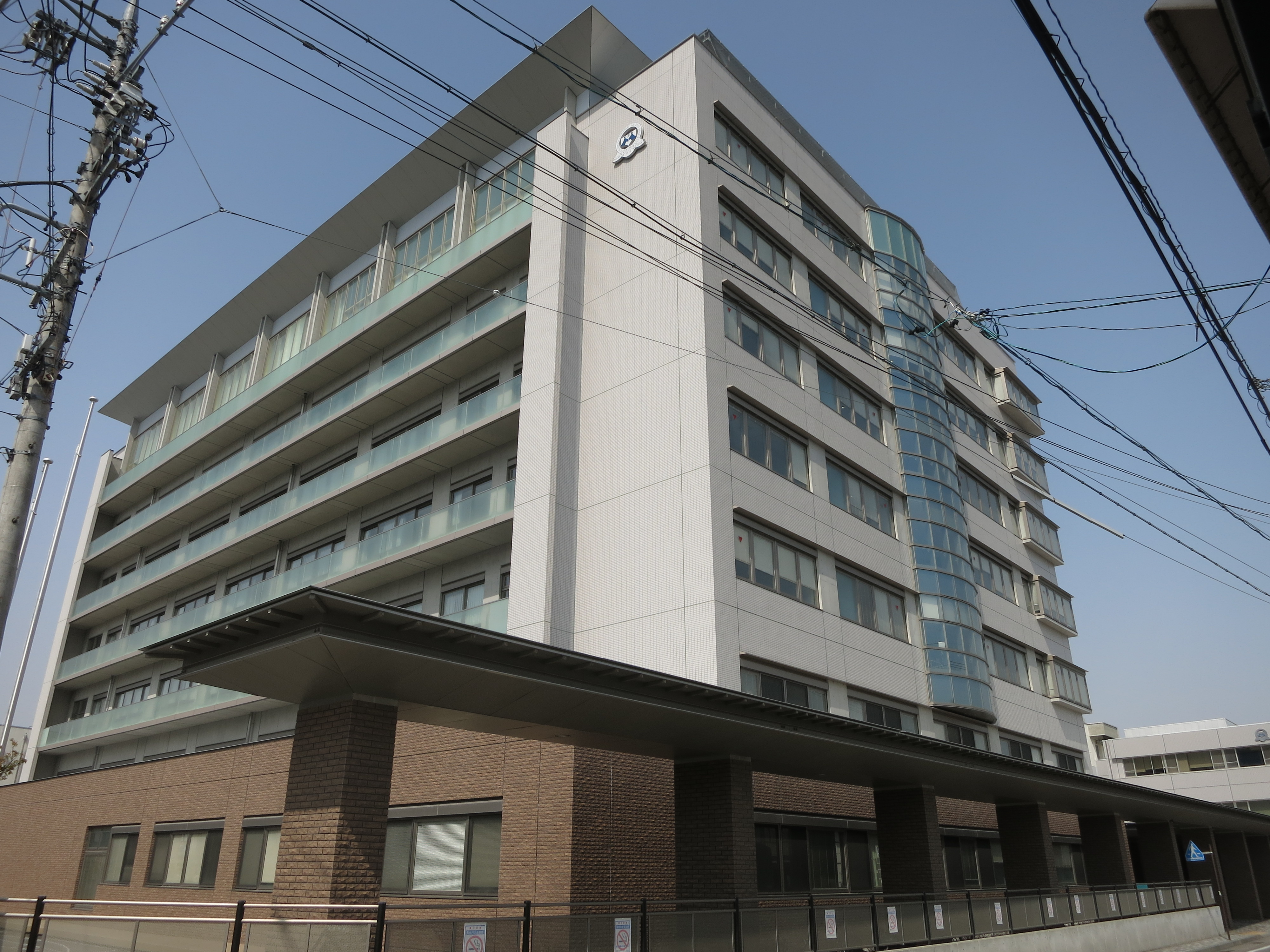
長野松代総合病院

本部
- 長野市消防局

消防署
- 中央消防署（大字長野旭町）
- 鶴賀消防署（大字鶴賀）
- 篠ノ井消防署（篠ノ井会）
- 松代消防署（松代町西寺尾）
- 新町消防署（信州新町里穂刈）

分署
- 中央
  - 安茂里（安茂里小市）
  - 七二会（七二会己）
  - 飯綱（大字上ヶ屋）
  - 鬼無里（鬼無里日影）
- 鶴賀
  - 若槻（大字若槻東条）
  - 柳原（大字柳原）
  - 東部（大字南長池）
  - 豊野（豊野町豊野）

- 篠ノ井
  - 更北（青木島町大塚）
  - 塩崎（篠ノ井塩崎）
- 松代
  - 若穂（若穂綿内）

### 医療

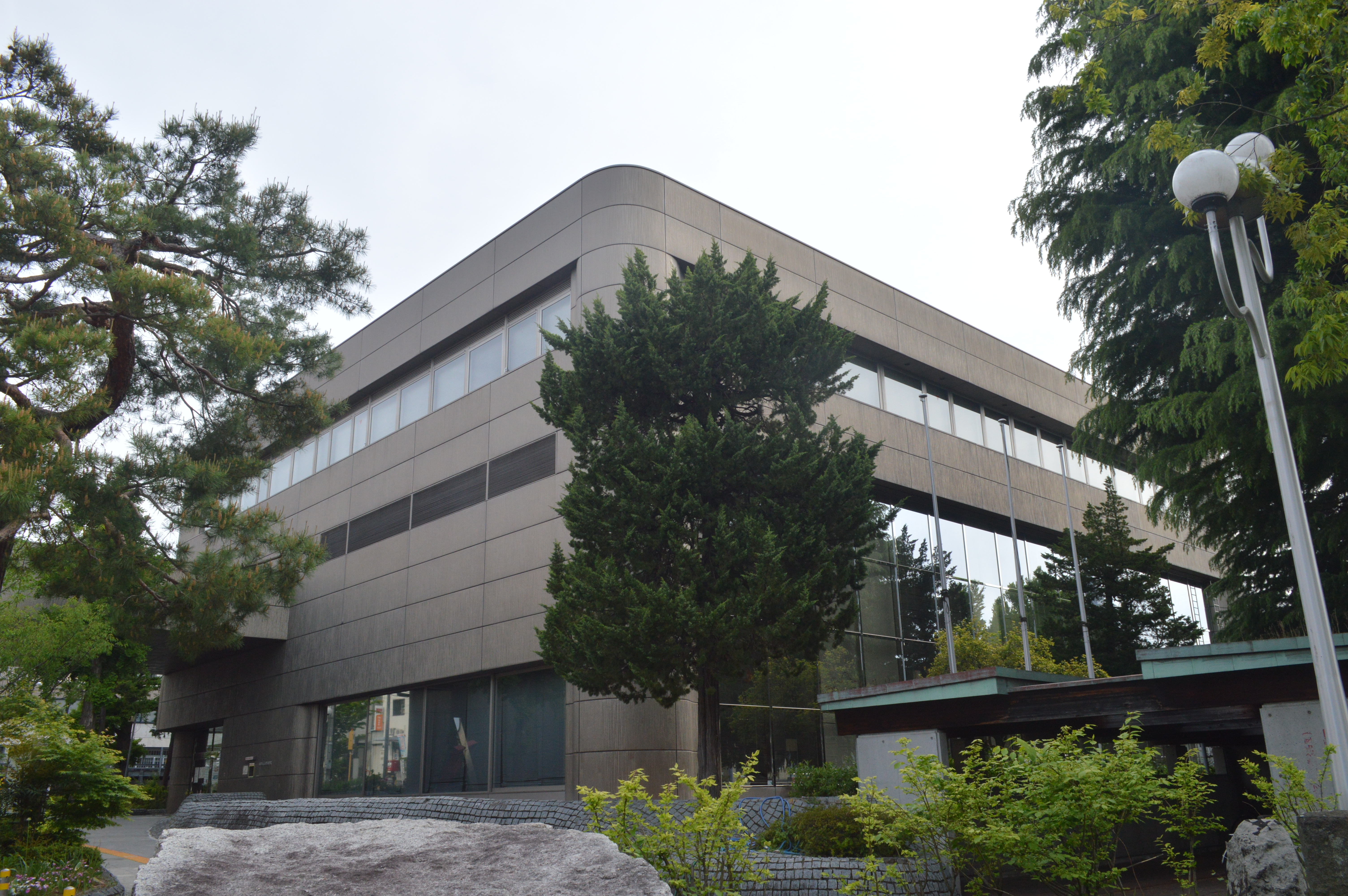
長野市立図書館

主な病院
- 朝日ながの病院
- 篠ノ井総合病院
- 長野市民病院
- 長野赤十字病院
- 長野中央病院
- 長野松代総合病院
- 国立病院機構東長野病院

長野市保健所
2021年4月に松本市保健所ができるまでは、県内市町村の中で唯一、単独で保健所を設置する、保健所政令市であった。

### 図書館

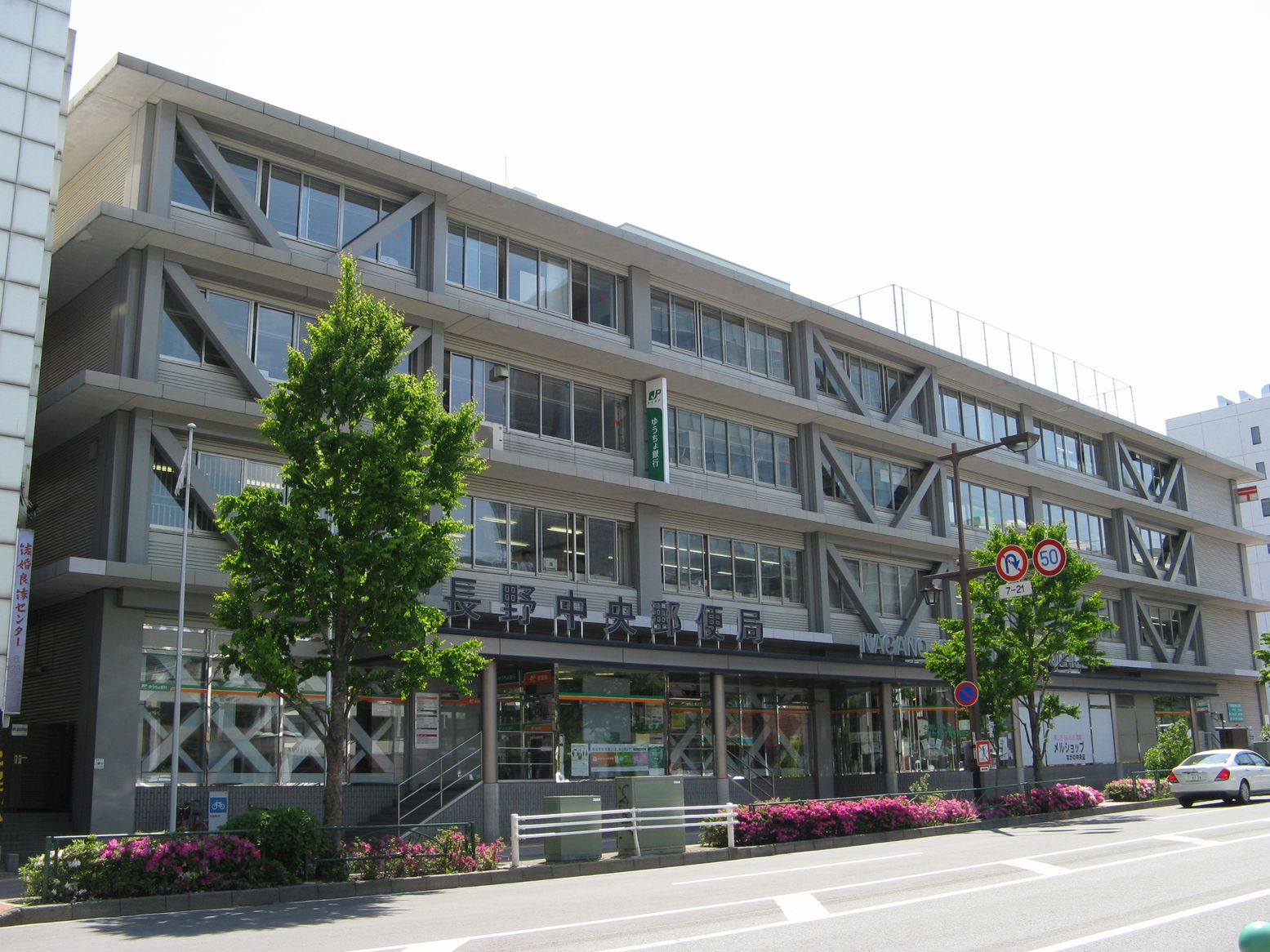
長野中央郵便局

- 長野市立図書館
  - 長野市立長野図書館
  - 長野市立南部図書館
- 県立長野図書館
- ライブラリー82

### 郵便局
集配郵便局
- 長野中央郵便局（ゆうちょ銀行直営店）
- 長野東郵便局（地域区分業務局）
- 長野南郵便局

- 鬼無里郵便局
- 信州新町郵便局

- 中条郵便局
- 戸隠郵便局

無集配郵便局
- 青木島郵便局
- 浅川郵便局
- 浅野郵便局
- 朝陽郵便局
- 安茂里郵便局
- 稲荷山駅前郵便局
- 芋井郵便局
- 大岡郵便局
- 小島田郵便局
- 川田郵便局
- 川中島駅前郵便局
- 小市郵便局
- 更府郵便局
- 更北郵便局
- 三本柳郵便局
- 塩崎郵便局
- 篠ノ井郵便局
- 信更郵便局
- 善光寺郵便局

- 祖山郵便局
- 津和郵便局
- 寺尾郵便局
- 戸隠神社前郵便局
- 戸隠郵便局
- 豊栄郵便局
- 豊野郵便局
- 長沼郵便局
- 長野相ノ木郵便局
- 長野旭郵便局
- 長野駅前郵便局
- 長野栗田郵便局
- 長野県庁内郵便局
- 長野古牧郵便局
- 長野権堂郵便局
- 長野桜枝郵便局
- 長野鶴賀郵便局
- 長野中御所郵便局
- 長野七瀬郵便局

- 長野箱清水郵便局
- 長野緑郵便局
- 長野柳町郵便局
- 長野吉田一郵便局
- 長野吉田東町郵便局
- 長野吉田郵便局
- 長野淀ヶ橋郵便局
- 長野若里郵便局
- 七二会郵便局
- 日原郵便局
- 古里郵便局
- 保科郵便局
- 牧郷郵便局
- 松代郵便局
- 大豆島郵便局
- 柳原郵便局
- 若槻郵便局
- 若穂郵便局

簡易郵便局
- 赤沼簡易郵便局
- 上ケ屋簡易郵便局
- 朝陽駅前簡易郵便局
- 伊勢宮簡易郵便局
- 市場簡易郵便局
- 尾張部簡易郵便局
- 御幣川簡易郵便局
- 上駒沢簡易郵便局
- 共和簡易郵便局
- 五明簡易郵便局
- 犀南簡易郵便局
- 犀北簡易郵便局

- 三陽簡易郵便局
- 篠ノ井高田簡易郵便局
- 東福寺簡易郵便局
- 徳間簡易郵便局
- 中越簡易郵便局
- 中氷鉋簡易郵便局
- 長野アークス簡易郵便局
- 長野上松簡易郵便局
- 長野宇木簡易郵便局
- 長野九反簡易郵便局
- 長野小柴見簡易郵便局
- 長野新諏訪簡易郵便局

- 信里簡易郵便局
- 東和田簡易郵便局
- 日詰簡易郵便局
- 北部簡易郵便局
- 真島簡易郵便局
- 松岡簡易郵便局
- 御厨簡易郵便局
- 南郷簡易郵便局
- 母袋簡易郵便局
- 屋島簡易郵便局
- 若槻団地簡易郵便局
- 若穂団地簡易郵便局

### 文化施設

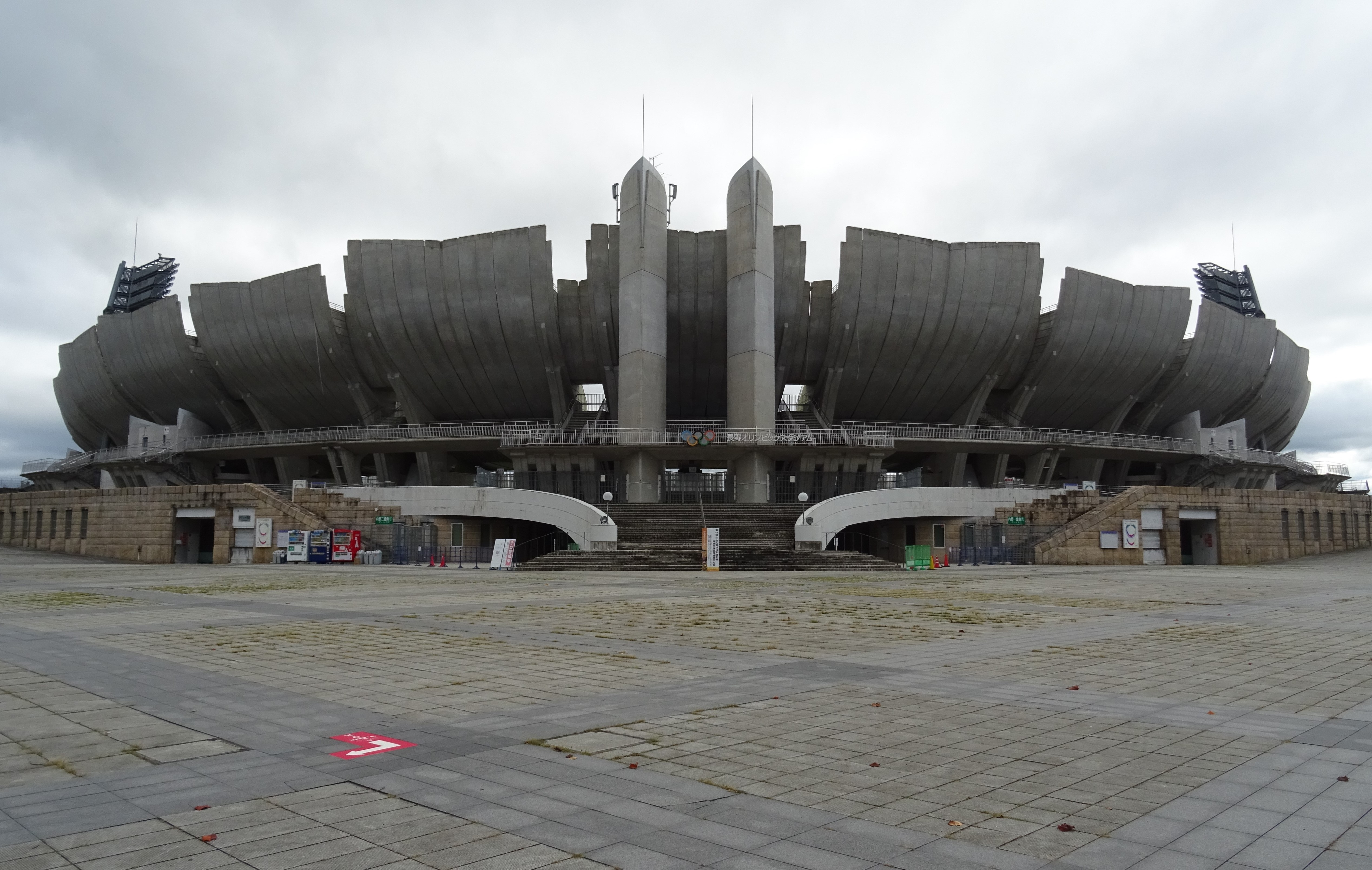
長野オリンピックスタジアム

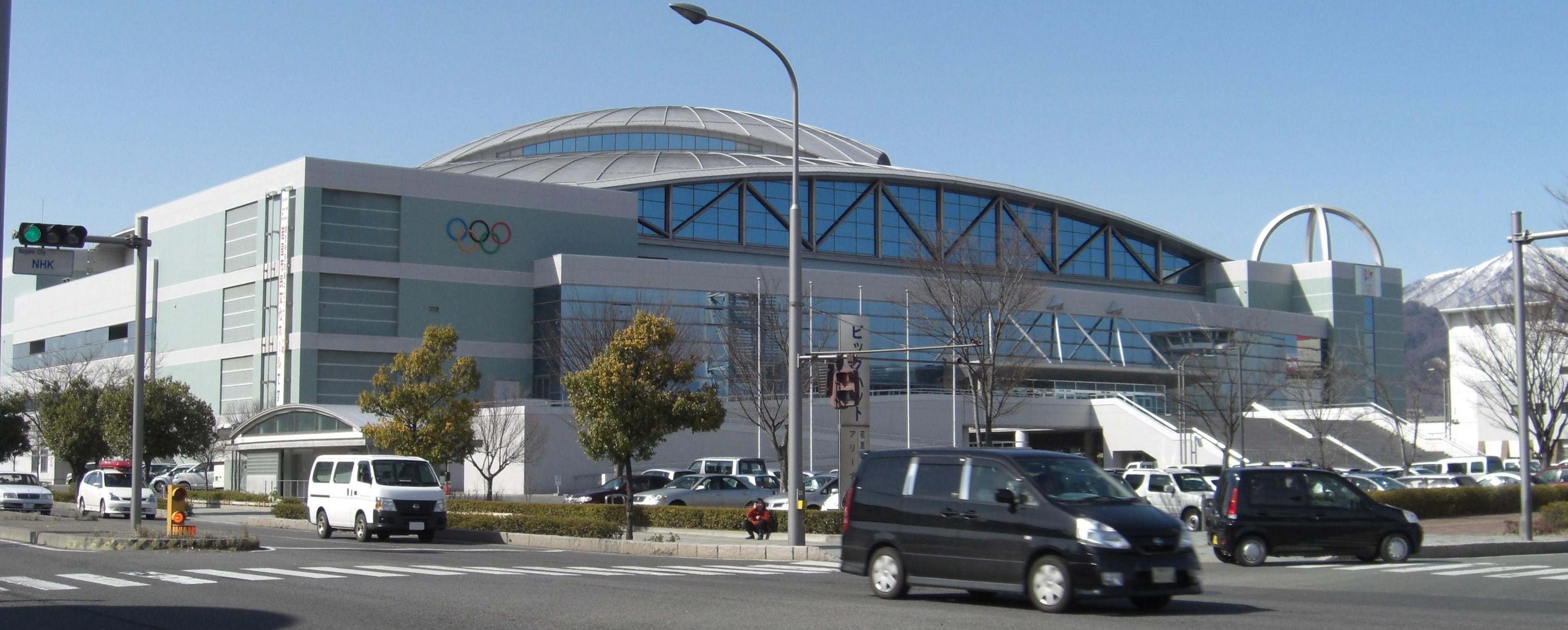
ビッグハット

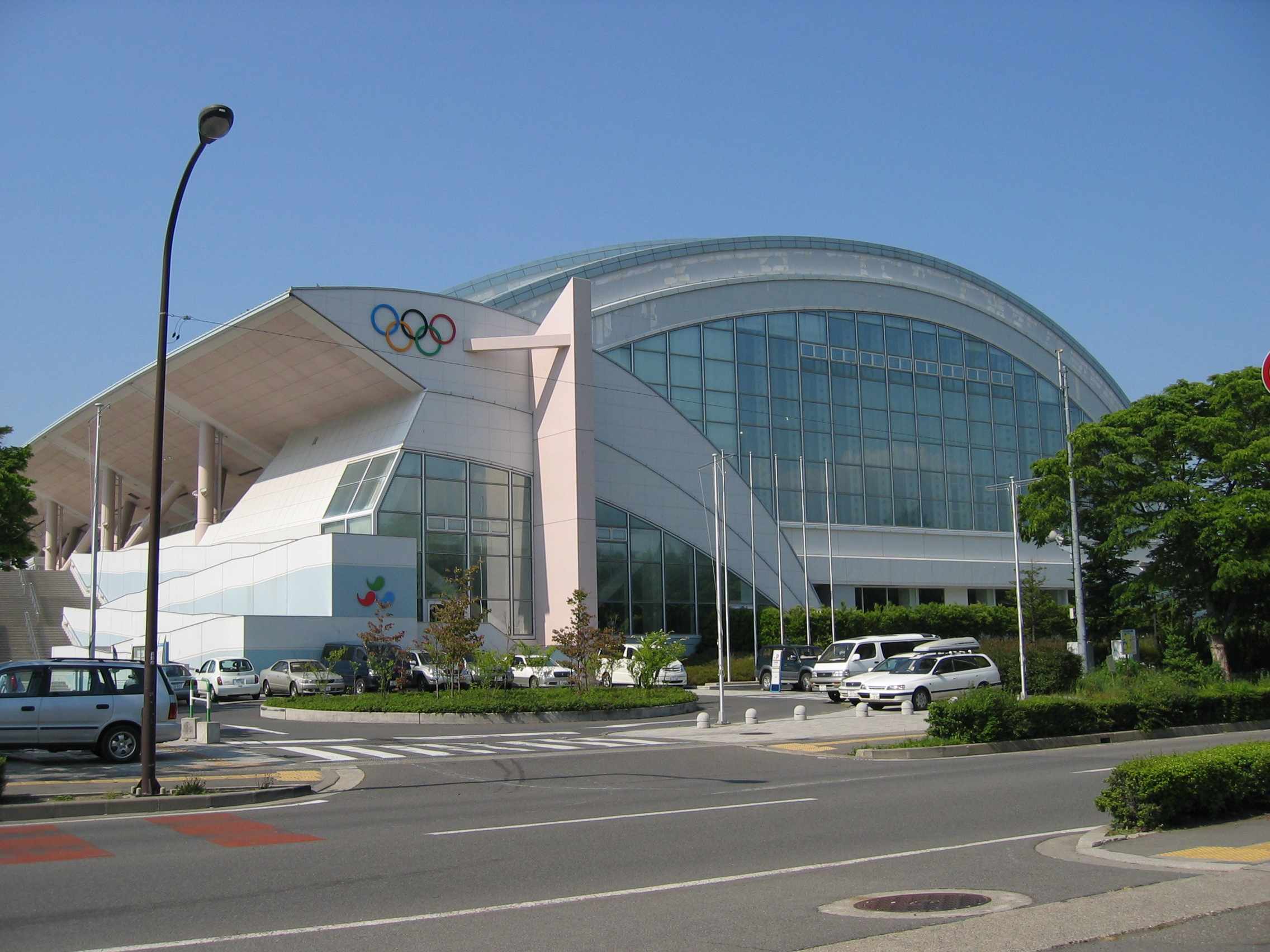
アクアウィング

集会施設

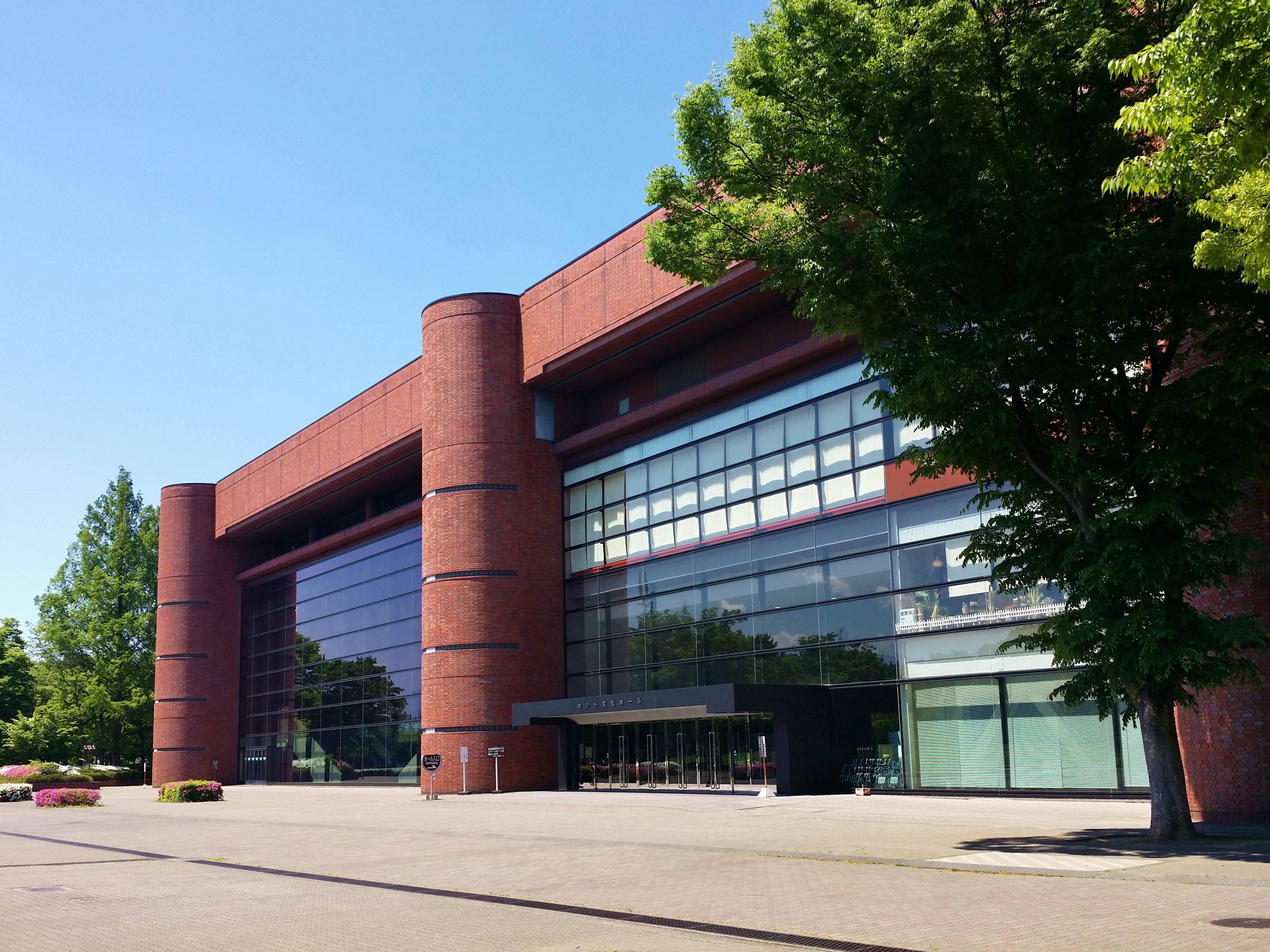
長野県県民文化会館
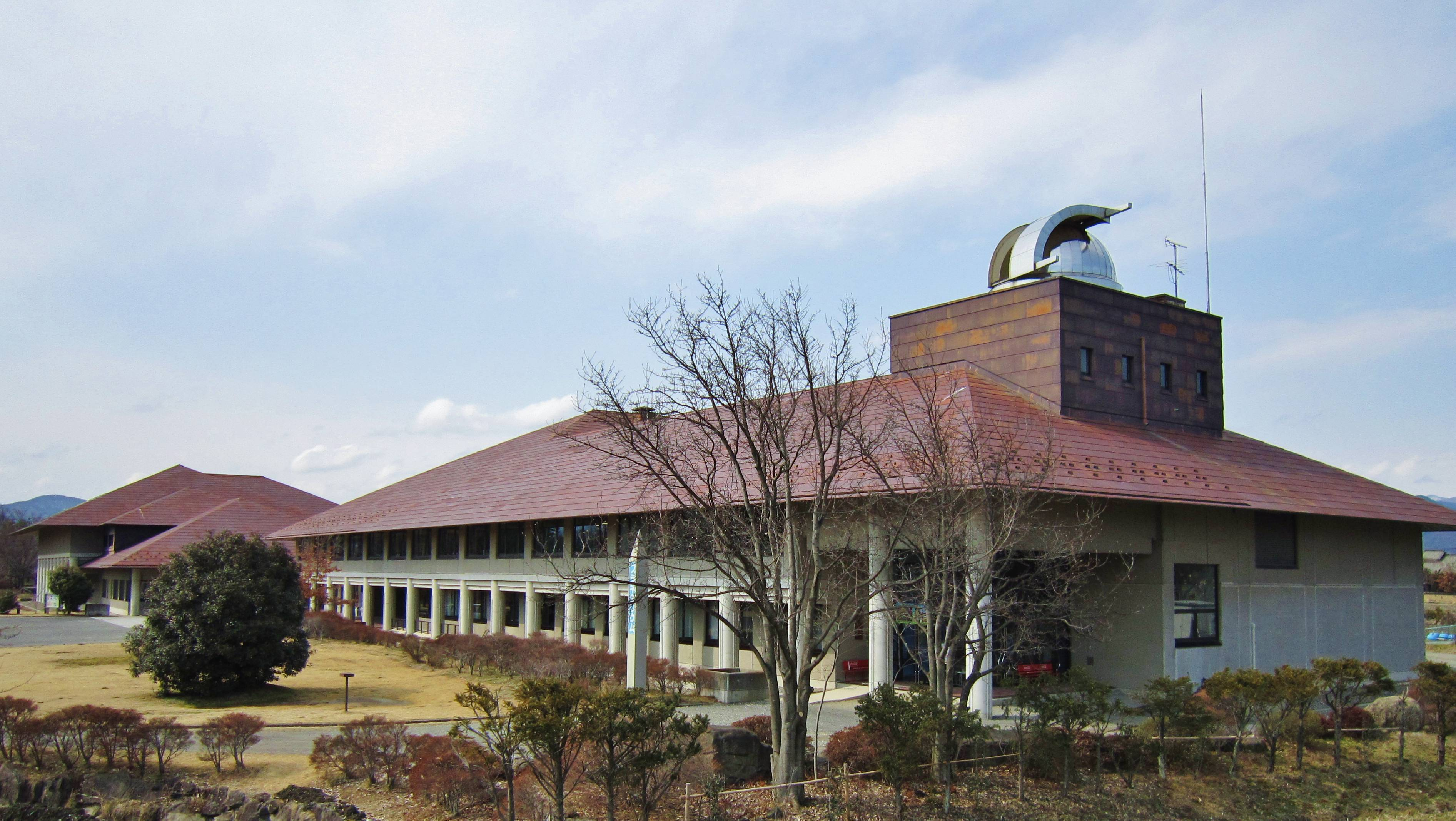
長野市芸術館
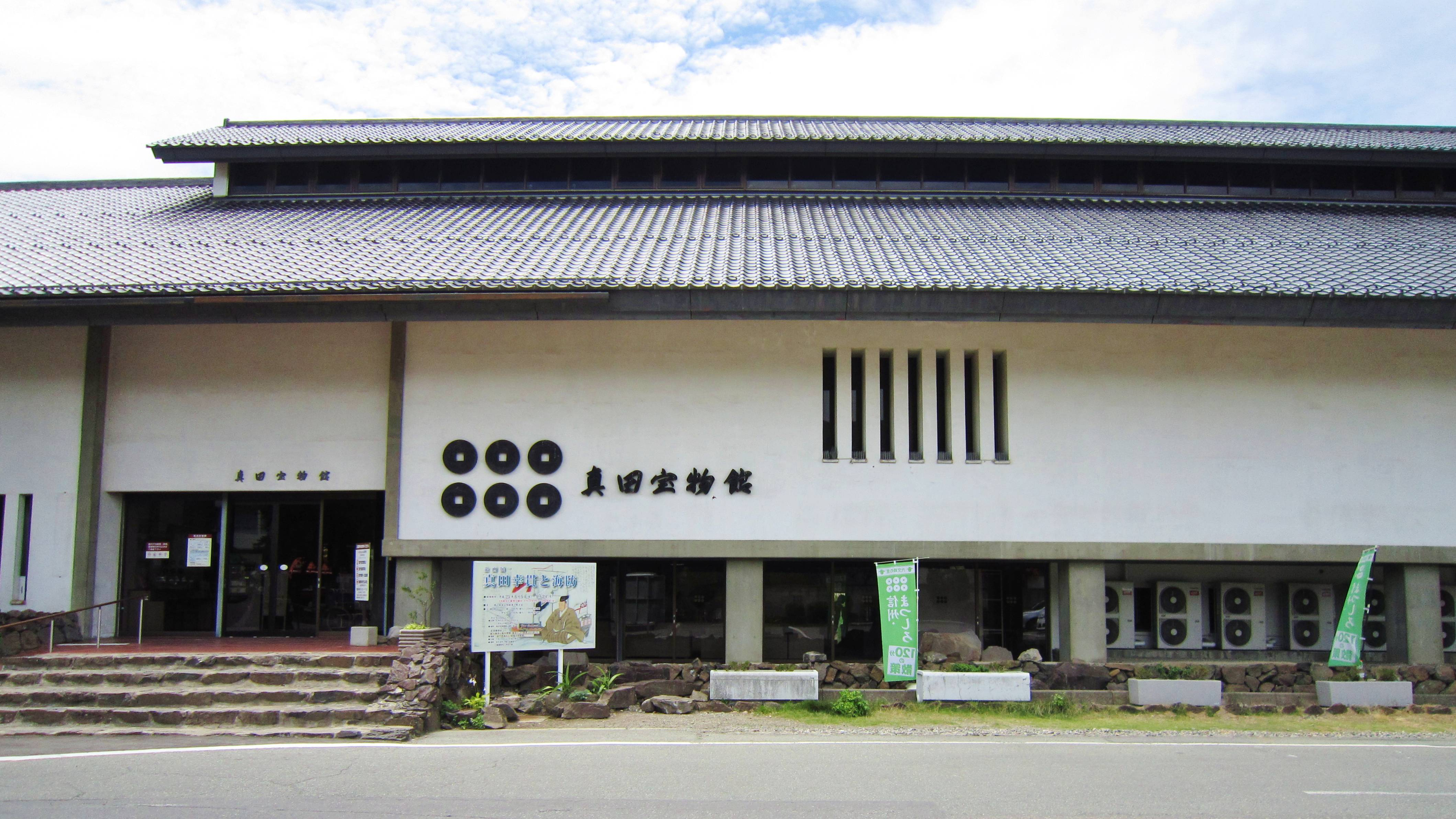
真田宝物館
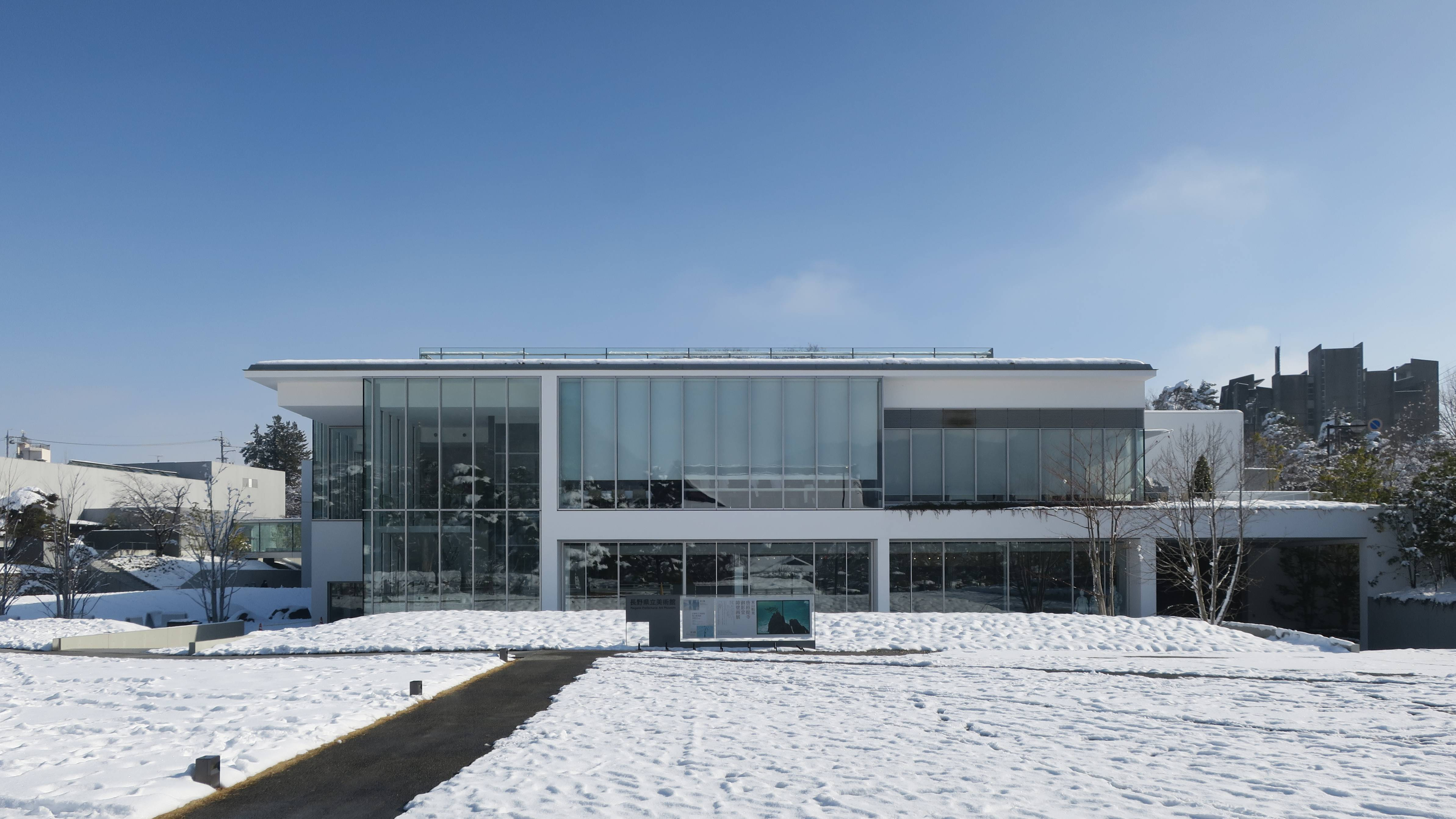
長野県立美術館
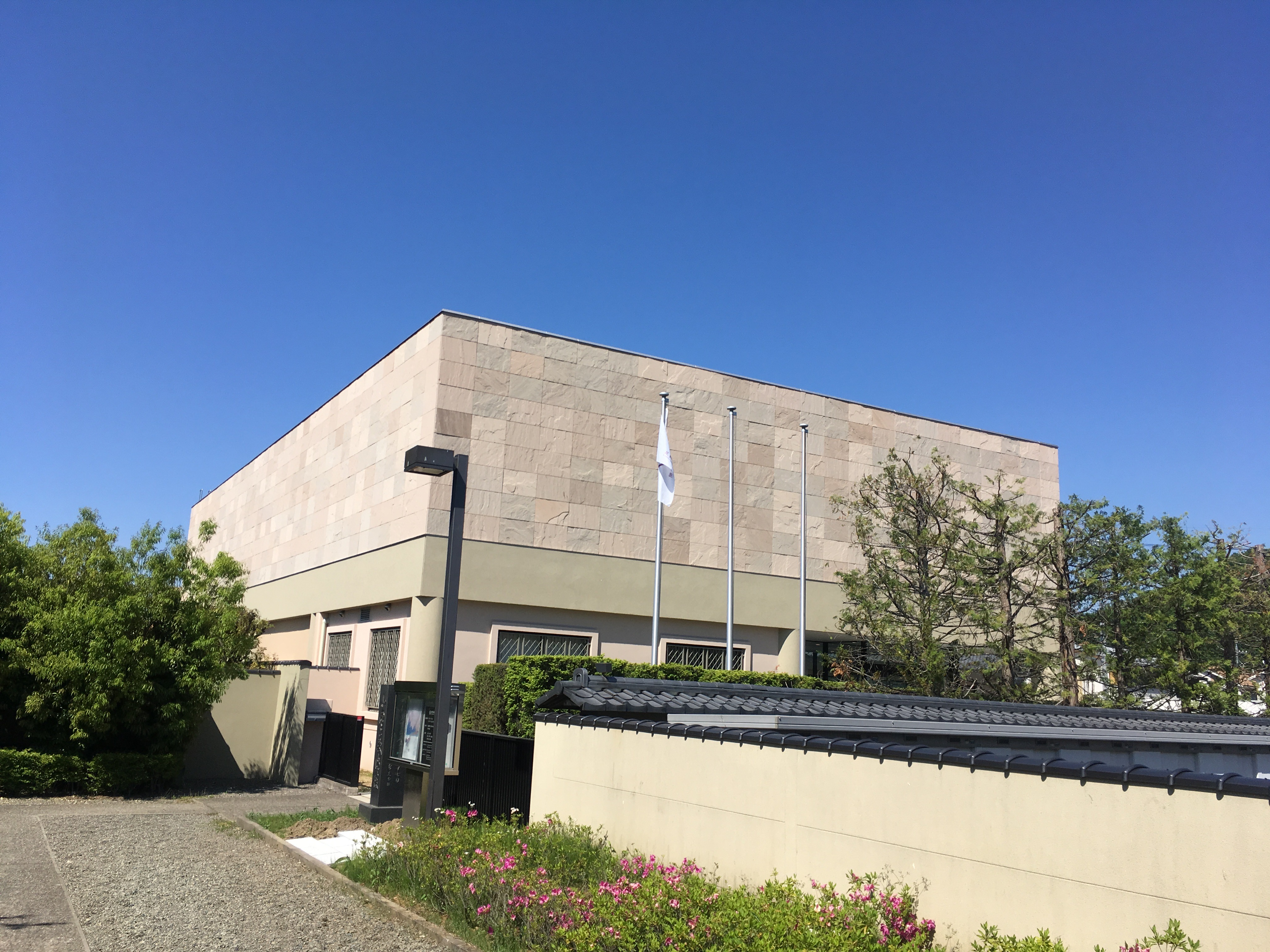
北野美術館
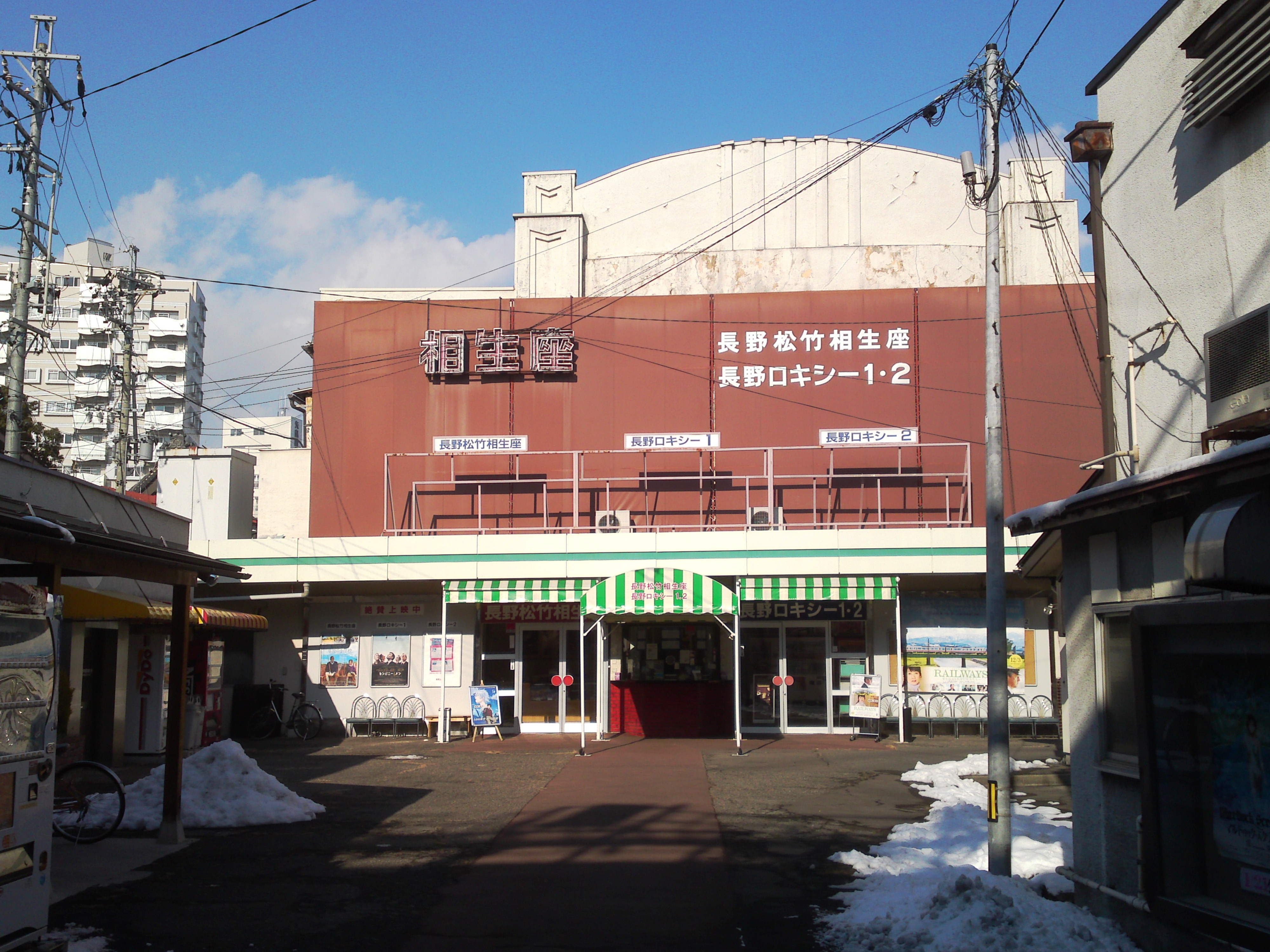
長野松竹相生座

- 勤労者女性会館しなのき
- もんぜんぷら座
- TOiGO WEST

宿泊施設・温泉施設
- アソビーバ ナガノパーク
- シティガーデンホテル信濃路
- 松代荘
- 鬼無里の湯
- 聖山パノラマホテル
- やきもち家

- さぎり荘
- 信州新町信州犀川交流センター
- 大岡温泉
- 温湯温泉
- 保科温泉

- 豊野温泉りんごの湯
- 森林囃子
- 亀の湯
- 若槻温泉
- 若槻・あじさいの湯

博物館・記念館
- 長野市立博物館
- 長野市公文書館
- 象山記念館・松代通信資料館
- 大室古墳館
- 戸隠そば博物館 とんくるりん
- 信濃教育会教育博物館
- 戸隠民俗館・戸隠流忍法資料館
- 小山清茂記念館

- 宮入慶之助記念館
- 古代遺跡徳間博物館
- 七二会郷土歴史資料館
- 川中島典厩寺記念館
- 善光寺大勧進宝物館
- 善光寺大本願宝物殿
- 象山地下壕
- 小市大本営海軍部豪資料館

- 戸隠地質化石博物館
- 信州新町化石博物館
- 鬼無里ふるさと資料館
- 有島生馬記念館
- 真田宝物館
- ちょっ蔵おいらい館
- 長野オリンピックミュージアム
- 中条歴史民俗資料館

美術館
- 長野県立美術館・東山魁夷館
- 池田満寿夫美術館
- 水野美術館
- 北野美術館
- 北野カルチュラルセンター
- 驥山館
- ひとミュージアム上野誠版画館

動物園
- 長野市茶臼山動物園
- 長野市城山動物園

植物園
- 茶臼山自然植物園
- 戸隠森林植物園[33]
- 奥裾花自然園

遊戯施設
- ながのこども館ながノビ！
- 忍者の里 チビッ子忍者村

劇場
- 北野文芸座
- 長野松竹相生座 - 日本最古級の映画館。
- 長野千石劇場
- ネオンホール
- 長野グランドシネマズ

- 長野県民文化会館
- 長野市立博物館
- 真田宝物館
- 長野県立美術館
- 北野美術館
- 長野松竹相生座

### 運動施設
- 長野運動公園
  - 長野運動公園総合運動場総合市民プール（アクアウィング）
  - 長野市営陸上競技場
  - 長野県営野球場
- 南長野運動公園
  - 南長野運動公園総合球技場
  - 長野オリンピックスタジアム
- 長野市オリンピック記念アリーナ（エムウェーブ）
- 長野市ボブスレー・リュージュパーク（スパイラル）
- 長野市若里多目的スポーツアリーナ（ビッグハット）
- 長野市真島総合スポーツアリーナ（ホワイトリング）
- 北部スポーツ・レクリエーションパーク
- 長野市青少年錬成センター

主なプール
- 長野運動公園総合運動場総合市民プール（アクアウィング）
- 南長野運動公園プール
- サンマリーンながの
- 長野市営北部市民プール
- 長野市営安茂里市民プール
- 長野市営青垣公園市民プール
- 長野市営犀南市民プール

主な体育館
- 長野市営南長野運動公園総合運動場総合体育館
- 長野市営長野運動公園総合運動場総合体育館
- 長野市営真島総合スポーツアリーナ（ホワイトリング）
- 長野市営豊野体育館
- 長野市営信州新町体育館

主なスキー場
- いいづなリゾートスキー場
- 戸隠スキー場

(かつては飯綱高原スキー場、聖山パノラマスキー場、地附山スキー場があった。)
主なキャンプ場
- 戸隠キャンプ場
- 聖山オートキャンプ場

### 公園・交通公園・自然公園
- 城山公園
- セントラルスクウェア
- ひまわり公園
- しののい公園
- 川中島古戦場史跡公園
- 長野市茶臼山恐竜公園
- 昭和の森公園
- 辰巳公園
- 緑ヶ丘公園
- 文道古城公園

## 対外関係

### 姉妹都市･提携都市

#### 国外
姉妹都市
- クリアウォーター市（アメリカ合衆国フロリダ州）
1959年（昭和34年）3月、姉妹都市締結

友好都市
- 石家荘市（中華人民共和国 河北省）
1981年（昭和56年）4月、友好都市締結

#### 国内
集客プロモーションパートナー都市
- 上越市（新潟県）
2005年10月14日集客プロモーションパートナー都市締結
- 金沢市（石川県）
2007年2月15日集客プロモーションパートナー都市締結
- 甲府市（山梨県）
2007年9月1日集客プロモーションパートナー都市締結
- 静岡市（静岡県）
2010年7月1日集客プロモーションパートナー都市締結
- 富山市（富山県）
2012年10月2日集客プロモーションパートナー都市締結
- 福井市（福井県）
2013年8月9日集客プロモーションパートナー都市締結

## 教育

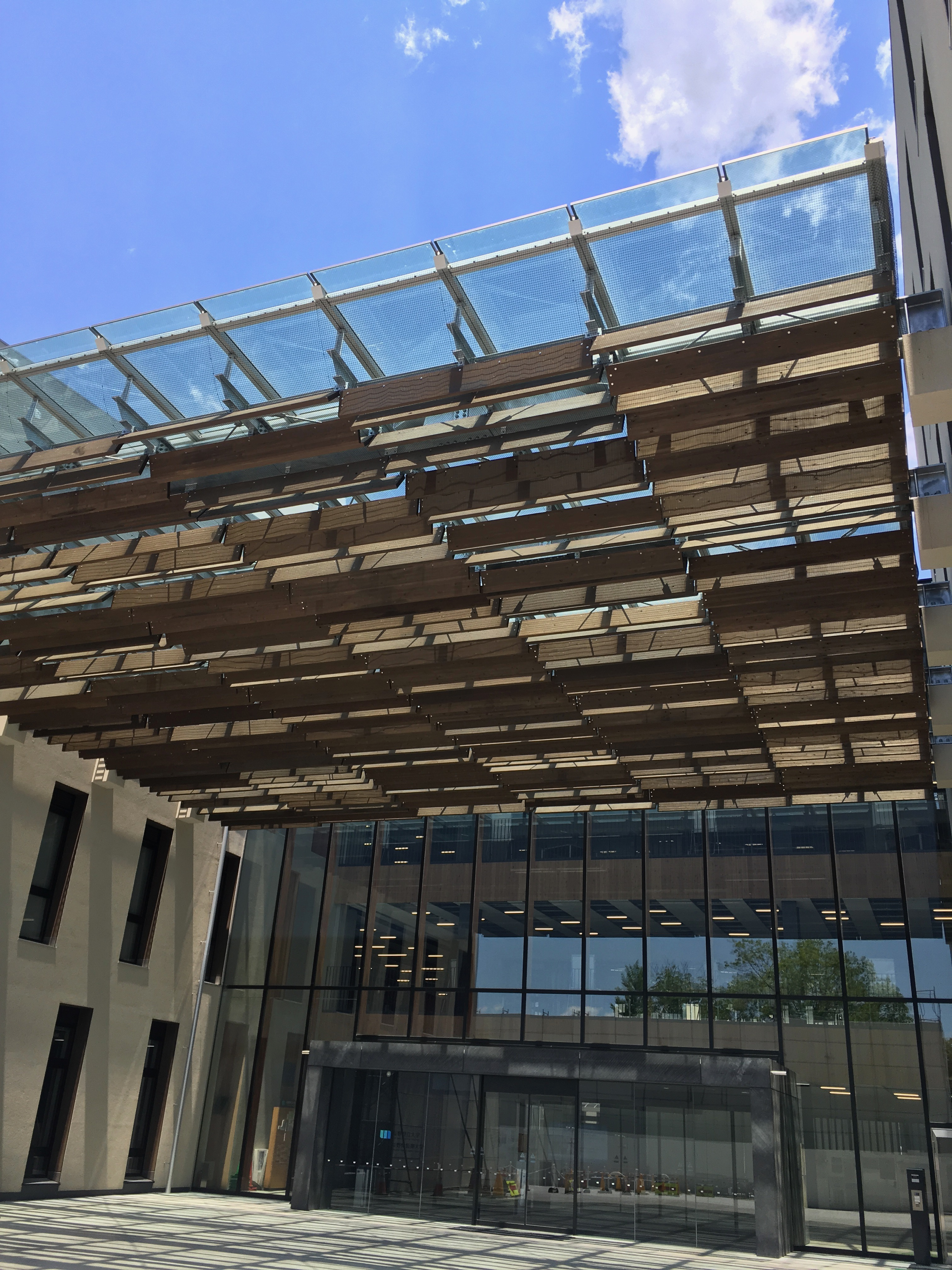
長野県立大学

### 大学
国立
- 信州大学 長野（教育）キャンパス・長野（工学）キャンパス

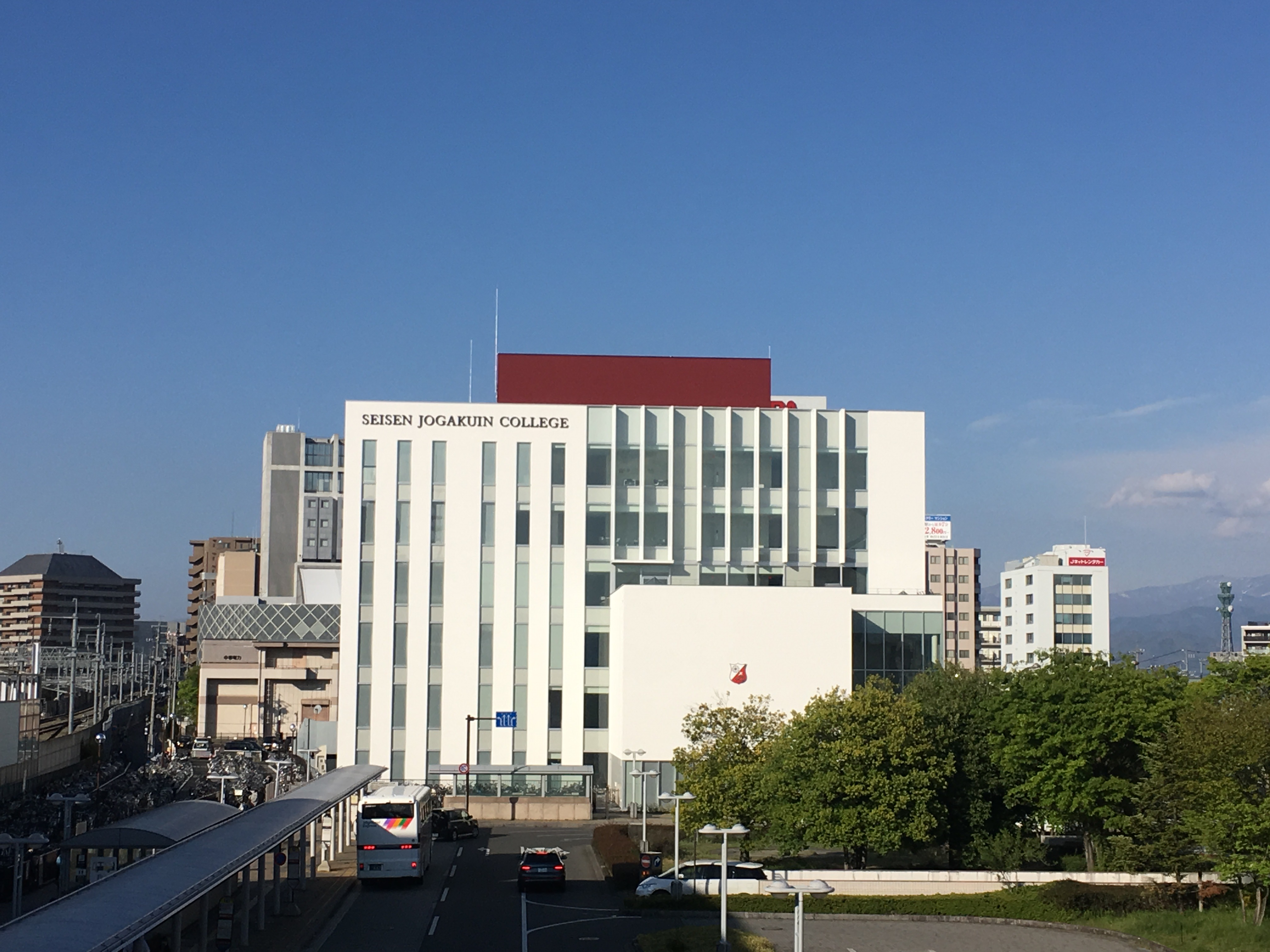
清泉女学院大学の長野駅東口キャンパス

公立
- 長野県立大学

私立
- 清泉大学
- 長野保健医療大学

### 短期大学
私立
- 清泉大学短期大学部
- 長野短期大学

### 専修学校
公立
- 長野県農業大学校

私立
- OKA学園トータルデザインアカデミー
- 信越情報専門学校21ルネサンス学院
- 信州スポーツ医療福祉専門学校
- 専門学校カレッジオブキャリア
  - 長野校
  - 共和校
- 豊野高等専修学校
- 長野看護専門学校
- 長野社会ふくし専門学校
- 長野スクールオブビジネス
- 長野美術専門学校
- 長野ビジネスアカデミー
- 長野平青学園
- 長野法律高度専門学校
- 長野調理製菓専門学校
- 長野理容美容専門学校
- 文化学園大学保育専門学校
- 学校法人大原学園長野校
  - 大原簿記情報ビジネス医療専門学校長野校
  - 大原スポーツ公務員専門学校長野校

### 高等専門学校
国立
- 長野工業高等専門学校

### 高等学校
県立：12校（普通科9校、職業科3校）
長野県の県立高校は、校名の前に「長野県」と付く。
- 長野県長野高等学校
- 長野県長野吉田高等学校
  - 長野県長野吉田高等学校定時制戸隠分校
- 長野県長野西高等学校
  - 長野県長野西高等学校中条校
- 長野県長野東高等学校

- 長野県長野工業高等学校
- 長野県長野商業高等学校
- 長野県長野南高等学校
- 長野県更級農業高等学校
- 長野県篠ノ井高等学校
  - 長野県篠ノ井高等学校犀峡校
- 長野県松代高等学校（普通科、商業科）

市立：1校（職業科1校）
- 長野市立長野高等学校（総合学科）（※中高併設）

私立：8校（普通科8校）
- 長野清泉女学院高等学校（※中高併設）
- 長野女子高等学校
- 長野俊英高等学校
- 長野日本大学高等学校（※中高併設）
- 文化学園長野高等学校（※中高併設）
- さくら国際高等学校長野キャンパス
- つくば開成学園高等学校長野学習センター
- 祥雲高等学院

### 中学校
国立：1校
- 信州大学教育学部附属長野中学校

市立：25校
- 長野市立柳町中学校
- 長野市立櫻ヶ岡中学校
- 長野市立東部中学校
- 長野市立西部中学校
- 長野市立北部中学校
- 長野市立三陽中学校
- 長野市立裾花中学校
- 長野市立東北中学校
- 長野市立犀陵中学校
- 長野市立若穂中学校
- 長野市立川中島中学校
- 長野市立広徳中学校
- 長野市立更北中学校
- 長野市立篠ノ井西中学校
- 長野市立篠ノ井東中学校
- 長野市立松代中学校
- 長野市立信更中学校
- 長野市立七二会中学校
- 長野市立豊野中学校
- 長野市立戸隠中学校
- 長野市立鬼無里中学校
- 長野市立大岡中学校
- 長野市立信州新町中学校
- 長野市立中条中学校
- 長野市立長野中学校（※中高併設）

私立：4校
- 長野日本大学中学校（※中高併設）
- 長野清泉女学院中学校（※中高併設）
- 文化学園長野中学校（※中高併設）
- グリーン・ヒルズ中学校（※小中併設）

### 小学校
- 長野市立城山小学校
- 長野市立城東小学校
- 長野市立鍋屋田小学校
- 長野市立加茂小学校
- 長野市立山王小学校
- 長野市立芹田小学校
- 長野市立古牧小学校
- 長野市立三輪小学校
- 長野市立緑ヶ丘小学校
- 長野市立三本柳小学校
- 長野市立吉田小学校
- 長野市立裾花小学校
- 長野市立湯谷小学校
- 長野市立南部小学校
- 長野市立大豆島小学校
- 長野市立朝陽小学校
- 長野市立長沼小学校
- 長野市立古里小学校
- 長野市立若槻小学校
- 長野市立徳間小学校
- 長野市立浅川小学校
- 長野市立芋井小学校
- 長野市立柳原小学校
- 長野市立安茂里小学校
- 長野市立松ヶ丘小学校
- 長野市立通明小学校
- 長野市立篠ノ井東小学校
- 長野市立篠ノ井西小学校
- 長野市立共和小学校
- 長野市立信更小学校
- 長野市立塩崎小学校
- 長野市立松代小学校
- 長野市立清野小学校
- 長野市立西条小学校
- 長野市立豊栄小学校
- 長野市立東条小学校
- 長野市立寺尾小学校
- 長野市立綿内小学校
- 長野市立川田小学校
- 長野市立保科小学校
- 長野市立昭和小学校
- 長野市立川中島小学校
- 長野市立青木島小学校
- 長野市立下氷鉋小学校
- 長野市立真島小学校
- 長野市立七二会小学校
- 長野市立豊野西小学校
- 長野市立豊野東小学校
- 長野市立戸隠小学校
- 長野市立鬼無里小学校
- 長野市立大岡小学校
- 長野市立信州新町小学校
- 長野市立中条小学校
- 信州大学教育学部附属長野小学校（※小中併設）
- いいづな学園グリーン・ヒルズ小学校（※小中併設）

### 特別支援学校
- 長野県長野養護学校
- 長野県若槻養護学校
- 信州大学教育学部附属特別支援学校
- 長野県長野聾学校
- 長野県長野盲学校

## 交通
長野市は都市圏人口が約60万人である。車社会が進展している一方で、日本の中規模地方都市としては公共交通手段を利用した通勤・通学が盛んであり、朝夕のラッシュ時には鉄道駅やバス停が多くの通勤・通学客で混雑する。そのため信越本線は朝ラッシュ時6両の編成による運行が見られ、長電長野線においても短い間隔で通勤形車両によって運行されるほか、通勤利用による混雑の対策として長野駅には自動改札機が設置されている。また、路線バスにおいては川中島バスが長野駅～松代間にて座席指定制の「通勤ライナー」を運行するなど、通勤利用対策を行っている。

### 鉄道

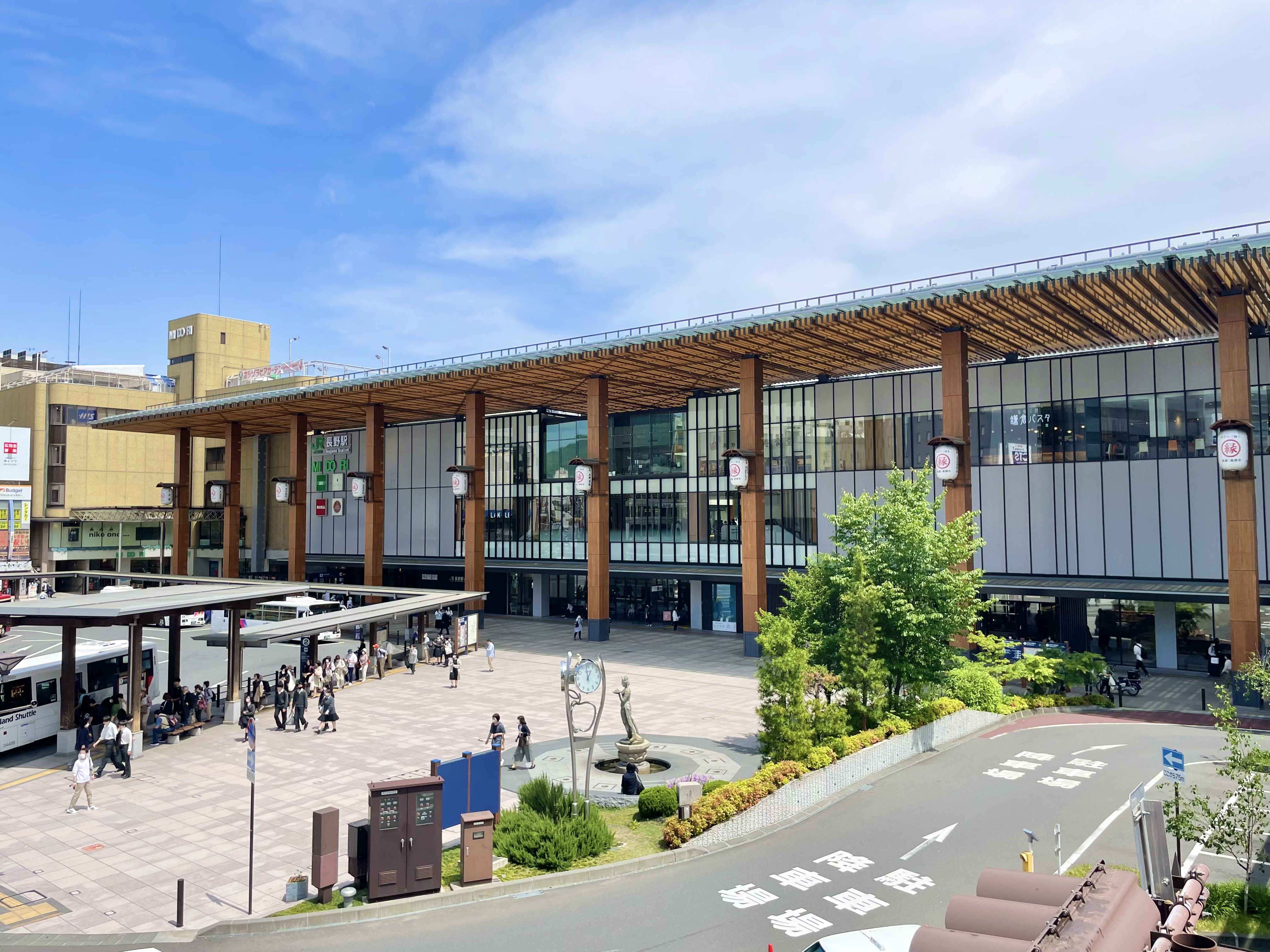
長野駅

東日本旅客鉄道（JR東日本）、しなの鉄道、長野電鉄の3社の路線が市内を通る。
東日本旅客鉄道（JR東日本）
 北陸新幹線
- - 長野駅 -

■信越本線
- 篠ノ井駅 - 今井駅 - 川中島駅 - 安茂里駅 - 長野駅

■篠ノ井線
- 長野駅 - 安茂里駅 - 川中島駅 - 今井駅 - 篠ノ井駅 - 稲荷山駅 -

■飯山線
- 長野駅 - 北長野駅 - 三才駅 - 豊野駅 - 信濃浅野駅 - 立ケ花駅 -

しなの鉄道
■しなの鉄道線
- - 篠ノ井駅 - 今井駅 - 川中島駅 - 安茂里駅 - 長野駅

■北しなの線
- 長野駅 - 北長野駅 - 三才駅 - 豊野駅 -

長野電鉄（長電）
■長野線
- 長野駅 - 市役所前駅 - 権堂駅 - 善光寺下駅 - 本郷駅 - 桐原駅 - 信濃吉田駅 - 朝陽駅 - 附属中学前駅 - 柳原駅 -

#### 過去の路線
長野電鉄
- 屋代線（2012年廃止）

岩野駅 - 象山口駅 - 松代駅 - 金井山駅 - 大室駅 - 信濃川田駅 - 若穂駅 - 綿内駅
善光寺白馬電鉄
- 善光寺白馬電鉄線（1969年廃止）

南長野駅 - 山王駅 - 妻科駅 - 信濃善光寺駅 - 茂菅駅 - 善光寺温泉東口駅(仮設駅、1936年廃止) - 善光寺温泉駅 - 裾花口駅
長野市開発公社
- 善光寺ロープウェイ（1975年廃止）

雲上台駅 - 地附山頂駅

#### 新交通システム・LRT構想
2011年12月6日、松代・若穂・篠ノ井・更北・川中島の沿線5地区の住民自治協議会長の連名で、長野電鉄屋代線廃止後の跡地を活用したLRTの導入を求める請願が長野市議会に提出され、同年12月16日の長野市議会12月定例会にて全会一致の賛成で採択された。これを受けて長野市は市の交通対策審議会に諮問、新交通システム導入検討部会において、LRT及び長野駅‐松代駅間の新交通システム導入に関する調査検討を行った。
2013年5月29日から同年6月21日に実施した「長野市新交通システム導入可能性調査」の結果を踏まえて、長野市交通対策審議会は2014年2月12日に、旧屋代線を除いた計画中の5ルート（長野駅 - 善光寺、長野駅 - 若槻団地、長野駅 - 綿内駅、長野駅 - 松代、長野駅 - 篠ノ井駅）での採算性や事業実施の難易度（市が検討する中で最も営業区間の長い長野駅 - 篠ノ井駅ルートの場合、市が負担する事業費を172億円、年間運行経費が6億4000万円と見込み1人当たりの平均運賃を試算すると、LRTで570円、BRTでは280円にのぼる）を考え、中期的にはBRTについて検討を進め、長期的には将来の需要喚起や技術革新などを勘案した上で、LRTへの移行を踏まえ今後検討を深めていく必要があるとした。
その後、2014年7月30日に発表された「新交通システムの導入に関する中間報告書」においては、「LRT化には、大規模な投資が必要となるが、投資を上回る事業便益が生じてこない状況」（「継続した運行のためには、相当高い運賃設定」か「相当な観光客の誘客（現状松代地区に年間60万人であるところ、215万人）」が必要）とし、運行は「沿線人口の大幅な増加又はLRT利用観光客の大幅な増加」もしくは「赤字分を全て行政で負担」が条件だが、いずれもその可能性は低いと評価した。

### バス
路線バス
- 長電バス
- アルピコ交通（通称・川中島バス）
- ぐるりん号（市内循環、若里・更北ぐるりん号、東北ぐるりん号の3系統）
- 長野市営バス（合併前の自治体が営んでいた路線バスを吸収）

### 道路
高速道路
東日本高速道路（NEXCO東日本）
E18 上信越自動車道
- - 長野IC - 須坂長野東IC（※所在地は須坂市）-

E19長野自動車道（市内をかすめているがICは無い。）
一般国道
- 国道18号（長野バイパス、篠ノ井バイパス、長野東バイパス、アップルライン）
- 国道19号（長野南バイパス、県庁通り、昭和通り）
- 国道117号（県庁通り）
- 国道403号（谷街道）
- 国道406号（平林街道）

県道（一部）
- 県道31号長野大町線
- 県道34号長野菅平線
- 県道35号長野真田線
- 県道37号長野信濃線
- 県道58号長野須坂インター線
- 県道60号長野荒瀬原線

- 県道70号長野信州新線
- 県道76号長野戸隠線
- 県道77号長野上田線
- 県道86号戸隠篠ノ井線

- 県道12号丸子信州新線
- 県道29号中野豊野線
- 県道36号信濃信州新線
- 県道66号豊野南志賀公園線

- 県道401号小川長野線
- 県道452号古屋敷境ノ沢線
- 県道475号信州新中条線

有料道路
- 五輪大橋有料道路
- 白馬長野有料道路

その他主要道路
中央通り、長野大通り、ターミナル通り、東通り、若槻大通り、サンロード、戸隠バードライン、浅川ループライン、長野環状道路、北信五岳道路、南長野公園通り、二線路通り、ユメリア通り
道の駅
- 長野市大岡特産センター
- 信州新町
- 中条

## 経済

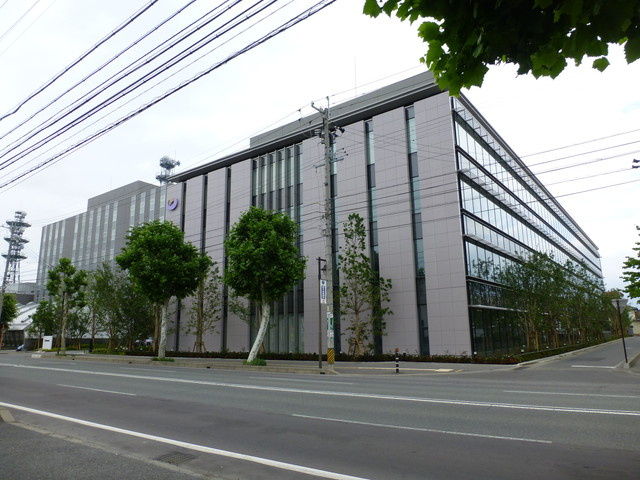
七瀬中町にある電算本社

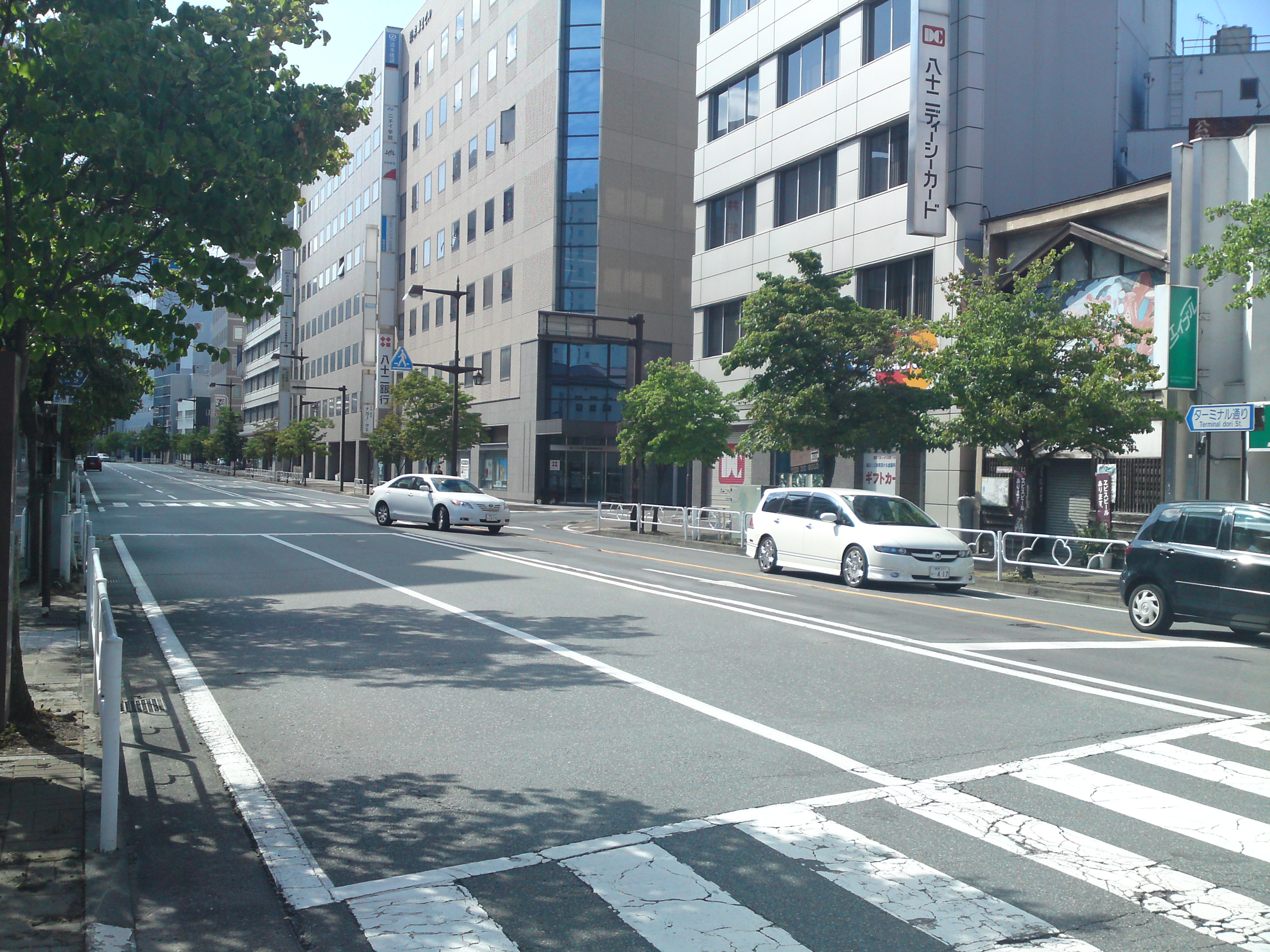
金融街のターミナル通り

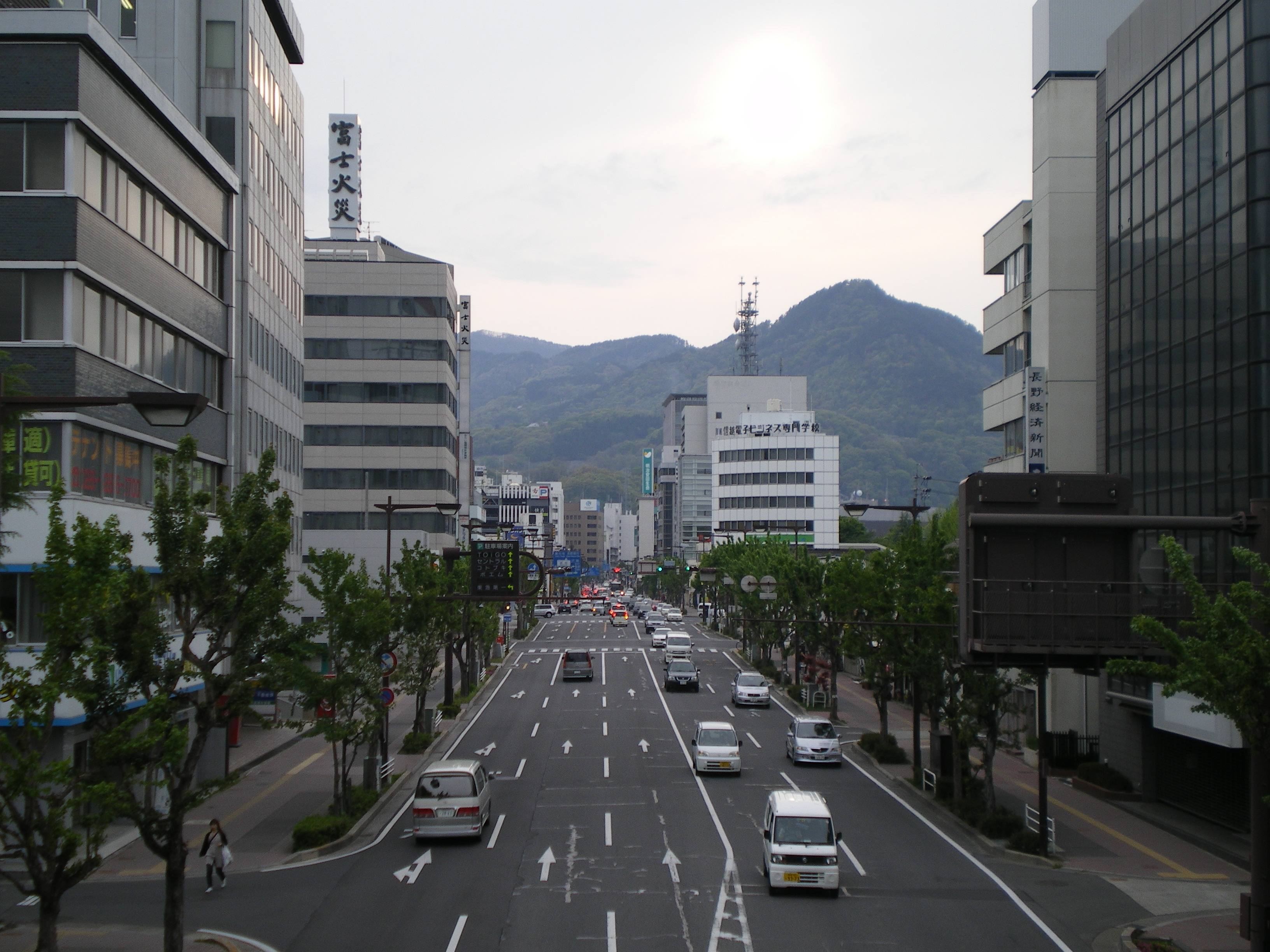
ビジネス街となっている
昭和通

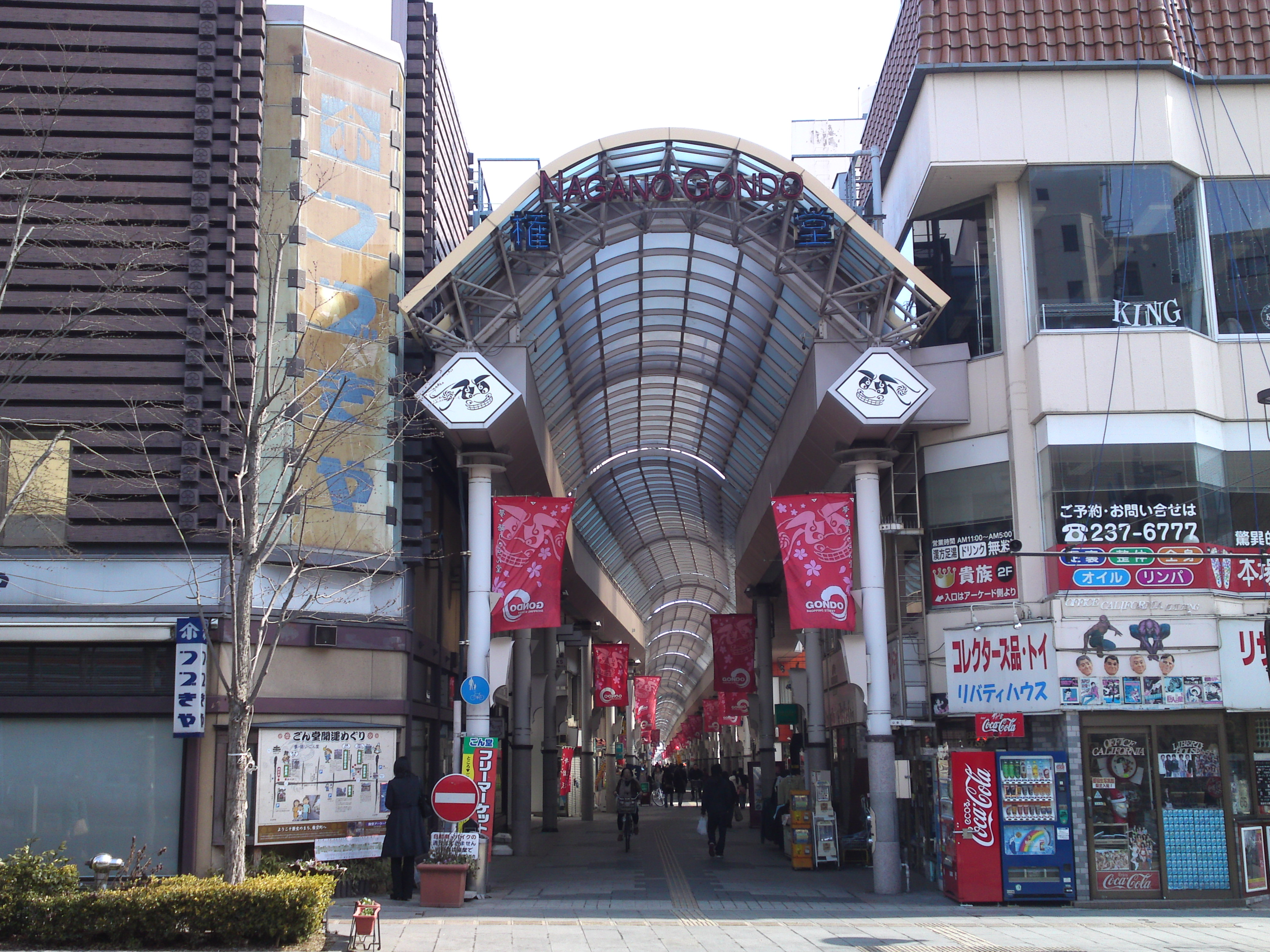
県下随一の繁華街である権堂

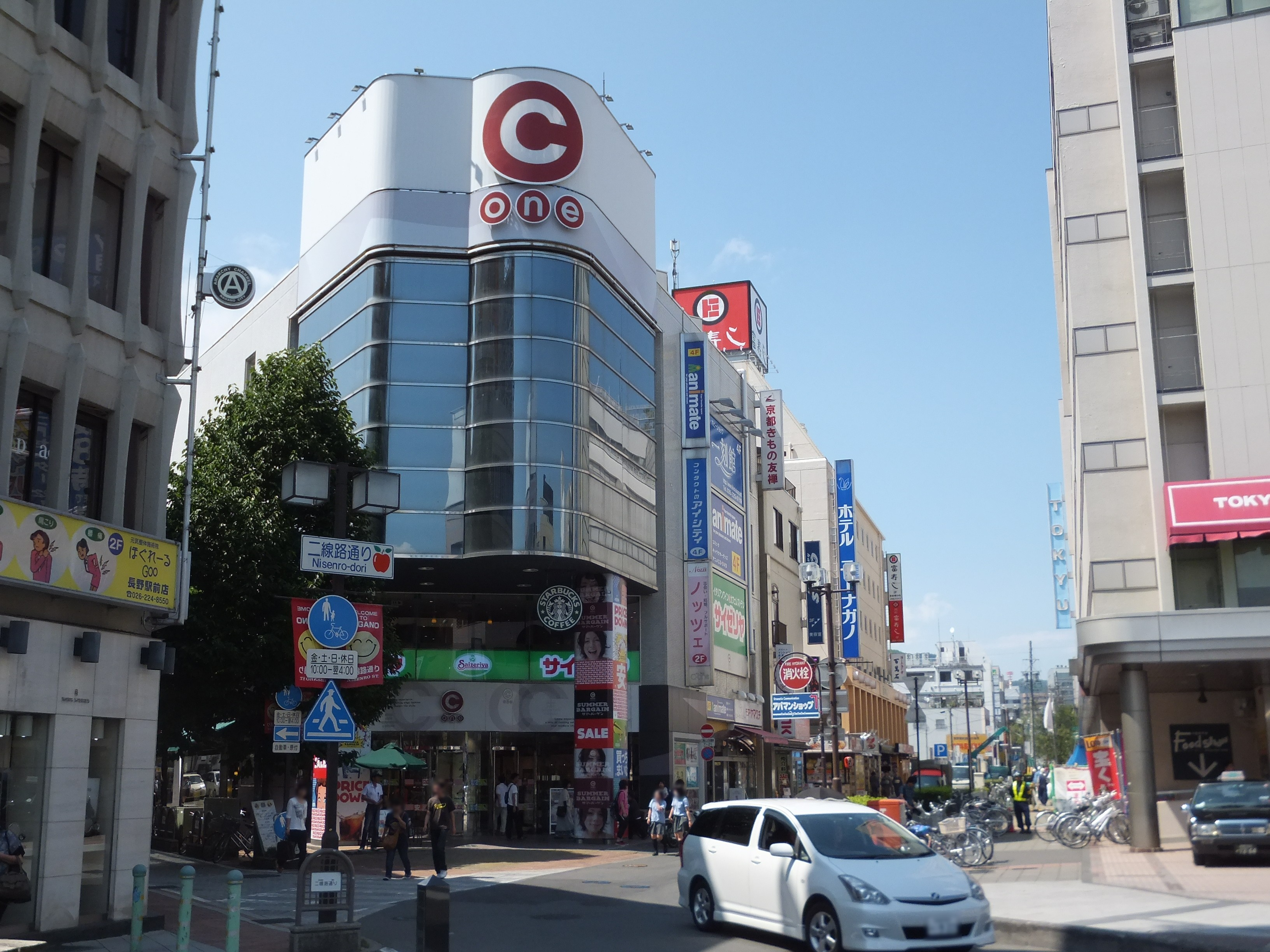
二線路通り

都市の成り立ちが県庁所在地であり、官公署が集中していたことから、卸売業を中心に商業が発達している。現在は卸売業・小売業・宿泊業・飲食サービス業の企業が多い。これらのうち卸売業・小売業では飲食料品小売業が、宿泊業・飲食サービス業では飲食店が、それぞれ最も多い業種である。
また、工業の特色としては、企業数で食料品、印刷業、生産用機械器具がトップ3を占め、製造品出荷額では、電子回路基板、みそ、無線通信機械器具、オフセット印刷、電子計算機（パソコンを除く）の品目が出荷額の多い順になっている。
明治以降から印刷業が発達してきたため、長野市では印刷業の企業数およびその製造品出荷額が非常に多い。近年のデジタル化、紙離れなどにより業界は厳しい状況にあるが、現在でも脈々とその流れは続いている。
また、出荷額の多い電子回路基板、無線通信機械器具、電子計算機の品目を製造する企業のほとんどは、昭和初期から戦争中の疎開によって長野市に移転したものである。戦後も当地に留まり、時代の流れと共に大きく発展した。
製造品出荷額のトップ20には食料品製造業の「みそ」を筆頭に、惣菜、精米・精麦があり、自然の豊かな長野市の気候風土を反映しているといえる。

### 産業別生産
第1次産業 - 農業産出額（2020年）163.4億円（県3位）
第2次産業 - 工業製造品出荷額（2020年）5938億円（県2位）
第3次産業 - 年間商品販売額（卸売業・小売業、2015年）1兆6850億円（県1位）

### 日本一
- きのこの人工栽培・販売・売上高・生産量
  - 市に本社を置くきのこメーカーのホクト株式会社はきのこの年間売り上げ高、ブナシメジの生産シェア、エリンギの生産シェアで日本一になっている。[40]
- そば粉・そば茶
  - 市内に本社を置く日穀製粉株式会社は、そば粉の生産量とそば茶の生産量が日本一である。[40]
- 日本最古のスキーメーカー
  - 市内の小賀坂スキー製造所は、日本最古のスキーメーカーである。[40]

### 商業
長野駅周辺の主な商業施設
- ながの東急百貨店（本館、別館「Cher-Cher」）
  - 平安堂長野店
- MIDORI
- マイタウン シーワン
- TOiGO（信越放送）
- もんぜんぷら座
- ぱてぃお大門

主な繁華街
- 末広町
- 南千歳町
- 上千歳町
- 新田町
- 県町
- 石堂町
- 問御所町
- 鶴賀
- 権堂町
- 権堂アーケード
- 信州善光寺仲見世通り

### 市内に本社機能を置く主な企業
- 八十二銀行（金融、東証一部上場）
- 新光電気工業（電子機器、東証一部上場）
- 長野日本無線（電子機器）
- マルコメ（食品）
- ホクト（農水、東証一部上場）
- サニーヘルス（健康食品）
- 前田製作所（機械、JASDAQ上場）
- 北野建設（建設、東証一部上場）
- 守谷商会（建設、JASDAQ上場）
- TOSYS（建設、コムシスホールディングス傘下）
- 角藤（建設）
- 高見澤（ガラス・土石製品、JASDAQ上場）
- 長野電鉄（鉄道）
- 長電バス（バス運輸）
- 川中島バス（バス運輸） - 2011年4月1日にアルピコ交通（本社：松本市）に統合された。
- ながの東急百貨店（百貨店、JASDAQ上場）
- マルイチ産商（食料品卸売業、名証二部上場）

- タカチホ（土産品卸売業、JASDAQ上場）
- 東京法令出版（出版）
- 平安堂（書店）
- 小賀坂スキー製作所（スキー製造）
- 電算（情報処理、東証一部上場）
- 北信理化（理化学機器販売業）
- 長野都市ガス（ガス供給）
- モリキ（保険調剤、ドラッグストア）
- 高沢産業（鉄鋼・建設資材・OAシステム・環境リサイクル）
- 共和コーポレーション（サービス業、東証二部上場）
- 八幡屋礒五郎 (食品)
- アールエフ（医療機器・映像機器）
- 日穀製粉（食品）
- みすずコーポレーション（食品）
- シューマート（小売）
- 株式会社BOSTEC（券売機メーカー）
- 長野パルセイロ・アスレチッククラブ（サッカークラブの運営）
- NAGANO SPIRITS（プロバスケットボールクラブの運営）

## マスメディア
FM長野は松本市に本社を置くが、それ以外の局は長野市に本社、本部を置く。

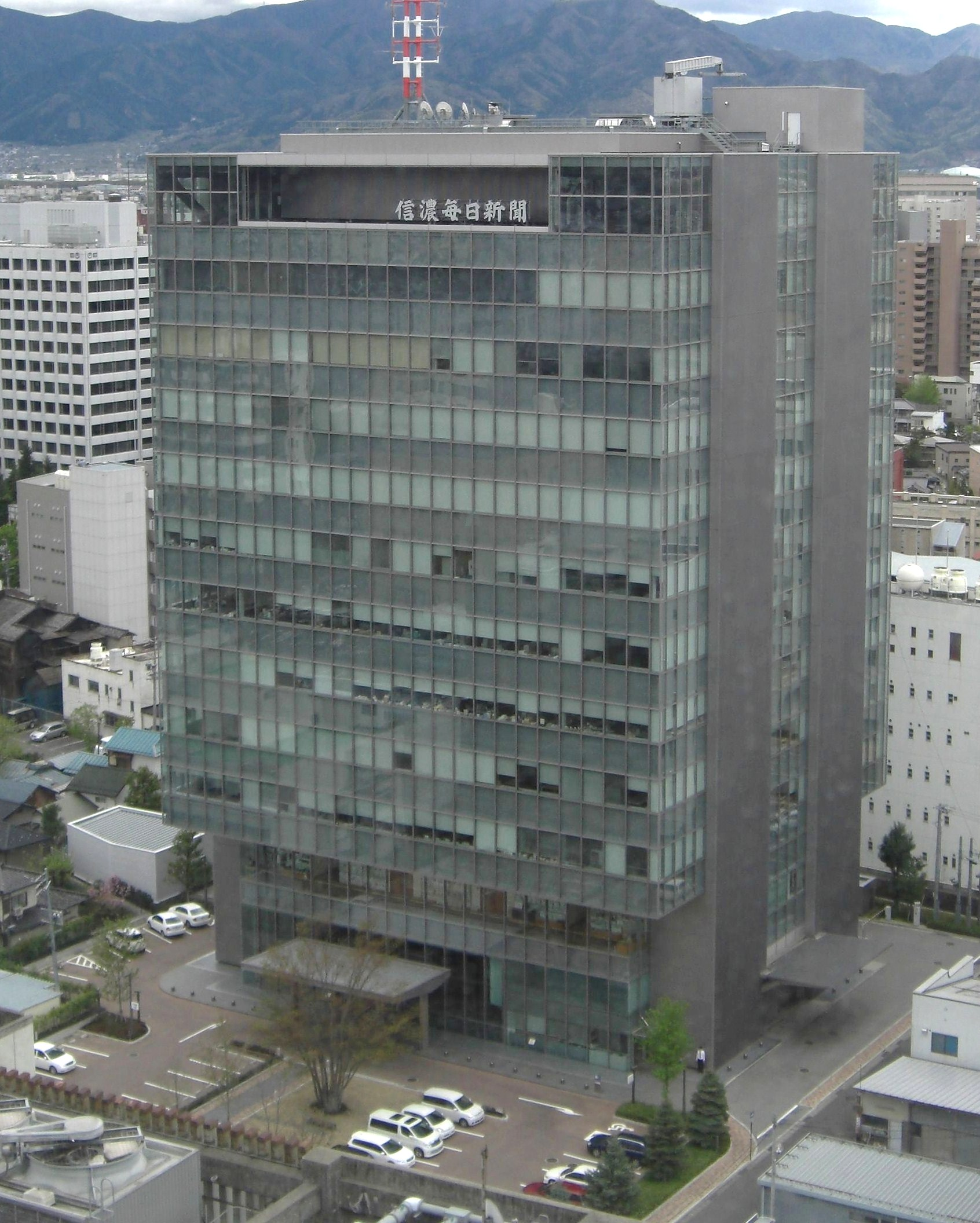
信濃毎日新聞社本社ビル

### 新聞・通信社
地方紙
- 信濃毎日新聞 本社：長野市南県町(長野県の地方紙、県内購読率約6割)
- 長野市民新聞 本社：長野市南長池
- 新建新聞 本社：長野市南県町

全国紙・ブロック紙
- 朝日新聞 支局：長野市栗田
- 毎日新聞 支局：長野市妻科
- 読売新聞 支局：長野市上千歳町
- 日本経済新聞 支局：長野市県町
- 産経新聞 支局：長野市北石堂町
- 共同通信社 支局：長野市南県町（信濃毎日新聞本社内）
- 時事通信社 支局：長野市南県町（信濃毎日新聞本社内）

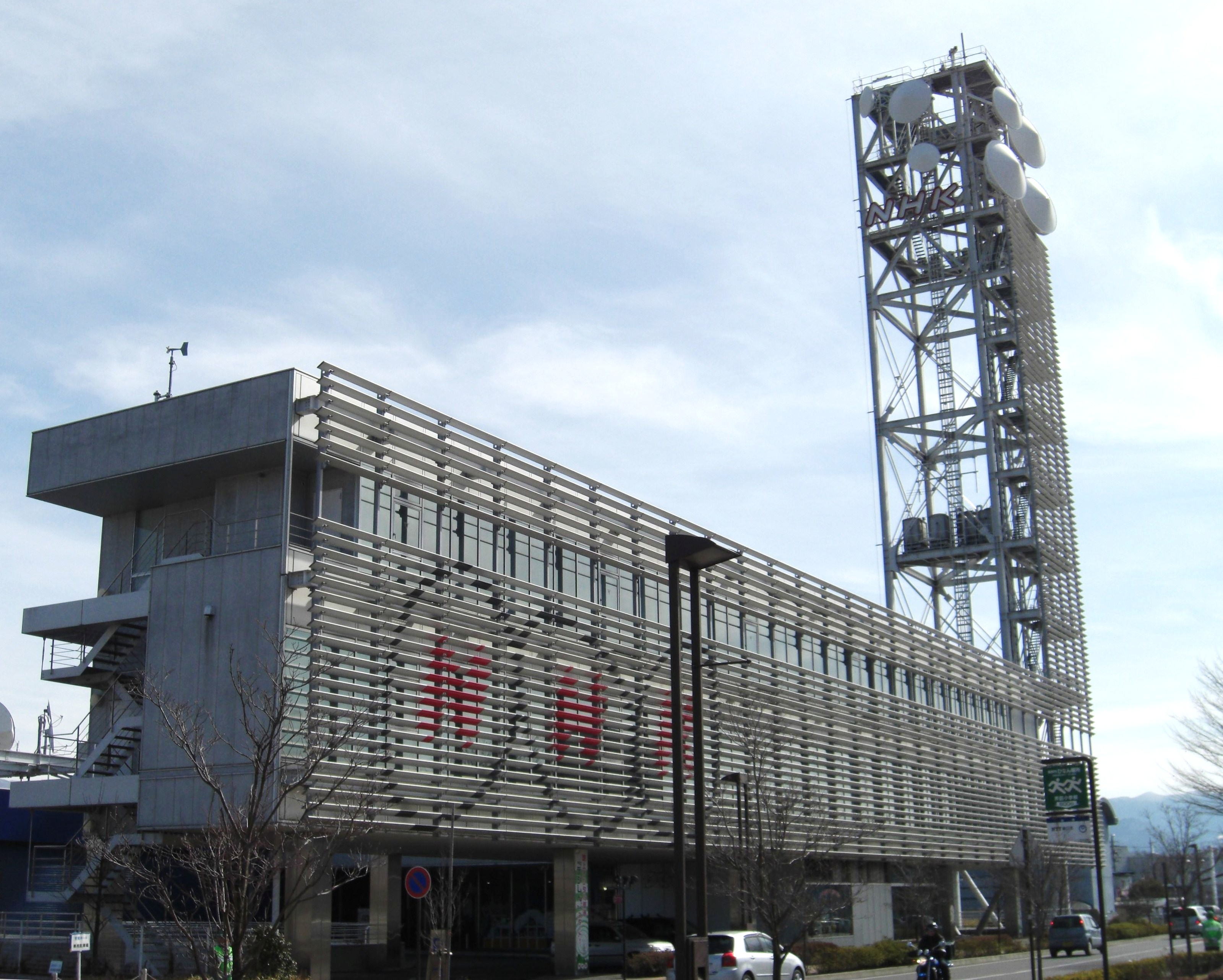
NHK長野放送局

- 中日新聞 支局：長野市岡田町
- 日刊工業新聞社長野支局
- 日本農業新聞信越支局

### 放送
テレビ
- NHK長野放送局　本部：長野市稲葉
  - NHK総合長野放送局 (1ch)
  - NHK教育長野放送局 (2ch)
- SBC信越放送　本社：長野市問御所町(6ch)
- NBS長野放送　本社：長野市岡田町 (8ch）
- TSBテレビ信州　本社：長野市若里 (4ch）
- abn長野朝日放送　本社：長野市栗田 (5ch)

※ テレビはリモコンキーIDのチャンネルで掲載。長野市では全般的にはテレビ・FMラジオは善光寺平中継局の電波を受信する。
ケーブルテレビ
- INC長野ケーブルテレビ　本社：長野市南県町

長野市（一部地域を除く）をサービスエリアとするケーブルテレビ局。インターネット接続サービスや、テレビ局は長野県の地上波放送局 (NHK, SBC, NBS, TSB, abn) に加え、テレビ東京（キー局）を再送信。ラジオ局は長野県のFM局（NHK-FM、FM長野、FMぜんこうじ）に加え、関東地方のTOKYO FM（キー局）とJ-WAVE（キー局）を再送信。
ラジオ
- NHKラジオ第1（長野819 kHz）
- NHKラジオ第2（長野1467 kHz）
- NHKFM放送（美ヶ原84.0 MHz, 善光寺平85.7 MHz）
- 信越放送（長野1098 kHz）
- 長野エフエム放送　支社：長野市南千歳（美ヶ原79.7 MHz, 善光寺平83.3 MHz）
- FMぜんこうじ　本社：長野市新田町(長野76.5 MHz)

FMぜんこうじは長野市を中心に北信地方を放送範囲とするコミュニティFM放送局。
※その他、場所により関東地方のAM局を終日聴取可能。東海・関西地方のAM局は深夜に限り聴取可能。

## 観光・文化

### エリア別解説

#### 善光寺・表参道エリア
- 善光寺は今から1400年前に創建されたとされる。本堂は国宝、山門は重要文化財となっており、その他にも境内では様々な建築・仏像・塚などを見ることができる。善光寺一山には、大勧進を本坊とする天台宗25院と、大本願を本坊とする浄土宗14坊があり、宿坊として参詣客を迎え、信仰を支えている。また、仲見世通りには、50以上の店が軒を連ね、景観も素晴らしい。その門前町にも注目である。

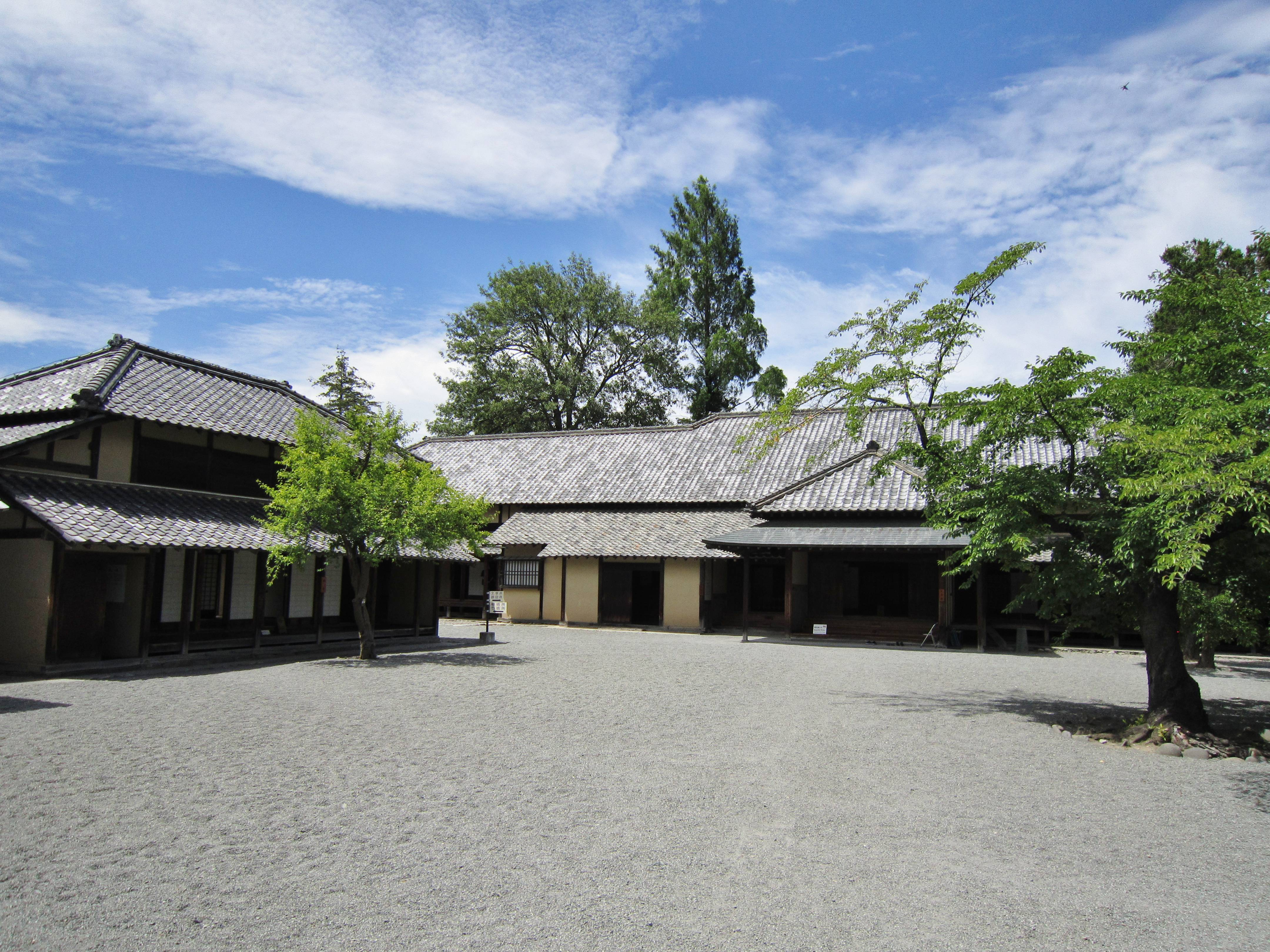
松代・文武学校

#### 松代エリア
- 松代藩の繁栄により、今なお多くの武家屋敷や古寺が残り、往時の面影を忍ばせている。松代城、映画やドラマのロケにもよく使われる文武学校、旧横田家住宅、など松代藩を象徴する重要な建物や史跡がある。また、真田邸、真田家の菩提寺である長国寺、重要文化財の真田信之霊屋、など藩主にまつわるもの、さらに佐久間象山を祀る象山神社、城下町であったことをうかがわせる川田宿、第二次大戦末期に大本営を移すため掘られた象山地下壕など、いわれのある神社仏閣や歴史的遺跡が数多くある。栗林忠道や松井須磨子などの出身地でもある。

#### 川中島エリア
- 武田信玄と上杉謙信の川中島の戦いの地で、川中島古戦場史跡公園がある。御厨戸部伊勢社の「おたや（御旅屋）祭り」が有名。

#### 篠ノ井エリア
- 長野市茶臼山動物園、茶臼山恐竜公園、茶臼山自然植物園があり、恐竜公園は実物大の恐竜が25体あって、これは日本一の規模である。また、書家・川村驥山が晩年を過ごした地でもあり、驥山館がある。さらに、長野オリンピックの開閉会式場になった南長野運動公園もあり、その敷地には長野オリンピックスタジアム、南長野運動公園総合球技場、などがあって、スポーツの聖地となっている。

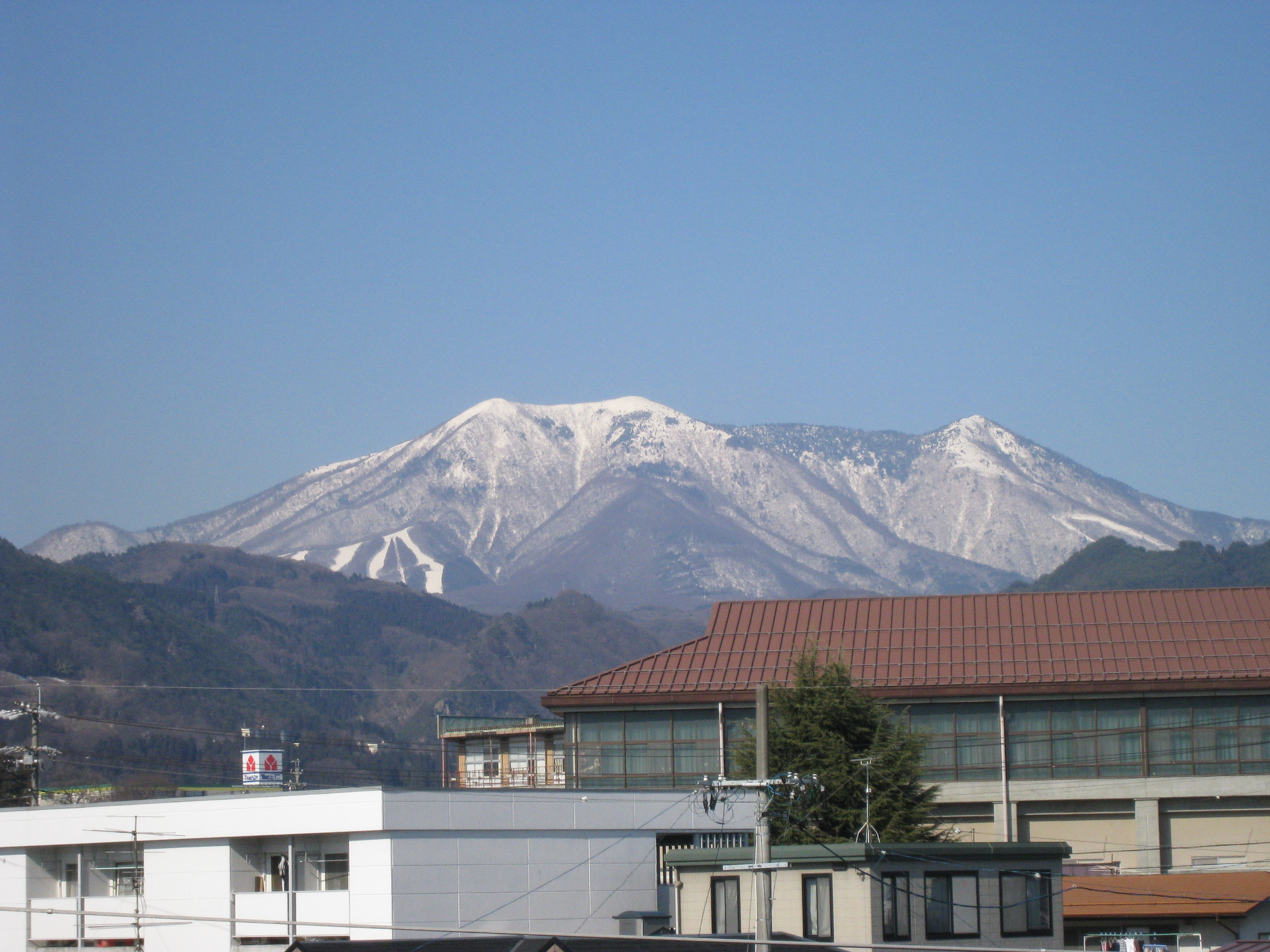
飯縄山

#### 飯綱エリア
- 飯綱高原は、古くから飯縄権現・修験道で知られた霊山である飯縄山の麓に広がる高原である。いいづなリゾートスキー場や大座法師池、飯綱高原キャンプ場など、レジャー施設が点在するリゾート地。また、飯綱火まつりは長野市の夏の花火を代表するイベントである。

#### 戸隠エリア
- 太古の神話に彩られた山岳信仰のメッカ。霊山戸隠山の麓にあり、奥社・中社・宝光社・九頭竜社・火之御子社の5社からなる戸隠神社は、その中心的存在である。中でも奥社への参道は、2キロにも及ぶ樹齢約400年の杉並木が続いており、圧巻の景色である。また、中社・宝光社には伝統的な宿坊が立ち並び、国の重要伝統的建造物群保存地区に選ばれている。このほか、鏡池や戸隠牧場、戸隠キャンプ場などで自然と触れ合うこともできる。

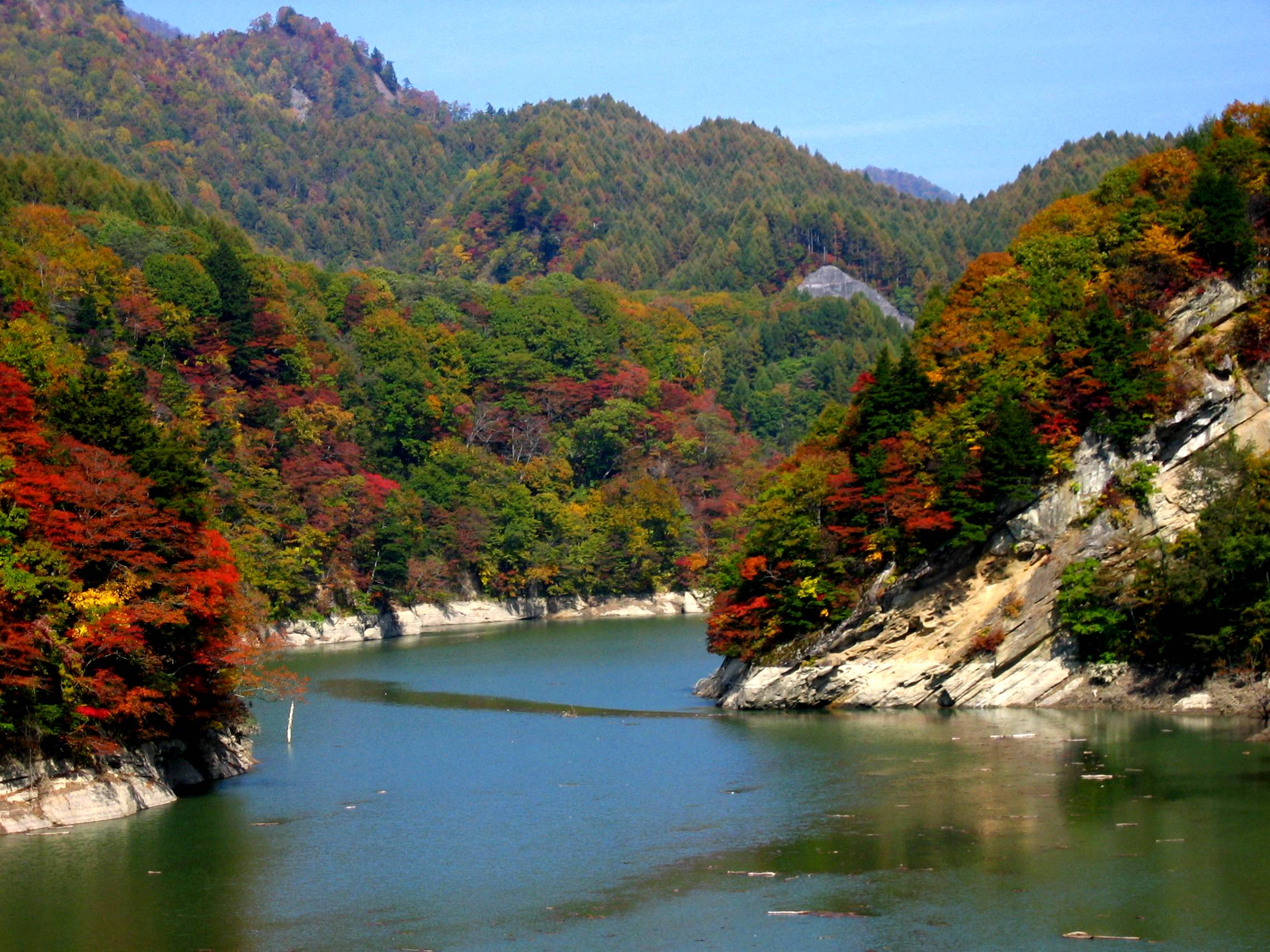
奥裾花ダムの景色

#### 鬼無里エリア
- 豊かで美しい自然を多く抱える、伝統と文化の里。奥裾花自然園では、広大なブナの原生林の中で、7ヘクタールもの湿原地帯があり、81万本ものミズバショウが群生している。秋には一帯が紅葉狩りの名所となる。ほかに白髯神社、鬼女紅葉伝説の松巌寺、鬼無里神社などがある。春と秋には鬼女紅葉祭りが開かれ、普段は鬼無里ふるさと資料館に展示されている屋台が町を練り歩く。

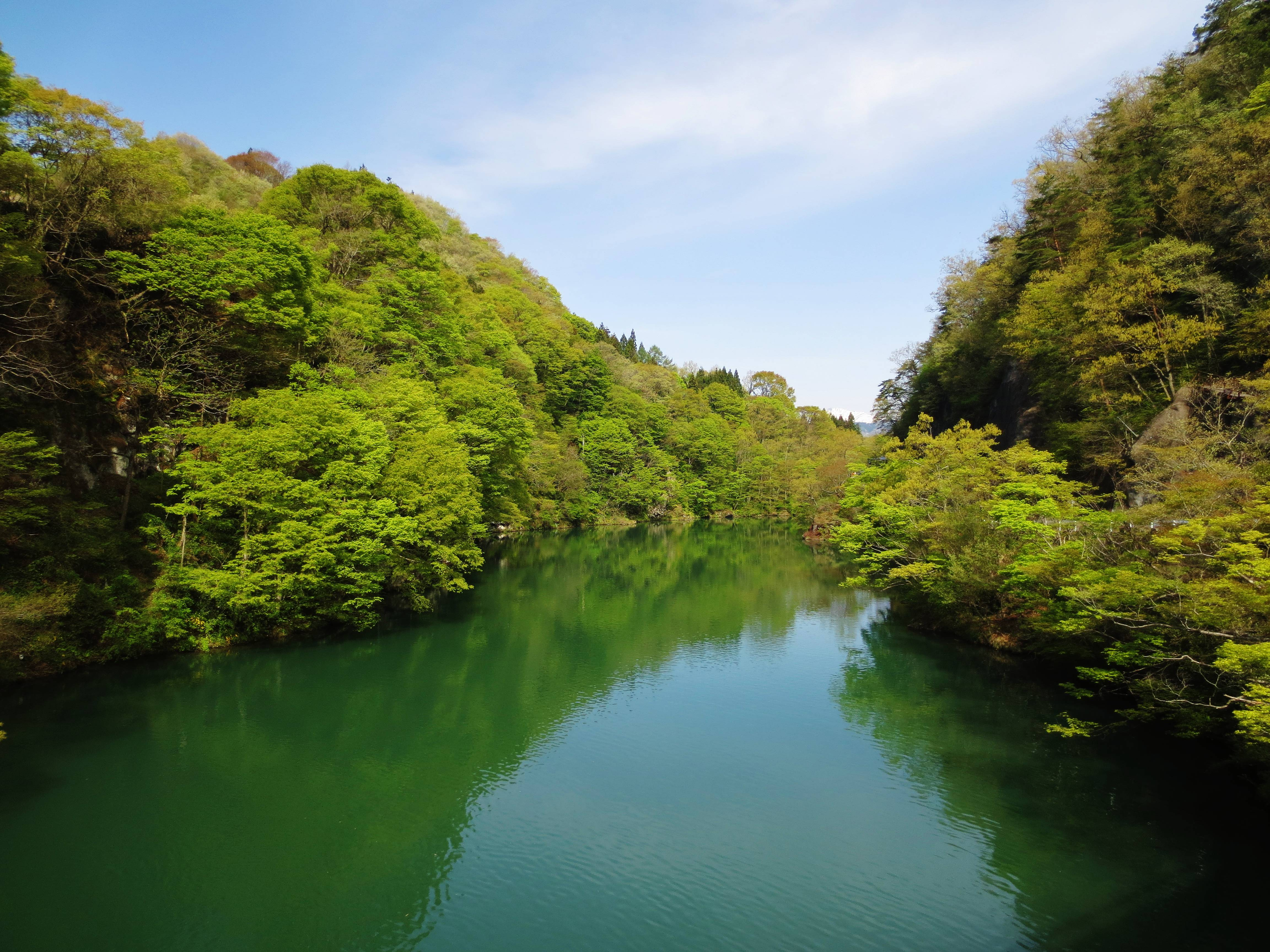
久米路峡の景色

#### 信州新町エリア
- 琅鶴湖とジンギスカンで有名。琅鶴湖は屋形船遊覧も楽しめ、秋には景勝地「久米路峡」で船上から見事な紅葉を楽しむことができる。昭和20年代からジンギスカンは信州新町の名物料理として知られており、国道19号線は料理店が多いことから「ジンギスカン街道」と呼ばれる。その他にも、信州新町美術館、有島生馬記念館、信州新町化石博物館、ろうかく梅園のほか、その上部の武富佐神社は知る人ぞ知る親孝行のパワースポットであるなど、様々な見どころがある。

### 国指定等文化財
建築物
- 善光寺本堂 -国宝[41]
- 善光寺山門（三門）
- 善光寺経蔵
- 葛山落合神社本殿
- 真田信之霊屋
- 真田信重霊屋
- 旧横田家住宅
- 白髯神社本殿

史跡
- 大室古墳群（松代町大室）
- 旧文武学校（松代町松代）
- 松代城跡附新御殿跡
- 松代藩真田家墓所
- 川柳将軍塚古墳・姫塚古墳
- 埴科古墳群土口将軍塚古墳

仏像
- 金銅阿弥陀如来及び両脇侍立像（善光寺）
- 銅造釈迦涅槃像（世尊院・釈迦堂）
- 木造阿弥陀如来像（蓮台寺）
- 木造聖観音立像（七二会己瀬脇）
- 木造伝子安荒神坐像（三宝寺）
- 木造聖観音立像（若穂保科・清水寺）

- 木造千手観音及脇侍地蔵菩薩像（清水寺）
- 木造阿弥陀如来立像（清水寺）
- 木造薬師如来坐像（清水寺）
- 木造広目天立像・多聞天立像（清水寺）
- 銅造観音菩薩立像（山千寺観音堂）
- 木造十一面観音立像（信更町下平・観音寺）
- 木造観音菩薩立像（松代・清水寺）
- 木造地蔵菩薩立像（松代・清水寺）

工芸品・書跡など
- 紙本墨書法華経残闕（戸隠神社）
- 牙笏（戸隠神社）
- 鉄鍬形（若穂保科・清水寺）
- 青江の大太刀（真田宝物館）
- 善光寺造営図（善光寺大勧進）
- 紙本墨書源氏物語事書（善光寺大勧進）

絵画
- 絹本著色了界曼荼羅図（若穂保科・清水寺）
- 絹本著色阿弥陀聖衆来迎図（善光寺大本願）

無形民俗文化財
- 高岡の小豆焼き行事（若穂保科）

天然記念物

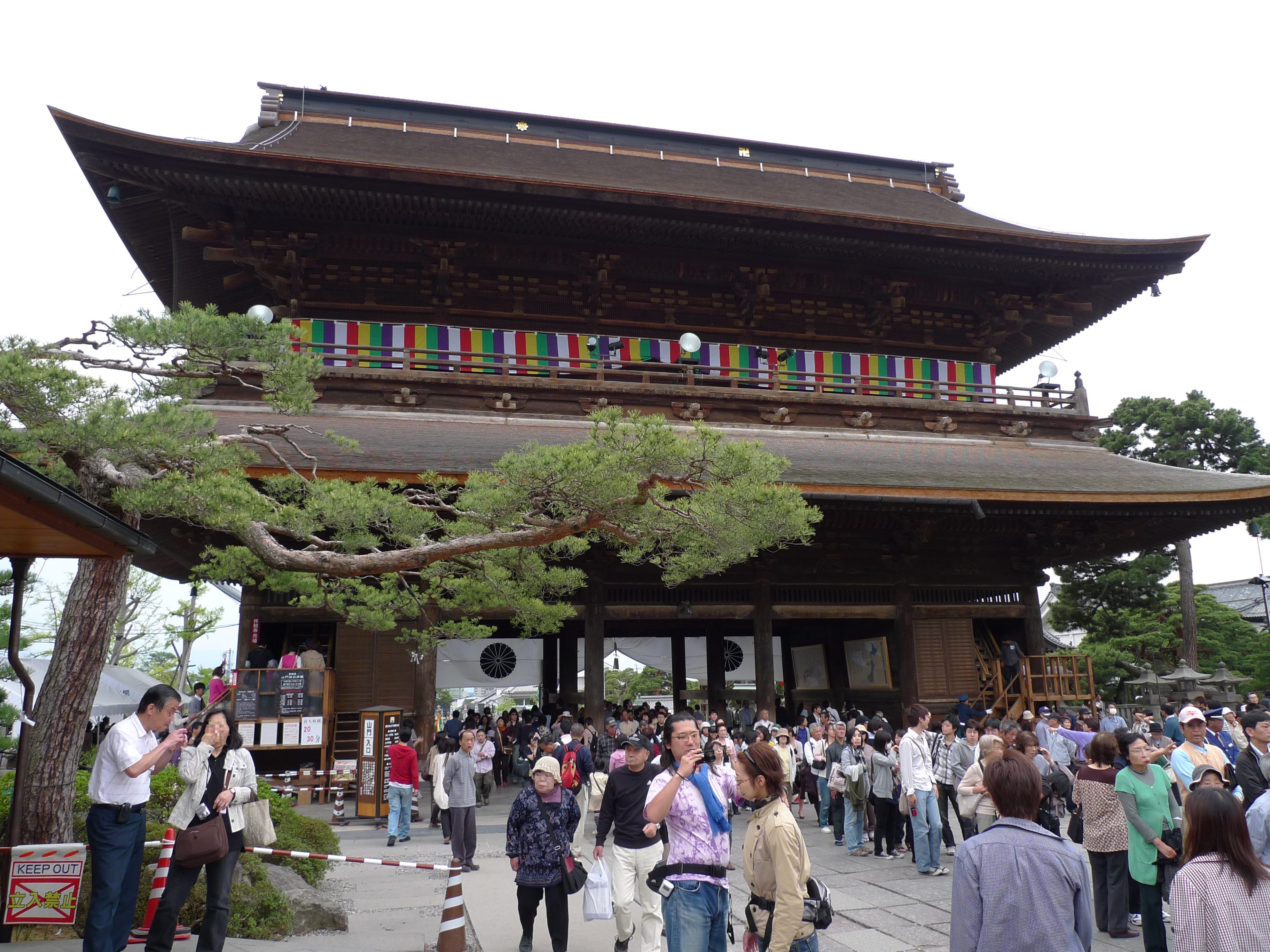
善光寺山門
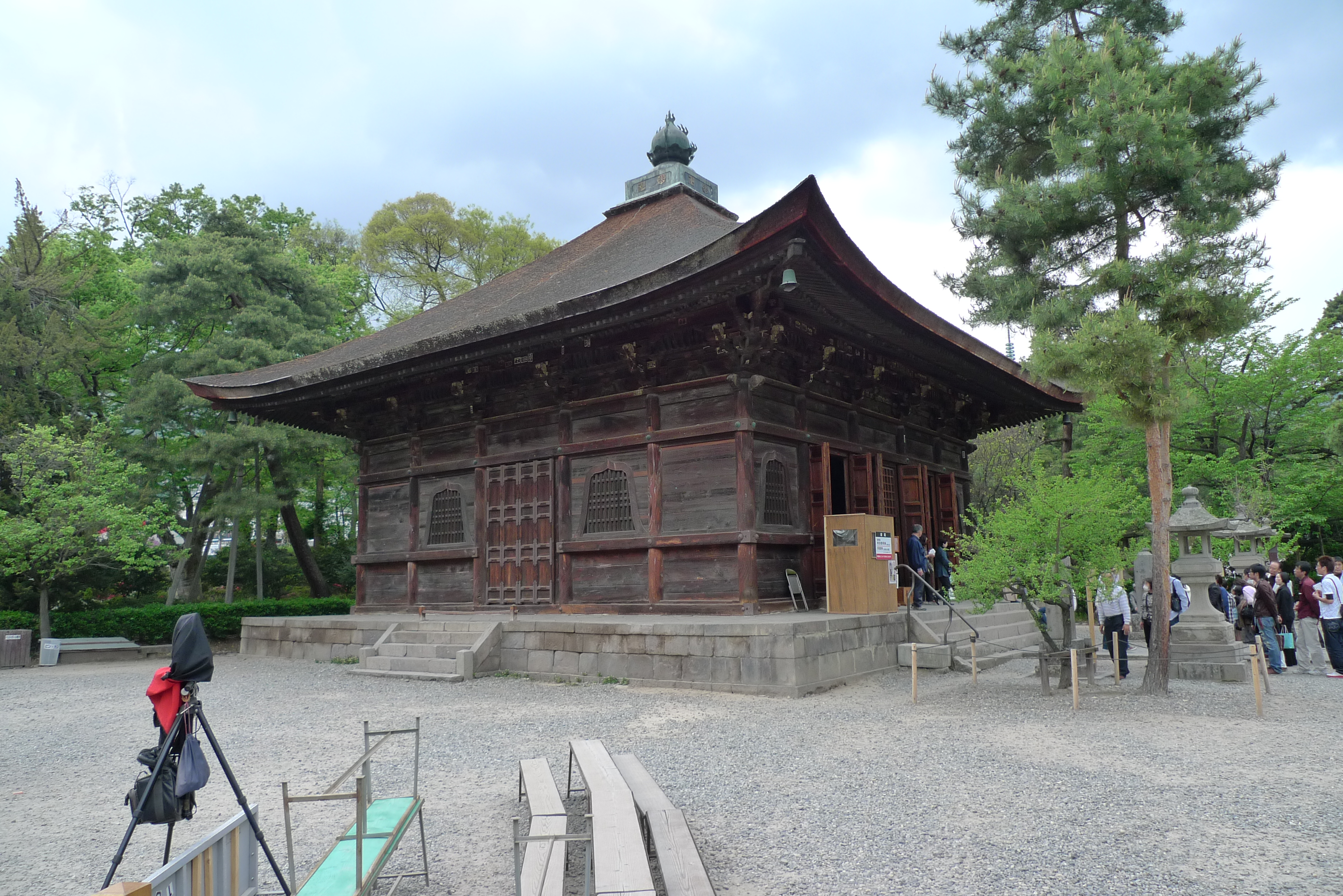
善光寺経蔵
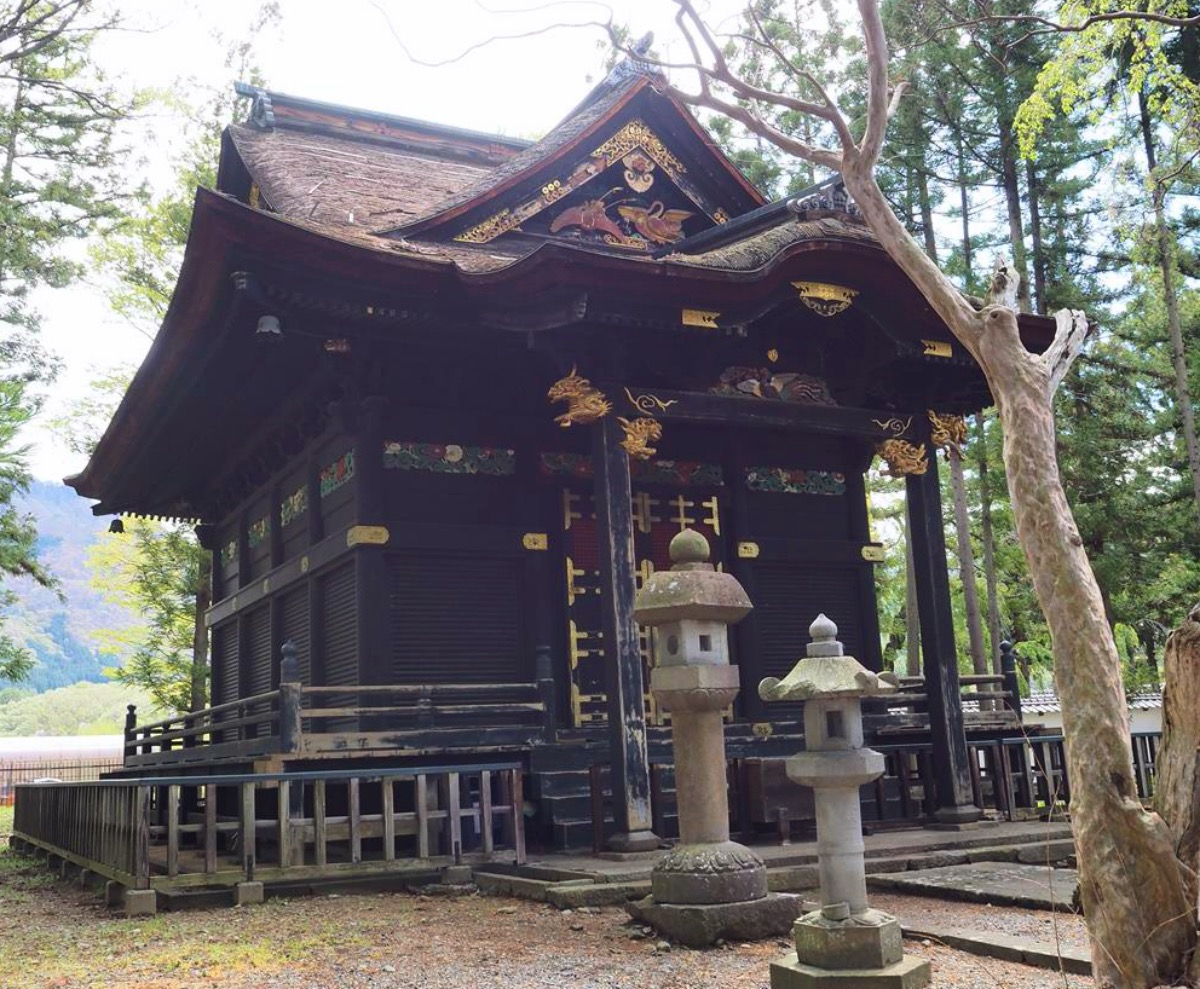
真田信之霊屋
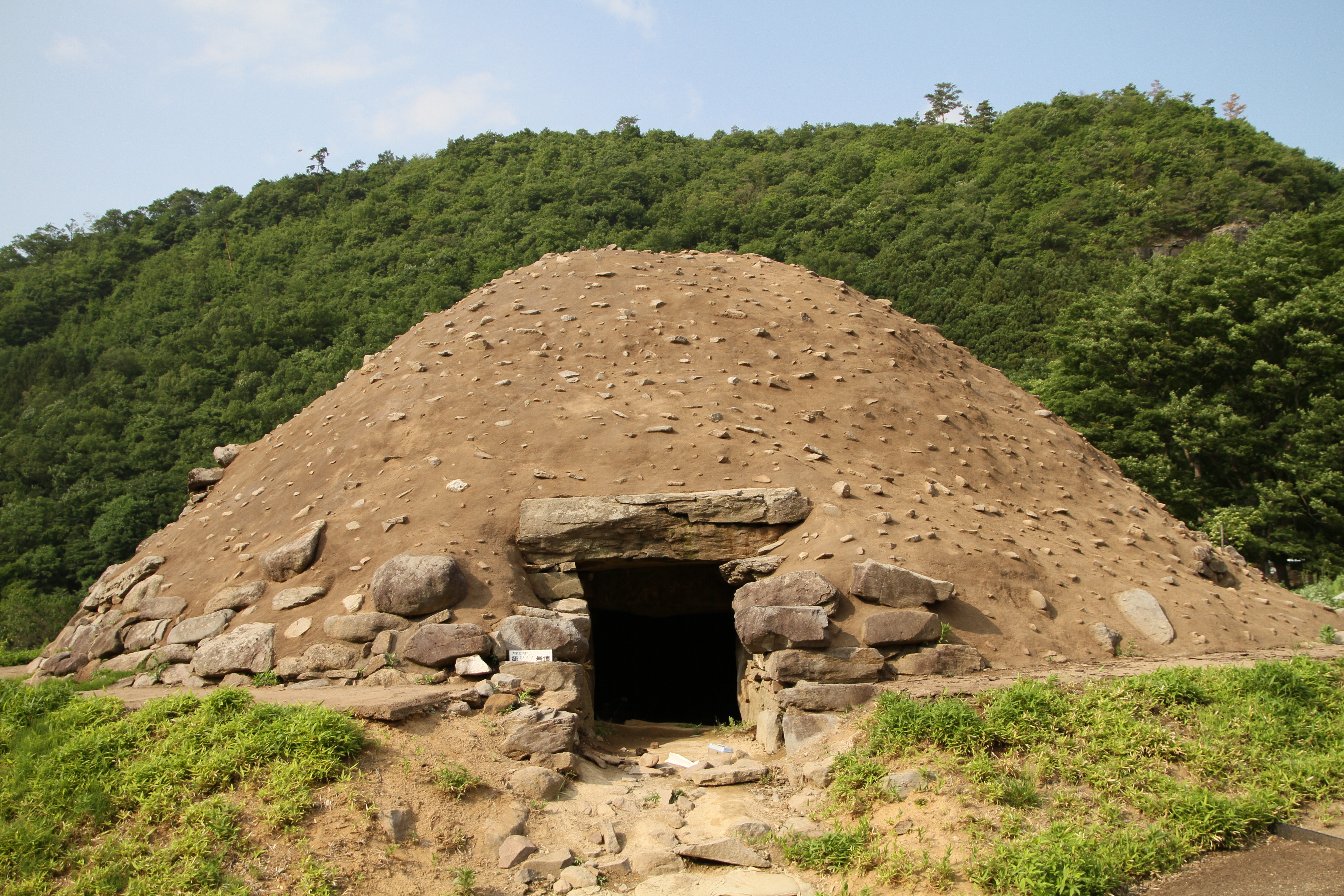
大室古墳群
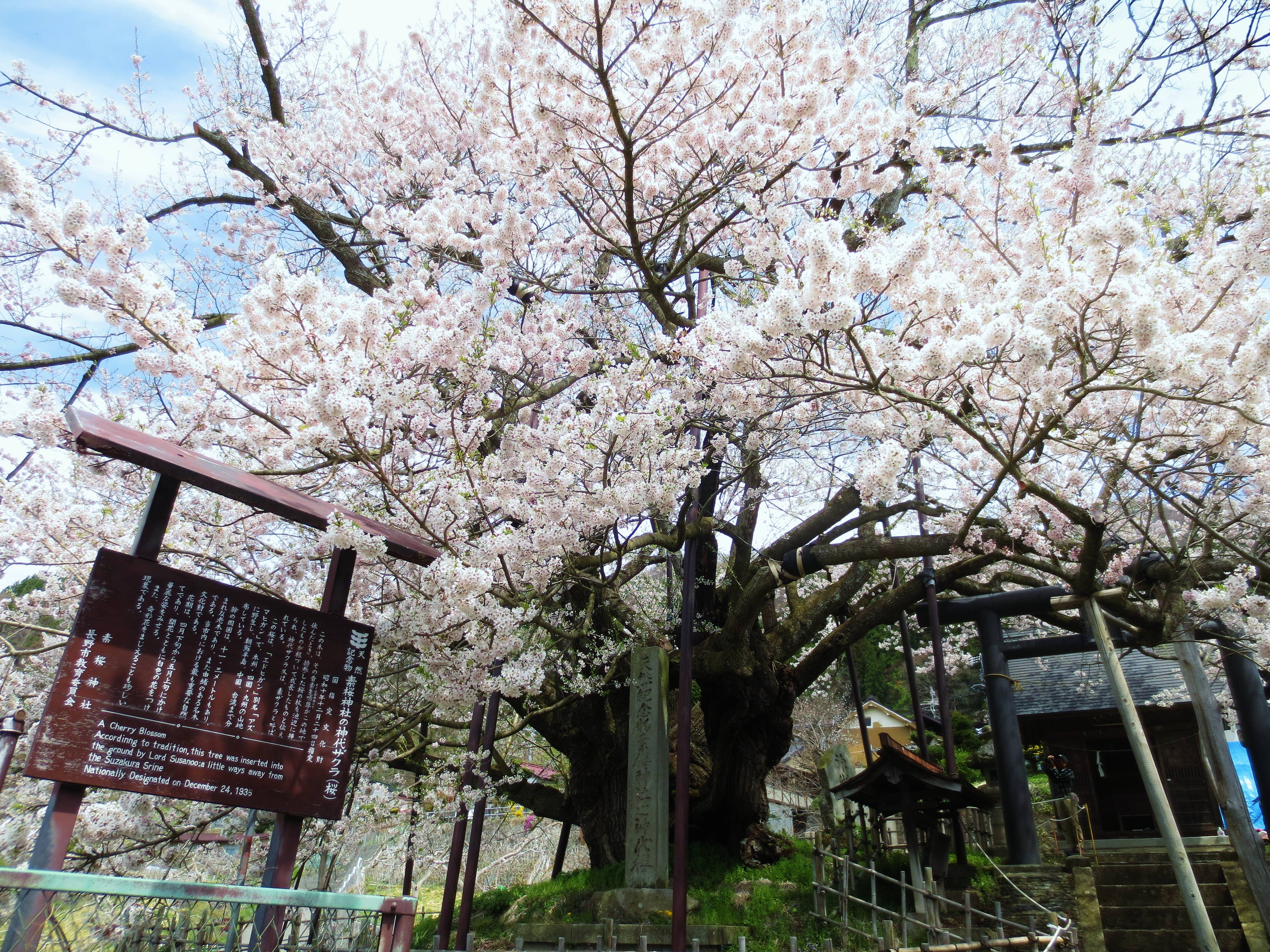
素桜神社の神代ザクラ

登録記念物
- 旧山寺常山氏庭園
- 大木氏庭園
- 象山神社園池
- 野中氏庭園

重要伝統的建造物群保存地区
- 戸隠伝統的建造物群保存地区

- 善光寺山門
- 善光寺経蔵
- 真田信之霊屋
- 大室古墳群
- 素桜神社の神代ザクラ

### その他の名所・旧跡

#### 寺院・神社

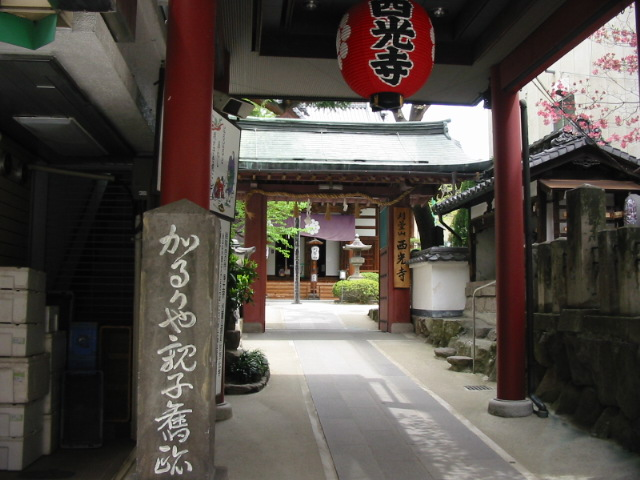
かるかや山西光寺
- 寛慶寺
- 長谷寺
- 清水寺（長野市松代町西条）
- 清水寺（長野市若穂保科）
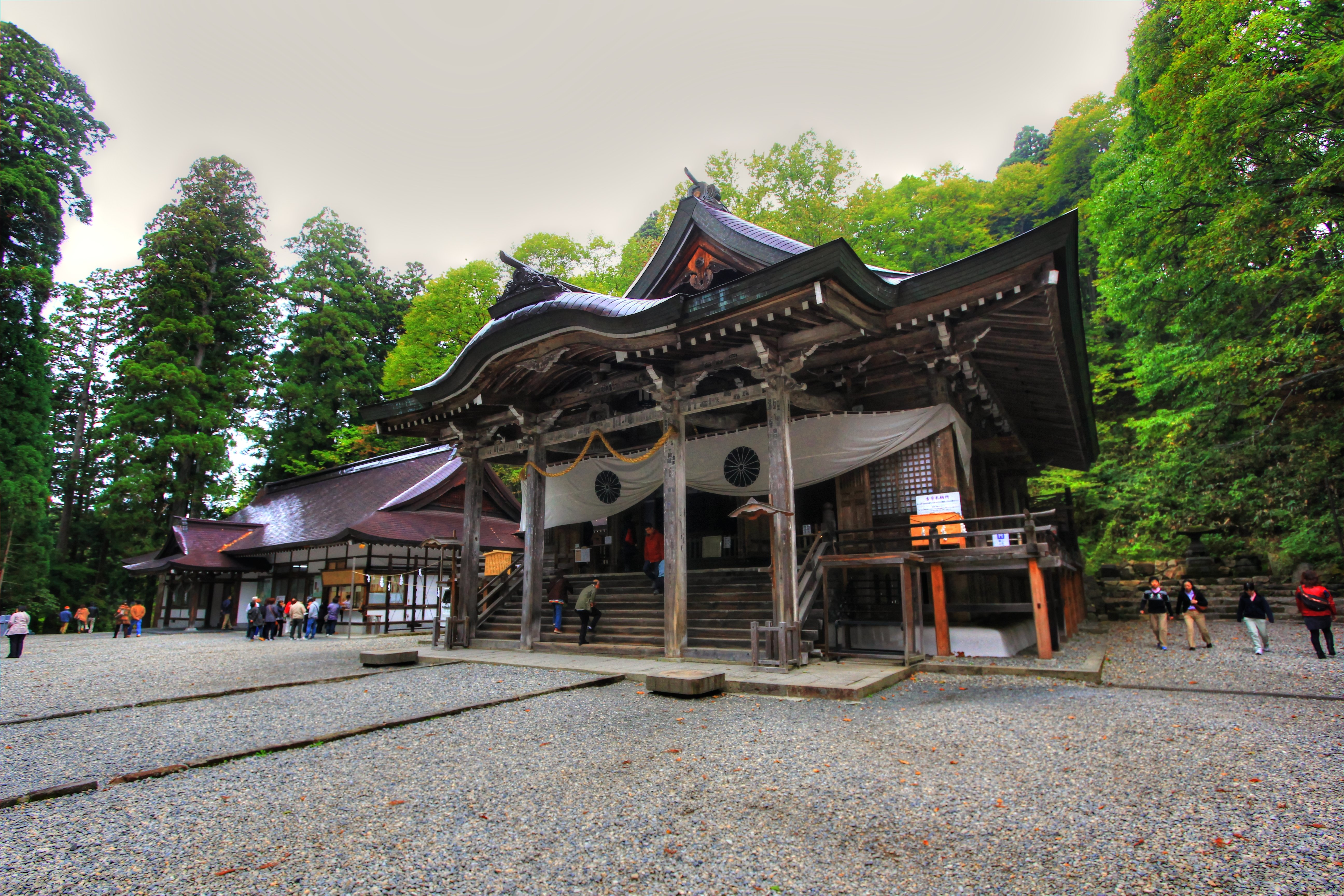
樋知大神社（長野市大岡丙）
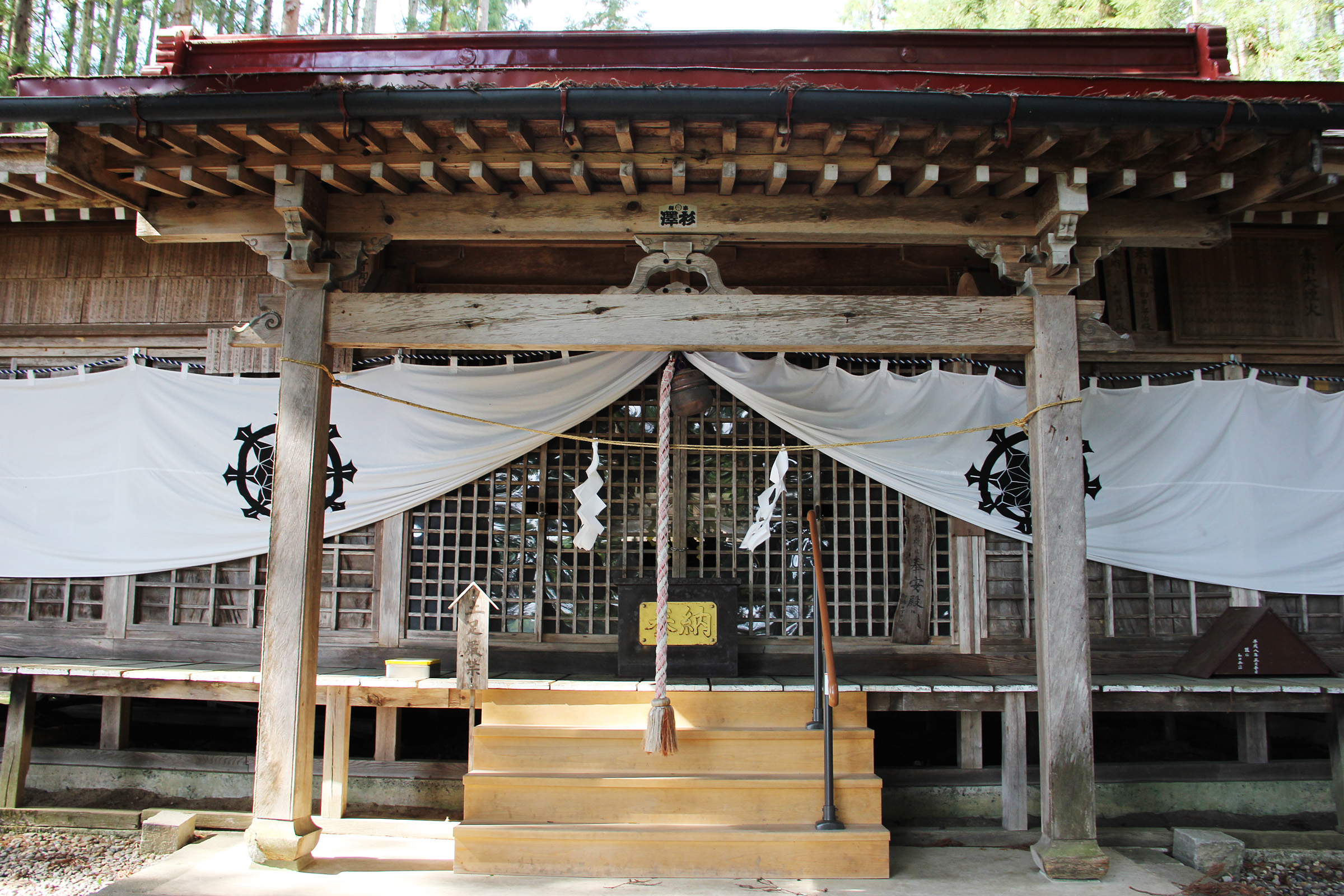
戸隠神社
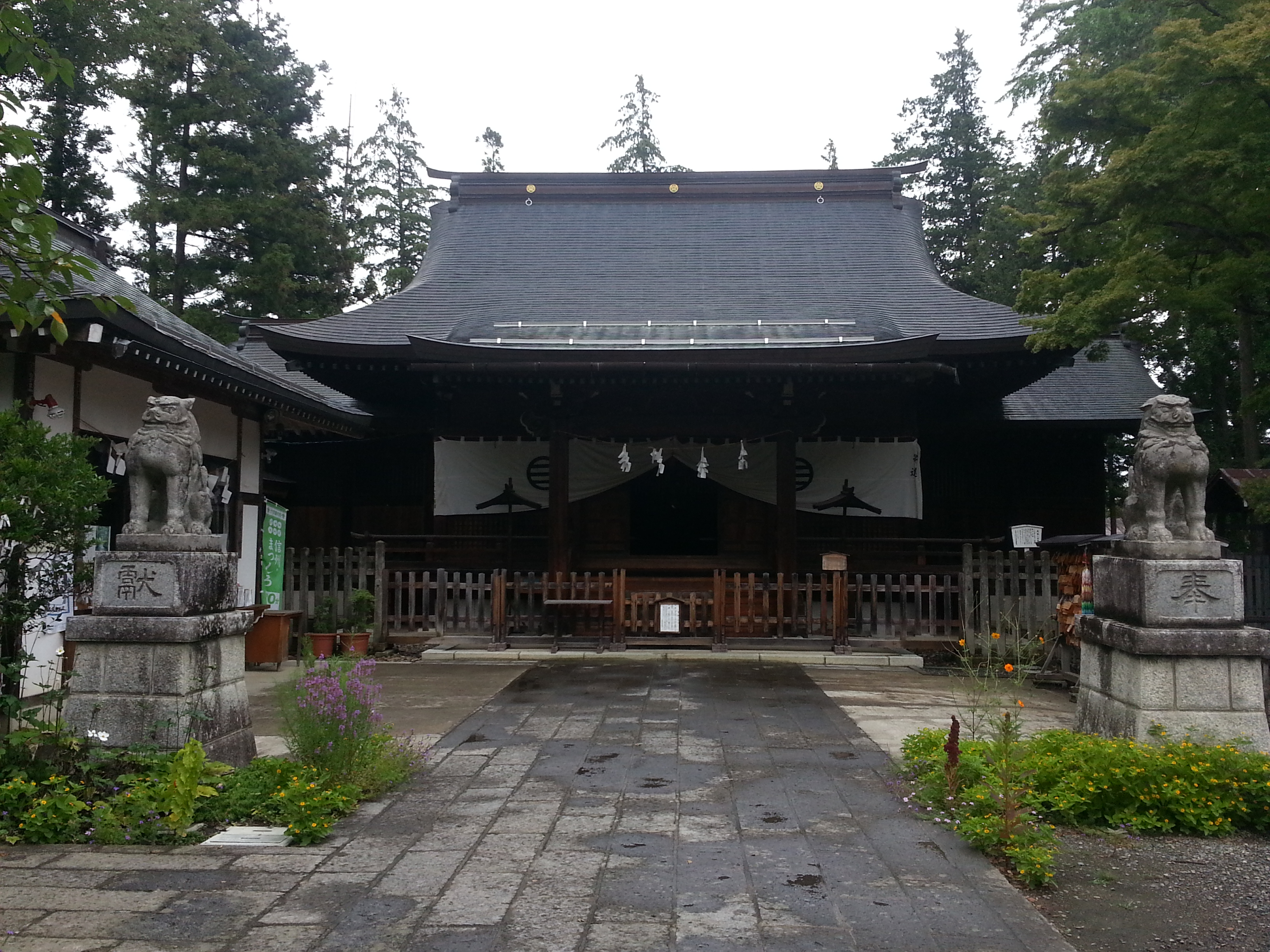
南方神社
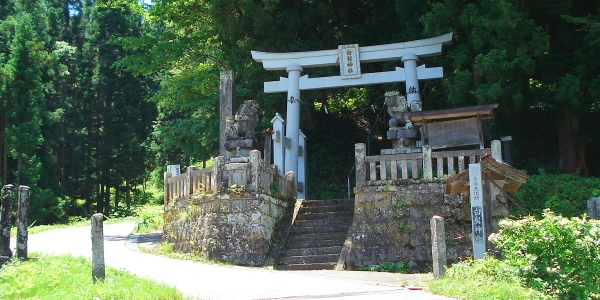
飯綱神社
- 美和神社
- 武冨佐神社
- 弥栄神社
- 加茂神社（長野市西長野）
- 湯福神社
- 武井神社
- 健御名方富命彦神別神社
- 妻科神社
- 駒形嶽駒弓神社
- 日吉神社（栗田城跡）
- 瑠璃光寺
- 水内坐一元神社
- 中俣神社
- 北郷朝川原神社
- 諏訪神社（長野市浅川西条）
- 伺去真光寺
- 山千寺
- 正覚院
- 無常院
- 犀川神社
- 素桜神社
- 蓮台寺
- 切勝寺
- 忠恩寺
- 白髯神社
- 正法寺（長野市）
- 象山神社
- 出早雄神社
- 会津比売神社
- 恵明寺
- 布施神社
- 長田神社（長野市若穂川田）
- 仏導寺
- 長谷寺

- かるかや山西光寺
- 戸隠神社中社
- 飯綱神社
- 象山神社
- 白髯神社

#### 城跡・古戦場
- 旭山城跡
- 葛山城跡
- 大峰城跡
- 横山城跡
- 二柳城跡
- 夏目城跡
- 横田城跡
- 長沼城跡
- 小森城跡
- 杵淵城跡
- 尼巌城跡
- 金井山城跡
- 寺尾城跡
- 春山城跡
- 清滝城跡
- 牧之島城跡
- 柏鉢城跡
- 荻野城跡
- 大倉城跡
- 木曽殿アブキ

#### 近代遺産
- 西条村製糸場跡
- 旧信濃中牛馬合資会社社屋
- 旧三河屋商店（ちょっ蔵おいらい館）
- 三原屋商店
- 長野電燈株式会社発電所跡
- 内務省堤防（千曲川堤防）
- 久米路橋
- 善白鉄道跡
- 松代大本営跡
- 長野飛行場跡
- 旧長野県庁舎
- 長野刑務所跡
- 往生地浄水場
- 旧日本赤十字社長野県支部
- 長野聖救主教会
- 旧ダニエル・ノルマン邸
- 旧長野県師範学校教師館
- 旧作新学校本館
- 信州大学教育学部書庫
- 安茂里小学校赤心館
- 長野高等学校旧南校舎
- 麻煮の釜屋
- 旧信濃川田駅
- 有島生馬記念館

#### 旧住宅
- 樋口家住宅
- 寺町商屋（旧金箱家住宅）

川中島古戦場
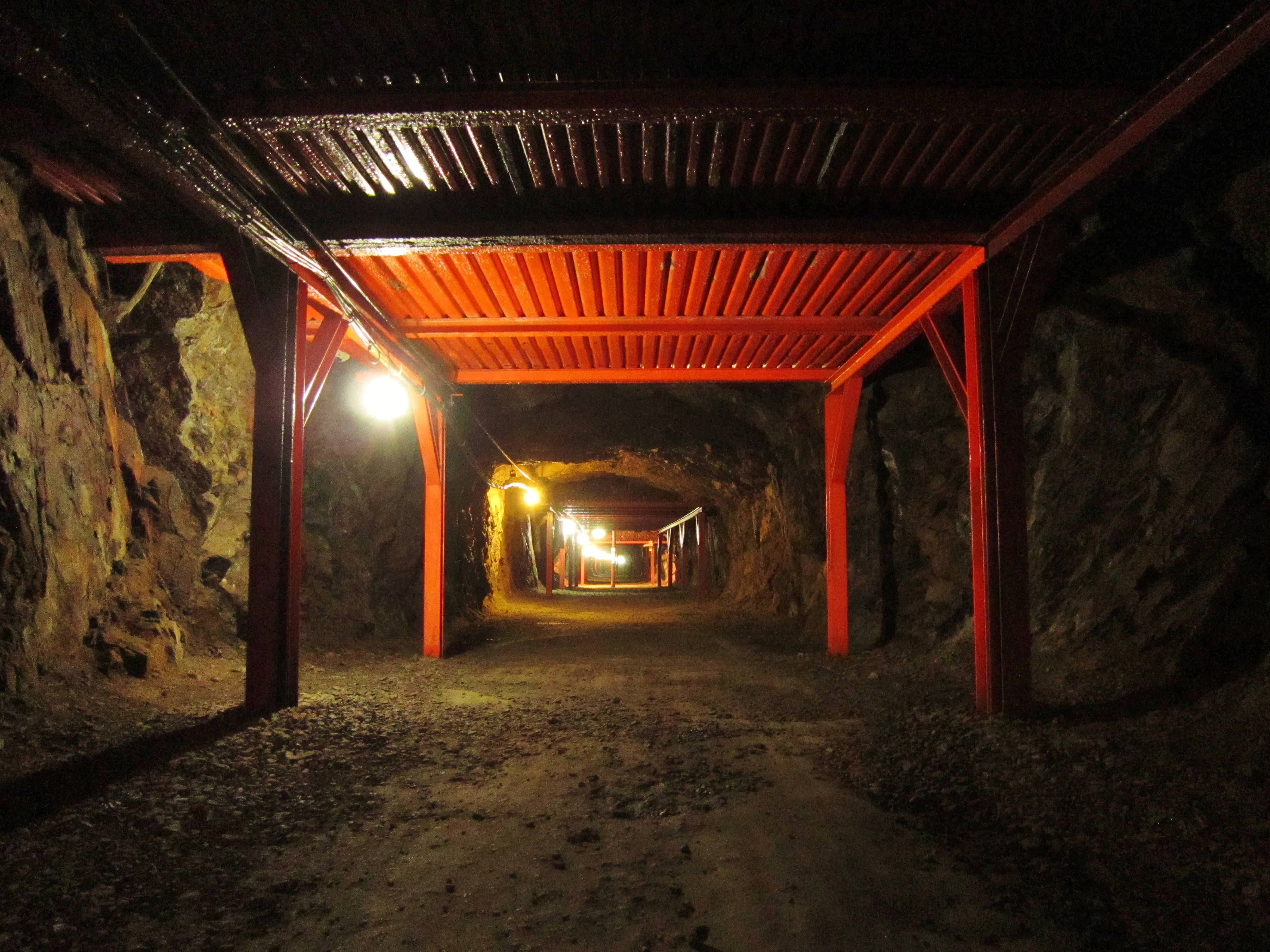
象山地下壕（松代大本営跡）
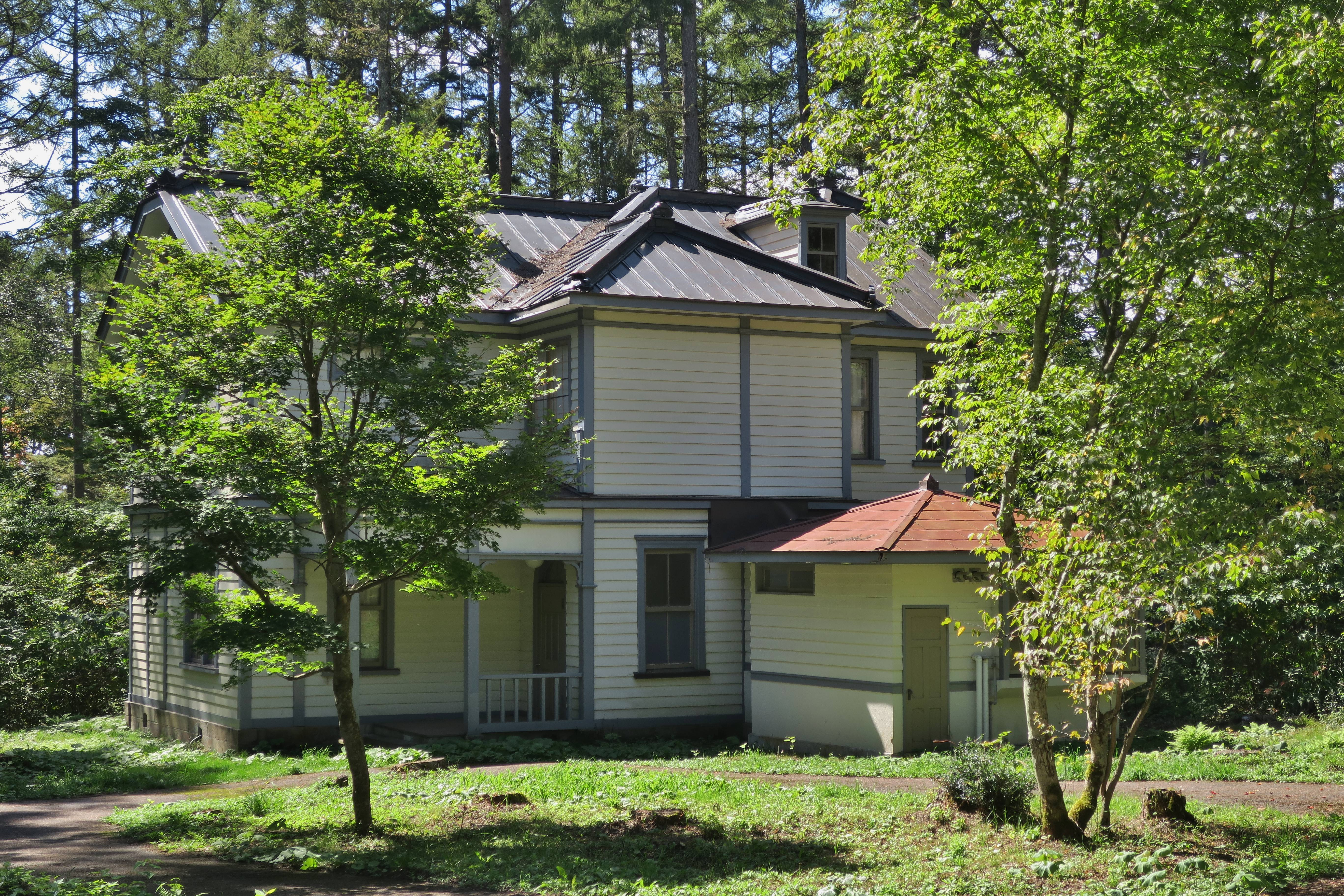
旧ダニエル・ノルマン邸
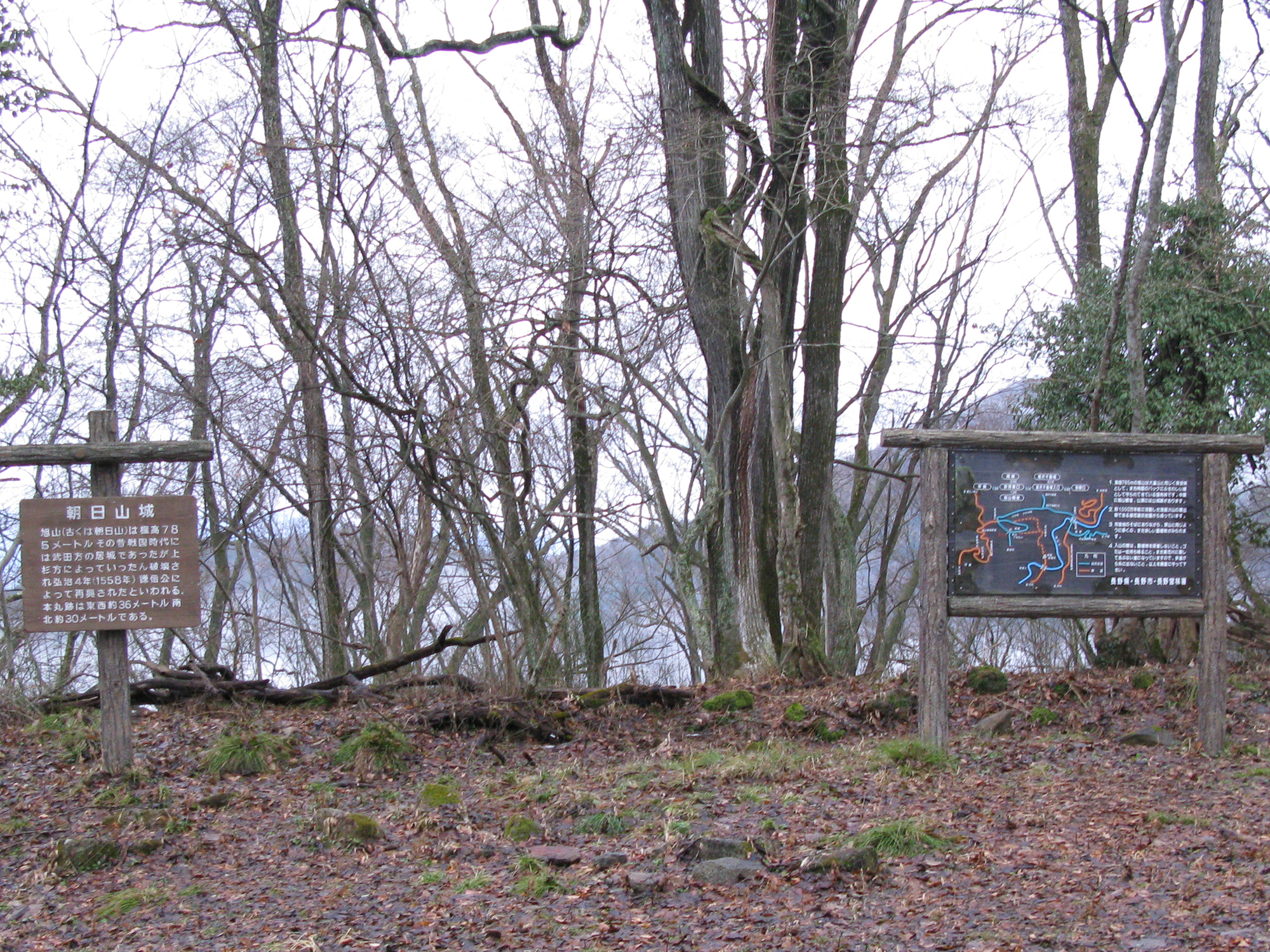
旭山城主郭部
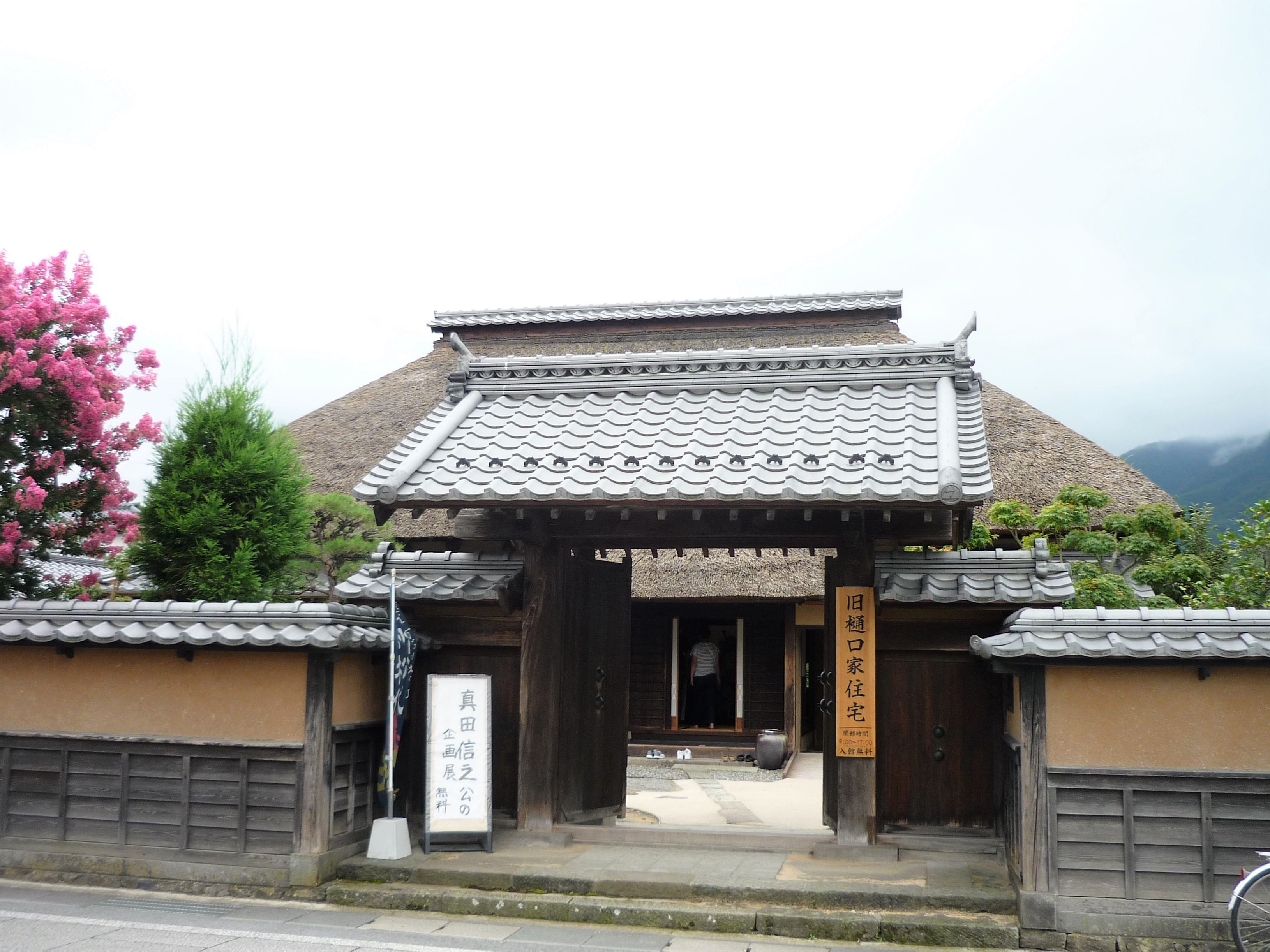
旧樋口家住宅

#### 温泉
- 国民宿舎 松代荘
- 豊野温泉 りんごの湯
- 温湯温泉 湯～ぱれあ
- 戸隠神告げ温泉
- 加賀井温泉

#### 認定物
- 信州三十三観音札所：市内10か所の霊場が選ばれている。
- 日本の音風景100選：善光寺の鐘
- 棚田百選：大岡地区の根越沖・原田沖・慶師沖、信州新町地区の塩本、中条地区の栃倉・大西・田沢沖の7か所が認定。
- 信州のサンセットポイント：「妻女山展望台」「松代町～若穂千曲川右岸堤防」「城山公園」「芦ノ尻道祖神」「鏡池」が認定。
- 歩きたくなるみち500選：日本ウォーキング協会が「牛に引かれて善光寺参り、展望のみち」を認定。
- 日本100名城：財団法人日本城郭協会が松代城を認定。
- 甦る水100選：建設省が選定。城山公園堀切沢での事業が評価。

### 名産物・郷土食

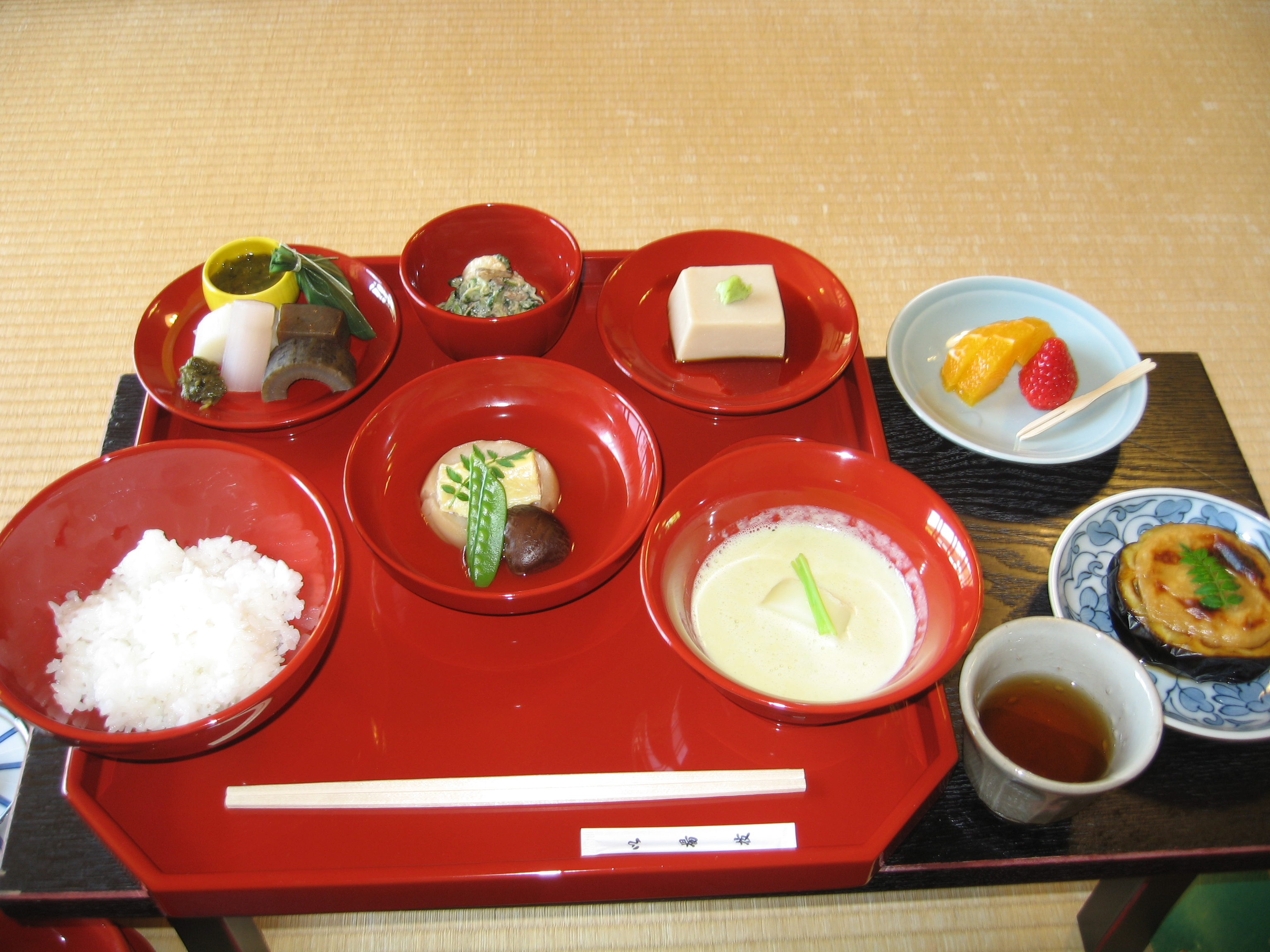
精進料理

#### 名産品
- 信州牛
- 長芋 - 松代地区を代表する特産品。
- 綿内れんこん - 若穂綿内でつくられる。
- 戸隠大根
- おかわさび - 葉や茎を酒粕と合わせてわさび漬けとして食べる。信州新町が産地。
- マコモタケ - 豊野地区
- 果物 - 長野市は標高が高く、雨量が少ないので果樹の栽培に大変適している。6月のアンズから2月のりんごまで、年間を通して旬の果物を楽しめる。
  - その代表であるりんごは、平成18年市町村別生産量で全国2位だった。[42]また、2012年から2014年に総務省が日本の県庁所在地と政令指定都市を対象に家計調査を行った結果、りんごの1世帯当たりの年間購入量の平均値は、長野市が日本一であった[43]。
  - ももは川中島の名前を冠した「川中島白桃」「川中島白鳳」が全国で栽培されて人気を博している。ほかに、「なつっこ」「黄金桃」なども川中島で生まれた。[44]
  - ネクタリン - モモの変種である。長野県は2014年現在、ネクタリンの収穫量で日本の74.9パーセントを占めており、長野県内では松本市周辺などと並んで長野市周辺もネクタリンの産地として知られている[45]。
  - プルーン - 長野県は2014年現在、日本におけるプルーンの収穫量の67.7パーセントを占めており、長野県内では佐久市周辺などと並んで長野市周辺もプルーンの産地として知られている[46]。
  - 信州そばその他にも、ぶどう、なしなどが収穫される。

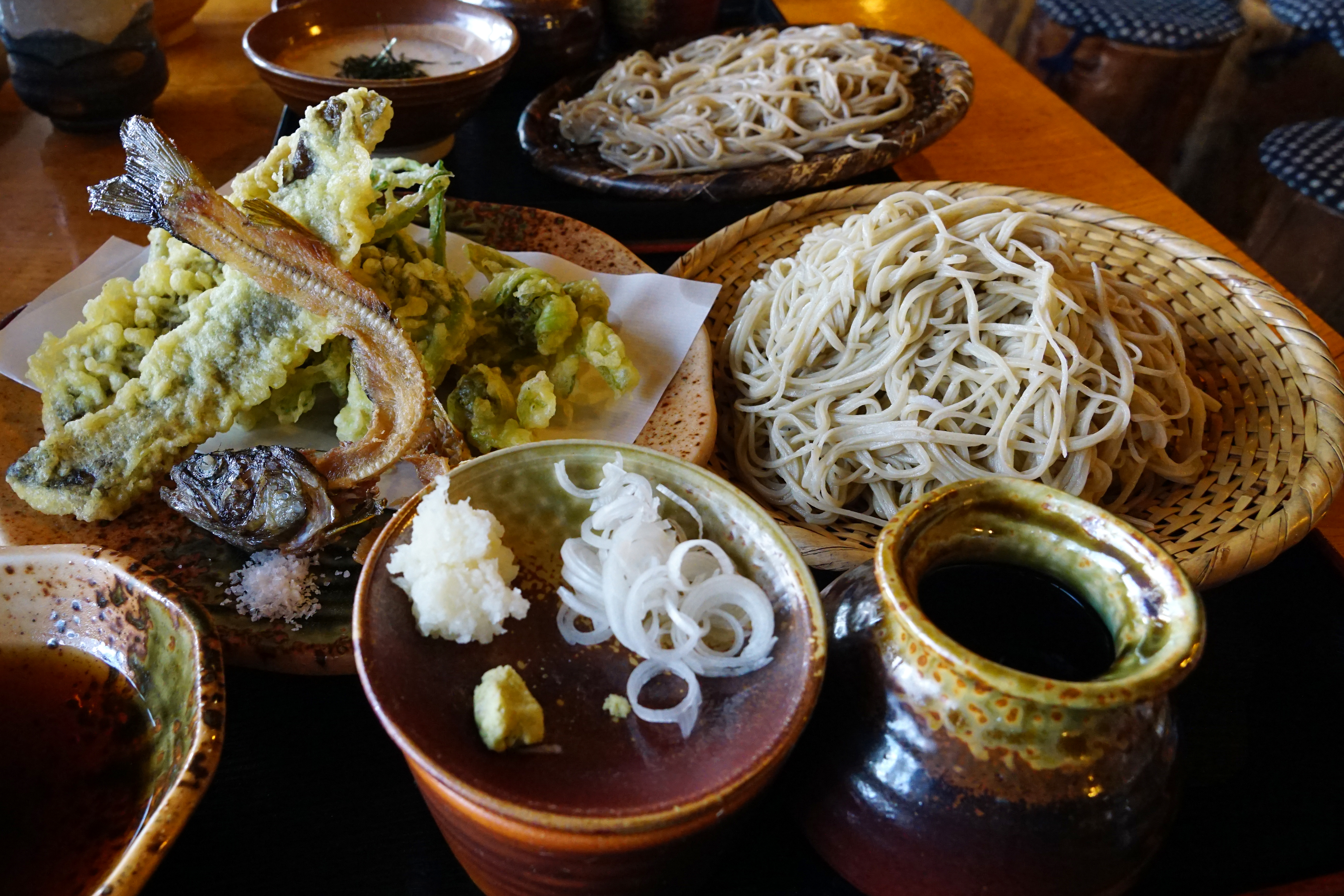
信州そば

- 信州そば - 日本三大そばのひとつ「戸隠そば」、善光寺界隈で有名な「門前そば」、「鬼無里そば」「大岡そば」「信州新町左右高原のそば」など、各地で特色がある。

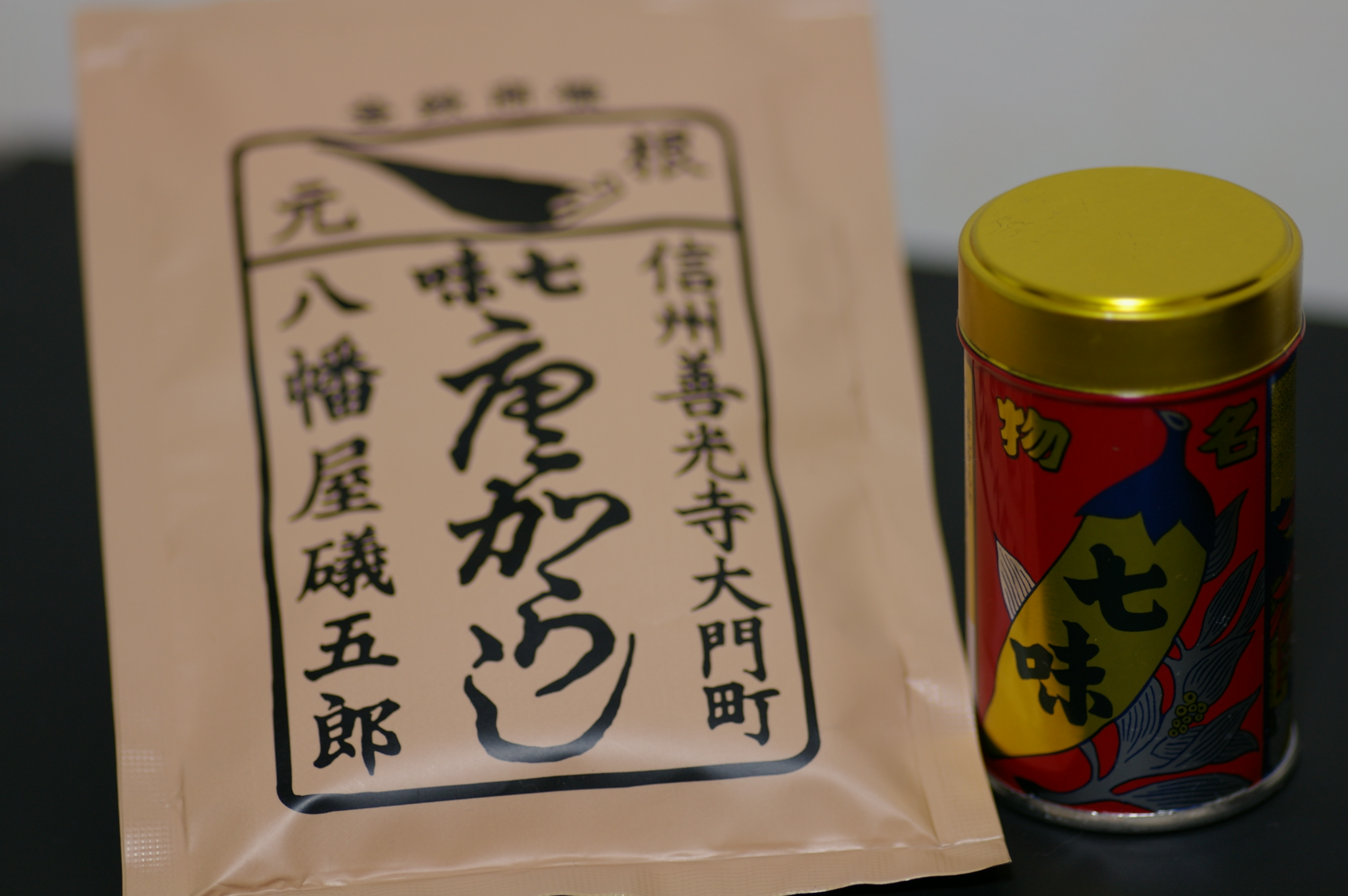
八幡屋磯五郎の七味唐辛子

- 八幡屋磯五郎の七味唐辛子七味唐辛子 - 八幡屋礒五郎の七味唐辛子は日本三大七味の一つとされる。
- 善光寺精進料理 - 39ある宿坊でそれぞれのものを味わえる。
- ジンギスカン - 信州新町。国道19号は「ジンギスカン街道」と呼ばれる。
- 信州みそ - 日本で消費される味噌の4割が信州みそと言われ、市内には老舗の味噌蔵が多くある。[47]
- 地酒 - 「よしのや」「今井酒造店」「酒千蔵野」「尾澤酒造所」「西飯田酒造店」「大信州酒造」「東飯田酒造店」など。
- 松代焼 - 陶器
- 戸隠竹細工 - 根曲がり竹を使用する。

#### 郷土食
- おしぼりうどん - 大根のしぼり汁で食べる。

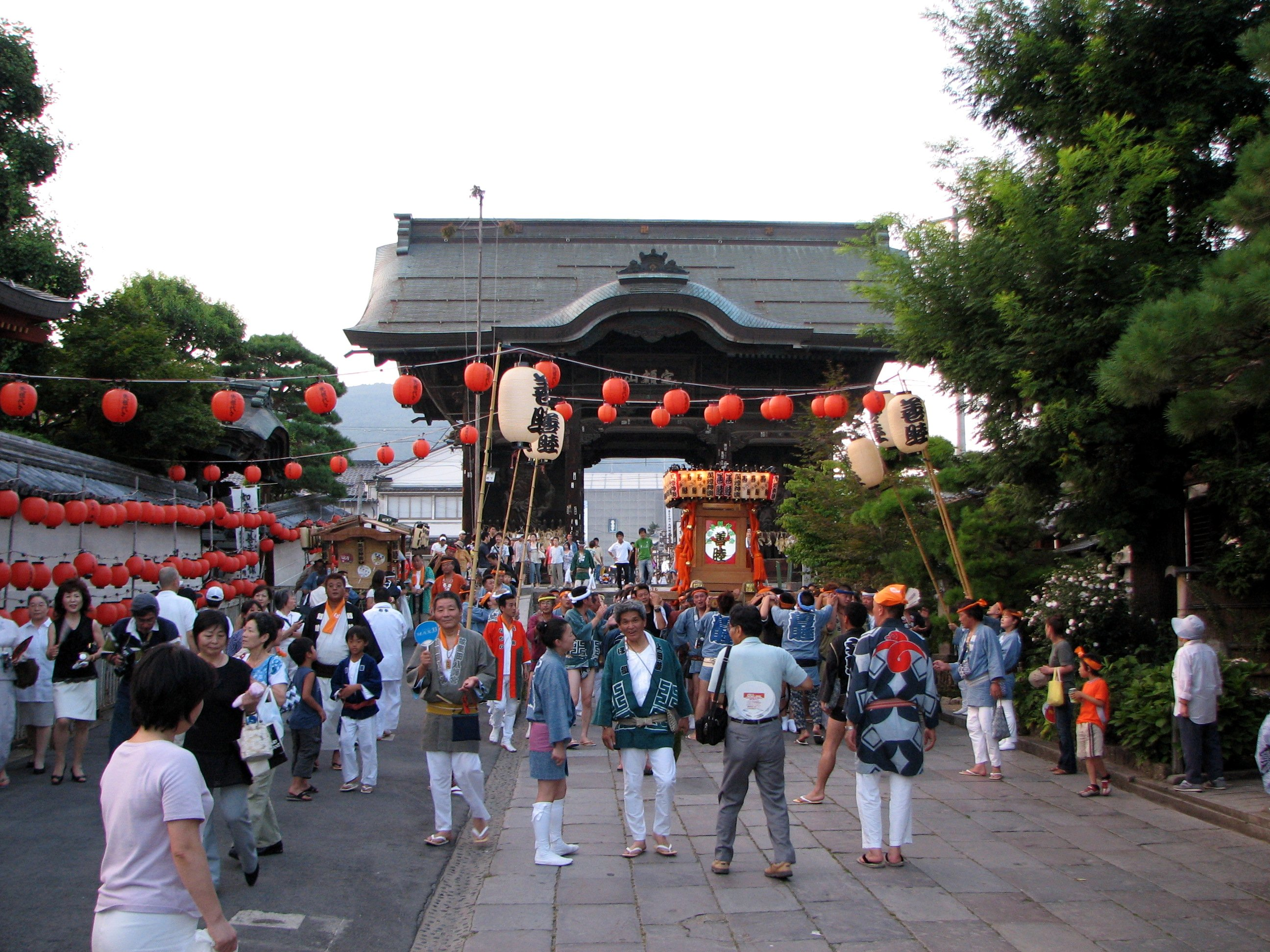
長野びんずるの善光寺

- お煮かけ
- うすやき・せんべい
- 丸なすのおやき
- 丸なすのしん焼き
- はたきなす
- おぶっこ
- やしょうま
- こりんと
- 大豆のてんぷら
- おとうじ
- えご
- つるしがき - 干し柿
- つけば

### 祭事・催事
- 弥栄神社の御祭礼（ながの祇園祭御祭礼屋台巡行）
- 長野びんずる祭り
- 松代藩真田十万石まつり
- 長野灯明まつり
- 善光寺花回廊
- ろうかく梅園花祭り - 旧信州新町時代にふるさと創生事業補助金を活用して始まったもの。

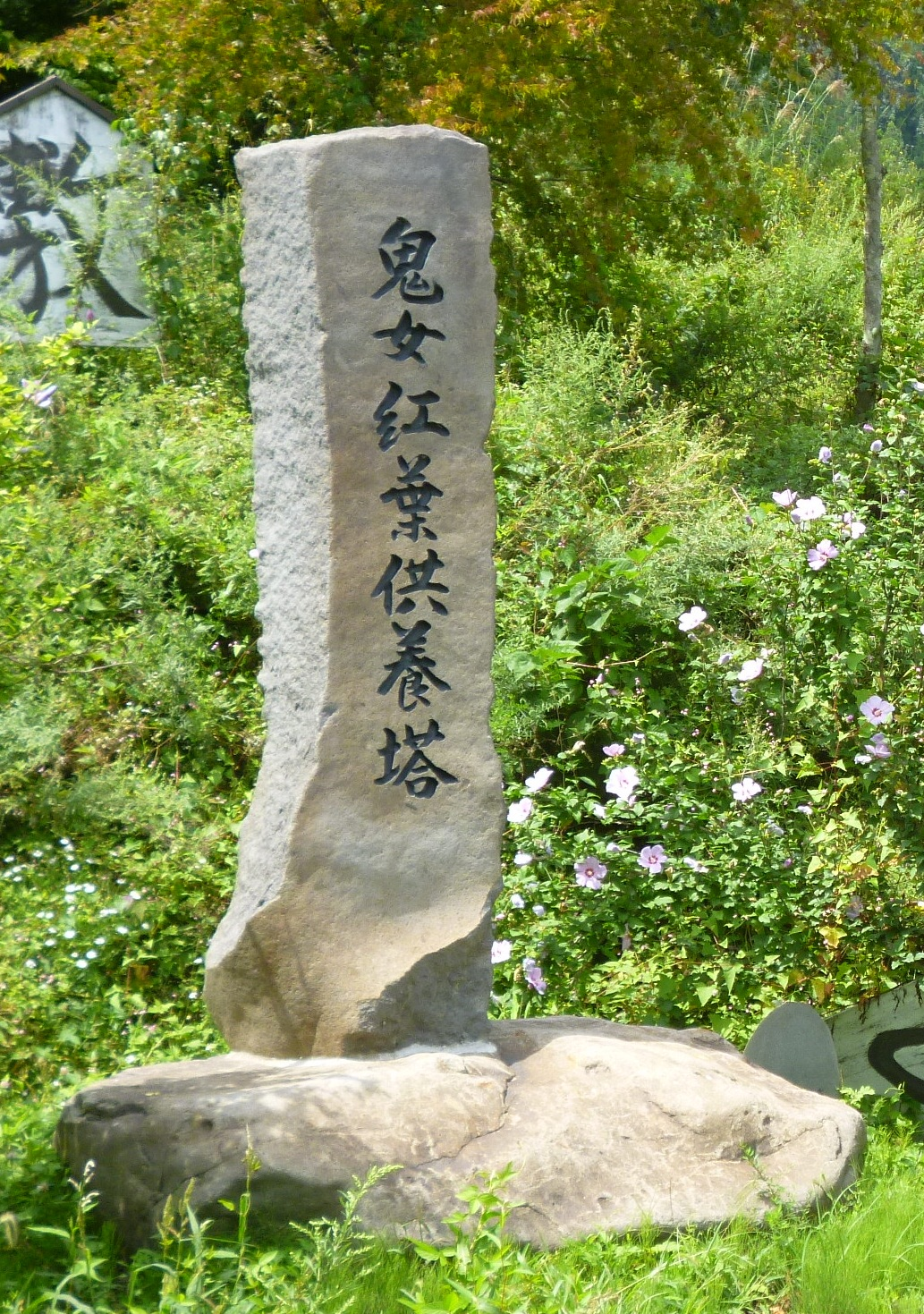
旧鬼無里村根上地区にある内裏屋敷跡地鬼女紅葉供養塔

- 長野マラソン
- 仏都花祭り
- おたや（御旅屋）祭り
- 飯綱火祭り
- 善光寺お盆縁日
- 信州新町納涼大会
- 川中島古戦場まつり
- 長野えびす講煙火大会

### 伝説
- 善光寺
  - 善光寺だけでも多数の伝説がある。善光寺#伝説参照。
- 天岩戸伝説
  - 神々の時代、天照大神が怒り、天岩戸の中に隠れてしまった。困った神々は天照大神の隠れた岩戸の前でにぎやかに歌い、踊った。その様子を聞いた天照大神が岩戸を少し開けたとき、手力雄命がその岩戸を引き開けて飛ばしてしまった。その岩戸の落ちた場所が、今の戸隠だという。

- ダイダラボッチ伝説
  - ダイダラボッチが飯縄山に座り、一歩踏み出したときに湿地帯に足がはまってしまった。そうしてできたのが大座法師池だという。
- 鬼女紅葉伝説
  - 平安時代、紅葉という女性が京の都から水無瀬（今の鬼無里）に追放されてきた。紅葉は妖術で村を荒らすようになり、鬼女と呼ばれるようになった。朝廷は平維茂に鬼女退治を命じる。維茂は征伐に向かうが、最初は太刀打ちできず失敗してしまう。そこで維茂は上田の別所にある北向観音に祈願した。すると紅葉の妖術は聞かなくなり、退治に成功。水無瀬は「鬼無里」と呼ばれるようになったという。
- 一夜山の鬼伝説
  - 天武天皇が遷都を計画し、その候補地に水無瀬（今の鬼無里）がよいのではないかという案が出た。それを知った水無瀬の鬼たちは、都ができぬように里の真ん中に山を造ってしまった。そのために遷都ができなくなり、天武天皇は阿倍比羅夫に命じて鬼たちを退治してしまった。このときから水無瀬は鬼無里と呼ばれるようになったという。また、鬼たちがつくった山を一夜山と呼ぶようになったともいう。

## スポーツチーム
野球
- 信濃グランセローズ：株式会社長野県民球団が市内に本社置いている。日本プロ野球独立リーグのBCリーグに所属する。
- 信越硬式野球クラブ（旧：NTT信越硬式野球部）：当市に本拠地を置くJABA社会人野球のクラブチーム。

サッカー
- AC長野パルセイロ：当市に本拠地を置くサッカークラブ。
- AC長野パルセイロ・レディース：長野市に本拠を置く女子サッカークラブ。

フットサル
- ボアルース長野：長野市に本拠を置くフットサルクラブ。

バスケットボール
- 信州ブレイブウォリアーズ：長野市、千曲市などに拠点を置くバスケットボールクラブ。

## 出身・関連著名人

### 近代以前の人物
- 青木儀作 - 煙火師
- 青木雪卿 - 武士・絵師
- 石坂周造 - 石油事業者
- 井上操 - 法律家
- 今井武夫 - 陸軍軍人
- 岩下清周 - 実業家
- 岩下貞融 - 国学者・歴史家
- 大里忠一郎 - 製糸家
- 大平喜間多 - 郷土史家
- 恩田民親 - 松代藩家老
- 川上冬崖 - 洋画家
- 川村麒山 - 書家
- 北村四海 - 彫刻家
- 沓掛なか子 - 歌人
- 草川信 - 作曲家
- 倉田葛三 - 俳人
- 栗林忠道 - 陸軍軍人
- 河野通勢 - 洋画家
- 小坂善之助 - 政治家、実業家
- 小林暢 - 実業家、政治家
- 小松謙次郎 - 政治家
- 佐久間象山 - 武士・儒学者・兵学者
- 真田信之 - 松代藩初代藩主
- 鈴木梅四郎 - 実業家、政治家
- 慈延 - 僧・歌人
- 関山仙太夫 - 囲碁棋士
- 田中穂積 - 経済学者
- 冢田大峯 - 儒学者
- 津村信夫 - 詩人
- 寺島宗伴 - 和算家
- 等順 - 僧・善光寺別当大勧進第80世
- 常田壬太郎 - 船大工
- 富岡永洗 - 日本画家
- 戸谷敏之 - 経済学者、歴史学者
- 羽志主水 - 小説家
- 藤原銀次郎 - 実業家
- 藤原善九郎 - 煙火師
- 堀内文次郎 - 軍人、スキー発展に尽力
- 三沢勝衛 - 教育者・地理学者
- 峯村白斎 - 俳人
- 宮入慶之助 - 寄生虫・衛生学者
- 松井須磨子 - 女優
- 松本総吾 - 牧師
- 丸山幹治 - ジャーナリスト
- 茂呂何丸 - 俳人・俳学者
- 槍ヶ嶽峯五郎 - 力士
- 横田秀雄 - 大審院長、明治大学総長
- 鷲ヶ濱音右エ門 － 力士
- 和田英 - 工女
- 渡辺驥  - 大審院検事長

### 政財界
- 青木一男 - 財務官僚、参議院議員
- 今井勇 - 厚生大臣
- 内堀雅雄 - 福島県知事
- 金井政明 - 実業家、良品計画社長
- 北澤俊美 - 防衛大臣
- 小坂憲次 - 文部科学大臣
- 小坂善太郎 - 外務大臣
- 小坂順造 - 実業家、政治家
- 小坂徳三郎 - 運輸大臣
- 小山峰男 - 参議院議員
- 田中秀征 - 経済企画庁長官、政治学者
- 林利勇 - 実業家、ヒューテックノオリン創業者
- 樋口高顕 - 千代田区長
- 平木大作 - 復興副大臣
- 曲渕文昭 - 実業家、アルピコホールディングス社長
- 丸田芳郎 - 実業家、花王社長、会長
- 宮沢隆仁 - 衆議院議員
- 義家弘介 - 法務副大臣、文部科学副大臣
- 若林正俊 - 農林水産大臣、環境大臣
- 鷲澤正一 - 長野市長
- 和田恭良 - 長野県副知事、長野県社会福祉事業団理事長

### 法曹界
- 才口千晴 - 最高裁判所裁判官

### 官界
- 池田憲治 - 自治・総務官僚。宮内庁次長

### 学界・教育界

#### 社会科学・人文科学
- 小林計一郎 - 歴史家・郷土史家
- 田中穂積 - 法学
- 中村彰憲 - 経営学
- 花岡信昭 - 政治評論家
- 宝月圭吾 - 歴史学
- 丸山幹治 - 政治評論家
- 宮沢俊義 - 憲法学、日本野球機構コミッショナー
- 山岸敬子 - 行政法
- 山田欣吾 - 歴史学
- 若林正丈 - 政治学
- 玉城司 - 国文学

#### 自然科学
- 秋元波留夫 - 精神医学
- 今井勇之進 - 金属工学
- 岡田弘 - 地球科学
- 北村晃寿 - 地球科学
- 田中豊 - 土木技師
- 長岡亮介 - 数学
- 西沢一俊 - 化学
- 宝月欣二 - 植物学
- 八木健三 - 岩石学
- 若槻哲雄 -物理学者

### 文学
- 猪瀬直樹 - 作家、政治家
- 小林照幸 - 作家
- 日垣隆 - 作家
- マブソン青眼 - 俳人
- 山田真美 - 作家
- 山口泉 - 小説家
- 三神万里子 - ジャーナリスト

### 芸術
- 池田満寿夫 - 版画家
- 上野誠 (版画家)
- 藤井令太郎 - 洋画家
- 篠原新三 - 水彩画家
- 岨手由貴子 - 映画監督
- 千野共美 - 華道
- 永島四郎 - 華道
- 堀内真直 - 映画監督
- 瑞穂春海 - 映画監督
- 山中瑶子 - 映画監督
- 横井弘三 - 洋画家

### サブカルチャー
- 内田保憲 - 映像作家
- カラサワイサオ - アクション監督
- 川嶋龍太郎 - テレビプロデューサー
- 小林英造 - 脚本家
- 小林雄次 - 脚本家
- 下條よしあき - 漫画家
- 須田剛一 - ゲームデザイナー
- 塚田庄英 - アニメーター
- 中山史郎 - テレビディレクター、演出家
- 野村達雄 - ゲームクリエイター
- 兵頭二十八 - 軍事ライター
- 真島ヒロ - 漫画家
- 宮尾佳和 - メカニックデザイナー、アニメ監督

### 芸能
- 天城れいん - 宝塚歌劇団花組男役
- 市川春代 - 女優
- 伊藤かな恵 - 声優
- 岩崎紘子 - 作家、タレント
- 大久保ノブオ - ポカスカジャン
- 岡村文子 - 女優
- 小林尊 - フードファイター
- 清瀬やえこ - 女優
- 倉石功 - 俳優
- 酒井波湖 - 俳優
- 島田秀平 - 手相占い師
- 清水まなぶ - 歌手・俳優
- 徳川ミキ - 俳優
- ともさかりえ - 女優
- 新田恵海 - 声優
- 秦瑞穂 - 女優
- 樋口日奈 - 乃木坂46メンバー
- 星セント - 漫才師
- 本多知恵子 - 声優
- 松井由貴美 - ファッションモデル
- 水谷大輔 - 俳優
- 宮下ジェイミー静 - タレント
- もう中学生 - お笑い芸人
- YOFFY - サイキックラバー

### 報道機関
- 五十嵐竜馬 - 読売テレビアナウンサー
- 伊東秀一 - 元テレビ信州アナウンサー
- 太田恒太郎 - 元信越放送アナウンサー
- 倉田大誠 - フジテレビアナウンサー
- 久保正彰 - 信越放送アナウンサー
- 久保田浩史 - 高知放送アナウンサー
- 小松美帆 - 元信越放送アナウンサー
- 斎藤陽子 - タレント、長野朝日放送元アナウンサー
- 坂橋克明 - 元信越放送アナウンサー 、フリーパーソナリティ
- 田村泰崇 - NHKアナウンサー
- 冨坂和男 - NHKアナウンサー
- 中澤輝 - NHKアナウンサー
- 丸山幹治 - 信越放送アナウンサー
- 三島さやか - 信越放送アナウンサー
- 山田康弘 - NHKアナウンサー

### 音楽
- 青山陽一 - シンガー・ソングライター
- 阿木燿子 - 作詞家
- 海沼實 - 作曲家
- 杵淵直都 - ピアノ調律師
- 小山清茂 - 作曲家
- coba - アコーディオニスト
- 坂口淳 - 作詞家
- 真田志ん - 八橋流・箏曲伝承者
- SUKISHA - シンガー・トラックメイカー
- 傳田真央 - 歌手
- 羽賀朱音 - 「モーニング娘。」のメンバー
- 為永幸音 - 「アンジュルム」（ハロー!プロジェクト）のメンバー
- ヒグチアイ - シンガーソングライター
- 松坂勇介 - ギタリスト
- maya(LM.C) - ロックシンガー・ギタリスト
- 水谷大輔 - 歌手
- 宮川真衣 - シンガー・ソングライター
- 宮下富実夫 - ヒーリングミュージック・ミュージックセラピー
- ユウト(PENTAGON) - K-POPグループ「PENTAGON」の日本人メンバー
- YOU THE ROCK☆ - ラッパー
- 山上武夫 - 作詞家
- 山本貴志 - ピアニスト
- 綿内克幸 - シンガー・ソングライター

### スポーツ
- 青木辰子 - パラリンピックメダリスト（アルペンスキー選手）
- 青野和人 - バスケットボール選手
- 新井光 - サッカー選手
- 宇都宮正 - 元バスケットボール選手
- 岡田伊津美 - ゴルファー
- 小口貴久 - リュージュ選手
- 笠原歩 - 元ラグビー選手
- 金子千尋 - 野球選手
- 蒲原唯 - 女子プロレスラー
- 川船暁海 - サッカー選手
- 二十一代目木村庄之助 - 相撲行司
- 小関桃 - ボクサー
- 小西陽向 - サッカー選手
- 小林聡 - キックボクサー
- 佐藤亮太 - 元野球選手
- 鈴木悠太 - サッカー選手
- 田中聡 - サッカー選手
- 戸井田カツヤ - 総合格闘家
- 直江大輔 - 野球選手
- 中村恵実 - サッカー選手
- 白田博子 - バレーボール選手
- 箱山愛香 - 元アーティスティックスイミング選手
- 平野星矢 - 自転車競技選手
- 町田行彦 - 野球選手
- 松橋周平 - プロラグビー選手
- 松橋慶季 - 野球選手
- 松本慶彦 - バレーボール選手
- 峯村沙紀 - バレーボール選手
- 宮崎剛 - 野球選手
- 宮澤太成 - 野球選手
- 宮澤崇史 - 自転車競技選手
- 山岡聡子 - スノーボーダー
- 横山航太 - 自転車競技選手
- 論田愛空隆 - 総合格闘家
- 伊藤崇之 - アイスホッケー選手
- 伊藤俊之 - アイスホッケー選手

### 囲碁・将棋
- 田中悠一 - 将棋棋士
- 丸田祐三 - 将棋棋士

## 長野市を舞台・ロケ地にした作品
- 生存～LifE～（漫画・ドラマ）画・かわぐちかいじ、原作・福本伸行
- 信濃のコロンボシリーズ（小説・ドラマ）著・内田康夫
- 五分後の世界1&2（小説）著・村上龍
- けいさつのおにーさん（漫画）からけみ - 権堂町交番が舞台。
- 仮面ライダークウガ（2000 - 2001：テレビ　特撮）- 劇中序盤の舞台およびロケ

### アニメ
- 世紀末オカルト学院（2010：テレビ）- 主な舞台は松代地区
- 空の境界（2013：映画） - アクアウィング　檀田通り[48]
- 長門有希ちゃんの消失（2015：テレビ）- 主な舞台は兵庫県西宮市だが、作中の旅行先で善光寺とその周辺が登場する。
- ツルネ -風舞高校弓道部-（1期 2018、2期 2023：テレビ） - 長野高校と長野西高校がモデル。
- 名探偵コナン 隻眼の残像（2025：映画） - 長野駅や善光寺周辺が登場。

### 映画
- 野菊の如く君なりき（1955） - 千曲川関崎橋周辺　若里姫塚[48]
- 喜びも悲しみも幾年月（1957） - 西尾張部　八幡神社[48]
- 風花（1959） - 千曲川（関崎橋周辺） 若穂　村山（小坂家）[48]
- 笛吹川（1960） - 千曲川関崎橋周辺[48]
- 黒の死球（1963） - 長野駅東口(旧レンガ倉庫)　二線路通り　など[48]
- トラック野郎・熱風5000キロ（1979） - 善光寺、真田邸、飯綱高原、川中島古戦場、旧長野駅前、旧長野中央青果市場他[48]
- 羊のうた（2002） - NTT東日本長野病院　植木商店[48]
- 蝉しぐれ（2005） - 文武学校[48]
- 転校生-さよなら あなた-（2007） - 善光寺周辺一帯　松代　戸隠[48]
- ネガティブハッピー・チェーンソーエッヂ（2008） - アクアウィング[48]
- ラストゲーム 最後の早慶戦（2008） - 文武学校　旧長野県庁舎（自治研修所）[48]
- 凍える鏡（2008） - 豊野ひがし保育園　長野市豊野支所　他[48]
- 山桜（2008） - 文武学校　松代城跡、真田邸（真田公園）[48]
- クラシコ（2010） - AC長野パルセイロのドキュメンタリー。
- 花のあと（2010） - 文武学校、松代城跡[48]
- 学校をつくろう（2011） - 文武学校　横田家住宅[48]
- 君へ。（2011） - 鬼無里[48]
- 清須会議（2013） - 松代城跡[48]
- 蜩ノ記（2014） - 文武学校[48]
- るろうに剣心 伝説の最期編（2014） - 旧長野県庁舎（自治研修所）[48]
- アイスマン（2014年の映画） - 戸隠スキー場[48]
- 海月姫（2014） - 旧長野県庁舎（自治研修所）内　備品[48]
- 64-ロクヨン- （2016）
- 殿、利息でござる！（2016） - 松代（真田邸、文武学校、松代城跡、加賀井温泉）[48]
- ホテルコパン（2016） - 長野駅前　今井ニュータウン他[48]
- 紅い襷〜富岡製糸場物語〜（2017） - 旧横田家住宅。[48]和田英を描いている。
- 仮面ライダーアマゾンズ THE MOVIE 最後ノ審判（2017） - 旧長野県庁舎、大座法師池、鏡池、大望峠、長野県道506号戸隠高原浅川線[48]
- 散り椿（2018） - 文武学校　真田勘解由家[48]
- ニセコイ（2018） - 戸隠神社奥社参道　戸隠牧場[48]
- 楽園（2019年の映画） - 長野市戸隠上祖山平出集落、長野市豊野町蟹沢 大蔵そば(ヤングイレブン)[48]
- 兄消える（2019） - JR長野駅善光寺口駅前広場[48]
- サヨナラまでの30分（2020） - 善光寺仲見世通り(高田屋銘産店、滝屋本店)、大門町(玉屋長野大門)、妻科神社、松代の個人住宅(主人公：颯太の部屋)[48]
- るろうに剣心　最終章 The Final（2021） - 旧長野県庁舎[48]
- ペルセポネーの泪（2021） - 長野市内では旧信濃川田駅
- 流浪の月（2022） - 主な舞台は松本市だが、長野市役所周辺も使用されている。
- 峠 最後のサムライ（2022） - 旧文武学校[49]
- 嘘つきな君へ（2024）- 信州新町